# Okręt podwodny
Okręt podwodny – wojskowa jednostka pływająca, okręt konstrukcyjnie przystosowany do prowadzenia działań i operacji zarówno na powierzchni, jak i pod wodą; współcześnie jedna z głównych klas okrętów. Okręty podwodne zdolne są do samodzielnego zanurzenia i wynurzenia oraz kontrolowanego pływania pod wodą, a także do prowadzenia w tym środowisku walki oraz innych działań operacyjnych.
Okręty podwodne poruszają się na powierzchni dzięki wykorzystaniu zasad rządzących pływalnością. Zanurzają się i utrzymują głębokość zanurzenia przez kontrolowane osiągnięcie pływalności ujemnej, a następnie zerowej; wynurzają z kolei za pomocą sterów głębokości, a w fazie końcowej wynurzania – przez spowodowanie pływalności dodatniej. Napęd jednostek tej klasy zapewniany jest najczęściej przez silnik Diesla (na powierzchni) i silniki elektryczne (w zanurzeniu), które za pośrednictwem przekładni i wału napędowego powodują obrót śruby okrętowej.
Intensywny rozwój tej klasy okrętów zapoczątkowano w drugiej połowie XIX wieku; za prekursora budowy nowoczesnych okrętów podwodnych umownie uznaje się Amerykanina Johna Hollanda, który jako pierwszy skonstruował okręt podwodny z napędem silnikowym zarówno w położeniu nawodnym, jak i podwodnym. Pierwsze jednostki podwodne powstały bez wsparcia rządów państw – były dziełem prywatnych wynalazców-entuzjastów, zafascynowanych możliwością pływania i walki pod wodą. Wkrótce jednak władze zaczęły doceniać ich potencjał bojowy i w krajach takich, jak Stany Zjednoczone czy Imperium Rosyjskie, zaczęto je przyjmować do uzbrojenia flot wojennych. Po raz pierwszy okręty podwodne odegrały znaczącą rolę w trakcie I wojny światowej, w której brały udział w składzie flot wszystkich najważniejszych uczestników. Dotychczasowe apogeum ich wojennego wykorzystania nastąpiło w trakcie II wojny światowej, kiedy szybko stały się jedną z najważniejszych klas okrętów w wojnie morskiej na wszystkich głównych teatrach działań. Doświadczenia wojenne i zimna wojna zintensyfikowały powojenny rozwój techniczny okrętów podwodnych, co przyniosło rozwój technologiczny w postaci wprowadzenia napędu jądrowego, a także nasilenie prac nad możliwością użycia napędu niejądrowego, który umożliwiałby pływanie podwodne o dużym stopniu uniezależnienia od dostępu do powietrza atmosferycznego. Rozwój technologiczny w tej dziedzinie okrętownictwa doprowadził do zmiany dotychczasowych paradygmatów zwalczania okrętów podwodnych (ZOP), zgodnie z którymi zanurzone jednostki podwodne uznawano za stosunkowo łatwo wykrywalne pod wodą przy pomocy dostępnych technik ZOP. Jak dowiódł brytyjsko-argentyński konflikt falklandzki, a także szereg postzimnowojennych ćwiczeń sił ZOP, współczesne okręty podwodne są w praktyce niewykrywalne pod wodą przy użyciu współczesnych metod technicznych, natomiast siła ognia oraz wielorakość zastosowań czynią z nich jeden z najpotężniejszych oręży współczesnego pola walki.
Okręty podwodne fundamentalnie różnią się od jednostek nawodnych. Z uwagi na fakt, że działają w środowisku podwodnym, w przeciwieństwie do jednostek nawodnych i samolotów najlepiej sprawdzają się w izolacji. Wymagają też unikalnej kombinacji uzbrojenia i sensorów oraz taktyki opartej na niewykrywalności i zaskoczeniu. Najlepiej sprawdzają się w nagłym ataku torpedowym lub rakietowym, wojnie na wyniszczenie i jako platformy ataku na ląd pojedynczą salwą. Najmniej natomiast sprawdzają się w operacjach wymagających długotrwałej ekspozycji i twardej obrony. Ze strategicznego punktu widzenia, okręty podwodne łamią klasyczną zasadę wynikającą z doktryny Mahana, nakazującą dla pokonania przeciwnika w wojnie zniszczyć trzon jego floty. Zamiast tego, pozwalają na ominięcie klasycznej bitwy z flotą przeciwnika i pokonanie go przez różne formy bezpośredniego ataku na państwo.

## Rozwój i działania okrętów podwodnych

### Najwcześniejsze konstrukcje
Ludzkość co najmniej od czasów Aleksandra Macedońskiego zafascynowana była możliwością pływania podwodnego. Szybko też pojawiły się propozycje wykorzystania jednostek zdolnych do zanurzenia do ataku na wrogie okręty bądź porty. Wczesne konstrukcje tego rodzaju były jednak efektem talentu poszczególnych entuzjastów, nie zaś przemyślanego zapotrzebowania władców i państw. Prawdopodobnie pierwszym człowiekiem, którego konstrukcja udanie przepłynęła pod wodą, był Korneliusz Drebbel. W 1623 roku jego napędzana przez 12 wioślarzy jednostka odbyła podwodną podróż wzdłuż Tamizy w Londynie zanurzając się na głębokość 15 stóp. Jakkolwiek świadkowie opisali wydarzenie, nie zachowały się żadne opisy konstrukcji ani ilustracje. W 1634 roku francuski duchowny, ojciec Marina Mersenne, jako pierwszy uznał, że łódź podwodna powinna mieć okrągły przekrój oraz symetryczny kształt wrzecionowaty, a najlepszym możliwym materiałem użytym do budowy konstrukcji będzie metal (proponował miedź) zamiast drewna. Uważał, że taka konstrukcja najlepiej wytrzyma ciśnienie oraz zachowa zdolność manewrową. Mersenne znacznie wyprzedzał prace nad rozwojem konstrukcji łodzi podwodnych, bowiem praktyczne zastosowanie jego zaleceń nastąpiło dopiero w połowie XIX wieku.

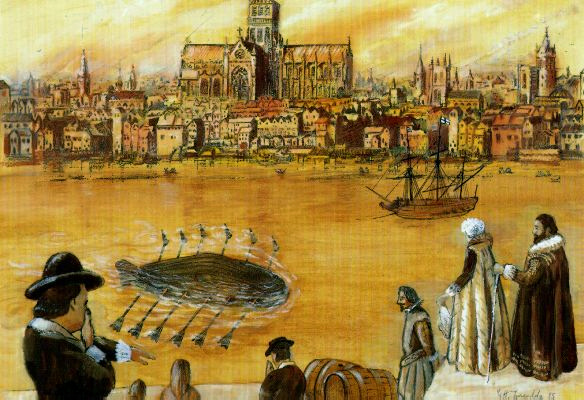
Obraz z XVII wieku przedstawiający łódź podwodną Drebbela

W osiemnastym i dziewiętnastym stuleciu najbardziej płodni w zakresie pojazdów podwodnych byli wynalazcy z Rosji, jednakże niewiele z ich konstrukcji przeszło z etapu koncepcyjnego do realizacji. Car Piotr I Wielki wsparł propozycję Jefima Nikonowa, który zaoferował budowę „łodzi podwodnej” uzbrojonej w „ogniste rury”, stanowiące wczesną europejską formę pocisków rakietowych. Prototyp ukończono w 1720 roku, jednak mimo sukcesu podczas demonstracji, nie wszedł do produkcji, przede wszystkim z powodu problemów ze szczelnością i śmierci władcy w 1725 roku. Prawdopodobnie pierwszym człowiekiem, który rzeczywiście użył jednostki podwodnej w walce, był Amerykanin David Bushnell. Dowiódł on możliwości podwodnej eksplozji prochu i skonstruował bombę zegarową. Zamierzając zastosować oba wynalazki przeciw brytyjskim okrętom utrzymującym blokadę morską portu Nowy Jork w trakcie amerykańskiej wojny o niepodległość, w 1776 roku zbudował swój pierwszy okręt podwodny o nazwie „Turtle”. Drewniany pojazd umożliwiał zmieszczenie jednoosobowej załogi oraz przekładni umożliwiającej poruszanie za pomocą siły mięśni, osiągał on prędkość około 3 węzłów i magazynował zapas powietrza wystarczający na około trzydziestominutowy rejs podwodny. Odczepiany ładunek wybuchowy skonstruowano w taki sposób, aby było możliwe przyśrubowanie go do kadłuba wrogiego okrętu, a eksplozja nastąpiła po oddaleniu się „Turtle’a” na bezpieczną odległość.

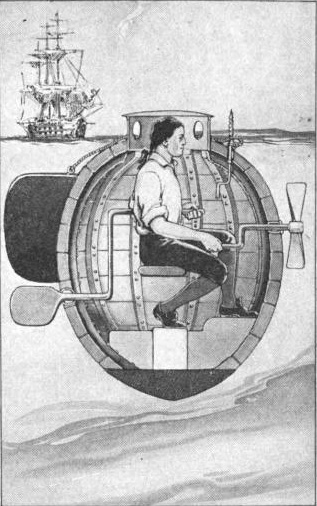
„Turtle” według ilustracji z 1916 roku

W celu obsługi swojego okrętu i wykonania ataku, Bushnell wyszkolił ochotnika nazwiskiem Ezra Lee, który zaatakował flagowy okręt admirała Richarda Howe’a HMS „Eagle”. Atak „Turtle’a” na „Eagle’a” nie był jednak udany.
Następne próby skonstruowania sprawnego okrętu podwodnego związane były z osobą Roberta Fultona. Choć prezentacja modelu konstrukcji dla francuskiego ministerstwa marynarki była udana, nie zdecydowano się zamówić okrętów tej klasy. Przez następne trzy lata Fulton podróżował po Europie, oferując okręty podwodne wielu rządom. W roku 1800 powrócił do Francji, gdzie nowy Pierwszy Konsul Napoléon Bonaparte udzielił mu grantu na budowę okrętu. Nowy okręt podwodny Fultona, „Nautilusa”, ukończono w maju 1801 roku. Atakować miał w podobny sposób jak „Turtle” – przez przyłączenie ładunku wybuchowego do kadłuba wrogiego okrętu. Przeprowadzony opodal Brestu test na starym szkunerze uwieńczony został sukcesem – cel wysadzono w powietrze. Mimo sukcesu Napoleon oświadczył, że „Nautilus” jest niehonorowy, w związku z czym nie zostanie kupiony. Jego prawdziwym celem jednakże było skopiowanie okrętu bez płacenia za to.

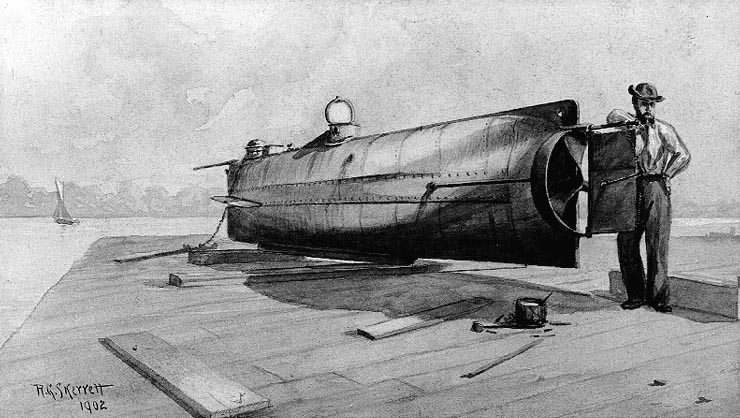
Rycina przedstawiająca „Hunleya” w Charlestonie 6 grudnia 1863 roku

W trakcie wojny brytyjsko-amerykańskiej 1812 roku, twórca „Turtle’a”, David Bushnell, zbudował kolejną „łódź podwodną”, która na kotwicowisku New London w stanie Connecticut bez powodzenia zaatakowała HMS „Ramillies”. Jednym z najbardziej znaczących konstruktorów okrętów podwodnych drugiej połowy dziewiętnastego wieku był Niemiec Wilhelm Bauer. Między rokiem 1850 a 1875 zaprojektował kilka jednostek podwodnych, których projekty usiłował sprzedać rządom Niemiec, Francji, Wielkiej Brytanii, Rosji, Austrii oraz Stanów Zjednoczonych. Prototyp okrętu „Brandtaucher” Bauer zbudował w 1850 roku w należącej do Augusta Howaldta stoczni w Kilonii. Okręt wziął udział w I wojnie o Szlezwik, gdzie w znacznym stopniu przyczynił się do odsunięcia od brzegu duńskiej floty blokującej Kilonię.

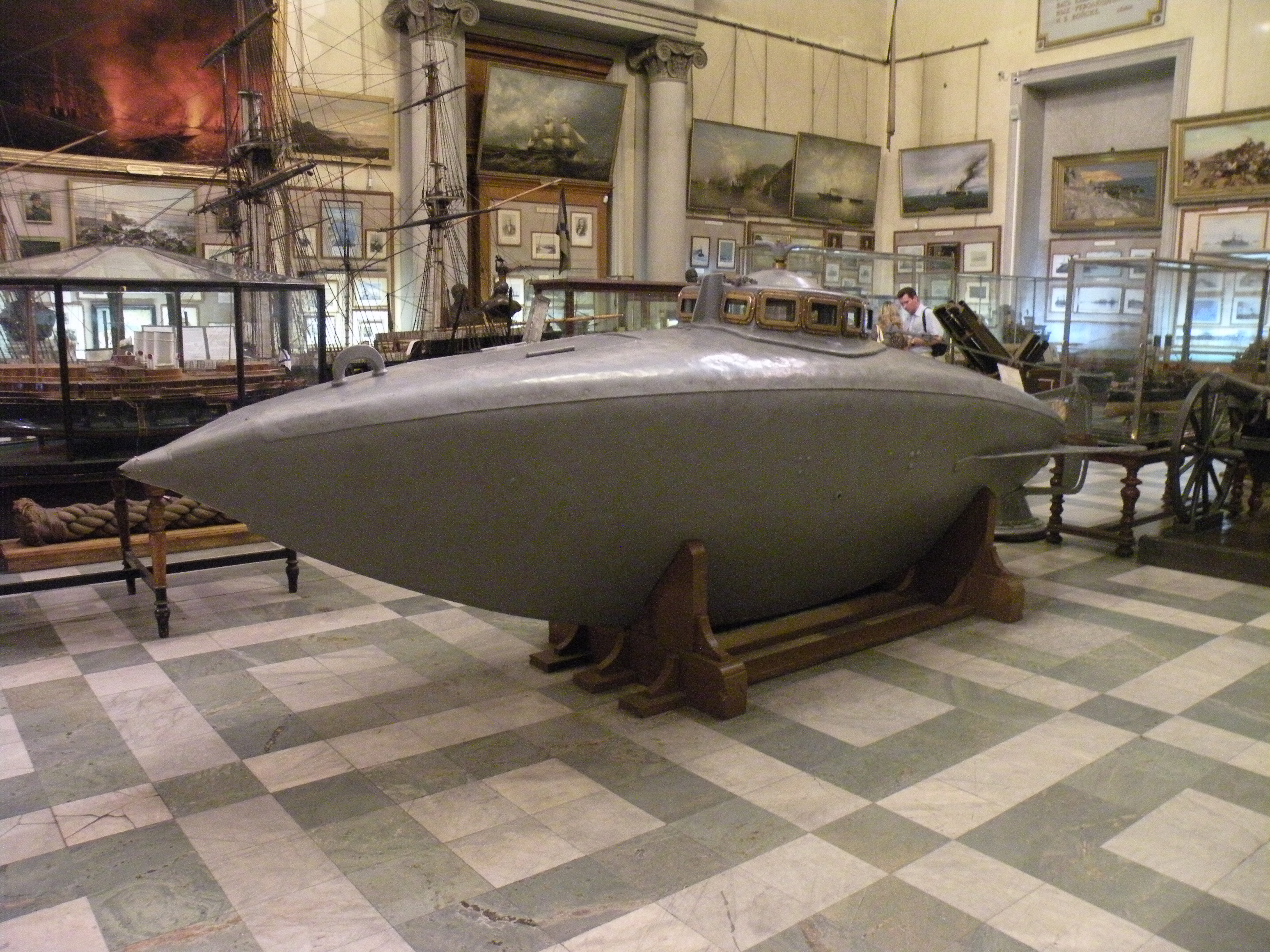
Łódź podwodna Stefana Drzewieckiego

Pierwszym na świecie okrętem podwodnym, który przeprowadził skuteczną akcję bojową, był konfederacki okręt „Hunley”, o napędzie mięśniowym. 17 lutego 1864 roku, w trakcie amerykańskiej wojny secesyjnej, zatopił on należący do Unii USS „Housatonic”. Jednostka Konfederacji zdetonowała przy kadłubie „Housatonica” podczepioną na wytyku „torpedę” (jak wówczas nazywano miny), która spowodowała eksplozję magazynu amunicji okrętu Unii, lecz „Hunley” zatonął po akcji. Śmierć poniosło 5 członków załogi „Housatonica”. Jakkolwiek „Hunley” zatopił nieprzyjacielski okręt, więcej marynarzy – 21, zginęło na nim podczas wypadków i akcji bojowej, niż na pokładzie zatopionego okrętu. Również stany północne zainteresowane były budową okrętów tej klasy.
Wybuch wojny rosyjsko-tureckiej w 1877 roku przekonał wielkiego księcia Konstantego do wsparcia polskiego inżyniera Stefana Drzewieckiego, który wybudował i przetestował dwie udane konstrukcje małych łodzi podwodnych napędzanych siłą mięśni ludzkich, co doprowadziło do budowy w Sankt Petersburgu serii 50 jednostek dla rosyjskiego ministerstwa wojny. Armia rosyjska skierowała je do obrony Kronsztadu i Sewastopola, a w roku 1885 przejęła je marynarka wojenna Rosji. Ta jednak wkrótce uznała je za nieefektywne, sam Drzewiecki zaś w 1887 roku wyemigrował do Francji, gdzie stworzył kilka projektów okrętów półzanurzalnych.

### Wczesne jednostki z napędem silnikowym

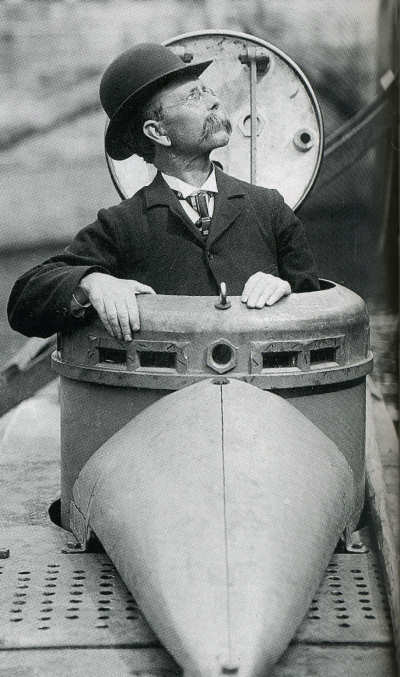
John Holland

W drugiej połowie XIX wieku prace nad konstrukcjami okrętów podwodnych prowadziło wielu innowatorów, zwłaszcza Thorsten Nordenfelt w Szwecji, Wilhelm Bauer w Niemczech, Maxime Laubeuf we Francji oraz John Holland i Simon Lake w Stanach Zjednoczonych. Pionierami w konstrukcji nowoczesnych okrętów podwodnych z napędem silnikowym byli jednakże Amerykanie. W pierwszej kolejności należy zaliczyć do nich Johna Hollanda – konstruktora i wynalazcę, który w 1878 roku zwodował swój pierwszy okręt podwodny o długości 14 stóp (4,26 m), korzystając ze wsparcia finansowego antybrytyjskiego Bractwa Feńskiego. Jego drugi okręt, „Finian Ram” o długości 31 stóp (9,44 m), miał już być okrętem bojowym. Wyposażony był w benzynowy silnik o mocy 15 KM, zanurzał się zaś, utrzymywał głębokość i wynurzał nie dzięki balastowi, ale sterom głębokości, z zachowaniem niewielkiej rezerwy wyporu hydrostatycznego. Uzbrojony był w pneumatyczną armatę, która mogła wystrzelić podwodną torpedę o długości 6 stóp (1,8 m). Jeszcze w trakcie testów „Finian Rama”, Holland wraz Edmundem Zalinskim – wynalazcą pochodzącym z terenów Polski – utworzył przedsiębiorstwo Nautilus Submarine Boat Company, które rozpoczęło budowę jednostki „Holland III”, a następnie „Holland IV”. W wyniku nieudanego wodowania 4 września 1885 roku okręt zatonął. Został wydobyty, naprawiony i przetestowany, jednak wspólnikom nie udało się znaleźć nabywcy dla jednostki i przedsiębiorstwo przestało istnieć jesienią 1886 roku.

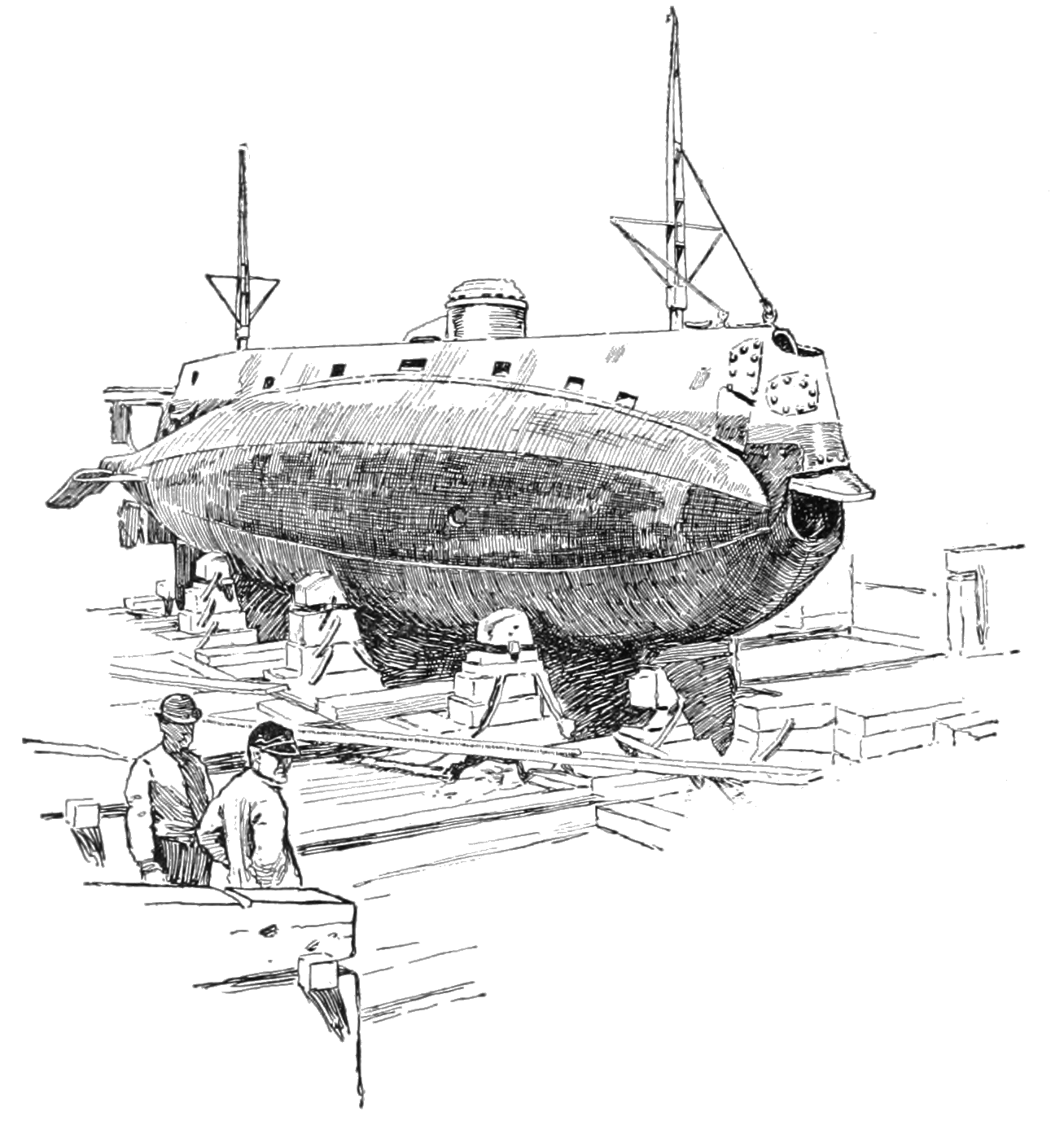
„Holland VI” w suchym doku

17 maja 1897 roku John Holland zwodował pojazd podwodny napędzany silnikiem benzynowym na powierzchni i czerpaną z akumulatorów energią elektryczną w zanurzeniu. Okręt, oznaczany pierwotnie jako „Holland VI”, był pierwszym na świecie okrętem podwodnym o „klasycznym” napędzie, opartym na wykorzystaniu silnika spalinowego na powierzchni i elektrycznego w głębinie. Jednostka o wyporności 64 ton na powierzchni i 76 ton pod wodą uzbrojona była w wyrzutnię torpedową kalibru 457 mm na dziobie okrętu i trzy torpedy, a także dwa działa dynamitowe – jedno zwrócone do przodu, drugie do tyłu. „Holland VI” został zakupiony przez United States Navy 11 kwietnia 1900 roku, a 12 października 1900 roku, oficjalnie wszedł do służby w US Navy jako USS „Holland”. Następny projekt, „Holland VII”, odniósł spektakularny sukces – w liczbie 24 egzemplarzy służył we flotach Stanów Zjednoczonych, Wielkiej Brytanii, Rosji, Japonii oraz Holandii, stając się punktem wyjścia do dalszego rozwoju konstrukcji podwodnych tych krajów.
John Holland miał jednak poważnego rywala w walce o względy amerykańskiej marynarki wojennej – Simona Lake’a, zwanego dzisiaj „ojcem nowoczesnych okrętów podwodnych”. Lake założył przedsiębiorstwo Lake Submarine Company, które zbudowało okręty „Argonaut Junior” i „Argonaut”; drugi z nich jako pierwszy na świecie z sukcesem operował na otwartym morzu. Największym wkładem Lake’a było opracowanie działających sterów głębokości, które zostały wprzęgnięte w proces zanurzania okrętu, utrzymywania głębokości i wynurzania. Pierwsze okręty Lake’a nie zyskały uznania w oczach US Navy, ich plany zostały jednak sprzedane do Rosji i Austro-Węgier (typ U-1), z racji zaś słabej ochrony patentowej, zastosowane w nich rozwiązania zostały w całości przejęte przez największą i najważniejszą niemiecką stocznię okrętową, Friedrich Krupp Germaniawerft w Kilonii i jej głównego konstruktora okrętów podwodnych, Raimonda Lorenza D’Equevilley-Montjustina, do produkcji jej pierwszych jednostek podwodnych, sprzedawanych Rosji, Austro-Węgrom, Norwegii i niemieckiej marynarce wojennej.
Niezwykle istotne dla rozwoju okrętów podwodnych były prace konstrukcyjne francuskiego inżyniera Maxime’a Laubeufa. W 1898 roku francuska Marine nationale ogłosiła międzynarodowy konkurs na projekt okrętu podwodnego, którego zwycięzcą została konstrukcja Laubeufa o nazwie „Narval”. Mimo że wiele aspektów konstrukcyjnych tego okrętu nie przeżyło samej jednostki, Laubeuf po raz pierwszy zastosował w nim fundamentalne dla rozwoju tej klasy rozwiązanie – podwójny kadłub, złożony z wewnętrznego kadłuba sztywnego (ciśnieniowego) i zewnętrznego kadłuba lekkiego. Zadaniem pierwszego było wytrzymanie ciśnienia wody, podczas gdy zewnętrzny kadłub lekki miał polepszać możliwości w zakresie pływania na powierzchni. Pomiędzy kadłubami znajdowały się zbiorniki balastowe i trymujące. Taka konfiguracja kadłuba dominowała w budownictwie okrętów podwodnych aż do zakończenia II wojny światowej. Jak wiele francuskich okrętów w ciągu następnych 25 lat, „Narval” był wyposażony w silnik parowy – marynarka francuska niechętnie bowiem podchodziła do wykorzystania silników spalinowych z uwagi na ryzyko eksplozji paliwa. Francja najszybciej jednak dostrzegła możliwości stwarzane przez okręty podwodne. Nie będąc w stanie rozbudować floty nawodnej do stanu, w którym mogłaby się równać w stosunku 1 do 1 z okrętami nawodnymi Royal Navy blokującymi francuskie wybrzeże, francuska marynarka postanowiła przygotować się do przełamania potencjalnej brytyjskiej blokady przy pomocy przybrzeżnych okrętów podwodnych. W ten sposób Francja stała się pierwszym krajem na świecie, który przeznaczył swoje zasoby na systematyczny rozwój floty podwodnej w celu osiągnięcia konkretnego celu strategicznego.

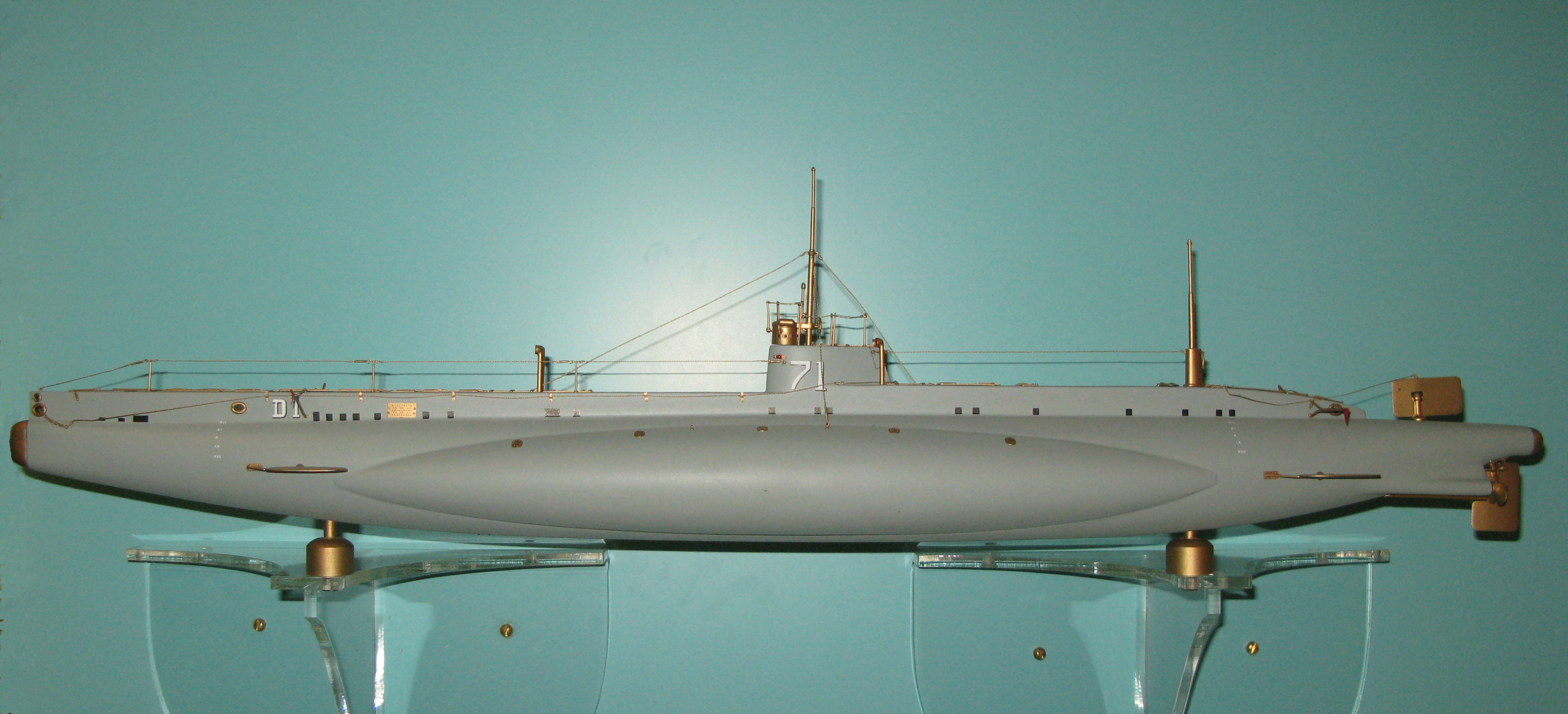
Model HMS D1 – okrętu prototypowego typu D. Brytyjska marynarka wojenna późno włączyła operacje podwodne w swój zakres działań. Royal Navy, trzonem której były wielkie okręty liniowe, postrzegała małe, zdolne do zanurzenia jednostki torpedowe bardziej jako zagrożenie niż szansę. Większość jej wczesnych konstrukcji opierała się na doświadczeniach Hollanda. Na pierwszym planie – na śródokręciu – widoczny duży lewy zewnętrzny siodłowy zbiornik balastowy (saddle tank)

Wprowadzenie do użytku w 1908 roku brytyjskich jednostek typu D stanowiło jednak decydujące zerwanie z koncepcjami Hollanda. W okrętach tych po raz pierwszy wprowadzono do użytku zewnętrzne siodłowe zbiorniki balastowe (and. saddle tanks), znajdujące się na zewnątrz kadłuba, przypominające rozwieszone po bokach konia sakwy. Zbiorniki balastowe tego rodzaju stanowiły od tej pory standard w konstrukcjach okrętów podwodnych aż do zakończenia II wojny światowej. Jednostki typu D stanowiły jednocześnie cezurę wyznaczającą przejście Wielkiej Brytanii do budowy oceanicznych okrętów podwodnych zdolnych do żeglugi na dalekich dystansach.
Mimo prac Wilhelma Bauera, aż do późnych lat XIX stulecia Niemcy nie przejawiały większego zainteresowania okrętami tej klasy. Pierwszym bardziej rozwiniętym projektem była konstrukcja pracującego dla zakładów Kruppa hiszpańskiego inżyniera Raimonda Lorenza D’Equevilley-Montjustina, który opracował jednostkę o nazwie „Forelle”, która okazała się umiarkowanym sukcesem z technicznego punktu widzenia i nie spotkała się z większym zainteresowaniem rządu Niemiec. Krupp bez zgody Lake’a wykorzystał uzyskane od niego informacje do opracowania przez siebie udanych konstrukcji własnych okrętów, z zamiarem ich sprzedaży Rosji, Norwegii, Austro-Węgrom, a ostatecznie także cesarskiej flocie niemieckiej.

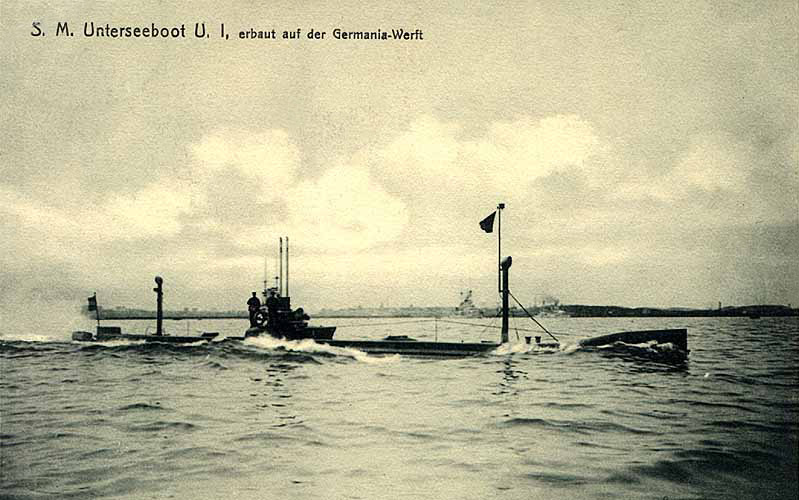
SM U-1 – pierwszy okręt podwodny wcielony do floty Niemiec

Zerwanie przez Kruppa współpracy z obcokrajowcem D’Equevilleyem otworzyło Friedrichowi Kruppowi drogę do współpracy z marynarką wojenną Niemiec i szybki rozwój technologiczny poprzedzający wybuch I wojny światowej. Rezultatem był rozwój techniczny oraz wzrost w zakresie wielkości i zdolności bojowych nowych konstrukcji, choć zaznaczyć należy bardzo powolne przekonywanie się decydentów niemieckiej marynarki do zastąpienia silników benzynowych dieslowskimi jednostkami napędowymi. Pierwszy niemiecki U-Boot otrzymał oznaczenie U-1, a wybudowany został w stoczni Friedrich Krupp Germaniawerft. Okręt ten wyposażony był w dwa silniki dwusuwowe o łącznej mocy 400 KM oraz dwa silniki elektryczne o identycznej mocy, które pełniły zarazem rolę prądnic ładujących akumulatory. Na powierzchni U-1 dysponował zasięgiem ok. 1500 mil morskich przy prędkości 10 węzłów, w zanurzeniu natomiast zasięg wynosił około 50 mil morskich przy prędkości 5 węzłów. Miał możliwość pływania w zanurzeniu około 10 godzin. Uzbrojenie jednostki stanowiła pojedyncza wyrzutnia torpedowa kalibru 450 mm. Załogę okrętu miało pierwotnie stanowić dwóch oficerów i 10 marynarzy, w czasie pierwszej wojny światowej liczebność załogi zwiększono jednak do 3 oficerów i aż 19 marynarzy. Dalszy rozwój techniczny konstrukcji okrętów podwodnych spowodował, że w przededniu wybuchu I wojny światowej liczące się floty dysponowały bronią, która w sprzyjających warunkach mogłaby pokusić się o doprowadzenie przeciwnika, jeśli nie do przegrania wojny, to co najmniej do załamania gospodarczego. Z jednostek powstałych bezpośrednio przed wybuchem pierwszej wojny światowej, na uwagę zasługuje także zwodowany w 1912 roku rosyjski „Krab” – pierwsza jednostka podwodna konstrukcyjnie przeznaczona do stawiania zagród minowych.

### I wojna światowa
W momencie wybuchu I wojny światowej brytyjska Royal Navy i francuska Marine nationale były największymi na świecie użytkownikami okrętów podwodnych; każda z tych flot miała ich dwukrotnie więcej niż flota cesarskich Niemiec. Ówczesna flota rosyjska miała stosunkowo długą tradycję operacji podwodnych, jej siły były jednak podzielone między Morza Bałtyckie i Czarne. Podobnie jak wszystkie marynarki świata, floty te nie miały klarownej doktryny użycia sił podwodnych ani świadomości, w jakim kierunku mogą rozwinąć się przyszłe operacje podwodne.

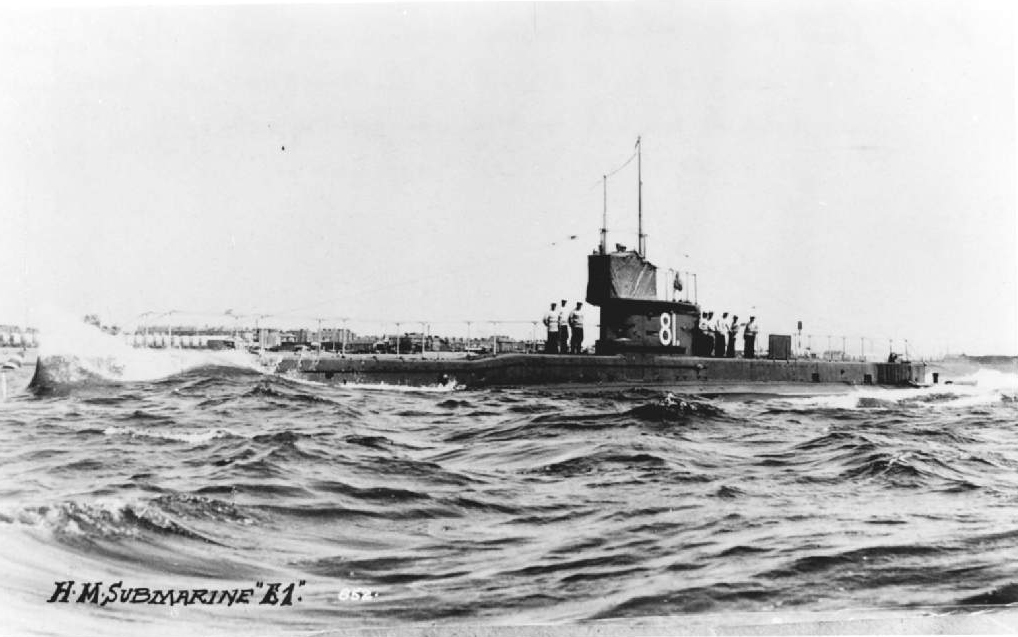
Brytyjski HMS E1

Podstawowym zadaniem głównych brytyjskich sił podwodnych były ofensywne patrole u wybrzeży Niemiec, starszych okrętów zaś – patrole o charakterze defensywnym wzdłuż wschodniego i południowego wybrzeża. Francuskie okręty podwodne działały początkowo w kanale La Manche, tworząc barierę ochraniającą transporty wojsk z Afryki Północnej do metropolii francuskiej. Flota brytyjska podjęła kilka prób współdziałania okrętów podwodnych z jednostkami nawodnymi w celu zastawienia pułapki i zniszczenia niemieckiej Hochseeflotte. Co prawda operacje te nie były zbyt udane, jednak Morze Północne z niemieckimi liniami transportowymi stało się w trakcie wojny regularnym miejscem patroli brytyjskich okrętów podwodnych. Jednostki te odniosły pewne sukcesy, zmuszając Niemców do ostrożności, jednakże ogólnie nie były zbyt efektywne. Rosja miała na Bałtyku osiem jednostek, z których tylko jedna zdolna była do działań o większym zasięgu, stąd też Wielka Brytania wysłała na Bałtyk swoje okręty E1 i E9 celem atakowania linii komunikacyjnych między Szwecją a Niemcami. Operacje te zmusiły zarówno szwedzką marynarkę wojenną, jak i marynarkę Niemiec do konwojowania statków, co spowodowało radykalne zmniejszenie strat.
Brytyjsko-francuski atak na Dardanele w kwietniu 1915 roku skłonił obie floty do wysłania okrętów na Morze Marmara, by tam nękać turecki transport morski i okręty wspierające obrońców. Aż do wybuchu rewolucji w Rosji działania przeciw flocie tureckiej prowadziła także rosyjska marynarka wojenna, której działalność na Morzu Czarnym poważnie zakłóciła dostawy węgla dla floty w Stambule, znacznie obniżając jej sprawność bojową.
W ostatnich dwóch latach wojny walka przeciwpodwodna stała się podstawowym zadaniem brytyjskich okrętów podwodnych, w marcu 1918 roku wzmocnionych przez jednostki US Navy. Wspólna kampania wokół Wysp Brytyjskich przyniosła efekt w postaci trzynastu zatopionych U-Bootów – na 390 prób ataku. Niska skuteczność była w pierwszym rzędzie konsekwencją niewielkiej prędkości podwodnej. Doprowadziło to do rozwoju jednostek typu R, których prędkość podwodna niemal dwukrotnie przekraczała prędkość na powierzchni. Okręty te weszły jednak do służby zbyt późno, by wywrzeć wpływ na przebieg wojny.

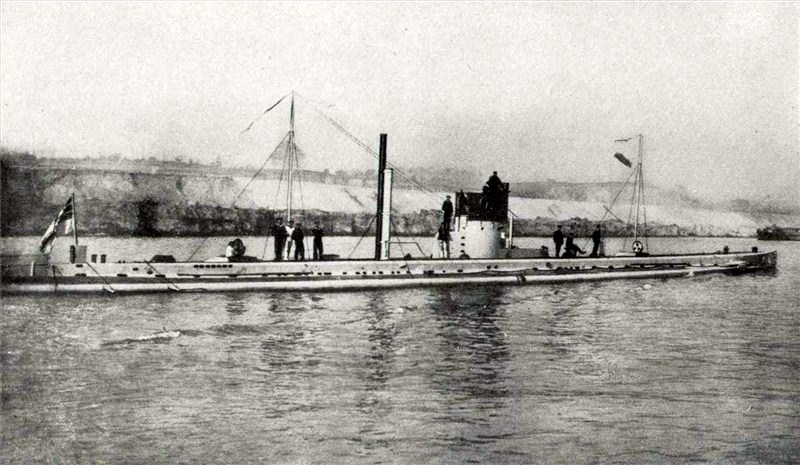
Niemiecki U-9

W momencie wybuchu wojny w 1914 roku zarówno Niemcy, jak i Austro-Węgry miały małe, ale względnie nowoczesne floty podwodne (31 operacyjnie czynnych U-Bootów we flocie niemieckiej i 5 jednostek Austro-Węgier). Niemcy przyjęły jednak strategię Kleinkriegu, starając się postawić jednostki Grand Fleet w niekorzystnej sytuacji, zarówno geograficznie, jak i liczebnie, i uszczuplić brytyjską flotę za pomocą min i okrętów podwodnych. W 1914 roku U-Booty zademonstrowały większą zdolność bojową, niż wskazywały na to przedwojenne ćwiczenia, odnosząc znaczące sukcesy. 5 września 1914 roku niemiecki U-21 zatopił należący do Royal Navy lekki krążownik HMS „Pathfinder”, co stanowiło pierwsze w historii zatopienie wrogiego okrętu za pomocą torpedy wystrzelonej z okrętu podwodnego. Najbardziej spektakularnym sukcesem tego okresu było zatopienie brytyjskich krążowników pancernych HMS „Aboukir”, „Hogue” i „Cressy” 22 września 1914 roku. Dowodzony przez Ottona Weddigena U-9 zatopił trzy brytyjskie okręty w ciągu niespełna godziny. Royal Navy szybko doszła wobec tego do przekonania, że niemieckie okręty podwodne są największym zagrożeniem dla jej prymatu. Niezależnie od tego sukcesu, już w początkach 1915 roku stało się jasne, że Kleinkrieg nie jest skuteczny. Przyjęta przez Royal Navy strategia dalekiej blokady efektywnie zamykała Niemcom dostęp do większości zagranicznych linii komunikacyjnych, podczas gdy Grand Fleet – trzymając się daleko od pułapek zastawianych przez niemieckie okręty – skutecznie odcinała Hochseeflotte.
Niemieckie okręty podwodne nie przeprowadziły skoordynowanej kampanii przeciw statkom aliantów: transport do Francji Brytyjskiego Korpusu Ekspedycyjnego, a następnie zaopatrzenia dla niego, przeprowadzono właściwie bez przeszkód ze strony niemieckiej floty. Niemieckie okręty podwodne zademonstrowały jednak, że mogą być efektywne, nawet uwzględniając ograniczenia wynikające z Deklaracji Londyńskiej z 1909 roku, która nakładała na okręty wojenne obowiązek brania na pokład załóg i pasażerów zatapianych statków bądź zapewnienia im bezpieczeństwa w inny sposób. Coraz więcej oficerów niemieckiej marynarki, podobnie jak polityków i biznesmenów, zaczęło postulować „kontrblokadę” Wielkiej Brytanii z użyciem okrętów podwodnych do ataku i zatapiania wszystkich brytyjskich i neutralnych statków dowożących towary na wyspy. Rząd niemiecki zdawał sobie sprawę z reperkusji wiążących się z atakowaniem statków państw neutralnych, zwłaszcza Stanów Zjednoczonych, uznał jednak w końcu, że sprawa warta jest podjęcia ryzyka. 4 lutego 1915 roku wody wokół Wielkiej Brytanii i Irlandii, w tym kanał La Manche i zachodnia część Morza Północnego, ogłoszone zostały „strefą wojny”, wewnątrz której zatopiony zostanie każdy statek transportowy, brytyjski bądź neutralny, bez zastosowania środków niezbędnych do zapewnienia bezpieczeństwa załogom i pasażerom. W ten sposób, dysponując bardzo ograniczonymi zasobami, marynarka niemiecka rozpoczęła swoją pierwszą nieograniczoną wojnę podwodną przeciw żegludze handlowej.

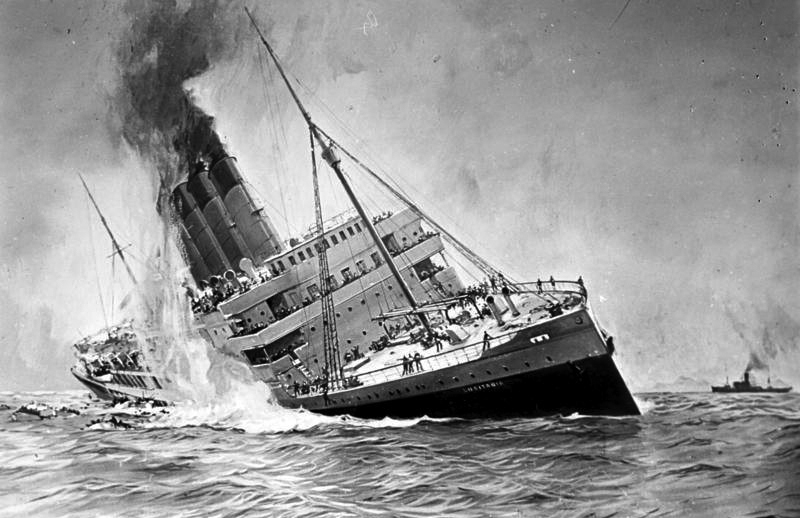
„Lusitania” tonąca po storpedowaniu przez U-20

Niemiecka flota dysponowała zasadniczo nie więcej niż 25 zdolnymi do działań bojowych okrętami podwodnymi, a z tej liczby jedynie około 1/3 było w każdym czasie na pozycjach bojowych (pozostałe znajdowały się w drodze, w bazie bądź w stoczni). Kampania rozpoczęła się 28 lutego i niezależnie od małej liczby dostępnych okrętów przebiegała bardzo dobrze. Tylko w marcu Niemcy zatopili 29 statków o łącznym tonażu 89 500 BRT, 33 statki (38 600 BRT) w kwietniu, 53 (126 900 BRT) w maju, 114 (115 291 BRT) w czerwcu, 86 (98 005 BRT) w lipcu, 107 (182 772 BRT) w sierpniu i 58 (136 048 BRT) we wrześniu. Brytyjska flota zatopiła wprawdzie piętnaście U-Bootów, w tym samym czasie jednak Niemcy wprowadzili do służby 25 nowych okrętów. Niemieckie poczynania wywołały oczywiście ostre reperkusje w stosunkach z państwami neutralnymi, toteż Niemcy zaproponowały krajom neutralnym odszkodowania, a następnie zakazały ataków na ich jednostki. Największym jednak ciosem dla niemieckiej nieograniczonej wojny podwodnej było zatopienie bez ostrzeżenia liniowca „Lusitania”. Dowodzony przez Waltera Schwiegera U-20 7 maja 1915 roku zatopił pasażerski transatlantyk, w wyniku czego śmierć poniosło 1201 pasażerów i członków załogi, w tym 128 obywateli amerykańskich, co spowodowało wielki zatarg dyplomatyczny z USA, wzmocniony jeszcze storpedowaniem bez ostrzeżenia amerykańskiego statku „Nebraskan”. W efekcie kanclerz Bethmann-Hollweg zakazał wszelkich ataków na duże statki pasażerskie bez względu na banderę, pod jaką idą. Kiedy dowódcą niemieckiej marynarki został Henning von Holtzendorff, 18 września 1915 roku zatrzymał on większość operacji U-Bootów przeciw statkom. Ograniczył także wszelkie inne operacje do zasad wynikających z Deklaracji Londyńskiej, przez co faktycznie zakończył nieograniczoną wojnę podwodną. Do września 1915 roku Brytyjczycy stracili statki o łącznym tonażu 1 294 000 BRT, jednak tonaż nowo wybudowanych do tego czasu statków wyniósł 1 233 000 BRT, a zajęte statki nieprzyjacielskie dodały do tego bilansu dodatkowe 682 000 ton. Ograniczona kampania podwodna między październikiem 1915 a lutym 1916 była już znacznie mniej skuteczna.
Decyzja o ponownym rozpoczęciu nieograniczonej kampanii zapadła 9 stycznia 1917 roku, po brytyjskiej odmowie zawarcia pokoju w Europie Zachodniej. Tym razem w kampanii wzięło udział około 120 okrętów podwodnych, a straty brytyjskie natychmiast wzrosły dramatycznie, do 564 497 BRT w marcu i 860 334 BRT w kwietniu, przy stracie dziewięciu niemieckich okrętów podwodnych. Wprowadzenie jednak przez Wielką Brytanię systemu konwojów spowodowało znaczny spadek brytyjskich strat, z 696 725 ton w czerwcu do 302 599 BRT w listopadzie 1917 roku. Ponadto rosły niemieckie straty – w 1918 roku, aż do zawieszenia broni 11 listopada, niemieckie okręty zatopiły łącznie 2 753 882 BRT, tracąc 120 jednostek. Sytuacja ta doprowadziła do załamania się niemieckiej kampanii nieograniczonej wojny podwodnej.

### Okres międzywojenny
W okresie między pierwszą a drugą wojną światową czołowe marynarki wojenne skupiły się na rozwoju okrętów do wypełniania misji rozpoznawczych, ofensywnych patroli przeciwko okrętom wojennym i współpracy z własnymi ciężkimi zespołami floty nawodnej. Motywacją były tu głównie doświadczenia niemieckiej imperialnej marynarki wojennej – zmuszonej, zwłaszcza w późniejszym okresie I wojny światowej, do działania w warunkach silnej aktywności alianckich sił przeciwpodwodnych. Zasadniczo ówczesne floty zmierzały do budowy okrętów szybszych, silniejszych, potężniej uzbrojonych i o dużym zasięgu. Opracowywane w tym czasie okręty wciąż jednak były tylko zanurzalnymi jednostkami nawodnymi, o niewielkich możliwościach podwodnych i konstrukcji zoptymalizowanej do działań na powierzchni. Pod wodą uzależnione były od silników elektrycznych zasilanych energią z akumulatorów, które z kolei musiały być ładowane na powierzchni dzięki pracującym silnikom Diesla. Największy wpływ na rozwój flot podwodnych – z wyjątkiem Wielkiej Brytanii i w pewnym stopniu Związku Radzieckiego – miały konstrukcje niemieckie. Wszystkie zwycięskie w I wojnie światowej mocarstwa – Wielka Brytania, Francja, Włochy, Japonia i USA – na mocy zawieszenia broni i traktatu wersalskiego otrzymały po wojnie egzemplarze najnowszych U-Bootów. Okręty te dokładnie przebadano w celu ustalenia możliwości zastosowania ich rozwiązań konstrukcyjnych we własnych okrętach. Najbardziej zainspirowani konstrukcjami niemieckimi byli konstruktorzy włoscy i francuscy, którzy studiowali późne jednostki typów Mittel-U i UB III, nim zaczęli opracowywać swoje pierwsze powojenne konstrukcje. Największy wpływ miały duże „U-krążowniki” – pierwszy francuski typ oceaniczny Requin czerpał w znaczącym stopniu z niemieckich pierwowzorów.

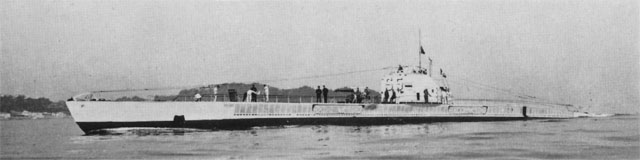
Francuski „Morse” typu Requin

Także niektóre okręty amerykańskie wiele zawdzięczają konstrukcjom niemieckim, a Japonia wręcz zatrudniła niemieckich inżynierów do rozwoju konstrukcji typów Kaidai i Junsen. Niemcy mieli wpływ na zagraniczne konstrukcje także w bardziej bezpośredni sposób. W lipcu 1922 roku, aby obejść postanowienia traktatu wersalskiego, zabraniającego Niemcom konstrukcji własnych okrętów podwodnych, konsorcjum koncernu Kruppa i stoczni Vulcan utworzyło w Holandii przedsiębiorstwo IvS. Pracując pod kierunkiem czołowych niemieckich konstruktorów, korzystając także ze wsparcia finansowego niemieckiej marynarki wojennej, IvS miało podtrzymać niemiecką zdolność tworzenia okrętów podwodnych. Opracowywało w związku z tym konstrukcje, które budowano dla Turcji, Finlandii, Związku Radzieckiego, Hiszpanii i Szwecji, a także, w tajemnicy, prototypy jednostek przybrzeżnych typu IIA, dalekiego zasięgu typu IA i oceanicznych typu VII dla marynarki wojennej Niemiec.

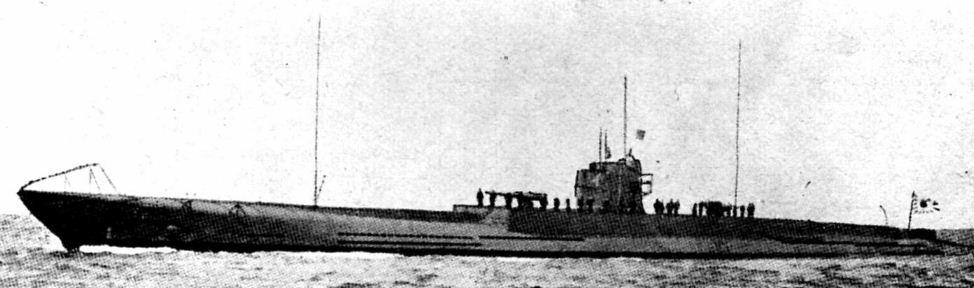
I-1 typu Junsen

Konferencja waszyngtońska (12 listopada 1921 – 6 lutego 1922) uchwaliła układ o zasadach użycia okrętów podwodnych i zakazie gazów szkodliwych. Zabraniał on okrętom podwodnym zatapiania statków handlowych bez ostrzeżenia i bez zapewnienia ewakuacji załogi, uznając złamanie zakazów za piractwo. Zasady te powtarzał Traktat londyński (1930) w artykule 22 i protokół londyński z 6 listopada 1936.
Japonia intensywnie rozwijała duże konstrukcje o zasięgu oceanicznym, które miały działać jako integralna część wielkich morskich zespołów bitewnych. Opracowany z udziałem konstruktorów niemieckich na podstawie niemieckich krążowników podwodnych z poprzedniej wojny typ Kaidai ewoluował w serię 24 okrętów pięciu typów, zbudowanych w latach 1921–1935. Okręty te miały wyporność od 1390 do 1635 ton standardowych i dysponowały zasięgiem od 10 do 14 tysięcy kilometrów przy prędkości 10 węzłów, z możliwością operowania podwodnego przez 36 godzin przy prędkości 2 węzłów. Kraj Wschodzącego Słońca przy pomocy niemieckich inżynierów wybudował w latach 1924–1938 także osiem wielkich krążowników podwodnych typu Junsen, o wyporności 1970–2231 ton i zasięgu operacyjnym 24 000 mil morskich przy prędkości 10 węzłów. W 1939 roku Japonia rozpoczęła standaryzację floty dużych okrętów, rozpoczynając budowę trzech typów – okrętów dowodzenia z ulepszonymi systemami komunikacji i dowodzenia, typu myśliwskiego ze wzmocnionym uzbrojeniem torpedowym oraz rozpoznawczego, któremu dodano hangar i katapultę dla małego wodnosamolotu. Ogólnie wyprodukowano 46 tych wielkich okrętów o wyporności około 2100 ton, które ewoluowały w gigantyczne w swoich czasach jednostki typu Sen-toku o wyporności 3530 ts. W przeciwieństwie do USA, Japonia rozwijała także konstrukcję okrętów średniej wielkości, przeznaczonych do operowania na wodach przybrzeżnych i obsługiwanych przez dwuosobową załogę miniaturowych łodzi podwodnych, przeznaczonych do skrytych ataków w portach i na redach, gdzie miały być przetransportowane przez większe jednostki.

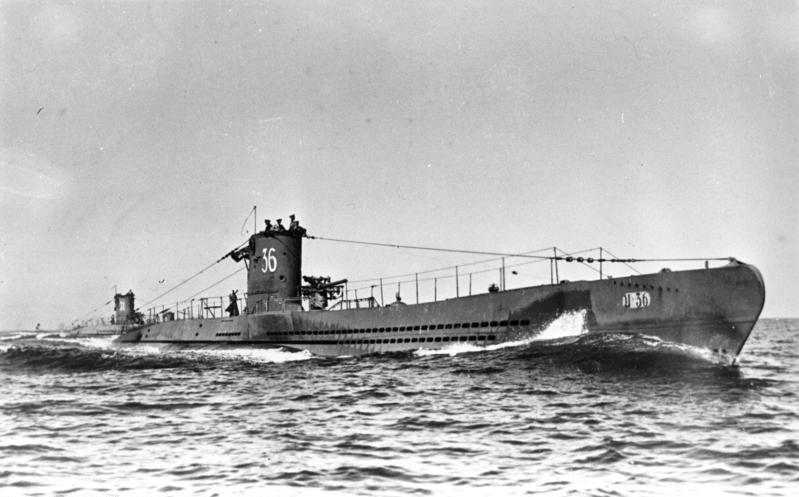
U-36 typu VIIA

Niemcy opracowywali swoje konstrukcje potajemnie, omijając postanowienia traktatu wersalskiego, zarówno w IvS, jak i w Blohm und Voss. W pierwszym rzędzie odbywało się to za pomocą kontraktów dla zagranicznych marynarek, które realizowano także w zagranicznych stoczniach pod niemieckim nadzorem. Okręty te służyły jako prototypy dla krajowej produkcji, co pozwoliło na ukończenie pierwszego niemieckiego międzywojennego okrętu 29 czerwca 1935 roku – pięć miesięcy po odrzuceniu przez Hitlera traktatu wersalskiego. Większość z 1150 niemieckich jednostek podwodnych wcielonych do służby w latach 1935–1945, należała do dwóch grup: 500-tonowych okrętów typu VII (z wariantami) i 740-tonowego typu dalekiego zasięgu IX (ukończono budowę niemal 200 okrętów tego typu w różnych wariantach).
Także rozwój brytyjskich konstrukcji podwodnych w dwudziestoleciu międzywojennym zdominowała koncepcja krążowników podwodnych i jednostek współpracujących z ciężkimi okrętami floty, które ewoluowały z konstrukcji z czasów I wojny światowej. W 1930 roku zapoczątkowano nowe podejście, wraz z początkiem budowy HMS „Swordfish” typu S. Były to jednostki o wyporności 640 ton przeznaczone do ofensywnych patroli w niewielkich akwenach (Kanał La Manche), o zasięgu 3800 mil morskich przy prędkości 9 węzłów, z ośmioma wyrzutniami torpedowymi, dwunastoma torpedami i działem kalibru 76 mm. Większe okręty typu Triton o zasięgu 4500 mil przy 11 węzłach pojawiły się w roku 1937.
W okresie międzywojennym Francja skonstruowała trzy typy okrętów: duże jednostki o zasięgu oceanicznym przeznaczone do współdziałania z flotą, mniejsze do operacji na wodach europejskich i grupę jednostek do akcji minowych. 31 dużych okrętów podwodnych typu Redoutable miało wyporność na powierzchni 1384 ts, maksymalny zasięg 10 000 mil przy 10 węzłach na powierzchni i mogło spędzić 60 godzin w zanurzeniu. Seria mniejszych jednostek patrolowych liczyła 12 okrętów o wyporności 600 ton; ich następcami było 30 ulepszonych jednostek 630-tonowych, z których pewna liczba nie została ukończona przed upadkiem Francji w 1940 roku. Francuska marynarka była w posiadaniu także największego w tym czasie okrętu podwodnego świata – „Surcoufa”, przeznaczonego do prowadzenia wojny handlowej. „Surcouf” miał wyporność 2880 ts na powierzchni i dysponował zasięgiem 10 000 mil morskich przy prędkości 10 węzłów, wyposażony był w 12 wyrzutni torpedowych i 22 torpedy, dwa działa kalibru 203 mm i przechowywany w hangarze, startujący z katapulty wodnosamolot zwiadowczy. Jego konstrukcja uwzględniała także niewielkie pomieszczenie do przetrzymywania więźniów z przechwyconych statków i łódź motorową do transportu zespołu pryzowego.
Radziecka produkcja okrętów podwodnych rozpoczęła się w roku 1927. Potajemna współpraca z Niemcami dała Związkowi Radzieckiemu dostęp do danych konstrukcyjnych niemieckich jednostek podwodnych typów UB III i Mittel-U. Związek Radziecki wydobył także i wcielił do służby zatopiony brytyjski okręt L-55, zyskując dostęp do konstrukcji brytyjskich z końca I wojny światowej. Związek Radziecki korzystał też z informacji na temat carskich konstrukcji Iwana Bubnowa i amerykańskich jednostek typu H dostarczonych carskiej Rosji. Synteza tych danych pozwoliła na produkcję w masowej skali szerokiego wachlarza okrętów podwodnych, wśród których znajdowały się dwie podstawowe serie okrętów przybrzeżnych typu M, dwie serie średniej wielkości okrętów typu Szcz (Szczuka) (konstrukcja oryginalna, lecz pod wpływem praktyki brytyjskiej) i późniejszy typ S (Sriedniaja), wywodzący się z niemieckiej konstrukcji biura IvS, podwodne stawiacze min typu L (Leniniec), opracowane na podstawie L-55 oraz duże jednostki dalekiego zasięgu typu K. W efekcie intensywnej rozbudowy floty podwodnej, we wrześniu 1939 roku Związek Radziecki dysponował największą flotą podwodną świata.

### II wojna światowa
Na każdym teatrze działań morskich w drugiej wojnie światowej okręty podwodne odgrywały pierwszoplanową rolę, zwłaszcza zaś radzieckie i niemieckie okręty podwodne na wodach Dalekiej Północy, niemieckie na Atlantyku, brytyjskie, niemieckie i włoskie na Morzu Śródziemnym oraz japońskie i amerykańskie na Pacyfiku.
Najważniejsze wśród niemieckich morskich szlaków transportowych były te łączące Niemcy ze Szwecją i Norwegią, a ich ochrona była głównym zadaniem defensywnym niemieckiej floty. Po sukcesie niemieckiej inwazji na Norwegię, Kriegsmarine rozpoczęła operacje konwojowe statków handlowych wzdłuż norweskiego wybrzeża. Z reguły były to małe konwoje, złożone z trzech do sześciu statków eskortowanych przez kilka torpedowców, trawlerów i lekkich samolotów. Operacje przeciw tym konwojom stanowiły znaczny wysiłek brytyjskiej floty podwodnej, usiłującej zerwać komunikację morską między Niemcami i źródłami ich zaopatrzenia zarówno za pomocą ataków torpedowych, jak i stawiania zagród minowych. Po niemieckiej inwazji na ZSRR, jednostki podwodne radzieckiej Floty Północnej rozpoczęły operacje podwodne przeciw niemieckiej żegludze w północnej Norwegii, wkrótce zaś do radzieckich okrętów w tym rejonie dołączyły jednostki brytyjskie operujące z radzieckiej bazy w Zatoce Kolskiej. Alianckie akcje przeciw niemieckiej żegludze na Dalekiej Północy kosztowały Niemców stratę około 500 000 ton ładunku. W latach 1942–1944 radzieckie okręty podwodne zatopiły jednak tylko około 20 statków, o łącznym tonażu około 40 000 BRT, przy około 1900 konwojowanych w tym czasie statków o ładowności 5,6 miliona ton. Niezależnie jednak od kilku spektakularnych sukcesów z końcowego okresu wojny – zatopienia „Wilhelma Gustloffa”, „General von Steuben” oraz „Goya” na Bałtyku – radzieckie operacje podwodne były bardzo nieefektywne. Podsumowując, kampania alianckich okrętów podwodnych przeciwko niemieckiemu transportowi wojennemu była nieefektywna i kosztowna (Związek Radziecki stracił ponad 40 okrętów podwodnych, alianci zachodni zaś 16). Niemcy przeciwstawili siłom aliantów bardzo skuteczny system namierzania radiowego i dość silną eskortę konwojowanych statków. Innym ważnym teatrem działań sił podwodnych było Morze Śródziemne. Operacje lądowe państw Osi w Afryce spowodowały, że niemieckie potrzeby w zakresie zaopatrzenia wynosiły około 100 000 ton miesięcznie. W marcu 1942 roku niemiecki Afrika Korps otrzymał droga morską 47 588 ton zaopatrzenia, a w kwietniu tego samego roku 150 389 ton. Flotom Niemiec i Włoch udało się skutecznie eskortować około 80% konwojowanych statków, tracąc przy tym w wyniku ataków okrętów podwodnych dwa krążowniki i siedem niszczycieli, podczas gdy siły zwalczania okrętów podwodnych państw Osi oraz miny zatopiły w tej kampanii ponad 45 alianckich okrętów podwodnych. Aliancka kampania podwodna na Morzu Śródziemnym nie była więc bardzo efektywna.

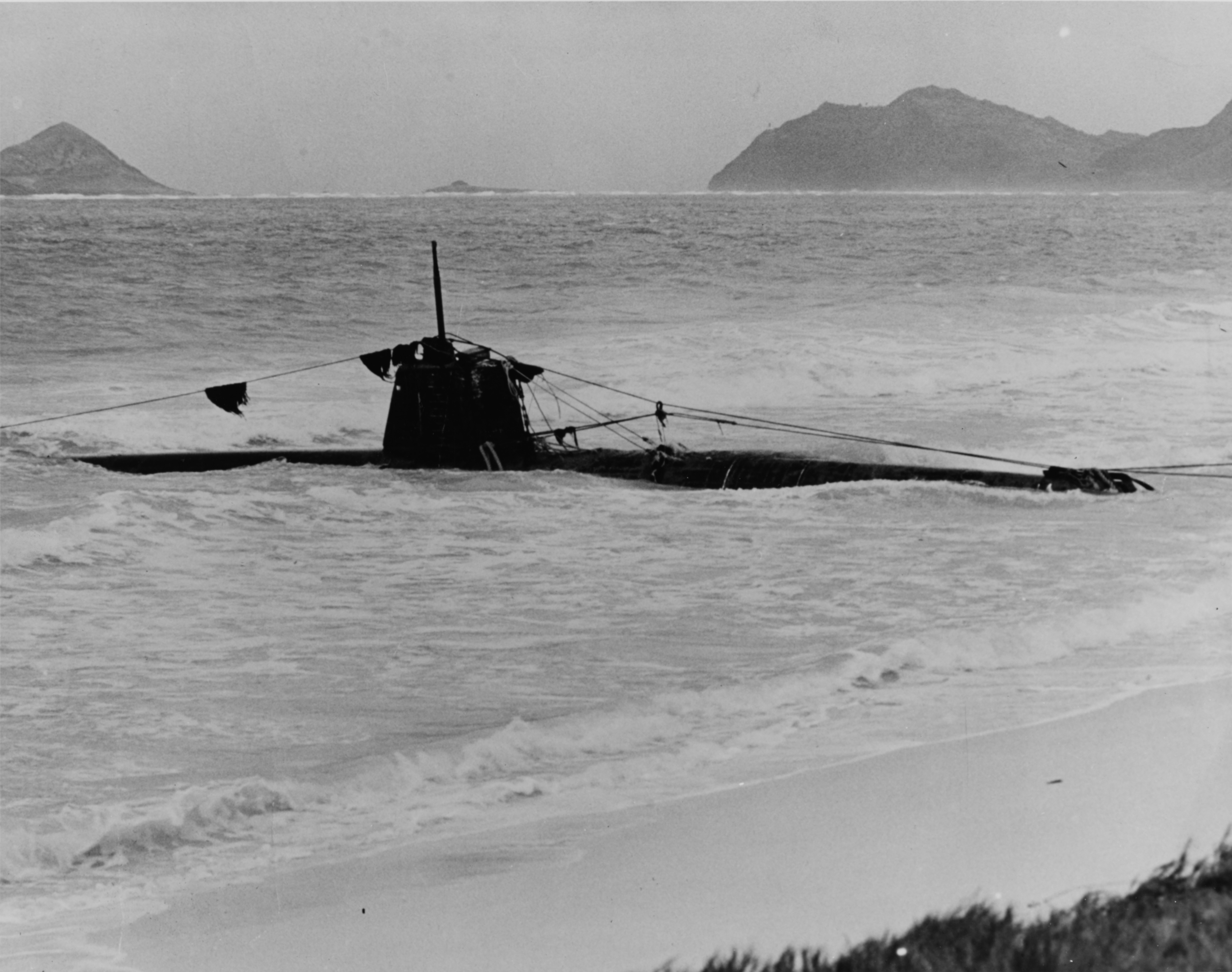
Japoński miniaturowy okręt podwodny HA-19 wyrzucony na brzeg, podczas ataku na Pearl Harbor

Zupełnie inny przebieg miała wojna podwodna na pacyficznym teatrze wojny. Okręty podwodne – głównie amerykańskie – były tu najbardziej skutecznym środkiem zwalczania nieprzyjacielskiej żeglugi. Krótko po tym, gdy 7 grudnia 1941 roku japońskie lotnictwo pokładowe zaatakowało amerykańską flotę na Hawajach, wciągając Stany Zjednoczone do wojny, szef operacji morskich US Navy adm. Harold Stark wysłał do podległych sobie sił rozkaz o treści „EXECUTE UNRESTRICTED AIR AND SUBMARINE WARFARE AGAINST JAPAN” (Wszcząć nieograniczone powietrzne i podwodne działania wojenne przeciwko Japonii). Stany Zjednoczone oficjalnie weszły do drugiej wojny światowej ze 111 okrętami podwodnymi w służbie i 73 w budowie. Z jednostek operacyjnych, 7 grudnia 1941 roku, 51 znajdowało się na obszarze Pacyfiku – 29 z nich w składzie bazującej na Filipinach Floty Azjatyckiej oraz 22 przydzielone do Floty Pacyfiku z bazą na Hawajach. Wydany po ataku na amerykańską flotę rozkaz rozpoczęcia nieograniczonej wojny podwodnej oznaczał, że każda jednostka – wojenna bądź transportowa – płynąca pod banderą Japonii, powinna zostać zaatakowana.

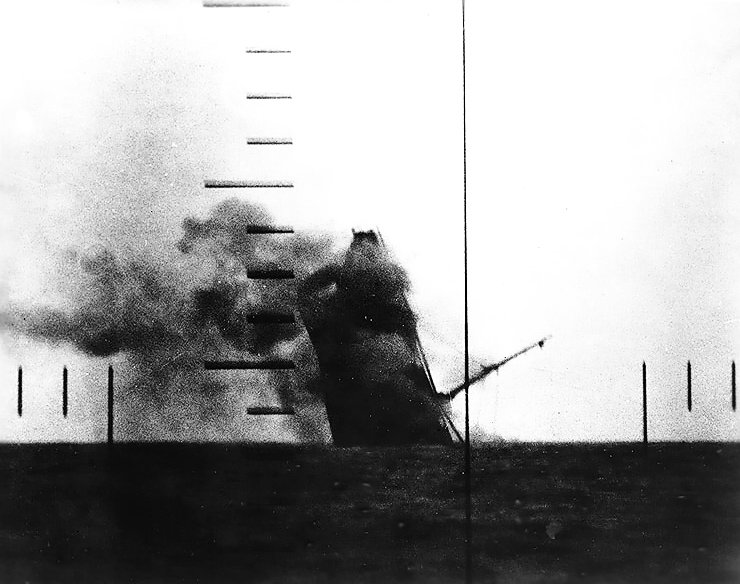
Japoński transportowiec „Nittsu Maru” tonie po storpedowaniu przez USS „Wahoo” 23 marca 1943 roku na chińskim Morzu Żółtym. Widok z peryskopu okrętu podwodnego

Przedwojenne plany amerykańskie zakładały wykorzystanie okrętów podwodnych przede wszystkim do celów rozpoznania przed ciężkimi okrętami floty, w którego ramach miały raportować o ruchach floty przeciwnika i spowalniać ją za pomocą ataków torpedowych. W związku jednak z osadzeniem większości ciężkich okrętów amerykańskiej floty na płytkim dnie Pearl Harbor, rola amerykańskich okrętów podwodnych uległa zmianie. Jednostki amerykańskie miały odtąd zwalczać japońską żeglugę, gdziekolwiek natkną się na nią, dążąc do odcięcia wysp japońskich od zaopatrzenia w surowce z podbitych przez Japonię krajów oraz zadania jak największych strat japońskiej flocie wojennej. Jednak przez niemal dwa pierwsze lata wojny amerykańska flota podwodna nękana była problemami technicznymi swoich torped, które masowo nie eksplodowały. Pierwszym amerykańskim okrętem podwodnym, który zatopił nieprzyjacielski okręt, był USS „Gudgeon”. 26 stycznia 1942 roku, „Gudgeon” otrzymał od dowódcy sił podwodnych obszaru Pacyfiku (Commander Submarine Pacific Fleet – ComSubPac) wiadomość o japońskim okręcie podwodnym, który wkrótce powinien przeciąć trasę amerykańskiego okrętu, wracając z patrolu do bazy w Japonii. Następnego dnia operator sonaru „Gudgeona” wykrył poruszający się na powierzchni japoński I-73, po czym amerykański okręt zniszczył jednostkę japońską trzema torpedami. Był to pierwszy w historii okręt wojenny zatopiony przez amerykańskie okręty podwodne.
W połowie 1942 roku marynarka USA zaczęła wprowadzać na pokłady swoich okrętów podwodnych radary przeszukiwania powierzchni morza, które były w stanie wykryć jednostki wroga w nocy i we mgle, zapewniając automatycznie pełny zestaw danych dla pokładowego komputera kontroli ognia (Torpedo Data Computer – TDC), co zapewniało możliwość przeprowadzenia ataku przeciwko jednostkom nieznajdującym się w zasięgu widoczności. Krótko potem US Navy wprowadziła na okręty podwodne radary przeszukiwania przestrzeni powietrznej wraz z urządzeniami ostrzegającymi o emisji elektromagnetycznej wrogiego radaru, co miało zwiększyć szanse odpowiednio wczesnego wykrycia nieprzyjacielskich samolotów, aby okręt podwodny był w stanie ukryć się przed nimi poprzez zanurzenie. W miarę upływu wojny, mimo ponoszonych strat, liczba amerykańskich okrętów podwodnych zaczęła wzrastać, co umożliwiło zmianę taktyki i przyjęcie wzorowanej na niemieckiej koncepcji „wilczych stad”, w których kilka okrętów podwodnych operowało razem w jednym rejonie prawdopodobnego przejścia japońskich jednostek, koordynując swoje ataki w celu zwiększenia ich efektywności.

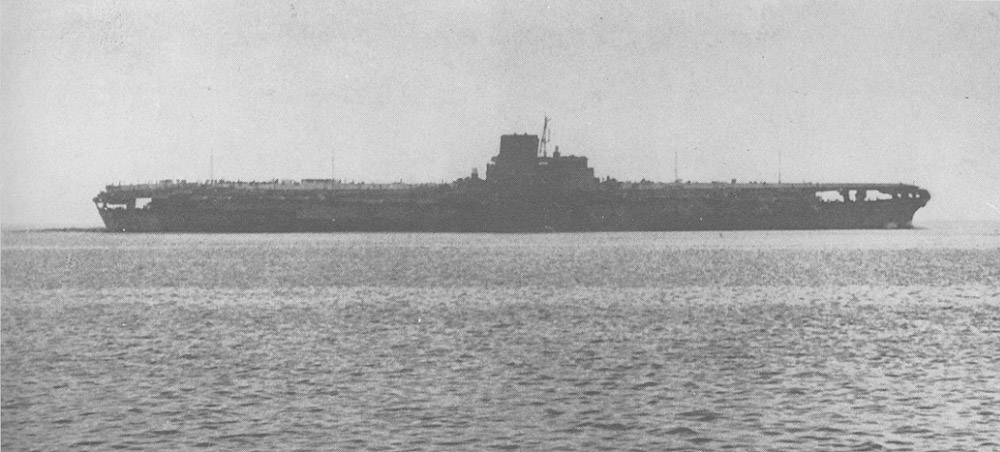
Lotniskowiec „Shinano” w czasie testów, krótko przed storpedowaniem przez USS „Archerfish”

Mimo prawie dwuletnich problemów z funkcjonowaniem torped, amerykańska flota podwodna zatopiła 55% całkowitego japońskiego tonażu statków transportowych oraz 29% okrętów wojennych, które Japonia utraciła w ciągu wojny, co jest znakomitym rezultatem, biorąc pod uwagę, że liczba marynarzy pływających na amerykańskich okrętach podwodnych stanowiła zaledwie 1,6% składu osobowego całej US Navy. Japonia zaatakowała Stany Zjednoczone głównie w celu odsunięcia amerykańskiej floty od japońskich działań zmierzających do uzyskania dostępu do surowców naturalnych w Chinach i południowo-wschodniej Azji. W wyniku działań amerykańskich okrętów podwodnych utraciła jednak 1178 statków transportowych o łącznym tonażu ponad 5 mln BRT, co znacząco wpłynęło na zdolność japońskiej gospodarki, uzależnionej od dostaw surowców, do prowadzenia wojny. Straty te w rzeczywistości uniemożliwiły Japonii efektywne prowadzenie wojny. Dodatkowo, te same amerykańskie okręty podwodne zatopiły 214 okrętów wojennych Japonii, w tym jeden pancernik, cztery lotniskowce oraz cztery lotniskowce eskortowe, 12 krążowników, 42 niszczyciele i 23 okręty podwodne. Trzy japońskie okręty podwodne zostały zatopione przez USS „Batfish” w czterodniowym okresie, gdy również w ciągu czterech dni inny amerykański okręt podwodny USS „Harder” zatopił 3 niszczyciele. USS „Sealion” zatopił pancernik „Kongo” i niszczyciel w pojedynczym ataku, a USS „Archerfish” posłał na dno największy okręt świata aż do czasu powojennych amerykańskich atomowych superlotniskowców, japoński lotniskowiec „Shinano” o wyporności aż 62 000 ton, który znajdował się w swoim dziewiczym rejsie 10 dni po wcieleniu do służby. Działania amerykańskich jednostek w wojnie podwodnej na Pacyfiku były jedną z podwalin amerykańskiego sukcesu w wojnie z Japonią, jednakże został on okupiony stratą 52 okrętów podwodnych.
Japonia przyjęła zupełnie odmienną od amerykańskiej filozofię użycia swoich okrętów podwodnych. Z racji ogromu przestrzeni Oceanu Spokojnego, konstruowała tak swoje okręty podwodne, by miały bardzo duży zasięg i prędkość. Wiele z nich zdolnych było do przepłynięcia ponad 20 000 mil i pozostawania w morzu przez ponad 100 dni. Japońska flota jako jedyna z flot II wojny światowej posiadała też operacyjne okręty podwodne przenoszące samoloty. Wprowadziła do służby okręty dysponujące bardzo dużymi prędkościami w zanurzeniu – przekraczającymi nawet prędkości niemieckich okrętów typu XXI. W połączeniu z doskonałymi – prawdopodobnie najlepszymi ówcześnie na świecie – torpedami typu 95, poziom technologiczny japońskiej floty podwodnej był bardzo wysoki. Biorąc jednak pod uwagę rozmiar floty, zasięg i prędkość okrętów oraz jakość torped, japońskie okręty podwodne osiągnęły w II wojnie światowej zaskakująco niewiele. Powodem tego było prawdopodobnie zaangażowanie japońskich jednostek podwodnych głównie przeciw okrętom wojennym, które w porównaniu do statków transportowych były szybkie, manewrowe i dobrze bronione. Japońska doktryna morska zbudowana była wokół koncepcji walki w pojedynczej rozstrzygającej bitwie, jak to Japonia uczyniła 40 lat wcześniej pod Cuszimą.

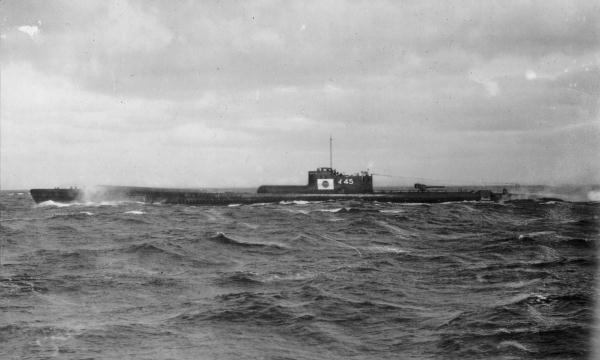
Japoński I-45 typu B, 29 grudnia 1943 roku

Podobnie jak w przedwojennych planach amerykańskich, w japońskiej strategii morskiej okręty podwodne miały wypełniać zadania rozpoznawcze, poprzedzając działania wielkich jednostek liniowych floty. Ich podstawową rolą miało być lokalizowanie, śledzenie oraz atakowanie grup uderzeniowych flot alianckich. Takie podejście przyniosło wprawdzie znaczący sukces w 1942 roku, kiedy japońskie okręty podwodne zatopiły dwa duże lotniskowce, krążownik, kilka niszczycieli i innych okrętów oraz uszkodziły dwa pancerniki, jeden lotniskowiec i krążownik, jednakże aliancki wywiad, technologie, metody i liczby ulegały stałemu polepszeniu, toteż japońskie okręty podwodne nigdy już nie powtórzyły tej skali sukcesów. Z tego powodu przyjmuje się, że japońskie siły podwodne mogły być wykorzystane lepiej, gdyby zostały użyte do zwalczania alianckich statków i patrolowania alianckich linii zaopatrzeniowych, zamiast czaić się na zewnątrz alianckich baz morskich. Japońskie okręty podwodne zatopiły 184 statki o łącznej ładowności 907 000 BRT, czyli znacznie mniej niż okręty niemieckie, amerykańskie, czy nawet brytyjskie.

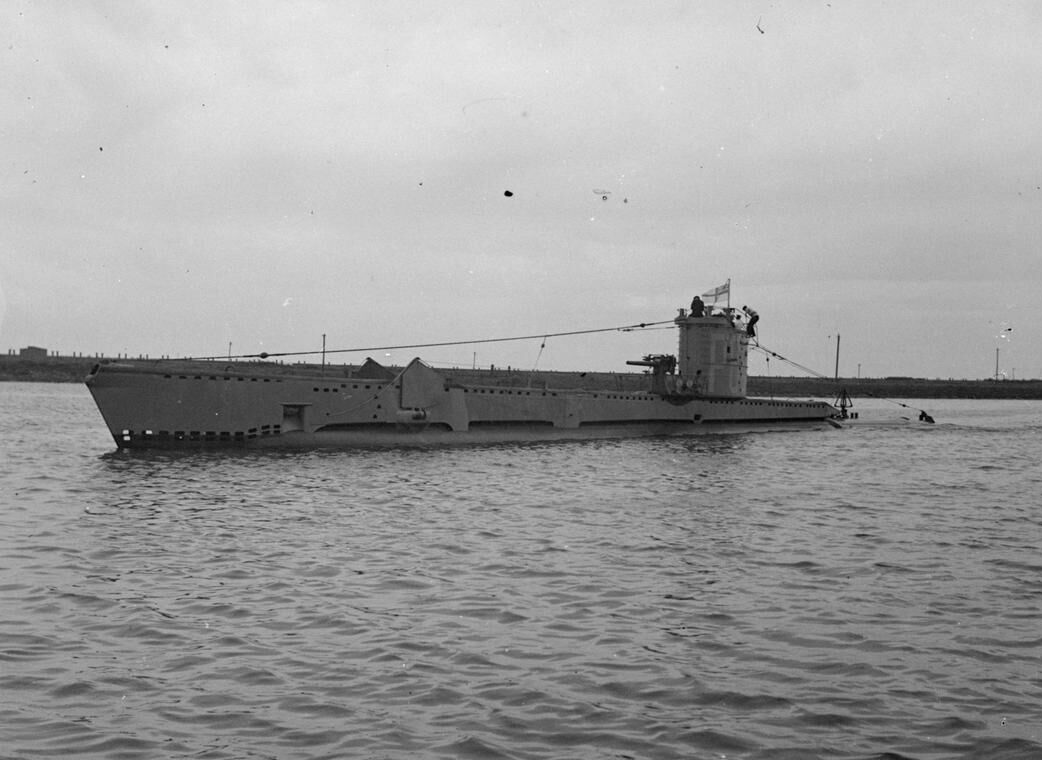
Brytyjski HMS „Venturer”

Japońskie okręty wykonały setki rejsów, służąc jako okręty zaopatrzeniowe, zamiast wykonywać w tym czasie misje ofensywne przeciwko alianckiej flocie i żegludze. Wszystko to spowodowało, że japońska flota podwodna osiągnęła w trakcie wojny rezultaty dalekie od tych, które można by uznać za zadowalające. Co więcej, zapłaciła za to wysoką cenę. Japonia przystąpiła do wojny z 63 oceanicznymi okrętami podwodnymi (nie licząc łodzi miniaturowych), 111 okrętów wybudowała podczas wojny, co łącznie dało marynarce japońskiej 174 jednostki. Trzy czwarte z tej liczby (128 okrętów) zostało utraconych w wyniku działań wojennych, co stanowi proporcję zbliżoną do strat hitlerowskich Niemiec. Większość jednak okrętów, które przetrwały wojnę, stanowiły jednostki przeznaczone do działań szkolnych oraz niedawno ukończone, które nie miały jeszcze okazji wziąć udziału w walce. Spośród okrętów, które brały udział w realnej walce, straty były bardzo duże – przykładowo, do końca wojny nie dotrwał żaden z 30 okrętów podwodnych wspierających atak na Pearl Harbor.
Patrząc z dzisiejszej perspektywy, okręty podwodne hitlerowskich Niemiec nigdy w rzeczywistości nie były bliskie doprowadzenia Wielkiej Brytanii do wycofania się z wojny na skutek odcięcia przez nie niezbędnego wyspom brytyjskim do przeżycia zaopatrzenia, jednakże Winston Churchill, premier Wielkiej Brytanii z czasów tej wojny, stwierdził:

Jedyną rzeczą, która naprawdę przerażała mnie podczas wojny, było zagrożenie ze strony U-Bootów... Byłem nawet bardziej zatroskany o tę bitwę, niż o zwycięstwo w wojnie powietrznej zwanej Bitwą o Wielka Brytanię. Ataki U-bootów były najgorszym koszmarem.

W rzeczywistości Trzecia Rzesza była całkowicie nieprzygotowana do prowadzenia wojny morskiej z aliantami, z tego też powodu Niemcy musieli po raz drugi już w XX wieku uciekać się do walki za pomocą tanich, masowo produkowanych okrętów podwodnych. Co gorsza, niemieckie okręty podwodne były naprawdę niczym więcej niż nieco jedynie zmodernizowanymi okrętami z czasu I wojny światowej. Podstawowym U-bootem II wojny światowej był typ VIIC o wyporności 770 ton, stanowiący w rzeczywistości nieco ulepszoną i powiększoną wersję okrętów typu UB III, które weszły do służby w 1917 roku.

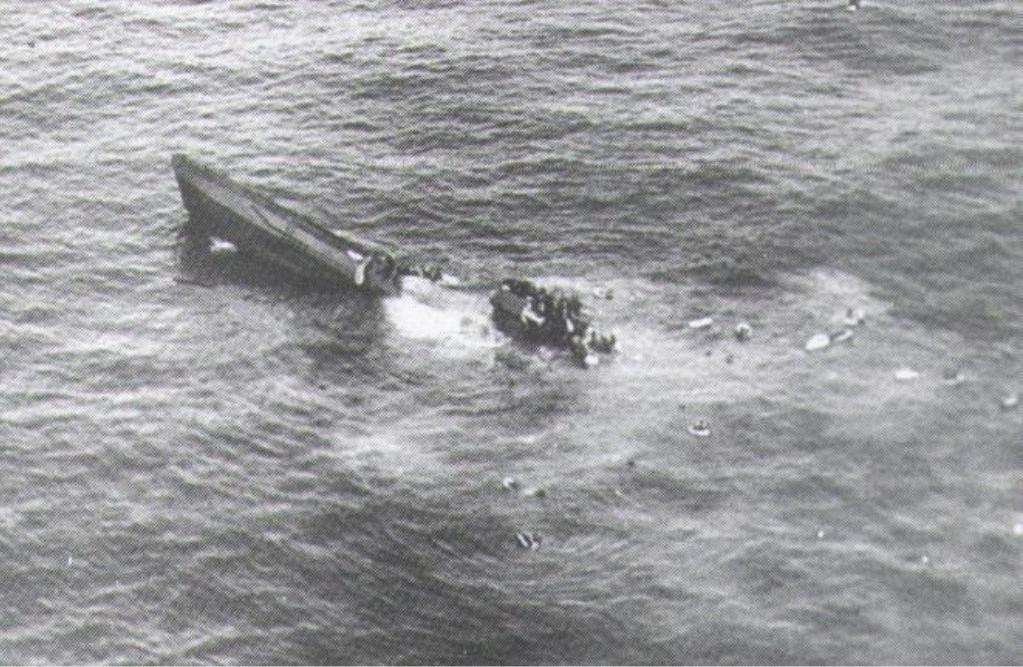
Tonący po zbombardowaniu U-625 typu VIIC

Niemcy prowadzili wojnę przeciwko żegludze handlowej znajdującej się pod kontrola brytyjską. Działania te miały na celu wprowadzenie tak szczelnej blokady Wysp Brytyjskich, aby wygłodzić kraj i zmusić jego rząd do złożenia broni. Naczelny dowódca niemieckiej floty podwodnej, adm. Karl Dönitz, określił prowadzone przez Niemcy działania morskie jako „wojnę tonażową”. Jej celem było niszczenie znajdujących się pod brytyjską kontrolą statków, gdziekolwiek można było je napotkać i zatopić przy najmniejszym ryzyku dla U-Bootów. Celem strategicznym było zatapianie możliwie jak największego tonażu w szybszym tempie niż Brytyjczycy mogli zastępować go nowymi statkami, aby doprowadzić do kryzysu transportowego.

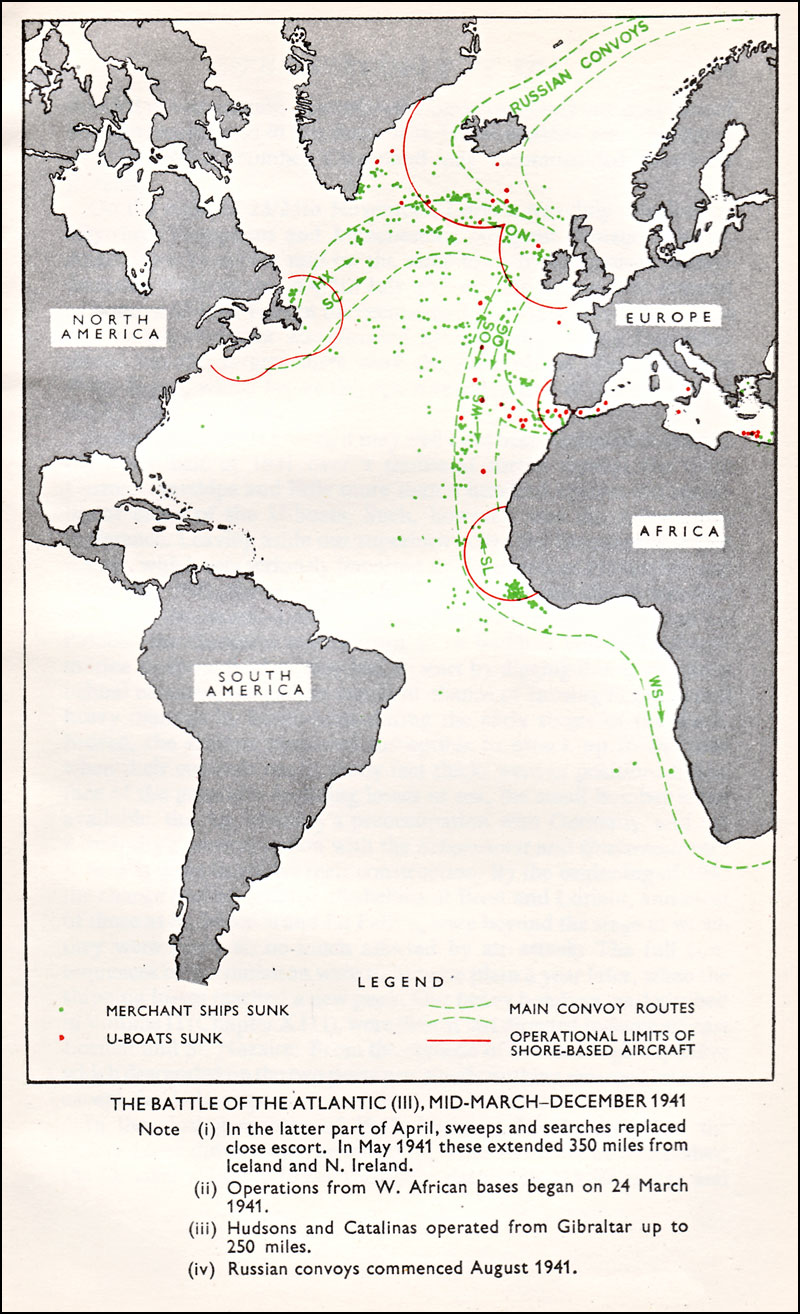
Standardowe trasy konwojów na atlantyckim teatrze II wojny światowej

„Wojna tonażowa” z flota brytyjską w okresie 1939–1941 okazała się z różnych powodów fiaskiem. Brak było dostatecznej liczby okrętów podwodnych, aby prowadzić ją z powodzeniem, a te, które posiadano, miały tyle wad i usterek, że nie nadawały się do wykonania powierzonego im zadania. U-Booty zatopiły w tym okresie 1125 statków o pojemności około 5,3 mln BRT, jednak Wspólnota Brytyjska nadrobiła z nawiązką te straty dzięki pracy własnych stoczni, zakupom w Stanach Zjednoczonych, objęciu kontrolą flot państw okupowanych przez Niemcy, takich jak Norwegia, Francja, Belgia, Polska, Jugosławia, Holandia i Grecja oraz zasekwestrowaniu i zdobyciu wielu statków należących do państw „Osi”. Przystąpienie z końcem 1941 roku Stanów Zjednoczonych do wojny, umożliwiło Niemcom otwarte atakowanie słabo lub wcale niebronionych statków na wodach południowo-wschodniego wybrzeża Ameryki, gdzie od grudnia 1941 do sierpnia 1942 roku niemieckie okręty podwodne zatopiły statki o łącznym tonażu 3 mln BRT.

Miesięczne straty w sojuszniczych i neutralnych statkach spowodowane operacjami niemieckich U-Bootów podczas drugiej wojny światowej

Jakkolwiek Niemcy udoskonalali swoją taktykę zwalczania alianckiej żeglugi, zwłaszcza opracowaną na wiele lat przed wojną taktykę grupowego działania okrętów podwodnych znaną pod nazwą operacji „wilczych stad” oraz wdrożyli wiele nowinek technicznych, w tym torpedy zygzakujące i naprowadzane akustycznie, nie byli jednak w stanie przeciwstawić się prowadzonym z olbrzymim rozmachem alianckim działaniom przeciwpodwodnym, zwłaszcza wobec mizernego wsparcia działań okrętów podwodnych przez lotnictwo rozpoznawcze oraz słabego tempa unowocześniania floty. W efekcie, gdy w połowie 1944 roku niemieckie stocznie zaczęły budować stanowiące diametralnie nową jakość w dziedzinie okrętów podwodnych, jednostki typu XXI, było już zbyt późno, aby po raz pierwszy rzeczywiście „podwodne” okręty, które wyznaczyły powojenny kierunek rozwoju broni tej klasy, mogły wpłynąć na ostateczny rezultat działań wojennych. Mimo wszystko jednak, od sierpnia 1942 do maja 1945 roku, U-Bootwaffe była w stanie zatopić jeszcze około tysiąca alianckich statków o pojemności 5,7 miliona BRT. Ostateczny więc wynik prowadzonej przez Niemcy „wojny tonażowej” wyniósł około 3 tysięcy zatopionych statków wszystkich typów o ogólnym tonażu około 14 milionów BRT.
Z punktu widzenia dalszego, powojennego rozwoju technologii oraz koncepcji zastosowania okrętów podwodnych, na uwagę zasługują dwa zjawiska, które pojawiły się w trakcie drugiej wojny światowej. Pierwszym z nich jest pojawienie się na szerszą skalę zwalczania okrętów podwodnych za pomocą samych okrętów podwodnych. W trakcie tej wojny kilkadziesiąt okrętów podwodnych zostało zatopionych przez inne okręty podwodne (w tym 58 okrętów należących do „Osi”). Co prawda, niemal wszystkie zostały zatopione w chwili, gdy płynęły na powierzchni, a więc okręt podwodny przeciwnika, atakując je, działał w normalnej dla siebie roli przeciwokrętowej, jednakże sam fakt podjęcia działań z zakresu zwalczania okrętów podwodnych przez jednostki tej samej klasy, stanowił zwiastun przyszłej podstawowej roli tych okrętów, która na dobre wykształciła się w trakcie zimnej wojny. Na razie jednak, w trakcie drugiej wojny światowej zanotowano tylko jeden przypadek skutecznego ataku okrętu podwodnego na inny okręt podwodny płynący w zanurzeniu – 9 lutego 1945 roku, zanurzony brytyjski HMS „Venturer” zatopił płynący również w zanurzeniu niemiecki U-864. Amerykańskie okręty podwodne zatopiły 23 jednostki tej klasy należące do Japonii, jednostki brytyjskie natomiast zatopiły 15 niemieckich okrętów podwodnych, 18 włoskich oraz dwa japońskie.

#### TypXXI

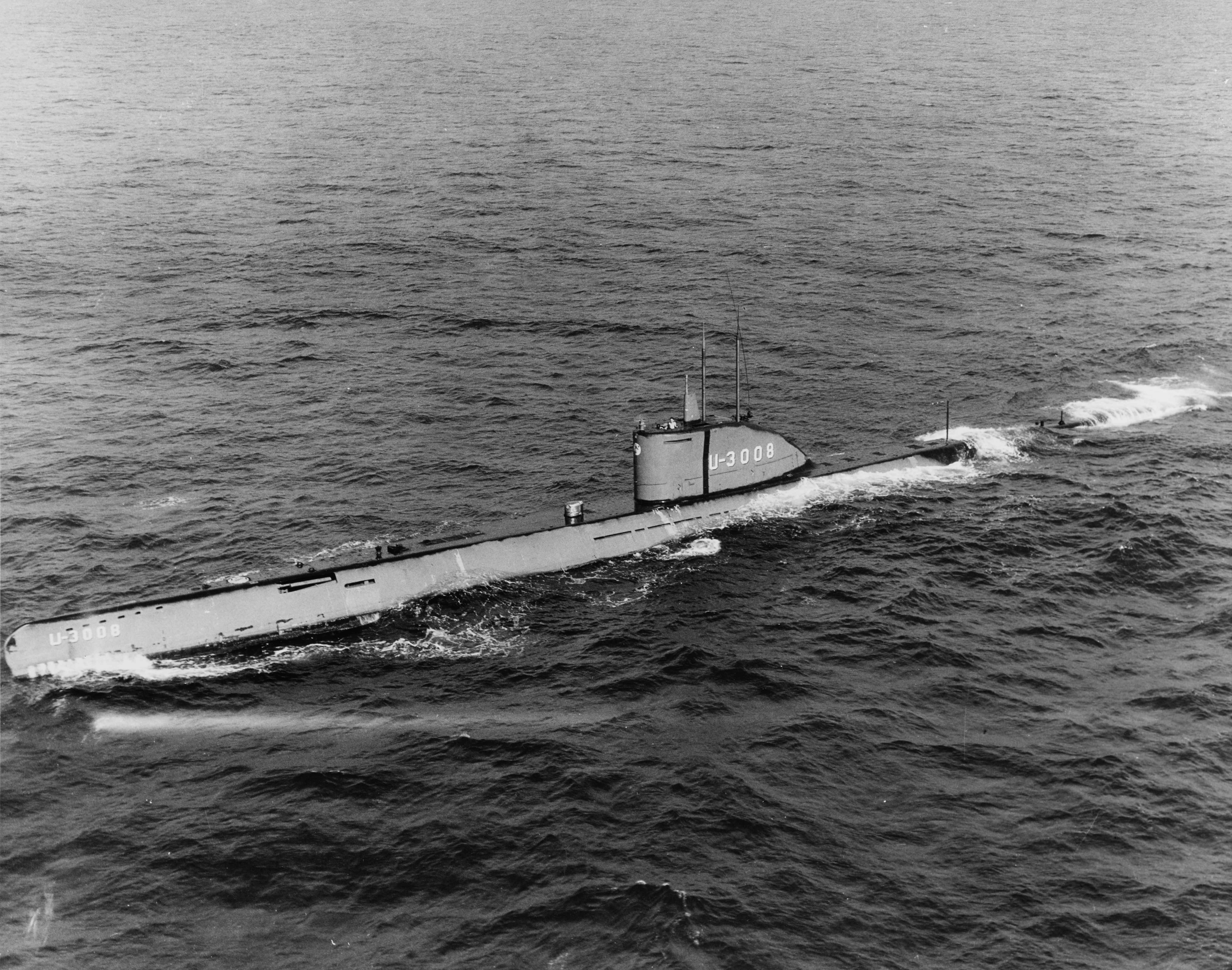
U-3008 typu XXI

Pojawienie się niemieckich okrętów typu XXI, zwanych też „elektrobootami” stanowiło cezurę w technologii podwodnej. 19 kwietnia 1944 roku w Gdańsku zwodowano U-3501 – pierwszy okręt zdolny do długotrwałego pływania w zanurzeniu, którego prędkość podwodna (17,2 w.) przewyższała prędkość na powierzchni (15,6 w.), a z prędkością 5,5 węzła mógł płynąć w zanurzeniu na dystansie 320 mil morskich (595 km), co stanowiło bezprecedensowe osiągnięcie w zakresie zdolności do długotrwałego pływania podwodnego. Co jednak nawet ważniejsze, wejście do służby okrętów typu XXI stanowiło prawdziwy przełom – po raz pierwszy bowiem w historii, okręty tej klasy mogły stać się prawdziwymi okrętami podwodnymi, długotrwale pływającymi pod wodą, a nie zaś jedynie zwykłymi okrętami nawodnymi, które niemal cały czas spędzają na powierzchni morza, z możliwością krótkotrwałego jedynie „nurkowania” w celu wykonania ataku torpedowego lub ucieczki przed atakującym przeciwnikiem. Program budowy okrętów tego typu podjęty został niejako w charakterze substytutu programu budowy okrętów opracowywanych przez Hellmutha Waltera, wyposażonych w napęd w obiegu zamkniętym, z wykorzystaniem turbiny Waltera. W związku z faktem, że technologii napędu tego rodzaju daleko było jeszcze do dojrzałości, przygotowany już dla okrętów z tym napędem projekt bardziej opływowego kadłuba postanowiono wykorzystać dla nowego typu jednostek z napędem klasycznym, w którym jednak komorę mającą służyć za zbiornik perhydrolu wykorzystano do zwiększenia liczby akumulatorów elektrycznych. Okręty tego typu nie zdążyły wpłynąć na rezultat działań wojennych, nawet jednak już po otrzymaniu rozkazu przerwania działań bojowych, niewykryty przez siły alianckie U-2511, zdołał wykonać pozorowany atak torpedowy na brytyjski przeciwpodwodny zespół poszukiwawczo-uderzeniowy.

### Zimna wojna
Okres zimnej wojny zdominowany był przez rywalizacje dwóch supermocarstw – Stanów Zjednoczonych i Związku Radzieckiego. Jak w niemal każdej innej dziedzinie wojskowości, także w zakresie budowy oraz operacji okrętów podwodnych, rywalizacja tych dwóch państw nadawała ton rozwojowi technicznemu. 9 lutego 1946 roku Stalin wygłosił przemówienie, które William Douglas, sędzia amerykańskiego Sądu Najwyższego, nazwał „deklaracją trzeciej wojny światowej”. Radziecki dyktator stwierdził, że komunizm i kapitalizm nie mogą razem współistnieć i pewnego dnia musi nastąpić ich bezpośrednie starcie, stąd też zdecydował o wstrzymaniu wszelkiego handlu z Zachodem oraz o rozpoczęciu budowy nowoczesnej broni, bez względu na to, jak wiele kosztowałoby to Związek Radziecki.

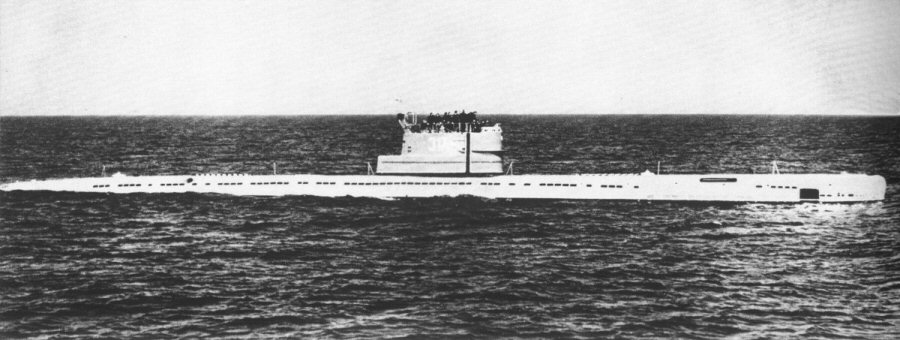
Okręt podwodny projektu 613 w służbie marynarki wojennej PRL ORP „Orzeł”

W rzeczywistości, po drugiej wojnie światowej, Związek Radziecki kontynuował swój rozpoczęty jeszcze przed jej wybuchem zakrojony na szeroką skalę program budowy okrętów podwodnych. Program ten został dużej mierze zahamowany przez niemiecka ofensywę i okupację znacznej części radzieckiego terytorium, łącznie z Ukrainą, na którym znajdował się trzon radzieckiego przemysłu stoczniowego, jednakże tak szybko jak to było możliwe, ZSRR wznowił ten program, wykorzystując – podobnie jak Stany Zjednoczone – doświadczenia i wiedzę pozyskaną dzięki zdobyczom intelektualnym w Niemczech. O ile jednak po przebadaniu zdobytych niemieckich okrętów podwodnych specjaliści amerykańscy doznali pewnego rozczarowania typem XXI, o tyle konstruktorzy radzieccy postanowili kontynuować tę linię rozwojową. US Navy przypuszczała, że ZSRR rozpoczął masową produkcję odpowiednika typu XXI, a w 1948 roku jeden z radzieckich admirałów ogłosił zamiar budowy 1200 okrętów podwodnych. W 1950 roku w stanowiącym studium bezpieczeństwa transportu międzynarodowego w przyszłej wojnie „Raporcie Hartwella” oceniano, że ZSRR będzie budował około stu okrętów podwodnych rocznie, a także – podobnie jak Stany Zjednoczone – rozwijał broń nuklearną do ataku na okręty i bazy morskie.

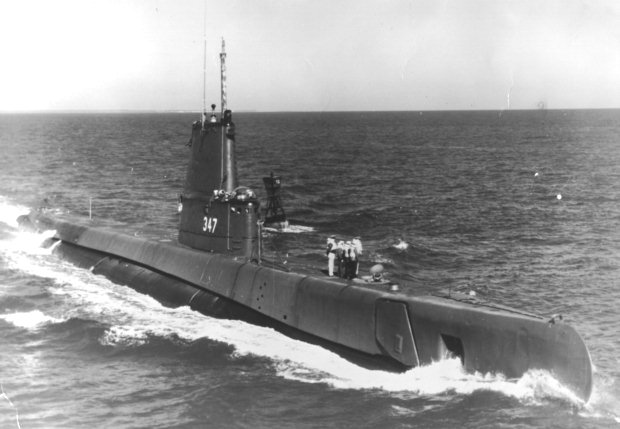
USS „Cubera” po modernizacji GUPPY II

Inne dane wywiadowcze z tego okresu sugerowały, że masowej produkcji jeszcze w Związku Radzieckim nie rozpoczęto, co jednak było interpretowane jako oczekiwanie w tym kraju na opanowanie lepszych od typu XXI technologii okrętów typu XXVI. W rzeczywistości radziecki odpowiednik typu XXI – prototyp okrętu projektu 613 (kod NATO: Whiskey) pojawił się w 1949 roku, trzy lata później natomiast do służby zaczęły wchodzić okręty projektu 611 (NATO: Zulu) o większym zasięgu. Według oficjalnych amerykańskich szacunków z 1954 roku Związek Radziecki miał 345 okrętów, z czego jednak tylko 47 stanowiących ekwiwalent amerykańskich okrętów standardu GUPPY (Whiskey i Zulu) i 83 konwencjonalnych okrętów podwodnych (dziewięć z chrapami). Od tego momentu tempo radzieckiej produkcji rosło, nigdy jednak nie osiągnęło przewidywanej stopy produkcji stu i więcej jednostek rocznie. W 1956 roku Stany Zjednoczone szacowały, że ZSRR wybudował 160 okrętów podwodnych, jednakże jedynie 76 jednostek ukończono w tym szczytowym dla tempa produkcji roku. Po zamówieniu 236 okrętów typu Whiskey Nikita Chruszczow drastycznie obciął program, kontynuując budowę jedynie następców jednostek Zulu – okrętów dalekiego zasięgu projektu 641 (NATO: Foxtrot), o czym jednak nie wiedziano na Zachodzie. Do tego momentu radziecki program konstrukcji okrętów myśliwskich z napędem atomowym był już w zaawansowanym stadium, co stanowiło prawdziwe zagrożenie.

#### Rewolucja Albacore
Projektanci okrętów III Rzeszy dumni byli z możliwości testowania zaawansowanych kadłubów okrętów podwodnych w tunelu aerodynamicznym, wkrótce po wojnie Amerykanie stwierdzili jednak, że wiedza niemieckich inżynierów i konstruktorów na temat hydrodynamiki okrętów tej klasy była w najlepszym wypadku powierzchowna. Aby zaradzić wszystkim problemom związanym z potrzebą zapewnienia amerykańskiej marynarce wojennej okrętów zdolnych rozwijać pod wodą bardzo duże prędkości, US Navy podjęła szereg zakrojonych na szeroką skalę programów rozwojowych w różnych dziedzinach nauki i inżynierii.

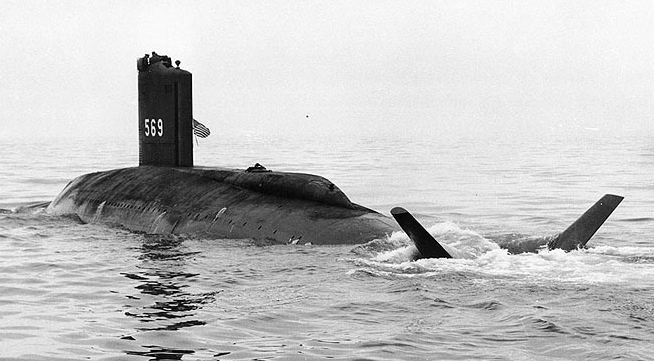
USS „Albacore”, tu z przebudowaną rufą w celu przeprowadzenia doświadczeń z eksperymentalnym usterzeniem ogonowym w kształcie litery „X”

Amerykańskie badania dowiodły, że nie jest możliwe wybudowanie okrętów rozwijających naprawdę duże prędkości podwodne, bez rozwiązania wielu problemów związanych z hydrodynamiką kadłuba. Toteż postanowiono przeprowadzić serię empirycznych badań na prawdziwej jednostce pływającej zbudowanej w naturalnej skali. Służyć temu miał program badawczy przeprowadzony na specjalnie w tym celu zbudowanej eksperymentalnej jednostce morskiej USS „Albacore”, w którym po raz pierwszy w historii zastosowano niemal całkowicie opływowy kadłub przypominający kształt kropli, zoptymalizowany nie do pływania na powierzchni morza – jak kadłuby dotychczas budowanych okrętów – lecz do pływania podwodnego. Po zwodowaniu okrętu w 1953 roku, rozpoczęto na nim serie intensywnych badań, połączonych z wielokrotną przebudową jednostki w celu dostosowania jej do różnorodnych konfiguracji pionowych i poziomych sterów, kiosku i innych części kadłuba, które poddawano następnie wszechstronnym badaniom. „Albacore” był całkowicie rewolucyjny: kadłub miał zoptymalizowany do prowadzenia operacji podwodnych kształt łzy, pojedynczą śrubę oraz baterie elektryczne o bardzo dużej pojemności, pozwalające na osiąganie bardzo dużej (aczkolwiek krótkotrwałej) prędkości podwodnej. W okręcie całkowicie zrezygnowano z wszelkich wystających z kadłuba elementów, typu relingi, poręcze, drabinki etc., zaślepiono też i wygładzono wszelkie otwory w kadłubie, co miało służyć minimalizacji turbulencji i oporów przepływającej wokół kadłuba wody.
Okręt z nową formą kadłuba zademonstrował znakomitą manewrowość, badania zaś nad nią doprowadziły do szeregu usprawnień w zakresie systemów kontroli okrętu, czyniąc okręt bardziej podobnym do samolotu niż jednostki pływającej w dotychczasowym rozumieniu. „Albacore” wielokrotnie podlegał przebudowom, zwłaszcza w części rufowej, która otrzymała całkowicie nowatorski, eksperymentalny rodzaj usterzenia w kształcie litery „X”; przetestowano także kilka różnych typów śrub napędowych i sterów, różne kształty kiosku, hamulce hydrodynamiczne oraz nowy rodzaj sonaru. Zastosowane rozwiązanie kształtu kadłuba uczyniło okręt znacznie bardziej stabilnym dynamicznie w każdym zakresie prędkości, ułatwiło zanurzanie oraz znacznie też zwiększyło manewrowość względem okrętów o konwencjonalnym dotychczas kształcie. Wyniki prac badawczych i eksperymentów były na tyle obiecujące, że dużą część ich rezultatów natychmiast zastosowano w nowo budowanych jednostkach – nie wszystkie jednak. Dla ówczesnego dowództwa marynarki amerykańskiej bowiem część nowych koncepcji była zbyt radykalna, inne zaś dowództwo uważało za w niewystarczającym jeszcze stopniu dojrzałe technologicznie. Opracowany jednak w programie badawczym „Albacore”, hydrodynamicznie zoptymalizowany kadłub w kształcie łzy, stał się standardem stosowanym – w mniej lub bardziej zbliżonej formie – nie tylko w marynarce amerykańskiej, lecz wkrótce także we wszystkich flotach świata. W tym samym czasie na ukończeniu były już prace nad budową pierwszego na świecie okrętu podwodnego z napędem jądrowym.

#### Era atomowa
Początki amerykańskiego programu napędu jądrowego sięgają roku 1939, kiedy jeden z głównych amerykańskich fizyków dr George Pegram z Uniwersytetu Columbia zwrócił się do adm. Harolda G. Bowena, szefa Biura Inżynieryjnego Pary marynarki wojennej Stanów Zjednoczonych, kontrolującego laboratorium badawcze Naval Research Laboratory (NRL), z prośbą o spotkanie z naukowcami marynarki w celu przedyskutowania możliwości praktycznego wykorzystania rozszczepienia uranu. Skutkiem tego spotkania było powstanie pierwszych planów budowy napędu nuklearnego dla okrętów United States Navy.

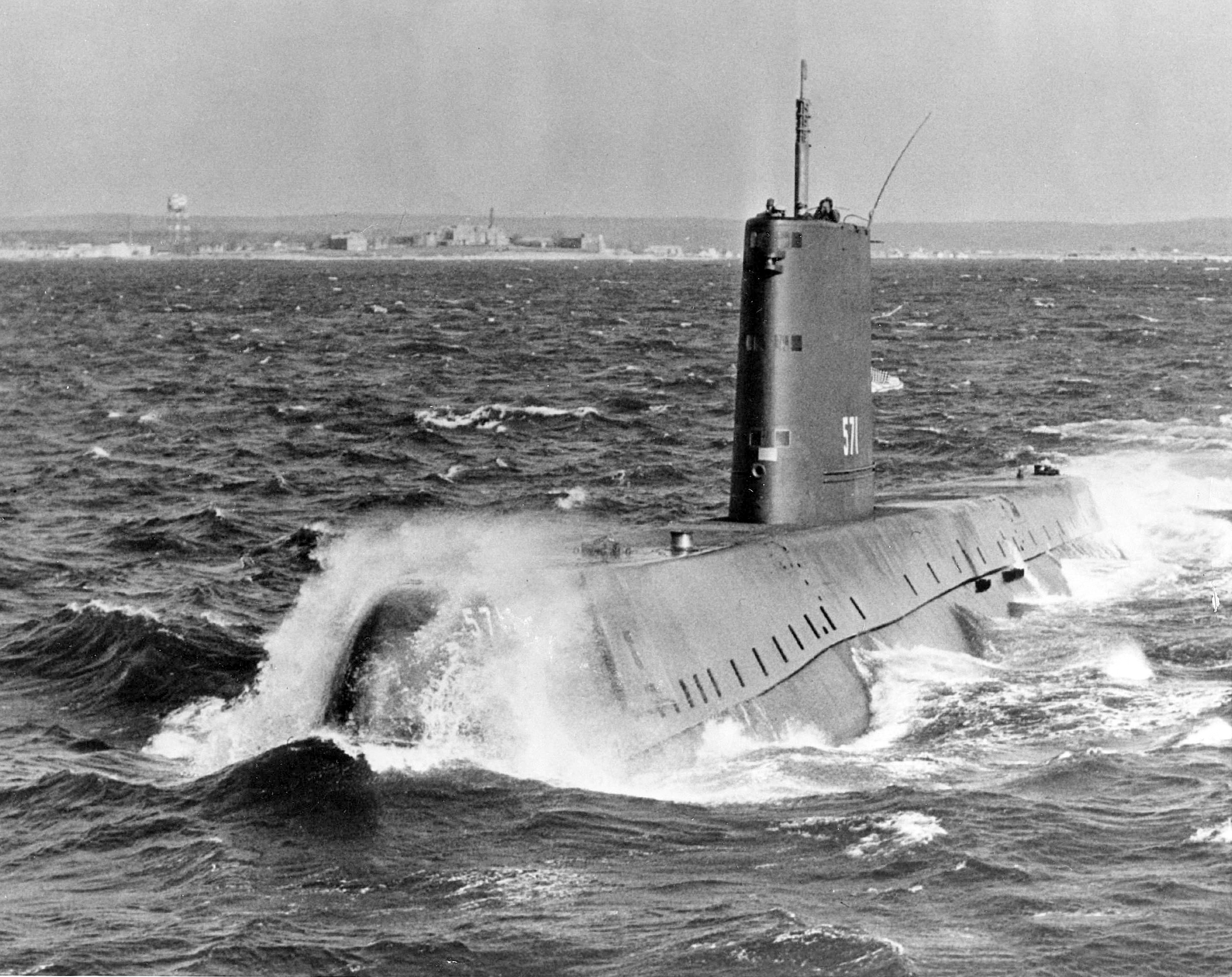
USS „Nautilus” podczas testów morskich

Wybuch drugiej wojny światowej, a zwłaszcza uruchomienie zmierzającego do opracowania bomby atomowej programu Manhattan Engineering District znanego pod kryptonimem „projekt Manhattan”, na kilka lat zatrzymał program badawczy nad wykorzystaniem energii jądrowej do celów niedestrukcyjnych, już jednak pod koniec wojny marynarka amerykańska wydzieliła do projektu Manhattan kilku naukowców i inżynierów, których zadaniem miała być praca nad napędem jądrowym. Jedną z pięciu przydzielonych przez marynarkę do programu nuklearnego osób, był urodzony w Makowie Mazowieckim inżynier Hyman Rickover, który wkrótce objął pod swoje kierownictwo całość amerykańskiego programu napędu jądrowego, i kierując nim przez 4 dziesięciolecia faktycznie kierował całym rozwojem amerykańskiej floty podwodnej – stąd też zwany jest dzisiaj „ojcem marynarki atomowej” (Father of the nuclear navy). Kierowany przez Rickovera departament reaktorów napędowych amerykańskiego Biura Okrętów (Naval Reactors Branch of Bureau of Ships) opracował m.in. reaktor jądrowy S2W, który zainstalowano w zwodowanym w 1954 roku pierwszym okręcie z tego rodzaju napędem USS „Nautilus”.
30 grudnia 1954 roku została po raz pierwszy uruchomiona nuklearna siłownia okrętu, a 17 stycznia 1955 roku okręt po raz pierwszy odpłynął od nabrzeża. Mimo wystąpienia drobnych problemów, które zostały szybko usunięte, okręt płynął w dół rzeki Thames pod dowództwem kmdr. Eugene P. Wilkinsona, który lampą sygnałową nadał historyczny sygnał: „UNDERWAY ON NUCLEAR POWER” („w drodze z użyciem energii nuklearnej”).
3 sierpnia 1958 roku „Nautilus” jako pierwszy okręt przepłynął pod biegunem północnym, a testy okrętu oraz przeprowadzone z jego udziałem gry wojenne szybko dowiodły ogromnej przewagi okrętów z napędem jądrowym nad jednostkami z napędem klasycznym. Przeprowadzone zarówno przez marynarkę amerykańską, jak i brytyjską, ćwiczenia w zwalczaniu okrętów podwodnych z udziałem „Nautilusa” ujawniły, że wprawione w zwalczaniu okrętów podwodnych siły brytyjsko-amerykańskie są bezradne wobec tak szybkich pod wodą jednostek. Tylko podczas ćwiczeń „Strikeback” w 1957 roku „Nautilus” „zatopił” 16 biorących udział w ćwiczeniach jednostek nawodnych. Paradoksalnie, stało się to powodem dużego zaniepokojenia dowództw marynarki amerykańskiej, które zdawały sobie sprawę z faktu, że Związek Radziecki kończy już również prace nad własnym okrętem podwodnym z napędem jądrowym. Marynarka amerykańska świadoma była faktu, że gospodarka tego kraju w warunkach pokojowych nie jest w stanie dorównać pracującej w trybie wojennym gospodarce radzieckiej w tempie budowy okrętów podwodnych, a amerykańska flota może wkrótce stanąć w obliczu wyposażonej w wielką liczbę okrętów o takim napędzie radzieckiej marynarki wojennej. W sierpniu 1957 roku, w radzieckim „zakładzie nr 402” (stocznia „Siewmasz”) w Siewierodwińsku zwodowano pierwszy radziecki atomowy okręt podwodny K-3 „Leninskij Komsomoł” projektu 627. Konstrukcja okazała się niezbyt udana, toteż konstruktorzy z radzieckiego biura konstrukcyjnego SKB-143 szybko wprowadzili poprawki do projektu, zaś przeprojektowane okręty skierowano do produkcji pod oznaczeniem projekt 627A, który w kodzie NATO otrzymał oznaczenie „November”.

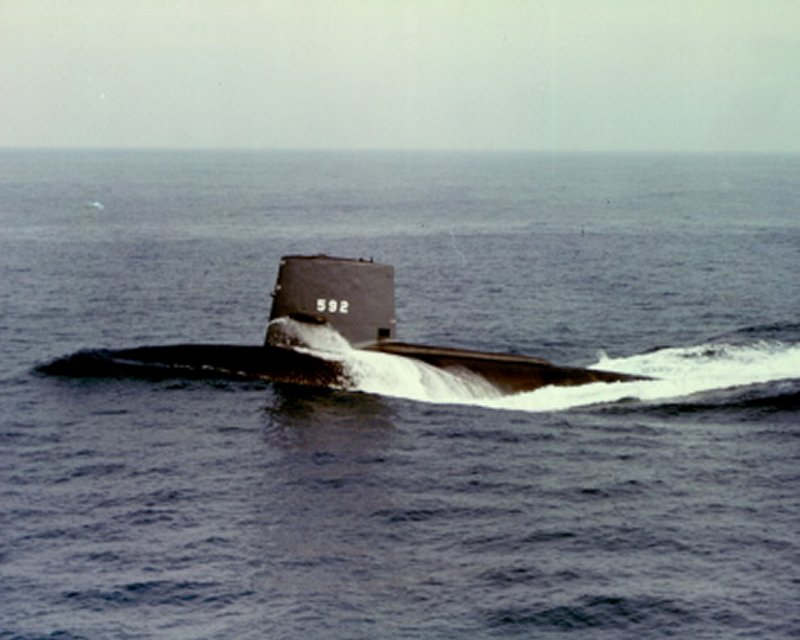
USS „Snook” typu Skipjack

Stany Zjednoczone stały na stanowisku, że ZSRR jest w stanie budować okręty podwodne w tempie, jakie jest niemożliwe do osiągnięcia w USA. Uznały wobec tego, że jedyną drogą zapewnienia amerykańskim siłom podwodnym możliwości przeciwstawienia się flocie Związku Radzieckiego jest zachowanie amerykańskiej przewagi technologicznej, która pozwoli na zrównoważenie radzieckiej przewagi liczebnej. W 1959 roku wszedł do służby pierwszy okręt całkowicie nowego typu, łączący w sobie kroplowy kadłub typu Albacore z napędem jądrowym. W momencie wejścia do służby, osiągające pod wodą prędkość 33 węzłów jednostki typu Skipjack były najszybszymi okrętami podwodnymi na świecie, okazały się jednakże zbyt hałaśliwe jak na wymagania US Navy, toteż już po wybudowaniu 6 jednostek tego typu, amerykańska marynarka wojenna zmieniła plany i siódmy okręt tego typu został znacznie przeprojektowany. W efekcie zmian powstał całkowicie nowy typ okrętu, od nazwy pierwszej jednostki określany mianem typu Thresher. Były to pierwsze okręty, które de facto stanowiły jedynie dodatek do swojego sonaru, „wokół którego zostały zbudowane”. Zastosowanie przy konstrukcji jego kadłuba sztywnego wytrzymałej stali HY-80 pozwoliło na konstrukcyjne zwiększenie testowej głębokości zanurzenia tych jednostek do 400 metrów, dodatkowe wyposażenie i ich znacznie lepsze wyciszenie sprawiło jednak, że okręty typu Thresher były nieznacznie wolniejsze od jednostek Skipjack.
Podobnie jak dla marynarki amerykańskiej, ważnym dla radzieckiej marynarki wojennej parametrem okrętów podwodnych była prędkość podwodna. Jednym z najważniejszych zadań radzieckich okrętów podwodnych miało być zwalczanie amerykańskich i brytyjskich lotniskowców, toteż okręty, które miały wykonać to zadanie, musiały dysponować prędkościami podwodnymi, które umożliwiłyby im doścignięcie zachodnich zespołów uderzeniowych floty. Już w 1958 roku, kiedy wypłynął w morze pierwszy radziecki okręt podwodny z napędem atomowym, Rada Ministrów ZSRR zatwierdziła wstępne wymagania wobec nowych szybkich okrętów następnej generacji. Podstawowymi założeniami nowego projektu miały być dwukrotne zwiększenie prędkości (względem okrętów projektu 627A), półtorakrotne zwiększenie głębokości zanurzenia, wyposażenie w niewielki reaktor jądrowy oraz małą turbinę, wyposażenie w odpalany z zanurzenia system rakietowy o niewielkich rozmiarach – przy jednocześnie dużym zasięgu pocisków, kontrola okrętu za pomocą w pełni zautomatyzowanych systemów oraz możliwość użycia systemów bojowych okrętu przy pełnej prędkości. Wymagania uzupełniały także postulaty zwiększenia ochrony okrętu przeciwko minom, torpedom oraz pociskom rakietowym, zmniejszenie ogólnej wyporności okrętu oraz jego wymiarów, a także ulepszone warunki bytowe załogi oraz użycie nowych rodzajów materiałów.

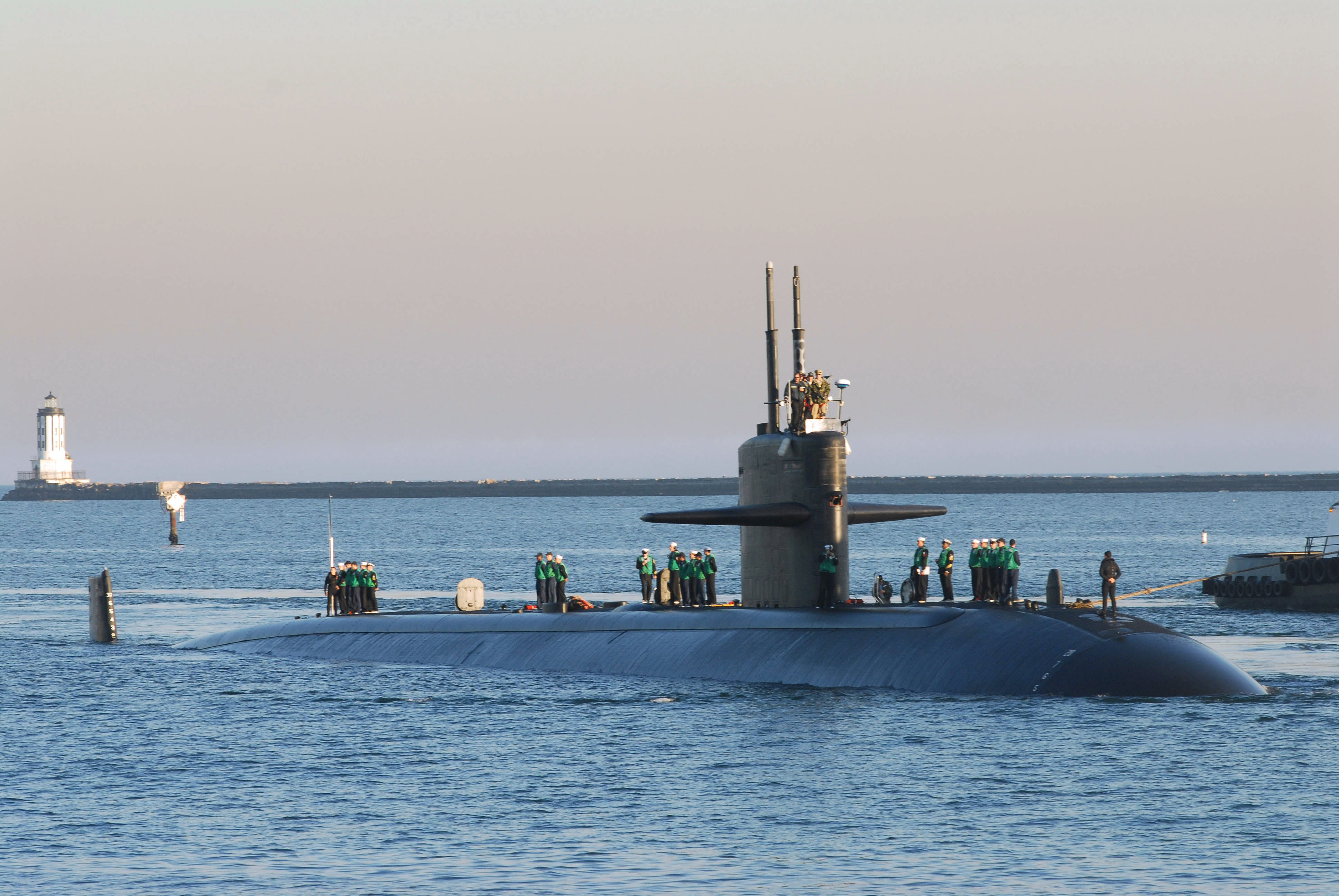
USS „Los Angeles”

W lutym 1968 roku znajdujący się w drodze do Wietnamu amerykański lotniskowiec USS „Enterprise” (CVN-65) został przechwycony przez radziecką jednostkę typu November (proj. 627A). November, choć nieco wolniejszy od szybkiego lotniskowca, okazał się zdolny do przeprowadzenia radzieckich procedur przechwycenia w oparciu o dane z systemu obserwacji oceanicznej. Incydent z „Enterprise” pokazał, że radzieckie okręty są szybsze niż przypuszczano, w związku z tym uzasadnione było przypuszczenie, że nowe jednostki projektu 671 (NATO: Victor) i 670 (NATO: Charlie) będą jeszcze szybsze – w tym szybsze niż amerykańskie okręty Sturgeon i Thresher. Pojawiły się opinie, że ZSRR zdolny jest do budowy 20 takich jednostek rocznie. Remedium w tej sytuacji jawiło się opracowanie nowego, bardzo szybkiego okrętu podwodnego, który byłby w stanie podjąć walkę z szybkimi radzieckimi okrętami, a także wejść w skład eskorty amerykańskich lotniskowców. 6 kwietnia 1974 roku, w stoczni Newport News zwodowano pierwszy okręt nowego typu – Los Angeles, USS „Los Angeles” (SSN-688). Był to duży okręt o wyporności podwodnej 6927 ton z, wprowadzonym po raz pierwszy od 1959 roku, zupełnie nowym reaktorem S6G. „Los Angeles” był pierwszym amerykańskim okrętem od czasów jednostek typu Skate, w których zastosowano inny reaktor niż bardzo udany S5W, który na około 100 okrętach służył w amerykańskiej flocie bezawaryjnie przez niemal 20 lat.
W trakcie zimnej wojny marynarka wojenna Stanów Zjednoczonych utraciła przewagę nad flotą Związku Radzieckiego w zakresie prędkości oraz dopuszczalnej głębokości zanurzenia okrętów podwodnych. Przez cały jednak czas priorytetem US Navy były jak najlepsze parametry stealth, w szczególności stopień wyciszenia jednostek, a prymatu w tej dziedzinie nigdy nie utraciła. Dowództwo US Navy wychodziło z założenia, iż torpeda zawsze wyprzedzi okręt podwodny, zawsze też będzie w stanie zejść w ataku głębiej niż jej cel. Nie będzie jednak w stanie zniszczyć go, jeśli nie będzie w stanie zlokalizować go bądź śledzić. Mniejszy poziom szumów własnych okrętu daje podwójną korzyść – okręt jest trudniejszy do wykrycia, a własne sensory akustyczne są bardziej wrażliwe na szumy okrętów przeciwnika. Zgodnie z dotychczasową praktyką, szczególny nacisk w programie badawczo rozwojowym oraz projektowym okrętów typu Los Angeles, położono więc na zapewnienie im jak najmniejszego poziomu emitowanego do otoczenia dźwięku.

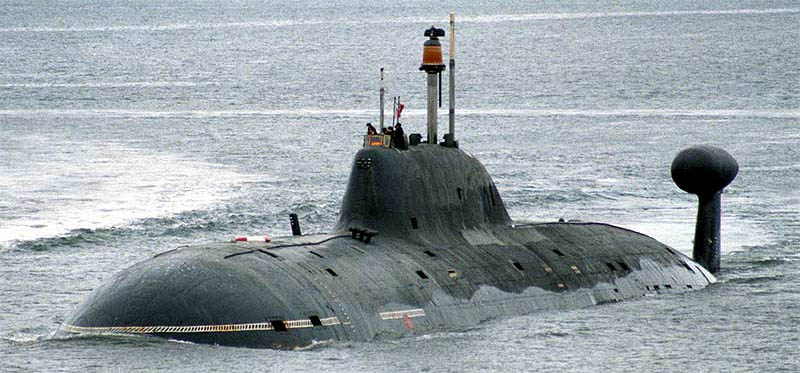
K-157 „Wjepr” typu Akuła II w 2003 roku

Ostateczny rezultat osiągnięto dzięki najbardziej zaawansowanych w tamtych czasach technologiach izolowania wibracji, wygłuszania kadłuba itp., oraz ich sukcesywnym unowocześnianiu na już wybudowanych okrętach. W efekcie osiągnięto wyciszenie konstrukcyjnie znacznie przewyższające analogiczne konstrukcje radzieckie tamtego czasu. W połączeniu ze znacznie wyższą w Stanach Zjednoczonych jakością wykonania poszczególnych elementów jednostek, rezultaty w zakresie wyciszenia wyprzedzały w rozwoju o 5 do 10 lat ówczesne okręty radzieckie. Sytuacji tej nie zmieniło nawet wprowadzenie przez ZSRR do służby następców jednostek Alfa – pierwszych okrętów projektu 971 (Kod NATO: Akuła), ani nawet produkowanych około roku 1990 – okrętów ulepszonego projektu 671RTM (NATO: Improved Victor III).
Z biegiem lat jednak, w amerykańskiej marynarce wojennej zaczęły podnosić się głosy twierdzące o pewnym skostnieniu następcy Biura Okrętów, czyli Dowództwa Systemów Morskich US Navy (Naval Sea Systems Command), jego zbytnim konserwatyzmie i niewystarczającej innowacyjności. Na dodatek, na początku lat 80. XX wieku władzę w Stanach Zjednoczonych objął Ronald Reagan, który zmienił dotychczasową pasywną strategię uniemożliwiania flocie radzieckiej swobodnego operowania na obszarach Atlantyku i Pacyfiku, na bardziej agresywne podejście w postaci gotowości do ataku na radzieckie jednostki w samym sercu jej obszaru operacyjnego, na wodach radzieckich; zwłaszcza w tzw. bastionach – wyznaczonych i szczególnie bronionych obszarach operowania strategicznych radzieckich okrętów podwodnych przenoszących pociski balistyczne z głowicami jądrowymi, w pobliżu brzegów ZSRR. W podjętym programie badawczo-konstrukcyjnym opracowano projekt okrętu typu Seawolf, zdolnego do długotrwałego przebywania w wodach bezpośrednio okalających Związek Radziecki, wyposażonego też w bardzo dużą liczbę jednostek broni, wystarczająco cichego, aby uniknąć wykrycia swojej obecności w tych wodach oraz dysponującego możliwością wykonywania uderzeń na morskie cele podwodne przeciwnika spoza zasięgu jego broni. Niezmiernie kosztowny program Submarine for 21th Century zaowocował powstaniem okrętu o niezwykłej w latach 90. charakterystyce akustycznej, który przy prędkości 20 węzłów generował mniejszy hałas niż okręty typu Los Angeles stojąc przy nabrzeżu, zaś wielkość jego prędkości taktycznej przekracza 25 węzłów. Po raz pierwszy w amerykańskiej marynarce wykorzystano w tym celu pędnik wodnoodrzutowy zamiast tradycyjnej śruby okrętowej oraz nową siłownię z zaawansowanym reaktorem S6W wykorzystującym naturalną cyrkulację chłodziwa (bez użycia hałaśliwej pompy cieczy chłodzącej rdzeń reaktora). Okręt prototypowy tego typu USS „Seawolf” (SSN-21) przyjęto do służby 19 lipca 1997 roku, ostatecznie jednak z powodu zakończenia zimnej wojny, planowany początkowo na 30 jednostek program anulowano po wyprodukowaniu zaledwie trzech okrętów.

#### Strategiczne okręty rakietowe
W 1949 roku w ZSRR przygotowano wstępny projekt rakietowego okrętu podwodnego pod sygnaturą Projekt P-2, którego planowanym zadaniem było wykonywanie uderzeń na cele lądowe. Projekt opracowany został przez CKB-18 (późniejsze biuro konstrukcyjne Rubin). Okręt miał zakładaną wyporność nawodną niemal 5400 ton, a przenosić miał 12 pocisków R-1 (radzieckich wersji V-2) oraz pocisków manewrujących Łastoczka. W realizacji programu tego okrętu napotkano jednak dużą liczbę problemów, których konstruktorzy nie zdołali pokonać, w tym m.in. problemy ze stabilizacją pocisku przed jego odpaleniem. W pierwszej fazie rozwoju morskich systemów rakietowych woda-ziemia zarówno ZSRR, jak i USA traktowały ten rodzaj broni jako broń wyłącznie taktyczną bez znaczenia strategicznego.

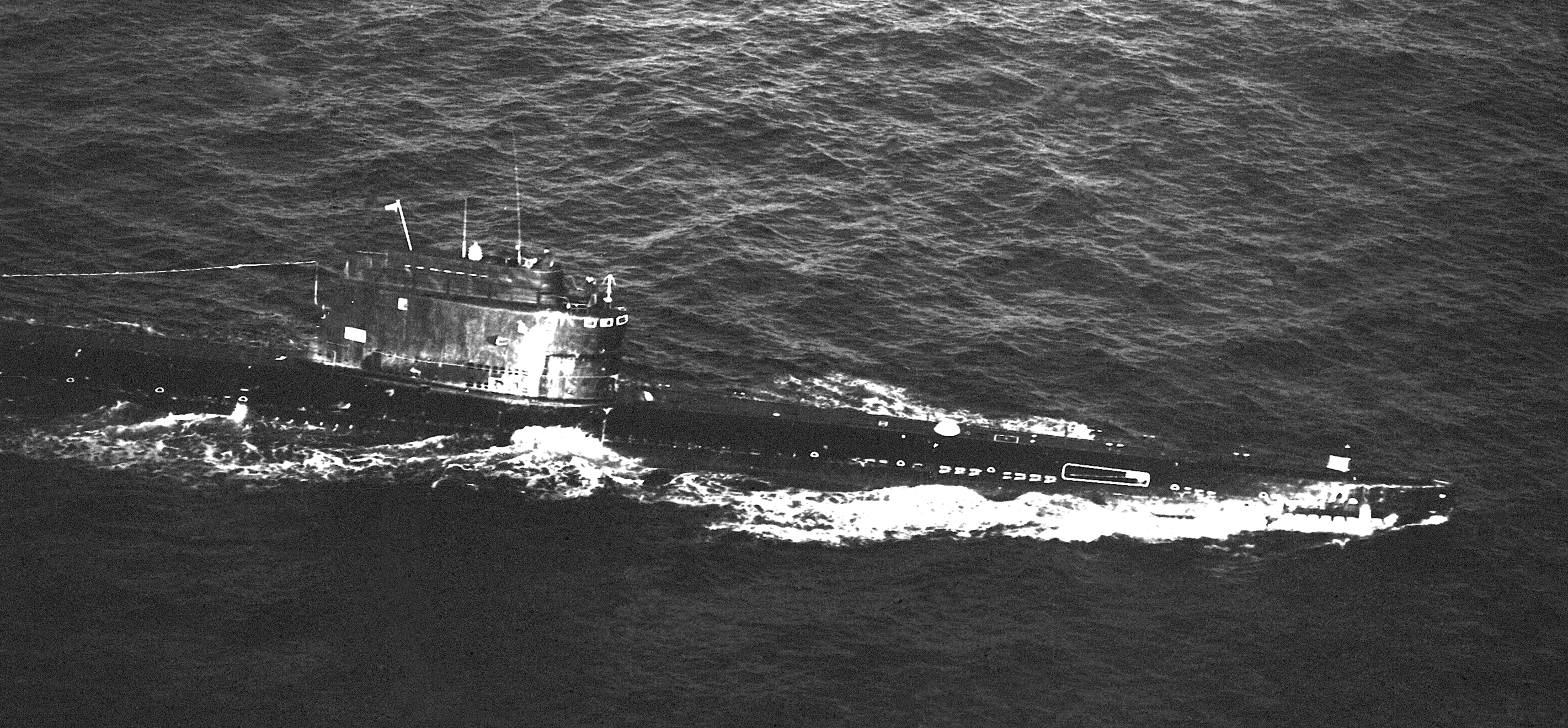
Okręt projektu 611 (NATO: Zulu)

Pierwszym na świecie okrętem podwodnym przenoszącym pociski balistyczne był radziecki zmodyfikowany okręt projektu 611 (kod NATO Zulu) – B-67. Na okręcie tym dwie pionowe wyrzutnie pocisków R-11FM umieszczono w powiększonym kiosku okrętu, rezygnując przy tym z części baterii elektrycznych w przedziałach znajdujących się pod kioskiem, a także kilku pomieszczeń oficerów, których przeniesiono do magazynu torpedowego. Pierwszy w historii start pocisku balistycznego z pokładu okrętu podwodnego miał miejsce 16 września 1955 roku. Wystrzelony ze znajdującego się na Morzu Białym wynurzonego B-67 pocisk R-11FM trafił w poligon testowy na Nowej Ziemi. W tym też roku rozpoczęto prace nad zmodyfikowaną wersją projektu 611, oznaczoną AW611. W 1959 roku pierwsze pociski R-11FM osiągnęły gotowość operacyjną, dając tym samym ZSRR miano pierwszego państwa uzbrojonego w wystrzeliwane z okrętu podwodnego pociski balistyczne. W trakcie regularnych patroli, pociski te nie były wyposażone w przeznaczone dla nich głowice nuklearne RDS-4 o mocy 10 kt, które przechowywane były na lądzie z możliwością zainstalowania w pociskach w razie zagrożenia atakiem. Po przeniesieniu programu pocisków dla okrętów podwodnych do SKB-385, biuro to rozpoczęło prace nad systemem rakietowym D-2, składającym się z nowego pocisku R-13 oraz nowej serii okrętów podwodnych projektu 629 (NATO: Golf). R-13, o zasięgu 650 km, napędzany był silnikiem na paliwo ciekłe i podobnie jak R-11 wystrzeliwany z powierzchni. Okręty, dla których były przeznaczone, miały taki sam napęd spalinowo-elektryczny jak współczesne im okręty projektu 641 (kod NATO: Foxtrot). Skonstruowane w CKB-16 pod kierunkiem Isanina okręty projektu 629 miały wyporność 2850 ton na powierzchni i mogły przenosić trzy pociski R-13.

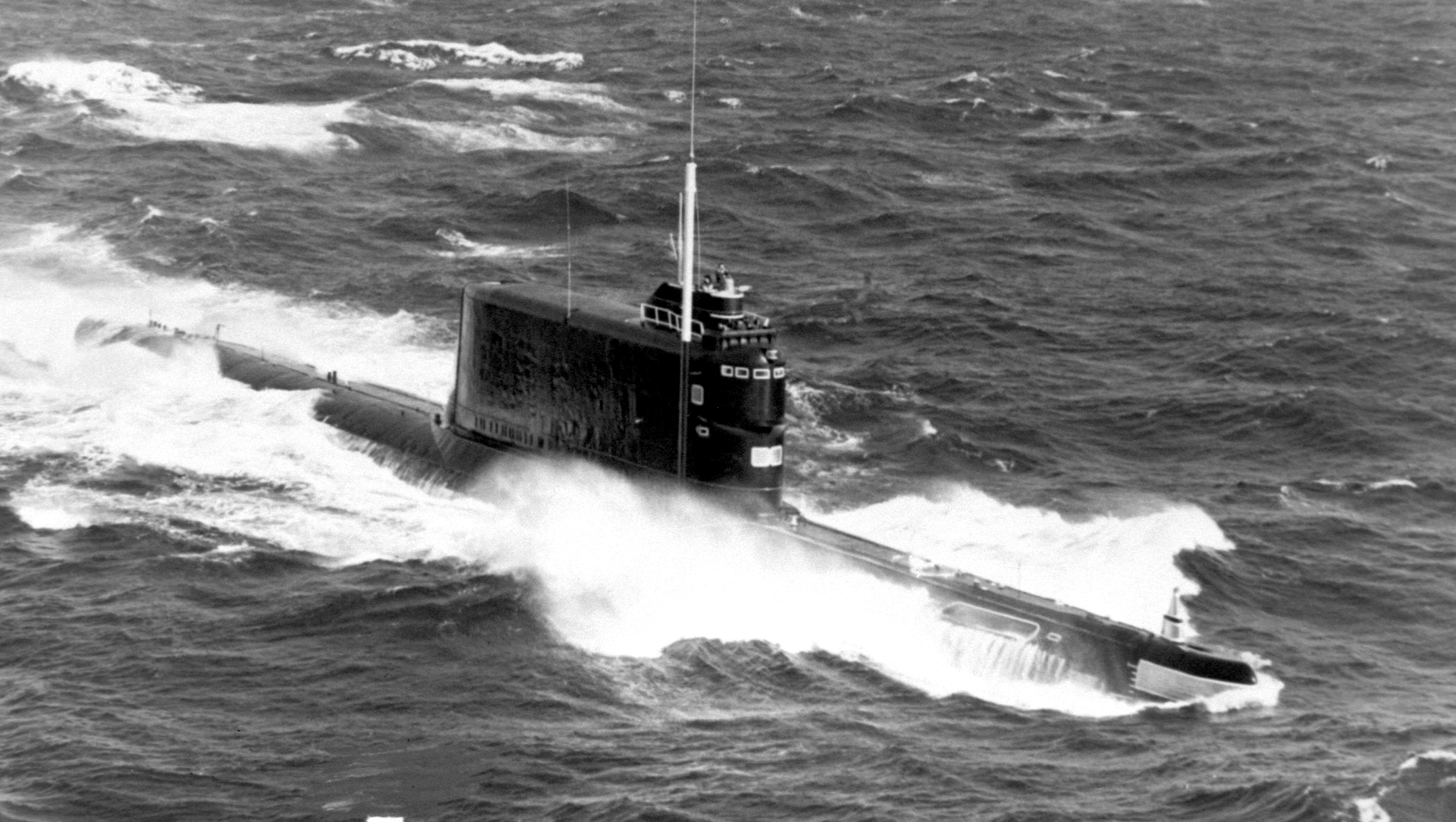
Okręt projektu 629 (NATO: Golf)

Wyrzutnie startowe tych pocisków przechodziły przez całą wysokość kadłuba wewnętrznego, wchodząc aż do kiosku, start zaś pocisków odbywał się na powierzchni, po ich podniesieniu ponad kiosk okrętu. Pierwsze pięć okrętów tego typu przenosiło pociski R-11FM, późniejsze – R-13.

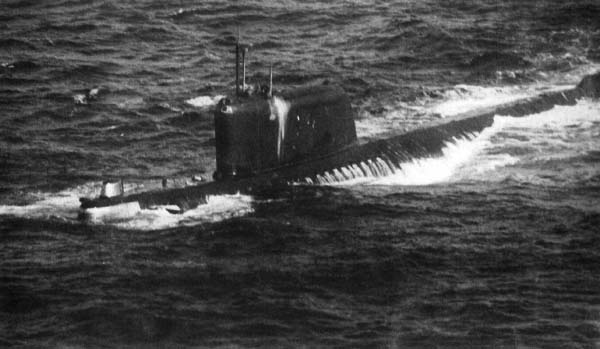
K-19 projektu 658 (NATO: Hotel)

Sposób odpalania pocisków R-11FM i R-13 był skomplikowany i czasochłonny – trwający do półtorej godziny. Nawet jeśli część procedur przedstartowych na okrętach projektu 629 mogła odbywać się pod wodą, w celu zakończenia procedury i odpalenia pocisku okręt musiał się wynurzyć, co potęgowało możliwość i ryzyko wykrycia nawet jeszcze przed wynurzeniem. 20 października 1961 roku przeprowadzono pierwszy na świecie test pocisku balistycznego SLBM uzbrojonego w głowicę termojądrową. Okręt projektu 629 wystrzelił pocisk R-13 z jedną głowicą o mocy 1 Mt, która eksplodowała na poligonie „Tęcza” na Nowej Ziemi. We wrześniu 1956 r. biuro CKB-18, rozpoczęło intensywne prace nad nowym typem okrętu projektu 658 (kod NATO: Hotel). Z uwagi na napięty terminarz, program ten przebiegał bez wcześniejszego opracowania projektu wstępnego. W jego rezultacie już w pierwszym kwartale następnego roku zakończono opracowywanie projektu okrętów o wyporności nawodnej 4080 ton i długości 114 metrów. Jednostki te zostały pierwotnie wyposażone w trzy pociski R-13 (NATO: SS-N-4), a także w wyrzutnie torpedowe 533 mm oraz 400 mm – podobnie jak okręty projektu 675 (kod NATO: Echo II) – celem zwalczania niszczycieli ZOP. Siłownia tych okrętów podobna była do zainstalowanej w jednostkach projektu 627A (NATO: November) oraz projektów 659 i 675 (NATO: Echo), z dwoma reaktorami WM-A.
Stany Zjednoczone rozpoczęły wysiłki w celu budowy floty strategicznych okrętów podwodnych dopiero po objęciu w 1955 roku funkcji szefa operacji morskich przez admirała Arleigha Burke, dla którego wsparcie, wbrew opozycji w marynarce, najwyższego priorytetu programu balistycznego US Navy, było najbardziej znaczącą inicjatywą w trakcie sprawowania przez niego po raz pierwszy tej funkcji, w latach 1955–1957. Burke utworzył specjalne biuro marynarki Special Projects Office (SPO), którego wyłącznym zadaniem miały być prace nad morskimi pociskami balistycznymi i przenoszącymi je okrętami. W celu umożliwienia szybkiej budowy podwodnych nosicieli pocisków balistycznych, US Navy zmieniła plany dotyczące zamówionych już okrętów myśliwskich o napędzie nuklearnym, których budowa została już rozpoczęta. Z tego też względu pierwsze pięć jednostek przenoszących pociski Polaris A-1 (SSBN 598–602), było pochodnymi okrętów myśliwskich typu Skipjack. W programie tym zaplanowano budowę 41 okrętów z napędem jądrowym, z których każdy przenosić miał 16 umieszczonych w pionowych silosach pocisków. Pierwszą serię „41 for Freedom”, jak popularnie nazwano 41 jednostek tworzących system rakietowy Polaris-Poseidon, tworzyło 5 okrętów typu George Washington. Wszystkie 41 okrętów, na które składały się także jednostki typów Ethan Allen, Lafayette, James Madison i Benjamin Franklin, wybudowano w rekordowym czasie kilku lat.

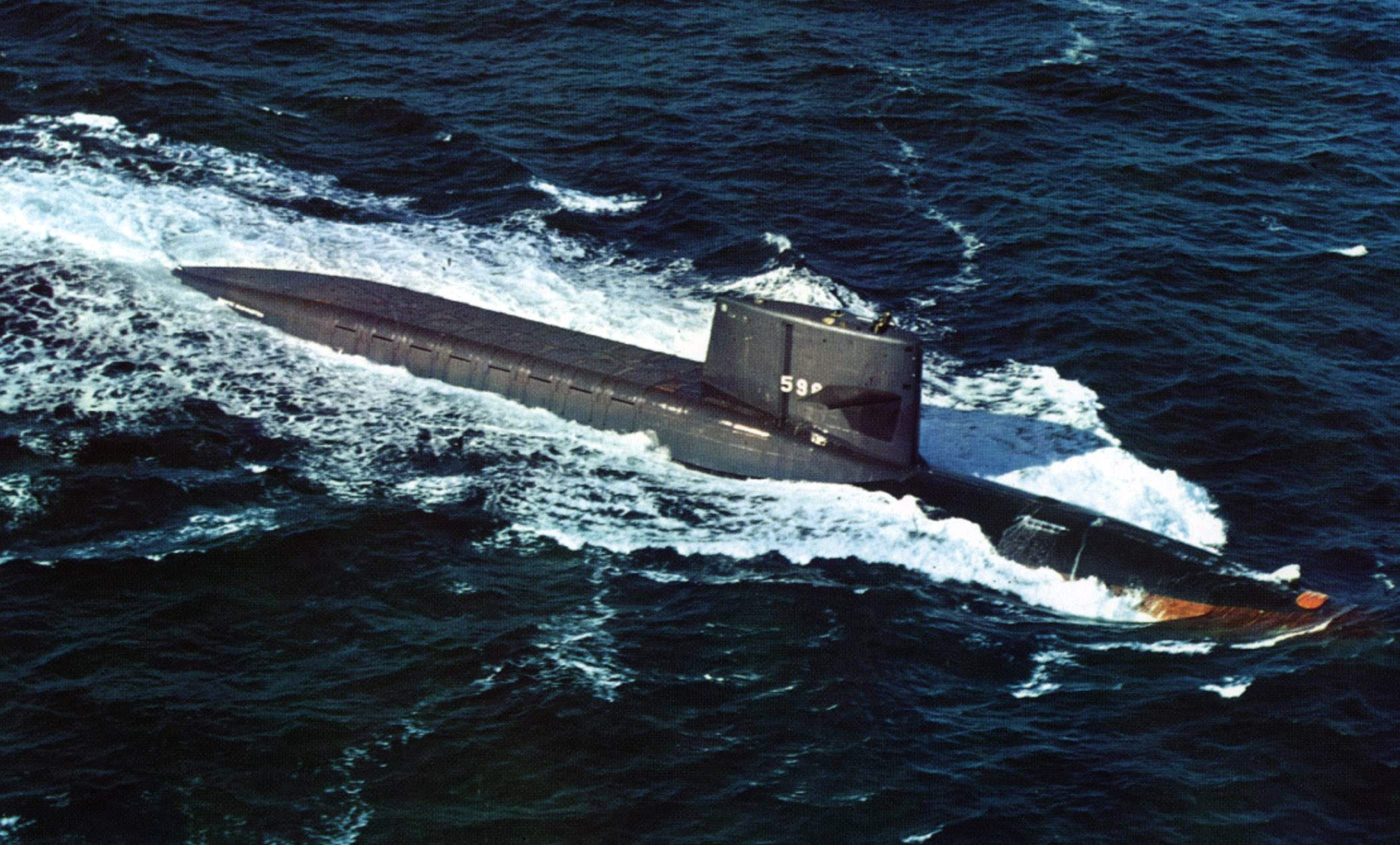
USS „George Washington”, pierwszy strategiczny okręt podwodny z napędem jądrowym

Okręty te miały opływowy kadłub z jedną śrubą oraz siłownią jądrową z reaktorem S5W, zapewniającą moc 15 000 koni mechanicznych. Dla celów pomieszczenia pocisków balistycznych okręty tego typu zostały przedłużone o 39,6 metra, w tym 13,7 m dla urządzeń specjalnej nawigacji oraz kontroli pocisków, 3 metry dla urządzeń pomocniczych oraz 22,9 m dla dwóch rzędów (po osiem w każdym) pojemników startowych. Znacznie większe niż oryginalny typ Skipjack okręty rakietowe miały tę samą siłownię, co czyniło je okrętami zdecydowanie wolniejszymi. Pierwszy okręt SSBN USS „George Washington” powstał z połączenia elementów okrętu „Scorpion”, którego budowę rozpoczęto 1 listopada 1957 r. oraz „Skipjack”. W celu budowy USS „George Washington” dokonano ponownego zamówienia, tym razem na okręt nowego typu. W związku z rozwojem radzieckiego programu rakietowego, produkcja okrętów SSBN otrzymała najwyższy narodowy priorytet. W związku z nim, z uwagi na moce produkcyjne stoczni oraz zaopatrzenie w materiały i urządzenia, produkcja wszystkich innych jednostek – zwłaszcza okrętów myśliwskich – została spowolniona bądź wstrzymana. Do lipca 1960 roku w produkcji było pięć jednostek typu George Washington (598), pięć ulepszonych okrętów typu Ethan Allen (608) oraz cztery jednostki typu Lafayette (616).

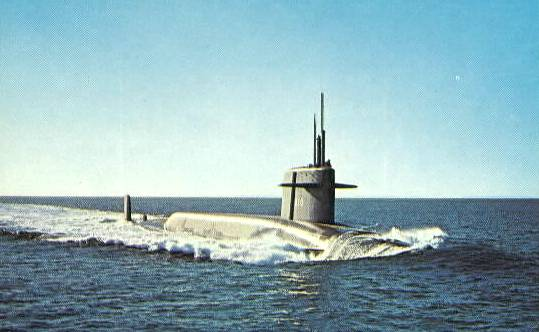
USS „Thomas A. Edison” typu Ethan Allen

Pierwszych pięć okrętów bazowało na konstrukcji typu Skipjack, z testową głębokością zanurzenia 215 metrów, z wyjątkiem pierwszego okrętu „George Washington”, którego przedział rakietowy nie został – jak kadłuby pozostałych jednostek – zbudowany ze stali HY-80, lecz z mniej wytrzymałej High-Tensile Steel, z powodu której zanurzenie testowe tego okrętu wynosiło 183 metry. Pięć jednostek typu Ethan Allen było większymi okrętami opartymi na kadłubie i maszynach okrętów typu Thresher/Permit z testową głębokością zanurzenia 400 metrów i wypornością podwodną 7800 ton. Okręty typu Lafayette były ostatnimi jednostkami Polaris, wymiarami i wypornością (8250 t w zanurzeniu) przewyższały pozostałe jednostki, miały przy tym ulepszony system wyciszenia okrętu. Pierwszy okręt Polaris – „George Washington” – został przyjęty do służby 20 grudnia 1959 roku, a 18 czerwca następnego roku wypłynął na pierwszy patrol, podczas którego dokonał pierwszego odpalenia nieuzbrojonego pocisku Polaris A-1.

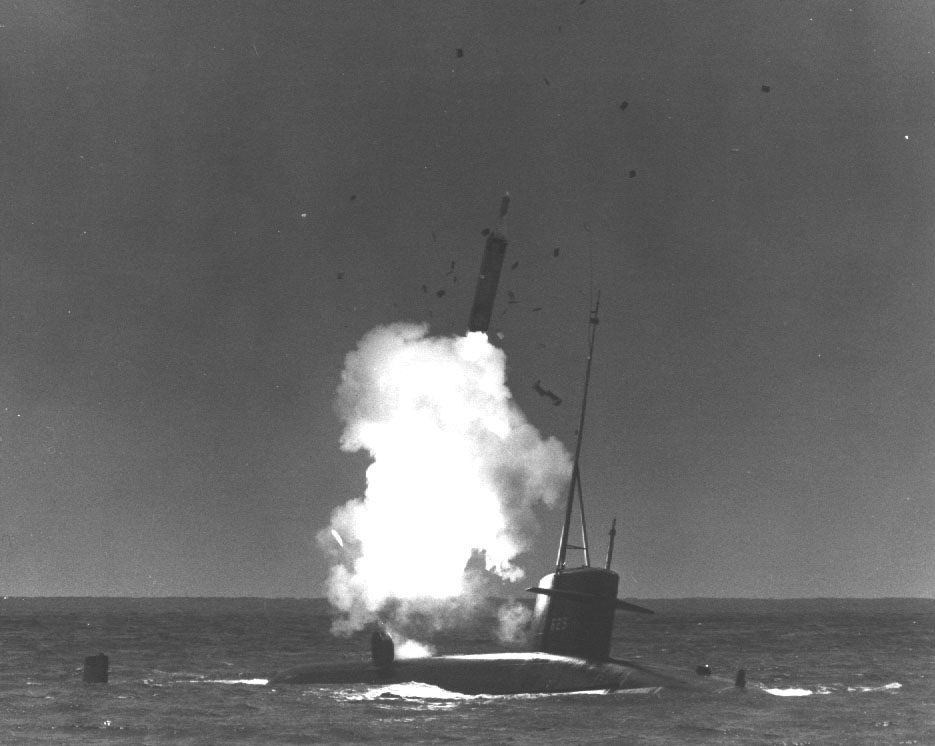
USS „Henry Clay” typu Lafayette odpalający pocisk Polaris A-2 w pobliżu Przylądka Kennedy’ego na Florydzie w 1964 roku. Maszt na szczycie kiosku jest anteną telemetryczną stosowaną przy startach testowych. Test ten był pierwszym z jedynie dwóch w historii odpaleń amerykańskich pocisków SLBM z powierzchni oceanu

W trakcie rejsu kontradmirał Raborn wysłał z pokładu okrętu bezpośrednią depeszę do prezydenta Dwighta Eisenhowera o treści POLARIS – FROM OUT OF THE DEEP TO TARGET. PERFECT („Polaris – z głębin do celu. Perfekcyjnie”). Jednostki te wprowadziły do służby nowy standard operacyjny, w którym każdy okręt ma dwie pełne załogi, w tym wypadku 135 oficerów i marynarzy. Załogi te nazywane są „złotą” i „niebieską”. Jedna z załóg wypływa okrętem na sześćdziesięciodniowy patrol, po czym dostarcza okręt do portu celem uzupełnienia zapasów i przeprowadzenia drobnych napraw, a następnie jednostka wypływa na kolejny sześćdziesięciodniowy patrol z drugą załogą, podczas gdy pierwsza z nich poświęca czas na odpoczynek i trening. W ten sposób, dwie trzecie wszystkich okrętów Polaris było w każdym momencie na morzu. Jednostki Polaris przewyższały radzieckie podwodne okręty rakietowe pierwszej generacji pod każdym względem. W odróżnieniu od okrętów radzieckich, mogły odpalać pociski w zanurzeniu, przenosiły aż 16 pocisków (w odróżnieniu od 2-3 pocisków w okrętach radzieckich), bardziej precyzyjnie ustalały swoją pozycję i co najważniejsze, aż do późnych lat 70. były całkowicie niewrażliwe na radzieckie środki zwalczania okrętów podwodnych. Do 1967 roku ukończono budowę 41 okrętów SSBN, przenoszących łącznie 656 pocisków. ZSRR wybudował wcześniej 8 okrętów z napędem jądrowym oraz 29 jednostek diesel-elektrycznych przenoszących w sumie 104 pociski. Na dodatek, pociski amerykańskie przenoszone były w „nowoczesnych” napędzanych energią jądrową okrętach, miały większy zasięg, były celniejsze oraz możliwe do odpalenia spod wody. W 1971 roku do służby w US Navy weszły pierwsze na świecie pociski wyposażone w głowice niezależnie wycelowywane – Poseidon C-3, których do 14 głowic MIRV mogło być skierowane każda w odrębny cel w określonym rejonie geograficznym. Radzieckie okręty SSBN drugiej generacji miały zmienić tę amerykańską przewagę. Pierwszym radzieckim typem okrętu strategicznego drugiej generacji były jednostki projektu 667A (NATO: Yankee I) o wyporności podwodnej 9600 ton.

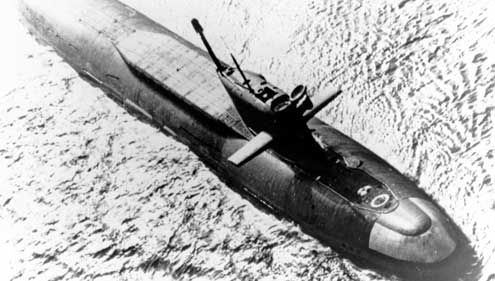
Jednostka projektu 667A

Zapoczątkowały one rodzinę okrętów, która przez następne dziesięciolecia stanowiła trzon radzieckich, a następnie rosyjskich strategicznych morskich sił jądrowych. Następne po jednostkach 667A systemów rakietowych D-5 i D-5U, okręty projektów 667B (NATO: Delta I), 667BD (Delta II), 667BDR (Delta III) i 667BDRM (Delta IV), podobnie jak okręty amerykańskiej pierwszej generacji stanowiły konstrukcje tej samej linii rozwojowej. Tak samo jak jednostki amerykańskie, okręty projektu 667A i ich następcy, przenosiły 16 pocisków SLBM (R-27 w przypadku pierwszych jednostek 667A) rozmieszczonych w dwóch rzędach za kioskiem. Okręty radzieckie mogły zanurzać się głębiej niż jednostki amerykańskie, szybciej odpalać pociski z większej głębokości przy większej też prędkości okrętu niż jednostki Polaris. Okręty 667A/Yankee miały możliwość odpalania pocisków z głębokości do 50 metrów, co stanowiło wartość o ponad połowę większą niż w przypadku okrętów amerykańskich. Okręty te generowały jednak duży poziom hałasu, znacząco ustępując w tym względzie jednostkom amerykańskim. Jak twierdził główny konstruktor biura konstrukcyjnego CKB-18 Siergiej Kowalow:

Okręty podwodne projektu 667A od samego początku były bardzo dobre z wyjątkiem ich hałaśliwości. To nie było tak, że nie przykładaliśmy wagi do tego problemu, lecz zwyczajnie na polu naukowym i technicznym, nie byliśmy przygotowani do osiągnięcia niskiego poziomu szumów. Słabo na poziomie naukowym rozumieliśmy naturę dźwięku pod wodą, sądząc, że jeśli opracowaliśmy niskoszumową przekładnię turbiny, wszystko powinno być w porządku. Tymczasem rozpoczynały się testy okrętu i wszystko było nie tak.

 Pierwszy okręt projektu 667A został zwodowany 28 sierpnia 1966 roku, zaś przyjęty do służby jako K-137 „Leniniec” 5 listopada 1967 roku. Pierwszy okręt tego projektu wyszedł na patrol atlantycki w czerwcu 1969 roku, 16 miesięcy później, w październiku 1970 roku 667A rozpoczęły patrole na Pacyfiku.

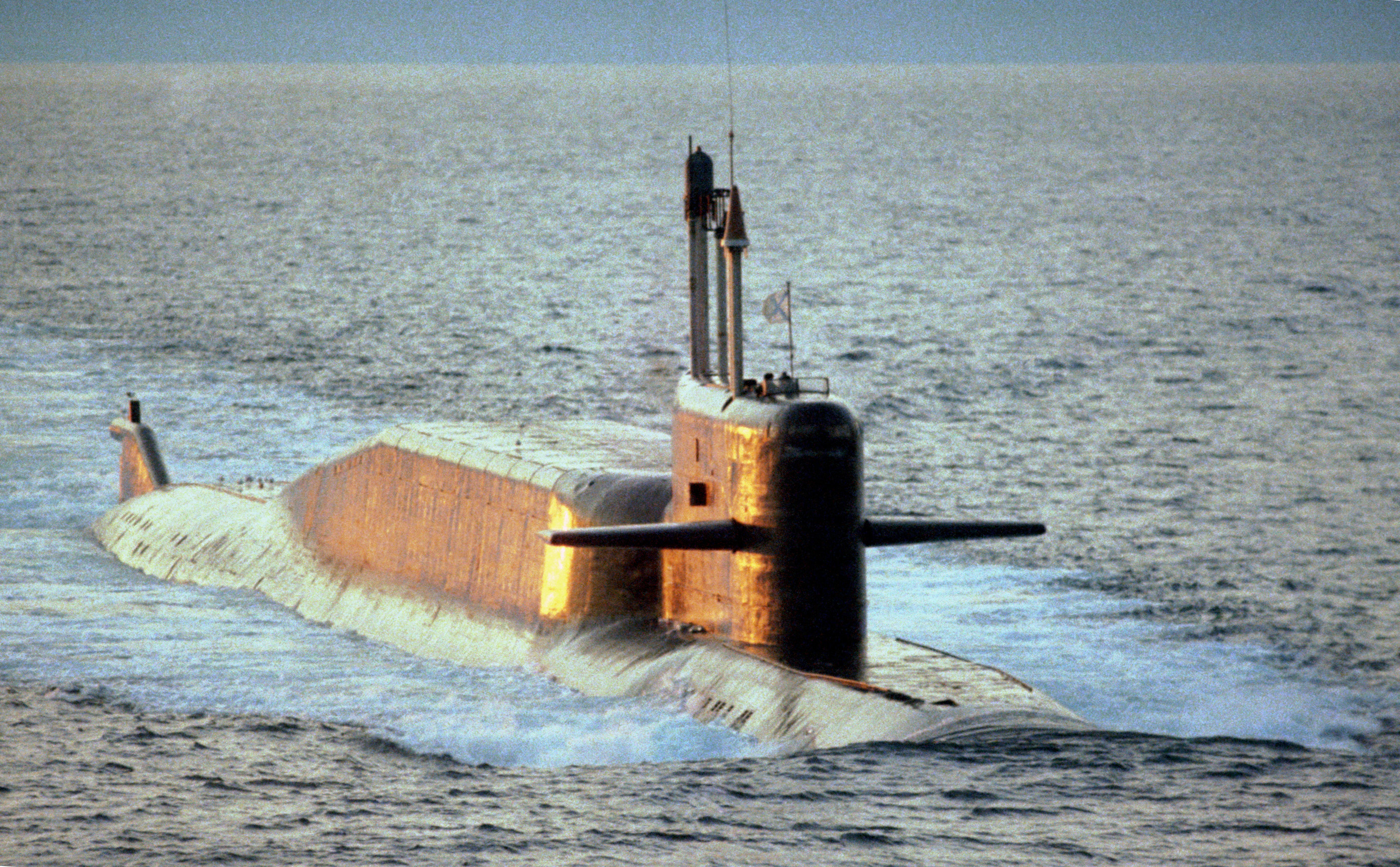
K-18 „Karelia” projektu 667BDRM

W 1965 roku, po odrzuceniu przez marynarkę wojenną całkowicie nowego projektu, biuro CKB-18 pod kierunkiem Kowalowa rozpoczęło prace nad projektem 667B (NATO: Delta I), będącym powiększoną wersją projektu 667A. W kolejnych latach powstały następne unowocześnienia projektu, które doprowadziły do powstania ostatniego projektu 667BDRM (NATO: Delta IV). Okręty tego ostatniego typu były pierwszymi rzeczywiście dobrze wyciszonymi radzieckimi jednostkami strategicznymi, co osiągnięto w bardzo dużej mierze dzięki znacznej poprawie jakości i precyzji wykonania elementów układu napędowego (wałów napędowych, śrub, przekładni, turbin etc.) Innymi metodami, które pozwoliły na ulepszenie akustycznego stealth, były zastosowane techniki wyciszania – w tym po raz pierwszy w radzieckiej marynarce użyte metody aktywnego wytłumiania hałasu.
W 1966 roku amerykański sekretarz obrony Robert McNamara zarządził przeprowadzenie studiów strategicznych „Start X”, których rezultatem było m.in. uruchomienie przez Stany Zjednoczone programu Undersea Long Range Missile System (ULMS), którego zadaniem było opracowanie całkowicie nowego podwodnego systemu rakietowego, który otrzymał wkrótce nazwę „Trident”. Program zmierzał do konstrukcji okrętu podwodnego i przeznaczonego dla niego pocisku balistycznego o zasięgu międzykontynentalnym, którego celność nie ustępowałaby celności lądowego systemu ICBM. O ile ówczesne technologie rakietowe pozwalały już na konstrukcje pocisków o odpowiednim zasięgu, o tyle zapewnienie pociskom wystrzeliwanym z morskich platform mobilnych równie wysokiej celności jak w przypadku pocisków wystrzeliwanych ze stacjonarnych wyrzutni lądowych, wymagało zakrojonych wielka skalę prac naukowo-badawczych oraz bardzo skomplikowanego procesu konstrukcyjnego, związanego z niezwykle precyzyjnym określaniem pozycji okrętu w morzu. Według dominującej pierwotnie koncepcji, pociski balistyczne przenoszone miały być w pozycji poziomej (a nie pionowej) na zewnątrz kadłuba sztywnego w ochronnych kapsułach.

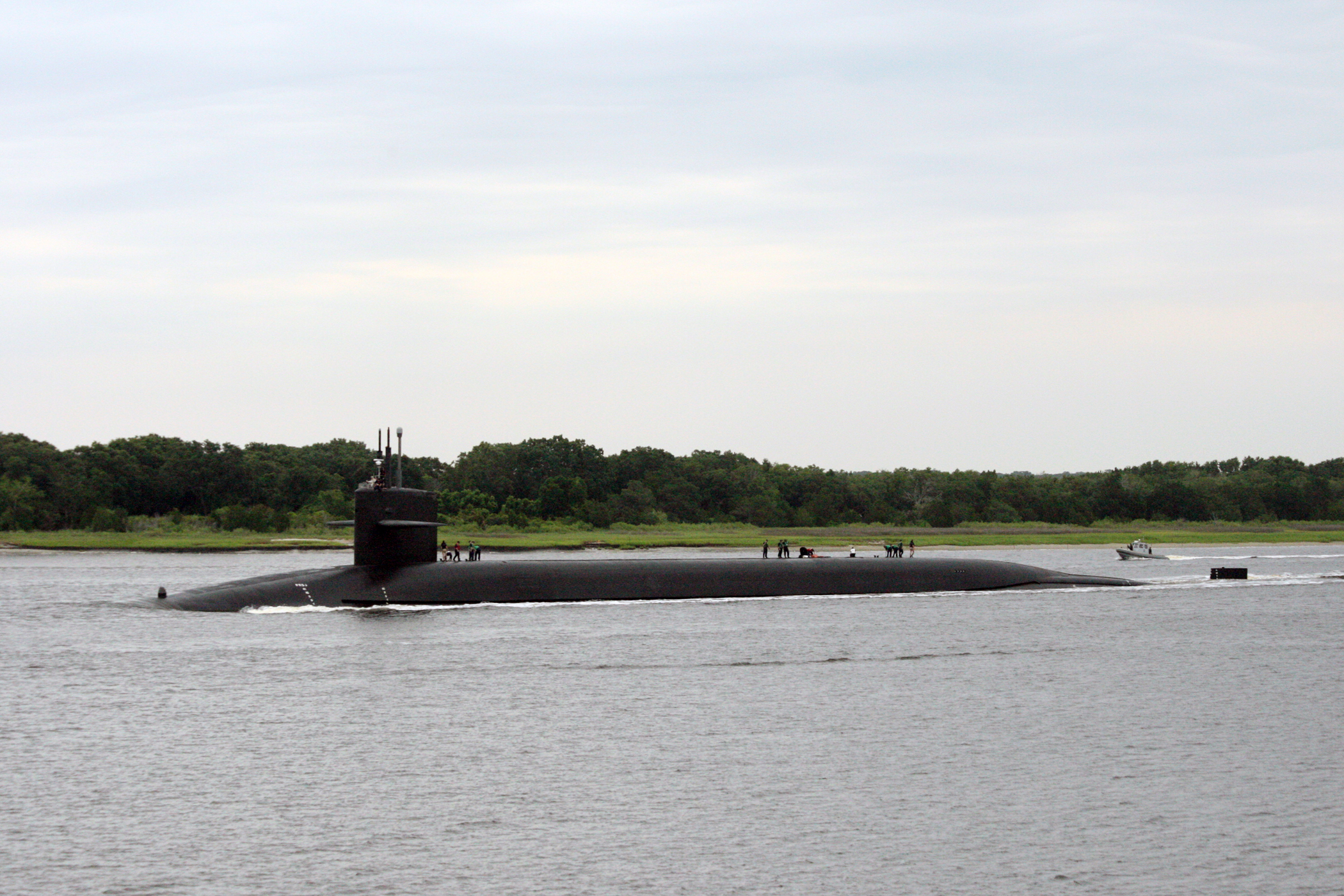
USS „West Virginia” typu Ohio

Ostatecznie amerykańska marynarka zdecydowała się na zastosowanie klasycznego, pionowego umieszczenia pocisków. Rezultatem programu „Trident” było powstanie okrętów typu Ohio, zdolnych do przenoszenia 24 pocisków balistycznych w dwóch rzędach po 12 silosów każdy.

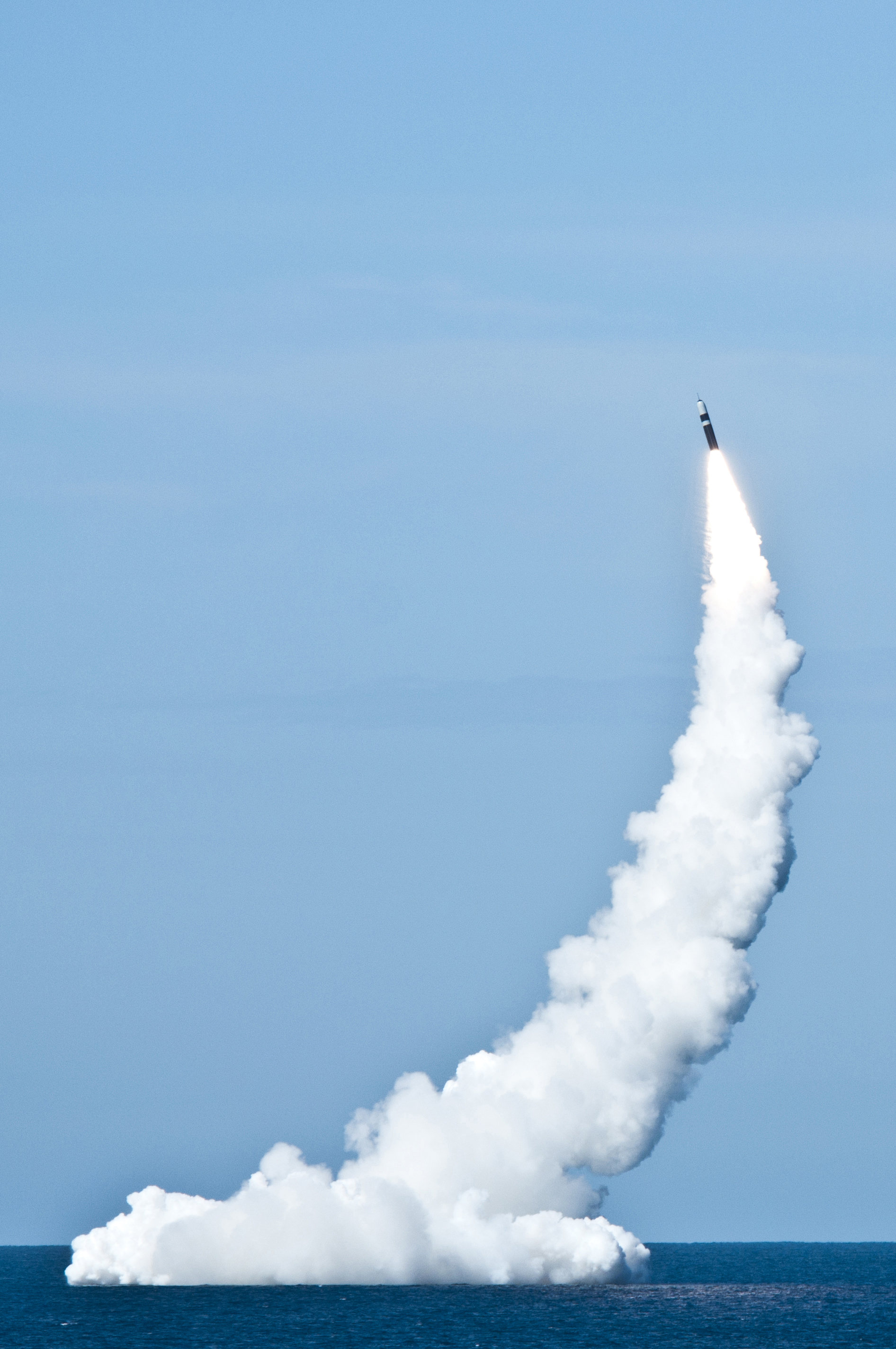
11 marca 2011 roku; 135 z rzędu udany start testowy rakiety Trident II D-5

Okręty te wyposażone miały być w tymczasowe pociski UGM-93A Trident I C-4, docelowe bowiem rakiety Trident czekał jeszcze bowiem długi program konstrukcyjny. 11 listopada 1981 roku wszedł do służby pierwszy okręt systemu rakietowego „Trident” USS „Ohio”, o wyporności podwodnej 18700 ton, który stał się jednostką prototypową typu – zgodnie z amerykańską praktyką – o jego nazwie. Okręt ten przenosił pierwotnie 24 pociski Trident C-4. Docelowe pociski „Trident” UGM-133 Trident II D-5 przyjęto do służby dopiero po wejściu w skład amerykańskiej floty dziewiątego okrętu typu Ohio – USS „Tennessee” w grudniu 1988 roku. Po zakończeniu zimnej wojny, na mocy postanowień traktatu START I, cztery najstarsze wówczas jednostki typu Ohio zostały wycofane ze służby w siłach strategicznych USA, i po odpowiedniej przebudowie zostały skierowane do służby w charakterze nosicieli taktycznych pocisków manewrujących. Amerykański program budowy okrętów „Trident” przyspieszył budowę okrętów trzeciej generacji w ZSRR. W trakcie spotkania Leonida Breżniewa z prezydentem Geraldem Fordem w listopadzie 1974 r. we Władywostoku, obaj przywódcy uzgodnili formułę traktatu SALT II nakładającego dalej idące ograniczenia strategicznych broni ofensywnych. Sekretarz generalny KC KPZR zadeklarował jednak, iż jeśli Stany Zjednoczone rozmieszczą system „Trident”, Związek Radziecki będzie zmuszony rozwinąć program nowego strategicznego okrętu. W rzeczywistości program nowego okrętu balistycznego projektu 941 rozpoczęto już dwa lata wcześniej – w 1972 r. w biurze konstrukcyjnym Rubin. W wyniku tego programu powstały okręty projektu 941 „Akuła” (NATO: Tajfun) – największe okręty podwodne spośród kiedykolwiek zbudowanych. Była to konstrukcja „ciężkiego podwodnego krążownika strategicznego”. Niezwykłą cecha tego okrętu – obok jego wielkości – jest wykonany ze stopów tytanu podwójny kadłub sztywny w układzie katamaranu, składający się z dwóch równoległych kadłubów sztywnych, połączonych ze sobą centralą bojową okrętu, sekcją rakietową oraz sekcją torpedową, całość zaś „owinięta” jest zewnętrznym kadłubem lekkim.

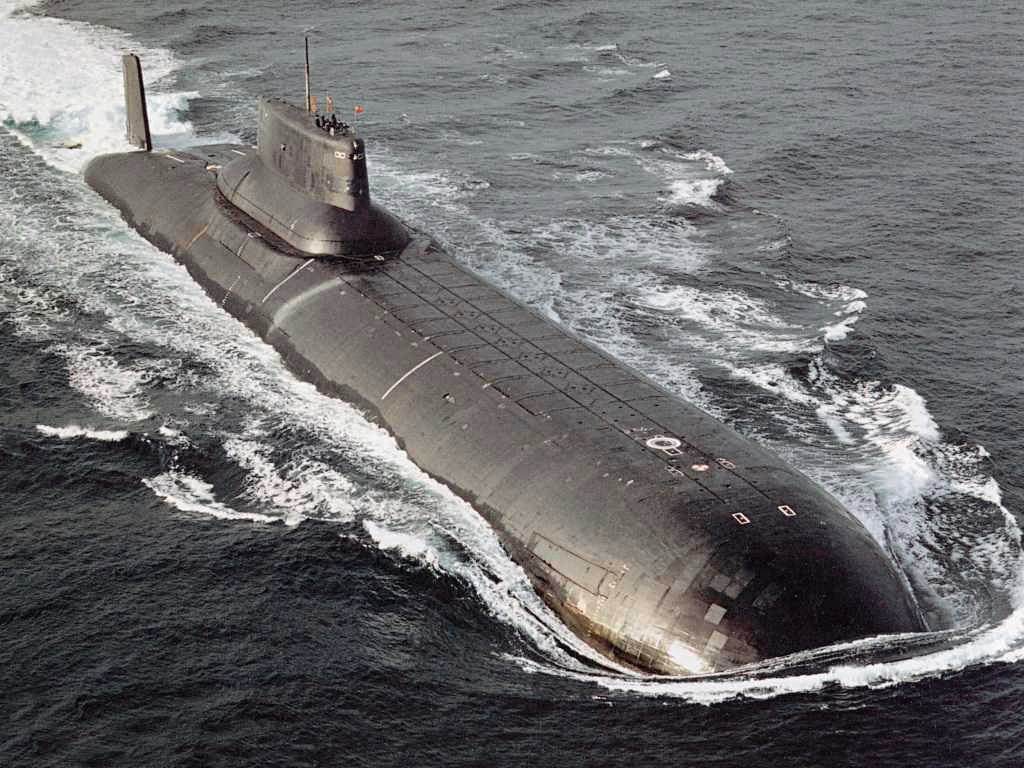
Jednostka projektu 941

W rzeczywistości okręty typu Akuła mają długość porównywalną z amerykańskimi okrętami typu Ohio – 172 m przy 170 m długości tych ostatnich. O ile jednak amerykańskie okręty mają – określaną jako beam – szerokość 11,7 m, szerokość okrętów radzieckich wynosi 23,2 m, a wyporność podwodna 48 000 ton – trzykrotnie większa od wyporności okrętów typu Ohio.
Wielka Brytania, Francja i Chiny także używają rakietowych okrętów podwodnych o charakterze strategicznym. Brytyjski program w tym zakresie zapoczątkowany został dzięki zakupowi w Stanach Zjednoczonych pocisków Polaris A-3, wrzutni startowych i systemów kontroli ognia, Brytyjczycy opracowali jednak swoje własne głowice bojowe. Program rozwoju czterech pierwszych brytyjskich rakietowych okrętów typu Resolution przebiegał podobnie jak w USA – do ich budowy Wielka Brytania wykorzystała konstrukcję jednostek myśliwskich typu Valiant, umieszczając w nich dodatkową (amerykańską) sekcję startową. Pierwsza jednostka tego typu wypłynęła na swój pierwszy patrol operacyjny 15 czerwca 1968 roku. Kiedy w USA został opracowany nowy strategiczny system rakietowy „Trident”, Zjednoczone Królestwo wynegocjowało zakup nowej broni i niezbędnego wyposażenia dla swoich własnych okrętów. Cztery jednostki nowego typu Vanguard, stanowią znacznie powiększoną wersję okrętów typu Resolution – w przeciwieństwie jednak do swojego amerykańskiego odpowiednika „Trident”, okręty te przenoszą jedynie 16 pocisków.
Pod wpływem prezydenta Charles’a de Gaulle’a Francja postanowiła wystąpić ze struktur dowodzenia wojskowego NATO i opracować swój własny system morskiego odstraszania nuklearnego. Decyzja ta uniemożliwiła jej jednak skorzystanie z pomocy i kooperacji USA. W tym czasie Francja nie była jednak zdolną do wzbogacania uranu, toteż usiłowała opracować siłownię jądrową opartą na ciężkiej wodzie, która jednak z racji swych rozmiarów okazała się niemożliwa do zastosowania na okrętach podwodnych. Ostatecznie powstał projekt 6 okrętów typu Redoutable, które były jednocześnie pierwszymi francuskimi okrętami z napędem jądrowym, a ich siłownia opierała się na paliwie w postaci nisko wzbogaconego uranu (20%, w porównaniu z 95% wzbogacenia w przypadku okrętów amerykańskich i brytyjskich). Opracowała w tym celu także pocisk M1. Okręty te rozpoczęły działalność operacyjną w 1971 roku. Po roku 1984 jednostki te przeszły modernizację wprowadzającą system rakietowy MIRV M4. Podobnie jak USA, ZSRR i Wielka Brytania, także Francja pracowała nad nowymi, większymi jednostkami zdolnymi do przenoszenia potężniejszej broni. Cztery okręty typu Triomphant przenoszą aktualnie 16 pocisków M45, zdolnych do przeniesienia 6 głowic MIRV na dystansie 3750 mil morskich. Co jest nietypowe, jednostki Triomphant wyposażone zostały w zasilany energią jądrową napęd turboelektryczny. W przyszłości, okręty te przeznaczone są do instalacji nowego systemu rakietowego M51 o zasięgu 5000 mil morskich.

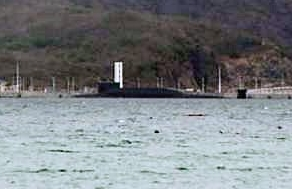
Chińska jednostka SSBN typu 094

Krótko po przystąpieniu Chin do „klubu atomowego”, kraj ten zaczął zmierzać do wyposażenia swoich sił zbrojnych w okręty podwodne zdolne do wystrzeliwania pocisków balistycznych. Z braku własnych zdolności do opracowania tego rodzaju systemu rakietowego, Chiny zwróciły się o pomoc do Związku Radzieckiego, który na potrzeby Chin wybudował kadłuby dwóch okrętów podwodnych projektu 629 (NATO: Golf) i przekazał je Krajowi Środka wraz z maszynowniami i systemami startowymi. Urządzenia te miały być razem zmontowane w Chinach w początkach lat 60., jednakże zbudowano w ten sposób tylko jeden okręt, który otrzymał oznaczenie typu 035. Nowa jednostka została następnie skierowana do testów z użyciem radzieckiego pocisku R-11F, a następnie została wyposażona w chińskiej konstrukcji rakiety stanowiące jego pochodną. W 1981 roku Chiny zwodowały pojedynczy okręt typu 092 (NATO: Xia), stanowiący powiększoną wersję pierwszego chińskiego okrętu z napędem nuklearnym, myśliwskiego typu 091 (NATO: Han). Okręt ten został przedłużony w celu umieszczenia w jego kadłubie 12 pocisków JL-1 o zasięgu 1100 mil morskich, wyposażonego w jedną głowicę o mocy 200 do 300 kt, i wszedł do służby w 1983 roku. Aż jednak do roku 1988, Chiny nie były w stanie rozwiązać problemów z systemami kontroli startu pocisków. W latach 1995–1998 okręt przeszedł modernizację wprowadzającą pociski JL-2 z 4 głowicami MIRV, o zasięgu 5000 mil. W roku 2010 do służby wszedł pierwszy okręt nowego typu jednostek strategicznych 094 (NATO: Jin), jednakże publicznie brak jest wiarygodnych informacji na temat tej konstrukcji.

#### Okręty diesel-elektryczne
USS „Albacore” nie był okrętem operacyjnym, nie był uzbrojony i nie był przeznaczony do prowadzenia normalnych działań podwodnych (był tylko pływającym laboratorium). Pierwsze zastosowanie opracowanej przy jego udziale koncepcji kadłuba, miało miejsce w 3 okrętach z napędem konwencjonalnym typu Barbel, które były formą bezpośredniego zastosowania rezultatów badań z „Albacore” w jednostkach operacyjnych. Już jednak w połowie lat 50. admirał Arleigh Burke (szef operacji morskich) podjął decyzję o całkowitej rezygnacji US Navy z budowy jednostek o napędzie innym niż jądrowy, co pociągnęło za sobą rezygnację z budowy wszystkich zaplanowanych, a nierozpoczętych okrętów z napędem konwencjonalnym. Pierwsze okręty podwodne z napędem jądrowym tak dalece górowały nad współczesnymi im okrętami diesel-elektrycznymi, że decyzja ta nie budziła większych kontrowersji. Co więcej, Wielka Brytania zakupiła w Stanach Zjednoczonych część projektu okrętów typu Skipjack stosując siłownię okrętów Skipjack z reaktorem S5W do budowy pierwszego brytyjskiego okrętu podwodnego z napędem jądrowym HMS „Dreadnought”. W rezultacie pierwszy brytyjski okręt podwodny z napędem atomowym był jednostką hybrydową, z brytyjskim dziobem okrętu i amerykańską rufą. Fizyczne połączenie tych dwóch elementów otrzymało nazwę „Check-Point Charlie”. Rząd Stanów Zjednoczonych wykonał w ten sposób znaczący gest, podkreślając specjalne stosunki łączące USA i Wielką Brytanię, oraz umożliwiając Royal Navy przejście na napęd nuklearny znacznie szybciej niż byłoby to możliwe w innym przypadku. Chęć zakupu jednostek typu Skipjack wyrażała także Holenderska Królewska Marynarka Wojenna oraz Kanada. W tych dwóch ostatnich przypadkach na przeszkodzie zakupom stanęła zmiana spojrzenia Hymana Rickovera i całego dowództwa technicznego US Navy na konieczność zachowania tajemnicy w zakresie technologii nuklearnych. Hyman Rickover uważał bowiem dotychczas, że nie jest możliwe utrzymanie tajemnicy w tym zakresie. Poglądy Rickovera uległy jednak zmianie po jego wizycie na pokładzie radzieckiego lodołamacza „Lenin” – szczegóły budowy jego siłowni jądrowej bowiem przeraziły go. Uważał odtąd, że warto utrzymywać technologie napędu jądrowego w ścisłej tajemnicy. Inne państwa, które budowały okręty podwodne z napędem jądrowym, Wielka Brytania i Francja, także zdecydowały się zaprzestać używania okrętów z napędem chemicznym – wyjątek stanowią w tym względzie Rosja i Chiny. Inne państwa nie używają okrętów z napędem jądrowym ze względów politycznych, ekonomicznych i innych.
Po okresie przymusowego rozbrojenia i demilitaryzacji, pierwszymi jednostkami podwodnymi wprowadzonymi do służby w marynarce wojennej Republiki Federalnej Niemiec były jednostki drugowojennego typu XXIII, które wprowadzono do służby w roku 1957. Następnym okrętem tej klasy, który został włączony do służby w odrodzonej marynarce wojennej Niemiec, był zbudowany w styczniu 1945 roku, a 3 maja zatopiony przez lotnictwo U-2540 typu XXI. Wydobyty i wyremontowany, 1 września 1960 roku został formalnie włączony do składu floty, otrzymując imię dziewiętnastowiecznego niemieckiego pioniera okrętów podwodnych – „Wilhelm Bauer”.

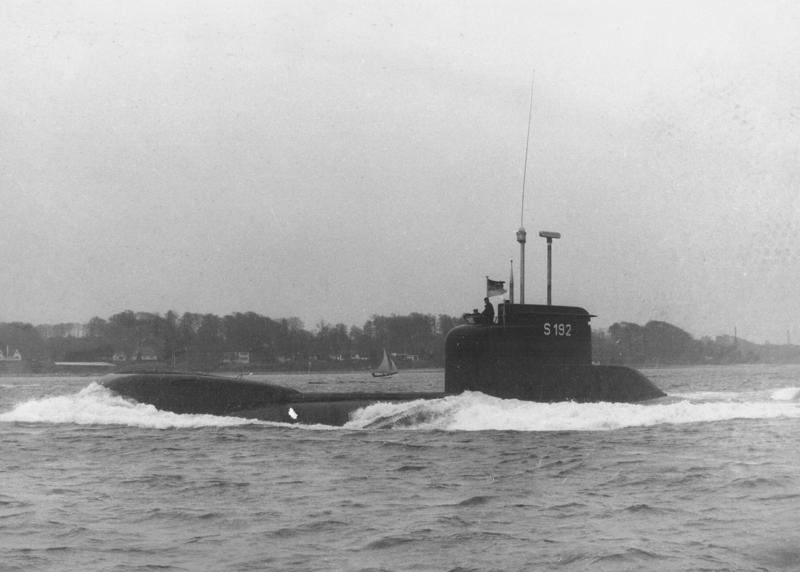
„U-13” typu 206

W marynarce RFN okręt tę pełnił funkcję szkoleniową, jednakże rozległe prace remontowe, których musiano dokonać na okręcie po jego wydobyciu, przyczyniły się do częściowego odtworzenia zespołu niemieckich specjalistów w zakresie budowy okrętów podwodnych, co pozwoliło na podjęcie prac projektowych nad nowymi typami jednostek. Wkrótce też powstały dwa projekty małych jednostek przybrzeżnych typów 201 i 202 o wyporności odpowiednio 395/433 i 100/137 ton. Jednostki te nie były jeszcze zbyt udane, choć nowością było zastosowanie do ich budowy stali niemagnetycznej, co miało zmniejszyć ich wrażliwość na działanie min magnetycznych, zwiększyło jednak ich podatność na korozję. Na podstawie doświadczeń zebranych przy budowie tych jednostek, w roku 1959 rozpoczęto prace na nowym typem 205 o wyporności 419/455 ton i długości 44 metrów, w których zastosowano m.in. importowane z zagranicy radary. W celu ochrony ponownie zastosowanej do ich budowy stali niemagnetycznej, została ona galwanicznie pokryta cyną. Wzorem amerykańskim, wprowadzono też wówczas konfigurację napędu opartego na pojedynczym wale napędowym i jednej śrubie, co zwiększyło wydajność napędu i zmniejszyło poziom generowanego przez opływ wody wokół kadłuba hałasu. Podstawowym typem okrętu podwodnego przez większość czasu istnienia Niemiec Zachodnich były jednostki typu 206. Prace nad konstrukcją tego typu zostały rozpoczęte w latach 1964–1966, a produkowano je do roku 1974 – była to prawdopodobnie pierwsza niemiecka dojrzała konstrukcja powojenna. Na bazie tej konstrukcji, na zamówienie marynarki norweskiej opracowany został kolejny typ okrętów podwodnych: 207, który u zamawiającego nosił nazwę Kobben. Norweskie zamówienie na typ 207 otworzyło drogę do całego szeregu zamówień zagranicznych, z których największy sukces eksportowy odniosły okręty kolejnego typu 209, zamówione przez 14 państw. Ogółem, w Niemczech i za granicą na podstawie udzielonej licencji, zbudowano łącznie 63 jednostki tego typu w kilku wersjach, przede wszystkim dla odbiorców z Ameryki Płd. Szczytowym osiągnięciem powojennego niemieckiego przemysłu stoczniowego w dziedzinie budowy okrętów podwodnych przełomu XX i XXI wieku jest typ 212A. W odróżnieniu od wcześniejszych typów 207 i 209, jest to konstrukcja opracowana dla niemieckiej marynarki wojennej, gdzie zastępuje przestarzałe już jednostki typu 206. Rozwój komputerowych technik sterowania okrętem pozwolił na zastosowanie w tym typie usterzenia ogonowego opracowanego w amerykańskim programie „Albacore” w układzie „X”, który zwiększa bezpieczeństwo okrętu w pływaniu podwodnym, czyni też okręt bardziej manewrowym.

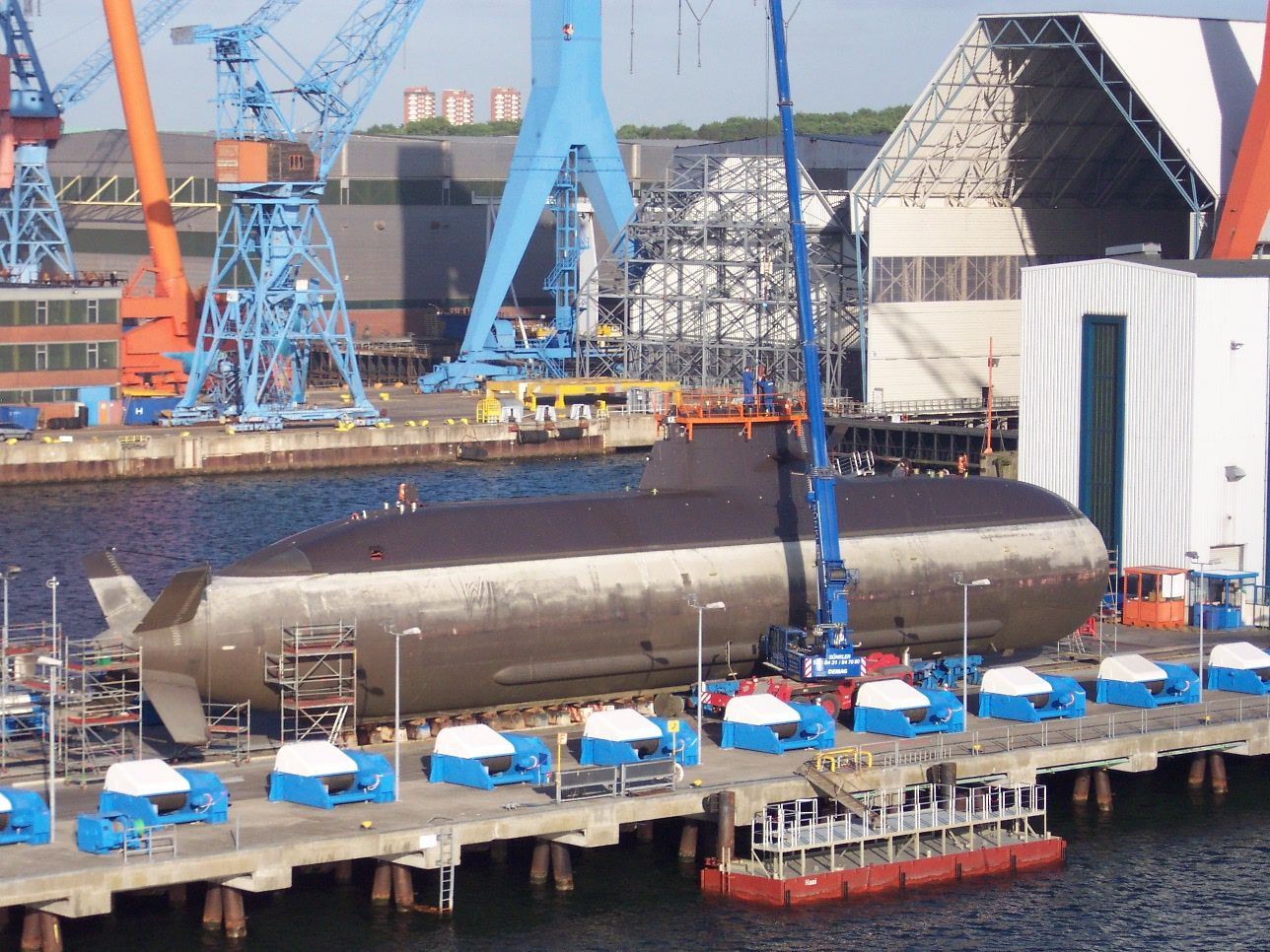
Jednostka typu 212A na pochylni. Widoczne usterzenie ogonowe w układzie „X”

Cechą szczególną okrętów tego typu jest zastosowany napęd niezależny od powietrza (Air Independent Propulsion – AIP) w postaci ogniw paliwowych działających na zasadzie utleniania wodoru przez tlen na powierzchni polimerowych membran jonowymiennych, dzięki czemu energia chemiczna jest z dużą wydajnością zamieniana na energię elektryczną. Napęd tego rodzaju pozwala uniezależnić system napędowy okrętu od dostępu powietrza atmosferycznego z powierzchni morza, a co za tym idzie, niweluje podstawową bolączkę okrętów podwodnych od czasów konstrukcji Johna Hollanda, i źródło ich dotychczasowej słabości. Zapas tlenu i wodoru jednostek 212A, przy wykorzystaniu energii z ogniw paliwowych, pozwala im na przepłynięcie w zanurzeniu 420 mil morskich z prędkością 8 węzłów. Zasięg ten wzrasta na powierzchni do 8000 Mm przy tej samej prędkości, przy użyciu do napędu spalinowo-elektrycznego. Maksymalna prędkość podwodna 212A wynosi 20 węzłów, na powierzchni zaś 12 węzłów.
Okręty typu 212A opracowane zostały dla marynarki niemieckiej, jednakże dwie jednostki tego typu zakupiły również Włochy. Dla celów eksportowych natomiast, opracowano konstrukcję typu 214 o mniejszych możliwościach. W typie tym wykorzystano szereg rozwiązań zastosowanych w jednostkach 212A, jednakże okręty te mają o pół metra mniejszą średnicę kadłuba sztywnego, o 50 metrów mniejszą testową głębokość zanurzenia (350 zamiast 400 metrów), nie zastosowano też w nich doskonałego usterzenia ogonowego w układzie „X”. Prawdopodobnie też wyposażone zostały w inne układy elektroniczne.
Inny przebieg miał rozwój radzieckich powojennych konstrukcji diesel-elektrycznych. Wraz z zakończeniem II wojny światowej, Związek Radziecki uruchomił intensywna produkcję okrętów dalekiego zasięgu projektu 611 (NATO: Zulu), średniego zasięgu projektu 613 (NATO: Whiskey) oraz okrętów przybrzeżnych projektu 615 (NATO: Quebec). Wraz z różnymi modyfikacjami, okręty te przez wiele lat stanowiły kręgosłup radzieckich podwodnych sił torpedowych. Przebudowane okręty Zulu i Whiskey były także pierwszymi radzieckimi nosicielami pocisków balistycznych i manewrujących. Program ich budowy został przerwany w połowie lat 50., jako część wielkiej redukcji programów rozbudowy floty po śmierci Stalina w marcu 1953 roku. Ich anulowanie było jednakże również odbiciem dostępności projektów bardziej zaawansowanych okrętów. Typem, który miał zastąpić projekt 611 jako okręt torpedowy dalekiego zasięgu, był 641 (NATO: Foxtrot) oraz 633 (NATO: Romeo) zastępujący projekt 613 w roli okrętu średniego zasięgu. Wczesne plany przewidywały budowę 160 jednostek projektu 641, skonstruowanego przez biuro konstrukcyjne CKB-18 dużego okrętu o długości 91,3 metra wyposażonego w 10 wyrzutni torpedowych, trzy silniki Diesla, 3 silniki elektryczne i trzy wały napędowe. Przy niewielkiej prędkości, okręty te zdolne były do przebywania w zanurzeniu do 8 dni bez użycia chrap, co w tym czasie było nadzwyczajnym rezultatem. Zastosowana do ich budowy stal AK-25 zwiększała testową głębokość zanurzenia do 288 metrów.

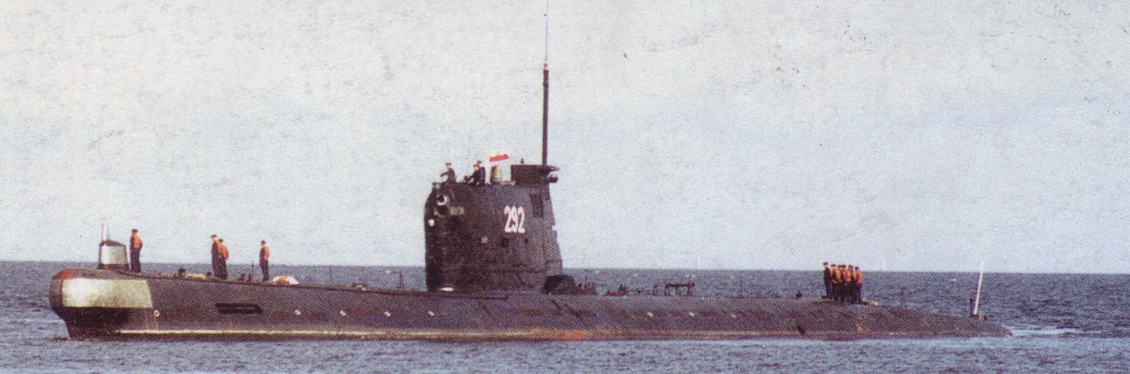
Polski okręt projektu 641 ORP „Wilk”

Okręt prototypowy tego projektu, B-94, został zwodowany 28 grudnia 1957 roku w stanie ukończenia w 67%, po niecałych trzech miesiącach od rozpoczęcia budowy. Po zakończeniu testów został włączony w skład floty 25 grudnia 1958 roku. Dla marynarki wojennej Związku Radzieckiego wyprodukowano ogółem 58 „Foxtrotów”, zaś produkcja na eksport podniosła liczbę wybudowanych jednostek do 75 okrętów, co uczyniło ten projekt najliczniej wybudowanym typem zimnej wojny z wyjątkiem jednostek projektów 613 (Whiskey) i 633 (Romeo). Okręty te grały również główne role w pierwszej amerykańsko-radzieckiej konfrontacji morskiej.
Następcą jednostek proj. 641 o napędzie konwencjonalnym był okręty projektu 641B, zwodowane w latach 70. i wczesnych 80. w liczbie 18 jednostek. W latach 80. wprowadzono do służby okręty podwodne projektu 877 (NATO: Kilo), które w liczbie ponad 50 jednostek służą w wielu flotach.
Obecnie jednostki o napędzie konwencjonalnym oprócz Niemiec, Rosji, Chin produkowane są także we Francji typ Scorpène oraz planowane szwedzkie okręty typu A26.

#### Zimnowojenne operacje podwodne
Trzy okoliczności radykalnie zmieniły model zachodnich operacji podwodnych po zakończeniu II wojny światowej: alianckie druzgocące zwycięstwo w tym konflikcie, przekształcenie się Związku Radzickiego z sojusznika w największego alianckiego przeciwnika, oraz rozpoczęcie epoki prawdziwych okrętów podwodnych, symbolizowane przez wejście do służby niemieckich okrętów typu XXI.

##### Operacje zachodnie
Technologia jednostek typu XXI była dostępna dla wcześniejszych sojuszników. Przeciwdziałanie potencjalnemu zagrożeniu ze strony szybkich okrętów podwodnych dla transatlantyckich i transpacyficznych linii komunikacyjnych oraz zachodnich zespołów okrętów nawodnych skupiło uwagę planistów, w pierwszym okresie po zakończeniu wojny. W konsekwencji działania ZOP stały się głównym zadaniem zachodnich sił podwodnych. Ograniczenia techniczne ówczesnych okrętów podwodnych, nawet po dużych modyfikacjach jak w amerykańskim programie GUPPY, spowodowały koncentrację flot zachodnich przede wszystkim na przechwytywaniu obcych jednostek podwodnych. Jednostki tej klasy zostały rozmieszczone na wysuniętych pozycjach, jeśli to było możliwe w pobliżu radzieckich baz morskich, w wypadkach zaś w których takie rozmieszczenie było niepraktyczne, w „wąskich gardłach” – relatywnie precyzyjnie określonych przejściach, przez które radzieckie okręty podwodne musiały przepływać w drodze do swoich celów. Ta wczesna taktyka uzależniona była od powolnych, choć cichych okrętów, wyposażonych w sonary pasywne i systemy kontroli ognia, jednak prowadzone operacje szybko zademonstrowały ograniczoną efektywność zarówno samych okrętów, jak i ich elektroniki. W latach 60. sytuację zmieniło wprowadzenie do służby operacyjnej jednostek z napędem nuklearnym. Ich większe rozmiary umożliwiły instalację zaawansowanych systemów sonarowych, których możliwości zbliżyły zdolność bojową jednostek do wypełnienia wyznaczonych im zadań. Zdolność do długotrwałego przebywania pod wodą bez konieczności okresowego wypływania na powierzchnię, umożliwiło rzeczywiste rozmieszczanie jednostek w pobliżu nieprzyjacielskich baz i przejściach. Duże możliwości sonarów, prędkość podwodna oraz zerwanie przez okręty jądrowe z pływaniem nawodnym otworzyło także możliwość prowadzenia stałych obserwacji radzieckich okrętów podwodnych: co stało się najpilniejszym zadaniem od czasu, gdy Związek Radziecki rozpoczął rozmieszczanie na okrętach podwodnych rakietowych pocisków balistycznych. Cechy te umożliwiły także praktyczną realizację starej koncepcji „okrętów podwodnych floty”. Nie oznaczało to jednak w zachodniej doktrynie przechwytywania radzieckich okrętów nawodnych, lecz raczej towarzyszenie dużym zespołom nawodnym, które stały się jednymi z głównych celów radzieckich, w charakterze ich eskorty. Innym zadaniem myśliwskich okrętów z napędem jądrowym, stanowiącym w tym czasie trzon zachodnich sił podwodnych, była ochrona własnych strategicznych okrętów podwodnych oraz śledzenie, a w razie wystąpienia takiej konieczności, zwalczanie radzieckich okrętów rakietowych.

##### Operacje radzieckie
Krótko po zakończeniu drugiej wojny światowej, Związek Radziecki dysponował największą flotą podwodną świata, choć flota ta daleka była od wysokiej efektywności tak pod względem jakości wyposażenia, jak i poziomu wyszkolenia załóg. Wzrost napięcia między byłymi sojusznikami w Europie Zachodniej i Ameryce Północnej, który doprowadził do zapoczątkowania zimnej wojny, zagrażającej zachodnim siłom morskim, zwłaszcza zaś lotniskowcom, które stały się głównym radzieckim celem militarnym. W konsekwencji, korzystając z przejętej technologii elektrobootów pozyskanych dzięki pracom nad konstrukcją niemieckich okrętów typu XXI, ZSRR rozpoczął szybką budowę wielkiej floty nowoczesnych okrętów podwodnych, których pierwszoplanowym zadaniem było zwalczanie zachodnich zespołów lotniskowcowych, a także transatlantyckich dostaw dla Europy.
Związek Radziecki szybko jednak rozwinął drugą misję swoich okrętów podwodnych – przeciwstawianie się zachodnim siłom podwodnym, dla których zwalczanie floty podwodnej ZSRR, było zadaniem pierwszoplanowym. Rozpoczęło to realnie niebezpieczne zimnowojenne działania obu stron, które skoncentrowały się na wodach arktycznych, północno-atlantyckich, północno-zachodnim Pacyfiku, i Morzu Śródziemnym. W miarę upływu kolejnych lat, zmianie ulegała technologia: wyposażenie i broń, coraz bardziej zaawansowane było szkolenie załóg, niezmienione natomiast pozostawały cele obu stron rywalizacji: skryte przechwytywanie jednostek potencjalnego wroga i utrzymywanie kontaktu z nim samemu pozostając niewykrytym.
Wprowadzenie na wyposażenie flot krajów NATO strategicznych okrętów rakietowych, zmusiło radzieckie dowództwo do reakcji analogicznej jak w przypadku dowództw zachodnich – rozpoczęcia prowadzenia działań przeciwpodwodnych, w celu wykrywania, lokalizowania i potencjalnego zwalczania jednostek rakietowych, co było kontynuowane przez cały okres zimnej wojny i pozostaje aktualne aż do czasów współczesnych. Początkowa radziecka misje zwalczania zachodniej żeglugi, zespołów okrętów nawodnych oraz jednostek strategicznych krajów NATO, szybko została też rozszerzona o własne operacje strategicznych okrętów podwodnych. Zadanie to stało się jeszcze bardziej istotne z momentem wprowadzenia na wyposażenie WMF pocisków balistycznych o zasięgu pozwalającym na wystrzeliwanie pocisków na cele w Stanach Zjednoczonych z silnie bronionych przy pomocy sił nawodnych, podwodnych oraz lotnictwa „bastionów” w pobliżu brzegów ZSRR.
Pierwsze poważniejsze starcie radzieckich sił podwodnych z flotami państw zachodnich, miało jednak miejsce już w 1962 roku, podczas tzw. kryzysu kubańskiego.
Kryzys kubański1 października 1962 roku cztery okręty projektu 641 (Foxtrot): B-4, B-36, B-59 oraz B-130 wypłynęły z bazy na półwyspie Kolskim, udając się w rejon Karaibów w misji wsparcia dostawy broni na Kubę w ramach radzieckiej operacji Anadyr. Oprócz konwencjonalnych torped, każdy z tych okrętów miał na swoim wyposażeniu jedną torpedę z głowicą jądrową. Dodatkowe dwa okręty – jeden projektu 641 oraz jeden projektu 611 (Zulu) znajdowały się już w tym czasie na zachodnim Atlantyku. W trakcie wywołanego radziecką operacją „kryzysu kubańskiego”, Stany Zjednoczone i Kanada podjęły zakrojoną na szeroka skalę operację zmierzającą do odnalezienia czterech jednostek, które opuściły bazę 1 października, z użyciem startujących z Argentii w Nowej Fundlandii i Labradorze oraz baz w Kanadzie i Stanach Zjednoczonych samolotów patrolowych P2V Neptune oraz P3V Orion. W poszukiwania włączyły się także nieprzystosowane do zadań przeciwpodwodnych samoloty rozpoznania powietrznego amerykańskich sił powietrznych (US Air Force) RB-47 oraz RB-50. Dodatkowo, w skład sił tworzących amerykańską linię blokady przed Kubą, wchodził lotniskowiec ZOP USS „Essex”, w późniejszym czasie wsparty przed dwa kolejne lotniskowce zwalczania okrętów podwodnych. 

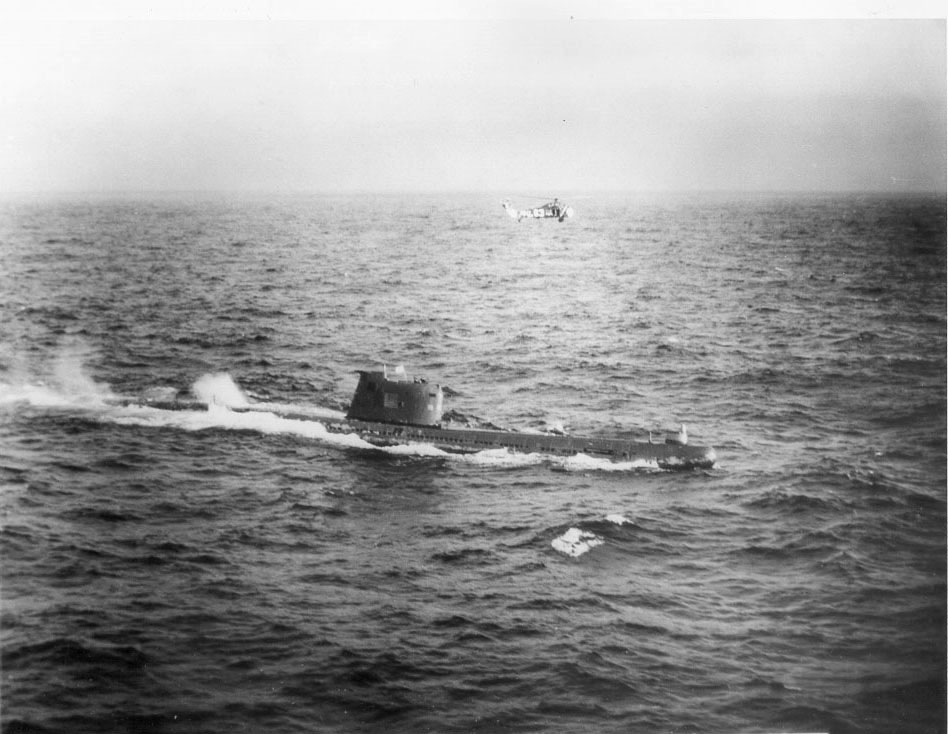
28–29 października 1962 roku; radziecki B-59 zmuszony do wynurzenia się

W wyniku podjętych działań poszukiwawczych wszystkie radzieckie okręty zostały wykryte przez amerykańskie siły przeciwpodwodne – jeden projektu 611 oraz cztery Foxtroty. Piąta jednostka projektu 641 (o numerze 945) z powodu problemów technicznych zmuszona została do wynurzenia się, i została wykryta na powierzchni w drodze powrotnej do Związku Radzieckiego w towarzystwie holownika „Palmir”. Także jednostka projektu 611 została wykryta na powierzchni, w trakcie tankowania paliwa z tankowca „Terek”. Sytuacja osiągnęła punkt krytyczny 24 października kilka minut po godzinie 10 rano czasu waszyngtońskiego, kiedy amerykański sekretarz obrony Rober McNamara poinformował prezydenta Kennedy’ego, że dwa radzieckie frachtowce znajdują się już jedynie kilka mil morskich od strefy blokady, gdzie powinny zostać przechwycone przez amerykańskie niszczyciele oraz że każdemu ze statków towarzyszy jeden okręt podwodny. Biały Dom podjął decyzję, że amerykańskie okręty powinny za pomocą sonaru wydać radzieckim okrętom polecenie wynurzenia się i identyfikacji. W razie odmowy wykonania polecenia, amerykańskie okręty miały użyć małych ładunków wybuchowych w charakterze sygnalizatorów akustycznych.
Trzy z czterech Foxtrotów zostały zmuszone do wynurzenia się w obecności sił amerykańskich na północny wschód od linii blokady. W rzeczywistości ich dowódcy zignorowali sygnały wzywające do wynurzenia, jednak nacisk amerykańskich niszczycieli trwał tak długo, że radzieckie okręty musiały się wynurzyć celem wymiany powietrza w jednostkach, naładowania akumulatorów oraz usunięcia problemów mechanicznych. Pierwszy został wykryty B-59, który 25 października 1962 roku został namierzony na powierzchni przez startujący z lądu samolot patrolowy 350 mil na południowy zachód od Bermudów. Jego dowódca wydał wobec tego rozkaz przygotowania do użycia torpedy z głowicą nuklearną, został jednak powstrzymany. W połowie listopada, statki transportujące radzieckie pociski balistyczne na Kubę zostały zawrócone do ZSRR, a trzy operujące jeszcze w pobliżu Kuby Foxtroty otrzymały rozkaz powrotu do bazy.
Radzieckie okręty podwodne próbowały unikać wykrycia przez siły amerykańskie przez stosowanie krótkich zrywów wysokiej prędkości, gwałtowne manewrowanie (włączając w to gwałtowne nagłe wstecz), wykorzystywanie termoklin, chowanie się pod śladem torowym jednostek nawodnych, wypuszczanie bąbli powietrza oraz pozoratorów akustycznych. Ich dowódcy wiedzieli, że prawdopodobnie nie zostaną zaatakowani bronią bojową i nie byli sami zobowiązani do atakowania amerykańskich okrętów, toteż nie działali w warunkach realistycznej sytuacji konfliktowej. Mogli sobie zatem pozwolić na częste i długie przebywanie na powierzchni w celu ładowania akumulatorów i używanie radarów, co prawdopodobnie nie byłoby możliwe w realnych warunkach wojennych. Z tych powodów, zarówno doświadczenia radzieckie, jak i amerykańskich sił ZOP podczas kryzysu kubańskiego, nie pozwalają na wyciąganie daleko idących wniosków co do użycia okrętów podwodnych w konflikcie morskim.

### Wojna falklandzka
W trakcie wojny falklandzkiej (2 kwietnia – 14 czerwca 1982 roku) nieliczne argentyńskie okręty podwodne zmusiły Royal Navy do znacznego wysiłku w celu zachowania kontroli nad morskim obszarem działań wojennych, w tym zaangażowania w działania przeciwpodwodne (ZOP) 12 okrętów nawodnych, sześciu okrętów podwodnych i 25 helikopterów. W momencie wybuchu konfliktu argentyńskie siły podwodne dysponowały czterema dieslowskimi okrętami podwodnymi. Dwa z nich stanowiły zwodowane w latach 1944–1945 amerykańskie okręty modernizacji GUPPY ARA „Santa Fe”, ex-USS „Catfish”, i ARA „Santiago del Estero”, ex-USS „Chivo”, typu Balao, dwa pozostałe zaś to zakupione w Niemczech jednostki typu 209 ARA „Salta” i ARA „San Luis”. Ostatnie dwa stanowiły w tym czasie cieszący się największą popularnością nowoczesny projekt eksportowy. Jedynie jednak dwie z czterech jednostek argentyńskich nadawały się do prowadzenia operacji bojowych. „Salta”, która właśnie kończyła planowy remont w stoczni, wciąż nie nadawała się do prowadzenia działań bojowych, zaś „Santiago del Estero” był niezdolny do zanurzenia, w związku z czym w roku 1981 został wyłączony ze służby liniowej. Zdolne do prowadzenia działań operacyjnych były jedynie stary „Santa Fe” o ograniczonej już zdolności bojowej oraz „San Luis”.
W pierwszym okresie operacji, „Santa Fe” wykonał zadanie wysadzenia oddziału sił specjalnych oraz zaopatrzenia, „San Luis” natomiast przeprowadził patrol na północ od Wysp Falklandzkich, podczas którego zaatakował brytyjski okręt, który wpłynął do jego sektora. W pierwszym okresie konfliktu „Santa Fe” nie został jeszcze wykryty, toteż patrolował obszar między Wyspą Wniebowstąpienia a Georgią Południową w celu przecięcia brytyjskich linii komunikacyjnych. „Santa Fe” był jedynym argentyńskim okrętem podwodnym zaangażowanym w inwazję na Falklandy – 2 kwietnia 1982 roku wysadził na ląd oddział komandosów. Podczas następnego patrolu połączonego z dostarczeniem 20 ludzi i zaopatrzenia do Georgii Południowej, 24 kwietnia „Santa Fe” wykrył działanie brytyjskiego sonaru aktywnego, sam pozostał jednak niewykryty. Już jednak następnego dnia, w trakcie przepływania na powierzchni w kierunku głębszych wód umożliwiających zanurzenie, argentyński okręt został wykryty przez brytyjskie śmigłowce i ostrzelany pociskami rakietowymi. Z obawy przed atakiem za pomocą bomb głębinowych oraz torped dowódca okrętu nie zdecydował się na zanurzenie. „Santa Fe” został w efekcie kilkakrotnie trafiony pociskami, odczuł też skutki pobliskich wybuchów bomb głębinowych. Uszkodzenia jednostki były na tyle poważne, że jego dowódca zdecydował się wysadzić okręt na brzeg w Zatoce Króla Edwarda, gdzie załoga porzuciła jednostkę.

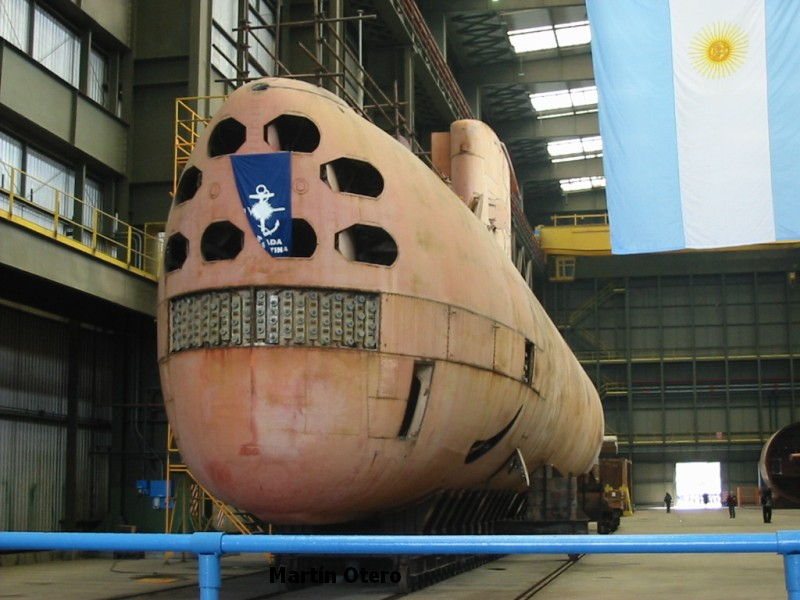
Widok od dziobu ARA „San Luis” w suchym doku

„San Luis” wyszedł na patrol w drugim tygodniu kwietnia 1982 roku. W trakcie tego patrolu okręt przeprowadził trzy ataki torpedowe, dwa z użyciem przeznaczonych do ataku na jednostki nawodne torped SST-4 oraz jeden atak przy użyciu amerykańskiej torpedy przeciwpodwodnej Mark 37. Celem pierwszych ataków przeprowadzonych 1 maja 1982 roku były średniej wielkości jednostki brytyjskie wyposażone w helikoptery ZOP: fregata rakietowa typu 22 HMS „Brilliant” oraz fregata typu 12 HMS „Yarmouth”. Oba ataki nie przyniosły powodzenia, a okręty brytyjskie przypuściły trwający 20 godzin kontratak za pomocą bomb głębinowych oraz co najmniej jednej torpedy. Drugi atak argentyńskiego okrętu, którego celem był okręt podwodny, został przeprowadzony 8 maja. 12 minut po odpaleniu przeciwpodwodnej torpedy Mk 37 z kierunku celu słyszalny był odgłos eksplozji, jednakże Wielka Brytania nigdy nie potwierdziła straty okrętu podwodnego, toteż przypuszcza się, że torpeda mogła eksplodować, uderzając w dno. Ostatni atak miał miejsce 10 maja – podobnie jak poprzednie przeprowadzony został bez użycia peryskopu. Jego celami były fregaty rakietowe typu 21: HMS „Arrow” i „Alacrity”, przy czym atak na każdy z okrętów nastąpił przy użyciu jednej torpedy na jeden cel. Podobnie jak poprzednie, także ten atak nie przyniósł sukcesu, mimo że na atakującym okręcie usłyszano niewielką eksplozję z kierunku celu 6 minut po odpaleniu torpedy.
Przebieg operacji argentyńskich okrętów podwodnych był sporym zaskoczeniem. Z jednej strony dwa działające w trakcie operacji argentyńskie okręty bardzo dobrze radziły sobie z brytyjskimi działaniami przeciwpodwodnymi, z drugiej natomiast strony wykazały się zadziwiającą nieskutecznością w ataku. Nieskuteczność argentyńskich ataków jest przedmiotem wielu dociekań, wydaje się jednak, że związana była z wadliwym działaniem komputerowego układu kontroli ognia „San Luis”, w związku z czym dane kontroli ognia przekazywane torpedom przed odpaleniem musiały być obliczane samodzielnie przez członków załogi, dodatkowo – kable łączące naprowadzane przewodowo torpedy z okrętem były prawdopodobnie zrywane krótko po odpaleniu torpedy, co uniemożliwiało sterowanie nimi. Tego rodzaju problemy oraz opinia, że torpedy były prawdopodobnie odpalane zbyt głęboko, miały decydujący wpływ na skuteczność każdego ze strzałów.

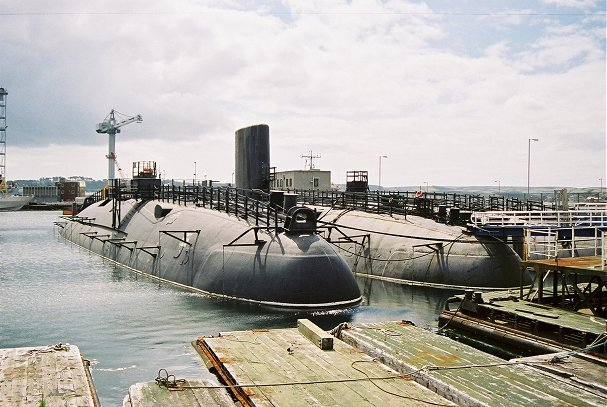
HMS „Conqueror” (drugi z lewej) podczas Dni Marynarki w Devonport (Plymouth) w 2006 roku

W rejon działań zbrojnych wojny o Falklandy-Malwiny skierowane zostały także brytyjskie okręty podwodne. 1 kwietnia 1982 roku wypłynęły na południowy Atlantyk okręty podwodne z napędem jądrowym typu Swiftsure HMS „Spartan” oraz „Splendid”, które przybyły w rejon Falklandów 10 dni później. 4 kwietnia w rejon Falklandów wypłynął także HMS „Conqueror” typu Churchill, który dotarł tam 11 kwietnia – równocześnie z dwiema wcześniejszymi jednostkami. Celem wsparcia ogłoszonej przez Wielką Brytanię „Zamkniętej Strefy Morskiej” (Maritime Exclusion Zone), „Spartan” patrolował w pobliżu Port Stanley. Między 12 a 30 kwietnia przez cztery kolejne dni obserwował argentyński okręt desantowy ARA „Cabo San Antonio”, przeprowadzający w tym czasie operacje minowe. Zadaniem HMS „Splendid” w operacji brytyjskiej było patrolowanie wód między wybrzeżem Argentyny a Falklandami.
HMS „Conqueror” przed wypłynięciem na wody południowo-atlantyckie przyjął na pokład zespół sił specjalnych Special Boat Service (SBS), który wysadził 19 kwietnia na brzegu Georgii Południowej, po czym kontynuował patrolowanie powierzonej mu w tym miejscu strefy działań. 23 kwietnia okręt otrzymał informację, że w kierunku Georgii Południowej płynie argentyński okręt podwodny („Santa Fe”) – „Conqueror” przeprowadził bezskuteczne w rezultacie poszukiwania jednostki argentyńskiej. Po przybyciu głównych sił brytyjskich „Conqueror” objął nowy sektor patrolowania na południe od wysp falklandzkich. 1 maja wykrył argentyński zespół nawodny skupiony wokół krążownika ARA „General Belgrano”. „General Belgrano” znajdował się poza zastrzeżoną strefą morską, jednakże zmieniające się co kilka dni brytyjskie zasady użycia broni, 2 maja upoważniały już okręty podwodne Royal Navy do otwarcia ognia do każdej argentyńskiej morskiej jednostki wojskowej. HMS „Conqueror” odpalił trzy stare prosto płynące torpedy Mark VIII z czasów drugiej wojny światowej. Dwie z nich uderzyły w argentyński krążownik, trzecia zaś w okręt eskorty krążownika, ostatnia z nich jednak nie eksplodowała. Brytyjska jednostka nuklearna wycofała się z rejonu operacji, bezskutecznie kontratakowana przez siły argentyńskie, „General Belgrano” natomiast zatonął około 45 minut po trafieniach.

### Operacje postzimnowojenne
Zakończenie zimnej wojny, rozumianej jako rywalizacja między dwoma przeciwstawnymi blokami ideologiczno-wojskowymi, zmieniło warunki działania istniejących okrętów podwodnych, nie zniweczyło jednakże ich znaczenia. Przeciwnie – zmiany sytuacji politycznej, społecznej, gospodarczej oraz ogólnowojskowej na świecie, rozszerzyły zakres stawianych im zadań, zmodyfikowały ich rolę oraz zwiększyły zainteresowanie tym rodzajem broni na świecie. Pierwszym znakiem nowych zastosowań okrętów podwodnych po zakończeniu zimnej wojny był udział 9 jednostek typu Los Angeles w I wojnie w Zatoce Perskiej w 1991 roku, podczas której dwa z nich wystrzeliły pociski manewrujące Tomahawk SLCM na krytyczne cele w Iraku. 19 stycznia tego roku USS „Louisville” został pierwszym w historii okrętem podwodnym, który wystrzelił pociski manewrujące woda-ziemia w operacji bojowej, kiedy odpalił pięć pocisków TLAM (Tomahawk Land Attack Missile) wspierając sojuszniczą operację powietrzną nad Irakiem „Desert Storm”.

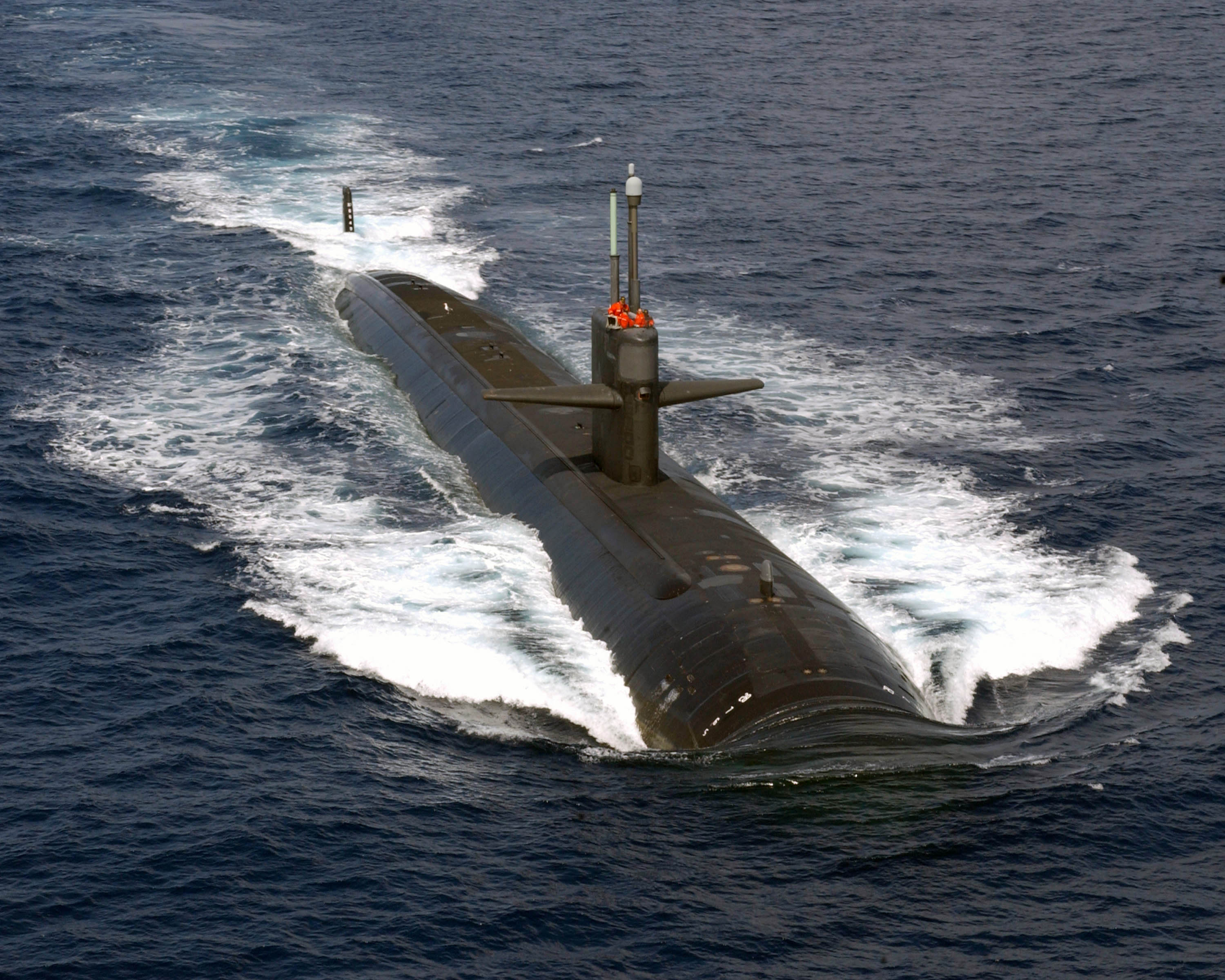
USS „Louisville”, pierwszy okręt podwodny, który odpalił pociski manewrujące w operacji bojowej

Była to jednocześnie pierwsza operacja bojowa amerykańskich okrętów podwodnych od zakończenia II wojny światowej. „Louisville” wystrzelił następnie trzy kolejne pociski z Morza Czerwonego, po czym 6 lutego 1991 roku został zmieniony na tej pozycji przez USS „Chicago”. Drugą jednostką, która odpaliła pociski manewrujące w ramach tej operacji, był USS „Pittsburgh”, który wystrzelił 4 pociski TLAM. Te pierwsze strzały, jakkolwiek przeprowadzone zostały z sukcesem, obarczone były problemami z zakresu dowodzenia i kontroli. 8 lat później (16–19 grudnia 1998 r.), wystrzelone z USS „Miami” pociski TLAM rozpoczęły operację „Desert Fox”. W marcu 1999 roku, okręty podwodne kilku państw NATO wzięły udział w sojuszniczej operacji „Allied Force”, wspierając działania Sojuszu Północnoatlantyckiego w Kosowie, podczas której amerykańskie i brytyjskie okręty podwodne odpaliły z Adriatyku blisko 1/4 użytych wówczas pocisków TLAM.
Podczas tych operacji, okręty podwodne przez długi czas przebywały na głębokości peryskopowej, co było tyleż dużym novum w ich operacjach, ile rozwiązaniem nieszablonowym, podkreśla to jednakże wzrost rangi okrętów podwodnych w nowej dla nich roli we współczesnych konfliktach zbrojnych oraz militarnych operacjach reagowania kryzysowego.
Po atakach z 11 września 2001 roku, w marcu i kwietniu 2003 roku, 12 jednostek typu Los Angeles wzięło udział w operacji „Iraqi Freedom” – każdy z tych okrętów odpalił pociski TLAM. W związku ze wzrostem zagrożenia terroryzmem morskim, Sojusz Północnoatlantycki rozpoczął operację „Active Endeavour” na Morzu Śródziemnym, która w drodze stałego patrolowania oraz monitorowania jego obszaru ma pomóc w zapewnieniu bezpieczeństwa statkom cywilnym w rejonie cieśniny Gibraltarskiej i Morza Śródziemnego oraz ochrony przed atakami terrorystycznymi. W operacji tej uczestniczą również okręty podwodne państw członkowskich NATO, w tym także okręty podwodne polskiej marynarki wojennej.
Podobnie jak w okresie zimnej wojny, także po jej zakończeniu, istotnym zadaniem okrętów podwodnych jest prowadzenie działań o charakterze rozpoznawczym, zwłaszcza w zakresie rozpoznania elektronicznego, zarówno działalności morskiej, jak i lądowej potencjalnych adwersarzy.

## Technika
Konstrukcyjny standard klasycznego okrętu podwodnego ustanowiony został przez okręty według projektów Johna Hollanda („Holland VI” – USS „Holland”) oraz o kilka lat późniejszego francuskiego „Narvala” Maxima Laubeufa. Wprowadzone przez te konstrukcje zasady napędu spalinowego na powierzchni oraz elektrycznego w zanurzeniu, a także dwukadłubowej konstrukcji złożonej z kadłuba sztywnego otoczonego kadłubem lekkim, do dziś – z różnymi odstępstwami – stanowią model budowy jednostek tej klasy. Został on silnie rozwinięty przed wybuchem pierwszej wojny światowej, kiedy marynarki wojenne różnych krajów zmierzały do produkcji okrętów szybszych, silniejszych, lepiej uzbrojonych i o dużym zasięgu. Funkcjonalnie, wciąż były to typowe okręty nawodne z możliwością krótkotrwałego zanurzenia – ich konstrukcja była zoptymalizowana do pływania nawodnego, z ograniczonymi jedynie możliwościami pływania w zanurzeniu. Pod wodą uzależnione były od napędu elektrycznego zasilanego w energię elektryczną przez zestaw akumulatorów, na powierzchni zaś używały silników Diesla do napędu oraz ładowania akumulatorów. Uzbrojenie tych okrętów stanowił zestaw wystrzeliwanych z wyrzutni torpedowych torped oraz działa do zwalczania celów nawodnych i powietrznych. Operacyjny zasięg uzależniony był od pojemności zbiorników paliwa dla silników Diesla, podczas gdy pod wodą promień działania ograniczony był przez pojemność akumulatorów. Maksymalna prędkość podwodna była zwykle niewiele większa niż połowa prędkości nawodnej, zaś wykorzystanie prędkości maksymalnej pod wodą przez jakikolwiek czas było niemożliwe bez całkowitego wyczerpania baterii i zmuszenia jednostki do wynurzenia. W konsekwencji, większość marynarek wojennych postrzegała swoje okręty podwodne przede wszystkim jako trudne do wykrycia jednostki nawodne, zdolne do zanurzenia w celu uniknięcia ataku lub ucieczki przed bądź po własnym ataku. Z niewielkimi ulepszeniami konstrukcyjnymi, taka budowa okrętów podwodnych dominowała na świecie praktycznie aż do zakończenia drugiej wojny światowej, a nawet do dziś stanowi pewien układ modelowy, do którego odnoszą się ulepszenia konstrukcji jednostek tej klasy dokonane w trakcie i po zakończeniu zimnej wojny.

### Pływanie podwodne

Schemat procesu zanurzania:
A: okręt na powierzchni; B: w trakcie zanurzania; C: okręt zanurzony; 1: stery rufowe
2a: rufowe zbiorniki trymujące; 2b: rufowy zbiornik wypełniania wyrzutni torpedowych;
3a: zbiornik balastowy trymu szybkiego wynurzania;
3b: zbiorniki ujemne i pomocnicze;
3c: zbiornik trymu szybkiego wynurzania;
4: główny zbiornik balastowy;
5a: dziobowy zbiornik wypełniania wyrzutni torpedowych;
5b: przedni zbiornik trymujący;
6: dziobowe stery głębokości;
7: zbiornik dziobowy.

Zgodnie z prawem Archimedesa, na każdy obiekt częściowo bądź całkowicie zanurzony w płynie działa pionowa, skierowana ku górze siła wyporu. Siła ta jest wypadkową wszystkich sił parcia płynu na ciało, a jej wartość jest równa ciężarowi wypartego płynu. Jeśli gęstość obiektu zanurzonego w płynie jest mniejsza niż gęstość płynu, skutkiem siły wyporu obiekt wypływa na powierzchnię, pozostając zanurzony tylko w takim stopniu, jaki odpowiada stosunkowi gęstości obiektu do gęstości płynu, w którym się znajduje. W związku z faktem, że obiekt zanurzony w cieczy traci pozornie na ciężarze tyle, ile waży ciecz wyparta przez ten obiekt, zwiększając ciężar obiektu można regulować stopień zanurzenia obiektu, a nawet całkowicie go zanurzyć. W konstrukcji wszelkiego rodzaju pojazdów podwodnych, w tym okrętu podwodnego, rolę regulatora w tym zakresie spełnia balast – w ostatnim przypadku w postaci wypełnianych wodą w kontrolowany sposób zbiorników balastowych. Taki schemat wynurzania jest jednakże sposobem wyłącznie teoretycznym. W rzeczywistości, wynurzenie za pomocą opróżnienia zbiorników balastowych stosowane jest wyłącznie w wypadkach awaryjnych – natychmiastowe uzyskanie bowiem przez okręt dodatniej pływalności wywołane opróżnieniem zbiorników, spowodowałoby zbyt szybkie wynurzanie, utratę kontroli nad okrętem i jego „wyskoczenie” ponad powierzchnię wody. W normalnej praktyce, załogi okrętów podwodnych wynurzają swoje jednostki, unosząc je w górę za pomocą sterów głębokości, działających na zasadzie analogicznej jak stery wysokości w statkach powietrznych, tuż pod samą powierzchnią – na głębokości peryskopowej – dopiero wydmuchując wodę ze zbiorników balastowych. Ten sposób wynurzania wymaga jednak sprawnego działania napędu jednostki, gdyż w celu uzyskania siły nośnej, która zgodnie z zasadami dynamiki Newtona uniesie okręt w górę, podobnie jak w przypadku samolotów okręt musi poruszać się względem ośrodka, w którym się znajduje.

### Kadłub
Współczesne nowoczesne okręty podwodne znacząco różnią się od swoich starszych protoplastów. Jako że niegdysiejsze okręty podwodne były w istocie okrętami nawodnymi wyposażonymi w dodatkową możliwość krótkotrwałego zanurzenia, ich kadłuby zoptymalizowane były do pływania nawodnego. W konsekwencji, kształty okrętów z czasów drugiej wojny światowej hydrodynamiczne niewiele różniły się od kadłubów zwykłych okrętów nawodnych. Przeprowadzone w latach 50. XX w. badania nad hydrodynamiką kadłuba oraz testy z użyciem „Albacore” dowiodły, że sprawność podwodna wymaga całkowicie innego kształtu kadłuba, opartego na całkowitej opływowości. Jak wskazano w poprzednich sekcjach, amerykańscy badacze i inżynierowie po przetestowaniu kilku poniemieckich okrętów, byli bardzo rozczarowani tym, jak niewiele konstruktorzy III Rzeszy wiedzieli na temat hydrodynamiki, i to mimo faktu, że propaganda hitlerowskich Niemiec podkreślała fakt korzystania przez niemieckich konstruktorów z tunelu aerodynamicznego.

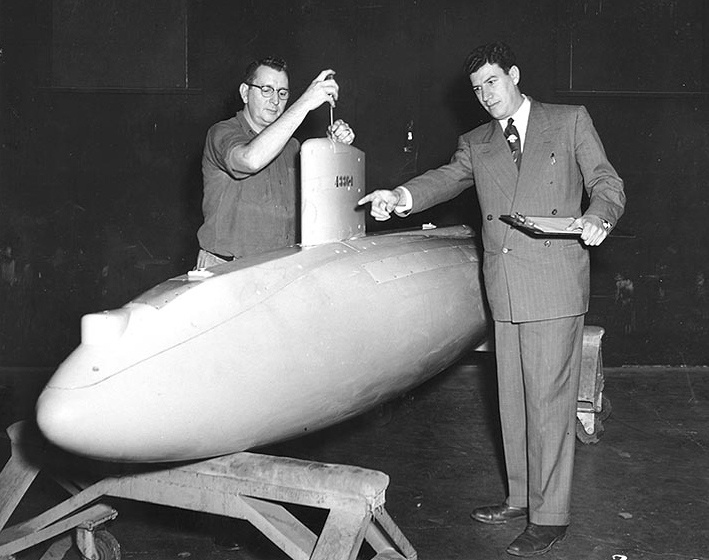
Model kadłuba „Albacore” w instytucie badawczym US Navy David Taylor Model Basin w trakcie przygotowania do budowy rzeczywistego okrętu. Widoczny zoptymalizowany hydrodynamicznie kształt

Opracowany w programie „Albacore” opływowy kształt kadłuba diametralnie różnił się od dotychczas stosowanych, przypominając kształt kropli. W celu redukcji turbulencji wody opływającej kadłub, usunięto z niego wszelkie występy, jak działo, relingi, knagi i tym podobne, z wyjątkiem kiosku i powierzchni kontrolnych (sterowych).
Dominującą na świecie konfiguracją kadłuba jest układ jednokadłubowy. Zastosowanie natomiast układu dwukadłubowego, w którym ciśnieniowy kadłub sztywny otoczony jest w części wykonanym z lżejszych materiałów kadłubem lekkim, należy współcześnie do rzadkości. Z liczących się producentów stosują je w swoich konstrukcjach jedynie Rosjanie – Stany Zjednoczone, Wielka Brytania i Francja, których okręty – podobnie jak większość jednostek podwodnych na świecie – używają konstrukcji jednokadłubowych. W układzie dwukadłubowym, kadłub sztywny (wewnętrzny) ma za zadanie wytrzymać ciśnienie hydrostatyczne otaczającej okręt wody, natomiast kadłub lekki, którym jest otoczony, wspiera się na kadłubie wewnętrznym, zapewniając opływowość kształtu okrętu i przestrzeń dla pomieszczenia jego elementów niemieszczących się w kadłubie sztywnym. Konstrukcja dwukadłubowa ułatwia wykonanie kadłuba sztywnego z trudno poddających się obróbce niezmiernie twardych materiałów, ten wewnętrzny kadłub nie musi bowiem być opływowy, jednocześnie jednak dwa kadłuby per se znacznie zwiększają koszty budowy jednostki. Ta okoliczność zdaje się czynnikiem decydującym o wyborze formy jednokadłubowej.
Wszystkie urządzenia wewnętrzne okrętu muszą być zmieszczone w specyficznym opływowym kształcie jednostki, jako że wszelkie zakłócenia opływowości wywołują turbulencje skutkujące powstawaniem oporów i hałasu. Jednocześnie, aranżacja wnętrza okrętu musi eliminować bądź przynajmniej tłumić u źródła wszelkie źródła dźwięku. Dodatkowo kadłub musi nie tylko zmieścić wewnątrz ludzi i wyposażenie, lecz także umożliwiać diagnostykę i naprawy awarii oraz ewentualnych zniszczeń. Te wymagania, zwłaszcza w zakresie wewnętrznego i zewnętrznego wyciszenia, stawiają niezwykłe na rynku cywilnym wymogi wobec użytych do budowy okrętów materiałów. Dwukadłubowy układ okrętu ułatwia rozmieszczenie jego elementów – wiele z nich bowiem może zostać przeniesiona do przestrzeni między kadłubem sztywnym a lekkim. Wśród nich znajdują się zbiorniki balastowe i trymujące, zbiorniki powietrza niezbędnego do przedmuchiwania balastów, system niezbędnych dla funkcjonowania okrętu rurociągów, systemy przeciwtorpedowe, komunikacyjne, elementy systemów sonarowych, baterie akumulatorowe, a nawet broń. Co nawet ważniejsze, spora czasem przestrzeń między kadłubami wewnętrznym i zewnętrznym – np. odległość nawet 5 metrów między oboma kadłubami radzieckich jednostek projektu 941 (NATO: Typhoon) – działa jako bufor przeciw fali uderzeniowej eksplozji wrogich broni. Znaczenie tej ostatniej okoliczności doceniła m.in. marynarka amerykańska, projektując torpedę Mk 50, której konstrukcja uwzględnia konieczność przebicia się fali uderzeniowej przez ów bufor do kadłuba sztywnego jednostek projektu 941. Przestrzeń między kadłubami daje także możliwość umieszczenia w niej zewnętrznych wobec kadłuba sztywnego usztywniaczy konstrukcji, co wzmaga odporność okrętu na ciśnienie wody.

Schemat okrętu typu Skipjack:
1. Sonar, 2. Przedział torpedowy, 3. Okrętowe centrum zarządzania i sterowania, 4. Przedział reaktora, 5. Urządzenia pomocnicze, 6. Maszynownia.
Wyraźnie wyodrębniony kształt wewnętrznego kadłuba sztywnego, otoczonego opływowym kadłubem lekkim typu albacore, numerem 4 zaś oznaczono przedział reaktora. Jednostki typu Skipjack jako pierwsze połączyły kroplowy kadłub typu albacore z napędem jądrowym. Na rufie widoczna pojedyncza śruba umieszczona za rufowymi płaszczyznami sterowymi. W związku z brakiem zaufania dowództw technicznych US Navy do ówczesnych technologii komputerowych, nie zdecydowano się na zastosowanie usterzenia ogonowego w konfiguracji „X”

Połączenie tego z przeniesieniem do przestrzeni między kadłubowej zbiorników balastowych z wnętrza kadłuba sztywnego (jak w okrętach jednokadłubowych), powoduje zmniejszenie przeładowania wnętrza kadłuba sztywnego. Łatwa w obróbce stal lekkiego kadłuba zewnętrznego ułatwia optymalizację hydrodynamiczną okrętu, bez żadnych kompromisów w zakresie strukturalnej integralności odpowiedzialnego za bezpieczeństwo okrętu i załogi kadłuba sztywnego. Przestrzeń międzykadłubowa jednostek dwukadłubowych zapewnia przestrzeń dla umieszczenia w niej wielu istotnych elementów okrętu, niedostępną w takim wymiarze dla okrętów jednokadłubowych.
Mimo znacznego postępu technologicznego podstawowym materiałem do budowy kadłubów okrętów podwodnych wciąż pozostaje stal. Stany Zjednoczone przez całe dziesięciolecia budowały kadłuby sztywne swoich okrętów ze stali HY-80, zdolnej wytrzymać naprężenia o sile 80 000 funtów na cal kwadratowy (około 60 kg/mm²), dopiero pod koniec zimnej wojny wprowadzając do użytku bardziej wytrzymałą stal HY-100, Związek Radziecki natomiast wprowadził do budowy okrętów stopy tytanu. Niezależnie od wysokiego kosztu tego materiału, jego właściwości antykorozyjne oraz wysoki stosunek wytrzymałości do wagi, umożliwiły okrętom z kadłubami sztywnymi wykonanymi z tego stopu osiąganie niezwykłej prędkości i głębokości zanurzenia. Cena samego materiału, jak i koszty jego obróbki, spowodowały, że Rosja powróciła już do budowy kadłubów z wykorzystaniem stali. Na technologicznym horyzoncie pojawiają się jednak nowe, znacznie tańsze materiały. Jedną z propozycji materiału do budowy kadłubów okrętów jest stal HSLA (High-Strength Low-Alloy). HSLA jest znacznie tańsza od stali serii HY i przy spawaniu nie wymaga wstępnego podgrzewania, jest jednak mniej wytrzymała od HY-80. Z tej racji możliwe jest jej użycie do budowy wewnętrznych elementów okrętów, których instalacja i łączenie wywoływała w przeszłości wiele problemów. Inną propozycją jest użycie do budowy okrętów wysoko wytrzymałych stopów aluminium. Glin jest wprawdzie podatny na korozje w kontakcie z wodą morską, jednakże opracowane na potrzeby morskich platform wiertniczych pokrycia antykorozyjne skutecznie ograniczają ten problem.

### Napęd
Rozwiązanie sposobu napędu okrętów podwodnych, od zarania ich dziejów stanowiło największy problem konstrukcyjny. We współczesnej cywilizacji dominują silniki oparte na spalaniu węglowodorów bądź alkoholi oraz silniki elektryczne. Środowisko podwodne utrudnia bądź nawet uniemożliwia jednak stosowanie tych pierwszych, a silniki elektryczne wymagają dopływu energii ze źródeł zewnętrznych. Dlatego od czasów Johna Hollanda, który jako pierwszy zastosował w jednym okręcie zarówno silnik spalinowy, jak i silnik elektryczny, rozwój konstrukcyjny okrętów podwodnych jest uzależniony i nierozerwalnie związany z rozwojem ich środków napędu.

#### Napęd diesel-elektryczny
W 1883 roku inżynier Stefan Drzewiecki zainstalował na okręcie podwodnym silnik elektryczny i baterie akumulatorów do jego zasilania, nieco później zaś John Holland połączył je z napędem spalinowym. Od tego czasu układ ten stał się na bardzo długi czas kanonem napędu okrętów podwodnych. Mimo sporej kłopotliwości w eksploatacji układ ten stosowany jest do dziś. Zastosowanie napędu elektrycznego wiąże się z koniecznością okresowego wynurzania okrętu podwodnego na powierzchnię bądź na głębokość peryskopową i przy wykorzystaniu chrap w celu uzupełnienia zapasów energetycznych. Zastosowanie napędu elektrycznego znacznie ogranicza również podwodną prędkość okrętu, a zasięg zmniejsza się wraz ze zwiększaniem prędkości. Okrętowy napęd diesel-elektryczny składa się z czterech podstawowych komponentów:
- silników napędowych,
- baterii akumulatorów elektrycznych,
- generatorów Diesla,
- paliwa.

##### Silniki napędowe
Podstawowymi silnikami współczesnych okrętów podwodnych z tego rodzaju napędem są silniki elektryczne, zwykle skonfigurowane jako bezpośrednio połączony z wałem napędowym wirnik. Wielkość silnika musi być odpowiednia celem dostarczenia wałowi napędowemu mocy niezbędnej do osiągnięcia i utrzymania maksymalnej prędkości okrętu. Jednakże wybór właściwego silnika nie jest zdeterminowany jedynie maksymalną mocą wyjściową. Z uwagi na fakt, że silnik napędza wał napędowy bezpośrednio, jego prędkość obrotowa (rpm) musi być zgodna z konstrukcją śruby napędowej zapewniającą dostarczenie pełnego ciągu. Podobnie, moment obrotowy silnika musi odpowiadać momentowi obrotowemu śruby pracującej przy pełnej mocy. Bezpośredni napęd przez silnik wału napędowego, jakkolwiek bardzo efektywny, pociąga za sobą szereg problemów (związanych na przykład z trudnością dostosowania niewielkich rozmiarów silnika elektrycznego, do wysokiego momentu obrotowego śruby przy dużych prędkościach), które są trudne do rozwiązania bez kosztownych kompromisów oraz wzrostu kosztów. Jest to jednakże korzystne rozwiązanie, bowiem zastosowanie napędu niebezpośredniego – w którym napęd przenoszony jest z silników na wał za pomocą przekładni – powoduje konieczność wygospodarowania dodatkowej przestrzeni w kadłubie niezbędnej dla pomieszczenia przekładni, a także znaczny wzrost głośności napędu.

##### Baterie akumulatorowe
Wszystkie okręty podwodne używają elektrycznych baterii akumulatorowych. Jednostki z napędem nuklearnym mają je jako alternatywne źródło energii na wypadek zatrzymania reaktora w wypadku awarii, w celu umożliwienia jego restartu bądź też umożliwienia powrotu do bazy w razie nienaprawialnego w morzu uszkodzenia siłowni jądrowej. Baterie zapewniają także energię elektryczną dla okrętów diesel-elektrycznych w pełnym zanurzeniu. Zapewniają one energię dla układu napędowego, ale także dla sensorów okrętu, broni, urządzeń pomocniczych i systemów niezbędnych dla przeżycia załogi. W anglojęzycznej literaturze przedmiotu ten ostatni zestaw elementów pobierających energię z baterii okrętu podwodnego – bez układu napędowego – nosi nazwę „Hotel Load”. Podczas przebywania okrętu w zanurzeniu, systemy te stale pobierają energię z baterii szybko je wyczerpując, nawet w wypadku redukcji poboru prądu wyłącznie do systemów kluczowych dla przetrwania okrętu i jego załogi. Największym źródłem poboru prądu jest system napędowy, który przy pełnej prędkości zdolny jest wyczerpać zawartą w ogniwach baterii energię elektryczną w bardzo krótkim czasie jedynie 30 minut. W konsekwencji długotrwałość korzystania z w pełni naładowanych początkowo baterii, jest jednym z podstawowych parametrów specyfikacji technicznej każdego okrętu podwodnego z napędem elektrycznym. Jako że siła niezbędna do napędu jest proporcjonalna do sześcianu prędkości okrętu, długotrwałe pływanie podwodne wymaga poruszania się przy bardzo niewielkiej prędkości.
Podstawowym systemem wciąż pozostaje dziś akumulator kwasowo-ołowiowy, w którym funkcję elektrolitu spełnia roztwór kwasu siarkowego, opracowany dla celów przemysłowych i transportowych w XIX wieku. Pomimo znacznego postępu technicznego od tamtego czasu, wciąż aktualne pozostają podstawowe wady tych akumulatorów – ciężar (ołów), korozja (kwas), duża ilość ciepła oraz wodoru wydzielana podczas ładowania, co wymusza konieczność ciągłej i efektywnej wentylacji jam bateryjnych oraz przedziałów, w których bateria jest zamontowana. Bardzo niebezpieczne jest również zalanie baterii wodą morską, gdyż powoduje to powstawanie trującego chloru. Ponadto zwiększenie stężenia zawartości wodoru powyżej 3,8% w powietrzu, może skończyć się samozapłonem i wybuchem, co niejednokrotnie miało już miejsce na okrętach podwodnych w tym również polskich. Współczesne baterie okrętów podwodnych z chemicznego punktu widzenia są identyczne z zastosowanymi na początku XX wieku pod maską Forda Model T. Każde ogniwo baterii waży około 500 kilogramów, nowoczesne okręty podwodne o napędzie diesel-elektrycznym mogą zaś być wyposażone w 480 takich ogniw, o łącznej masie 240 ton. Obecnie prowadzone są badania w celu przygotowania dla okrętów podwodnych innych typów baterii niż ołowiowa. Większą sprawność od ołowiowych mają wysokotemperaturowe baterie sodowo-siarkowe, sodowo-niklowo-siarkowe oraz litowo-jonowe. Planowano nawet montaż baterii sodowo-siarkowych na niemieckich okrętach podwodnych typu 212, jednak ostatecznie zrezygnowano z tego projektu na rzecz dotychczas stosowanych.

##### Generatory Diesla

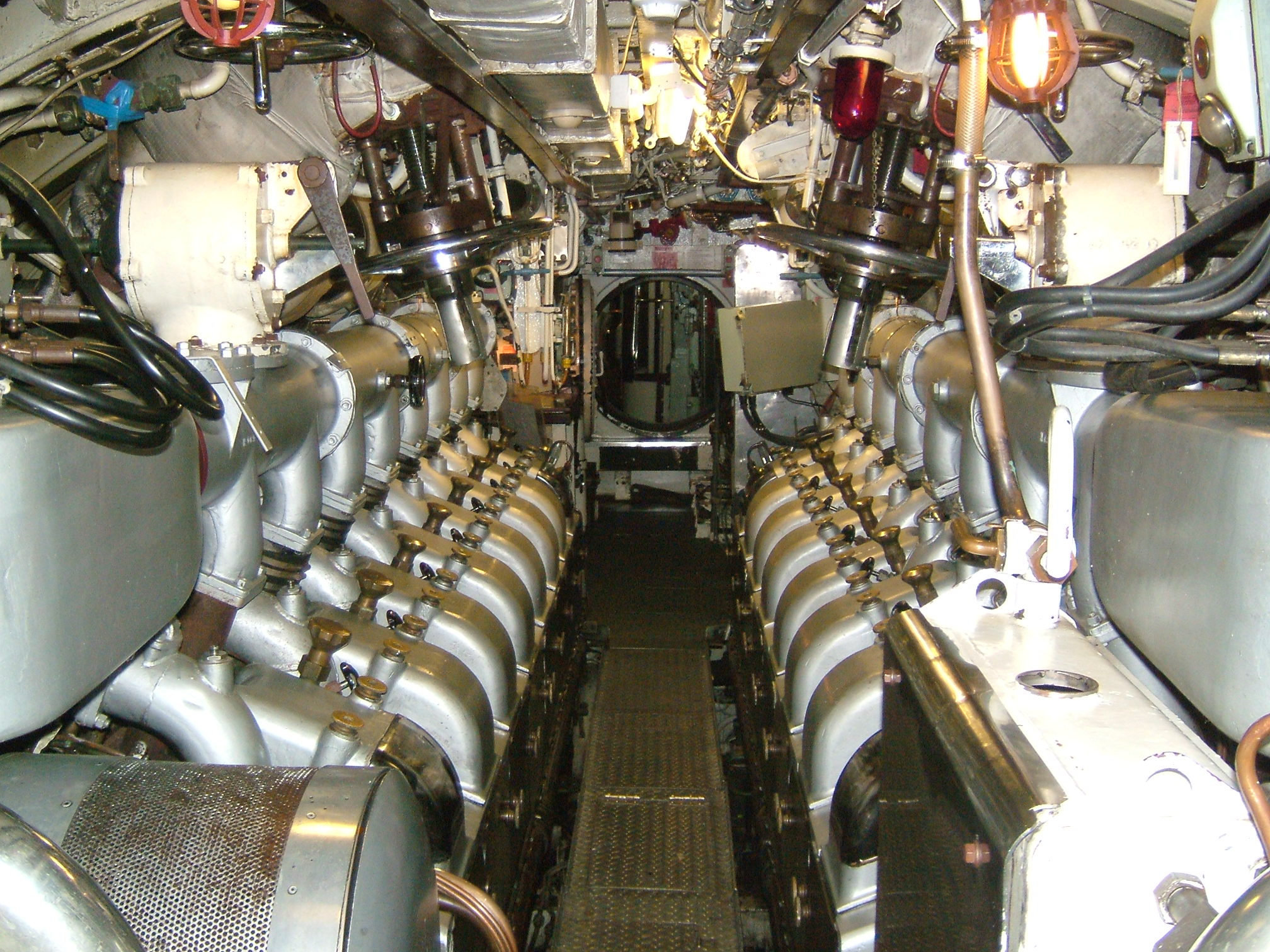
Generatory Diesla w HMS „Ocelot”

Generatory Diesla mogą pracować wyłącznie przy zapewnionym dostępie do powietrza atmosferycznego – podczas przebywania okrętu na powierzchni bądź przy użyciu chrap. Ich pierwszoplanowym zadaniem jest ładowanie wyczerpanych podczas pływania podwodnego baterii. W trakcie pracy zasilają w energie elektryczną „Hotel Load” i zapewniają energię dla układu napędowego okrętu poruszającego się na powierzchni lub przy użyciu chrap. Prędkość ładowania baterii akumulatorowych okrętu uzależniona jest od ich pojemności, technicznej konstrukcji układu ich ładowania, a także konstrukcji samych baterii w aspekcie akceptowalnej przez nie prędkości ładowania. W efekcie czas ładowania baterii uzależniony jest od samych baterii, nie zaś od generatora. Z powodów związanych z kontrolą zanurzenia oraz siłami działającymi na maszty okrętu i jego peryskopy, prędkość podwodna okrętu płynącego na chrapach ograniczona jest do około 10 węzłów. W okrętach podwodnych instaluje się zwykle dwa generatory Diesla – instalacja jednego nie spełniałaby wymogów pewności działania okrętu w wypadku awarii generatora, wyposażenie go zaś w dwa generatory, umożliwia ładowanie baterii także w wypadku awarii jednego z nich.

#### Napęd jądrowy
Podstawowymi elementami maszynowni okrętów z napędem jądrowym są reaktor jądrowy, wytwornica pary, turbina parowa i wał napędowy. Podczas zachodzącej w reaktorze kontrolowanej reakcji jądrowej, wyzwalana jest bardzo duża ilość energii cieplnej, która przez wodę pierwotnego obiegu chłodzącego rdzeń reaktora przekazywana jest do wytwornicy pary. W obiegu tym woda utrzymywana jest pod bardzo wysokim ciśnieniem (2000-2500 psi w jednostkach typu Virginia), co nie dopuszcza do jej wrzenia i przemiany w parę, która uzyskiwana jest dopiero po zetknięciu się obiegu pierwotnego z obiegiem wtórnym, za pośrednictwem wymiennika ciepła, którym jest wytwornica pary.

Schemat siłowni nuklearnej z reaktorem PWR:
1. Rdzeń reaktora 2. Pręty kontrolne 3. Wytwornica pary 4. Para 5. Turbina
6. Rezerwowy zbiornik wody 7. Kondensator 8. Silnik awaryjny 9. Układ pierwotnego obiegu wody 10. Akumulatory 11. Generatory Diesla prądu stałego

Płyn chłodzący pierwotnego obiegu nigdy nie styka się z wodą krążącą w obiegu wtórnym, co zapobiega jej skażeniu radioaktywnemu, wymiana ciepła następuje natomiast za pośrednictwem oddzielającego obydwa obiegi wymiennika ciepła. Ciśnienie wody w obiegu pierwotnym jest uzyskiwane, utrzymywane i regulowane elektrycznie przez spirale grzewcze regulatora ciśnienia obiegu pierwotnego. Para powstaje z wody wtórnego obiegu dopiero w wytwornicy pary i przewodami przedostaje się do turbiny parowej, powodując jej pracę, a ta poprzez przekładnie i linie wałów obraca śrubę okrętową. Woda ze skondensowanej w skraplaczu pary wylotowej z turbiny, powraca do wytwornicy pary. Proces ten, w zależności od konkretnej konstrukcji siłowni nuklearnej i maszynowni może przebiegać nieco inaczej, przedstawiono tu bowiem proces modelowy. W rzeczywistości konstrukcja niektórych typów okrętów całkowicie pomija np. przekładnie napędu. W takim układzie, turbina parowa napędza generator elektryczny, ten zaś generując prąd napędza silnik elektryczny, bezpośrednio (bez użycia przekładni) obracający wał napędowy. Podstawową zaletą takiego rozwiązania jest uniknięcie hałasu wywoływanego przez pracę przekładni, która jest w tym przypadku całkowicie wyeliminowana z układu. Rozwiązanie to nosi nazwę napędu turboelektrycznego (turbo-electric drive); jego wadą jest zwykle mniejsza wydajność, przez co okręty, na których zastosowano ten rodzaj napędu (np. amerykański USS „Glenard P. Lipscomb”) były cichsze niż ich odpowiedniki z przekładnią, jednakże nieco wolniejsze.

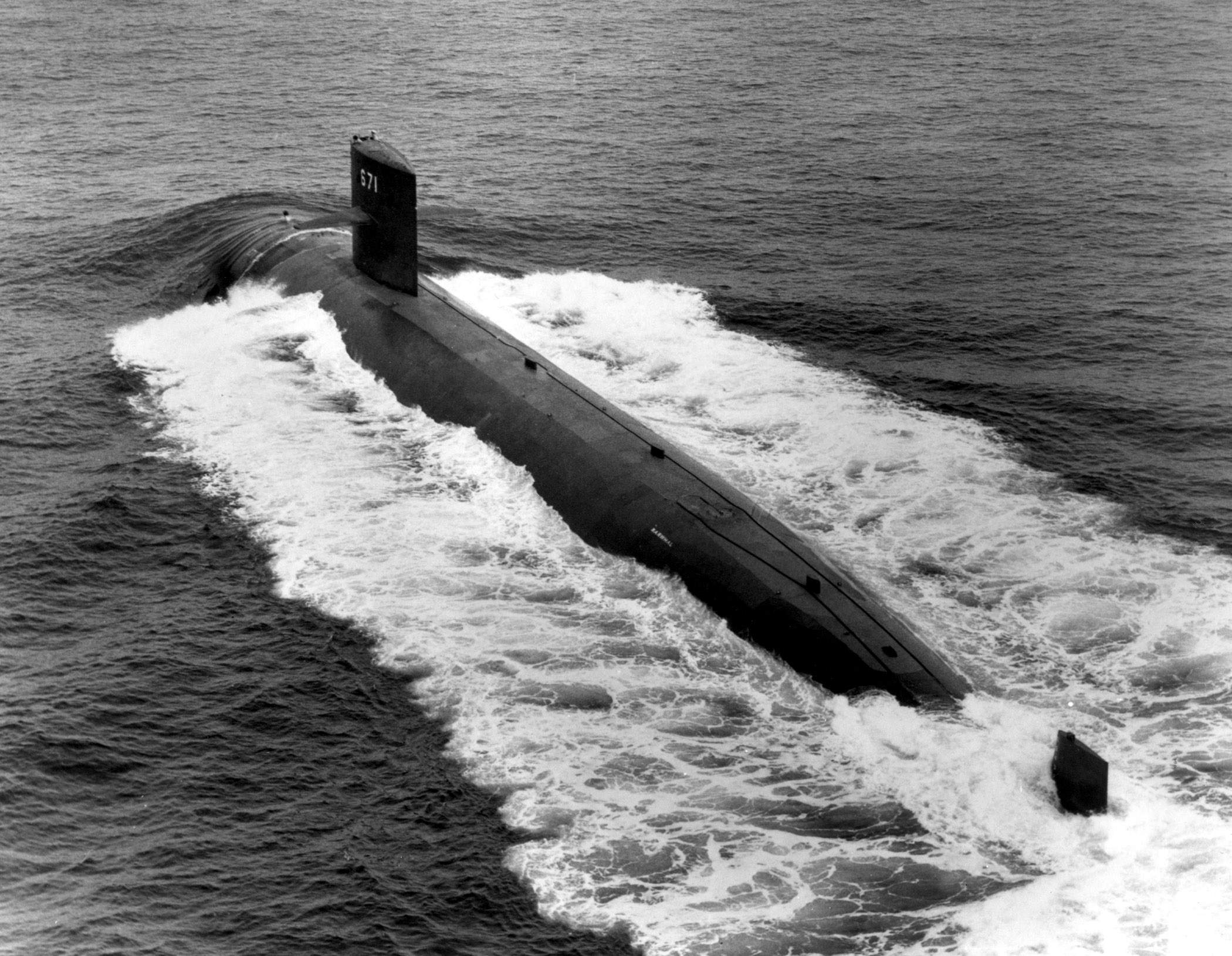
Zwodowany w 1967 roku USS „Narwhal”, pierwszy okręt z naturalną cyrkulacją chłodziwa reaktora (S5G NCR)

Wadą napędu jądrowego jest konieczność chłodzenia rdzenia reaktora, co ma zapobiec jego stopieniu się. We współczesnych rozwiązaniach tego typu, dominuje chłodzenie za pomocą wody, stosowane w reaktorach wodno-ciśnieniowych (Pressurized Water Reactor – PWR). Cyrkulacja wody obiegu pierwotnego – chłodzącego rdzeń – musi być wymuszana za pomocą pompy wodnej, która zawierając szybko obracające się elementy mechaniczne jest największym źródłem dźwięku w okręcie podwodnym, co więcej do niedawna jeszcze pracującym w sposób ciągły, nawet podczas pozostawania okrętu w bezruchu. Począwszy od lat 70. XX wieku, do służby zaczęły wchodzić okręty wyposażone w reaktory z naturalną cyrkulacją chłodziwa (Natural Circulation Reactor – NCR), wyposażone wprawdzie w pompy chłodziwa, jednakże reaktory NCR zostały skonstruowane w taki sposób, w momencie pracy reaktora z niewielką mocą, cyrkulacja wody w układzie chłodzenia wymuszona była w sposób naturalny za pomocą zjawiska konwekcji cieplnej, dzięki czemu okręty płynące z niewielką prędkością bądź pozostające w bezruchu mogą nie korzystać z chłodzenia rdzenia za pomocą cyrkulacji wymuszonej hałaśliwą pompą. Takie rozwiązanie zastosowano po raz pierwszy na amerykańskim okręcie USS „Narwhal”, a następnie w serii 18 strategicznych okrętów podwodnych typu Ohio. W czasach współczesnych, reaktory NRC są standardem we wszystkich nowoczesnych marynarkach wojennych używających okrętów z napędem jądrowym.
Dwiema najistotniejszymi zaletami zastosowania napędu jądrowego w okrętach podwodnych jest całkowite uniezależnienie jednostki od powietrza atmosferycznego oraz ogromna moc tego rodzaju siłowni. Moc wyjściowa turbiny napędu jądrowego, sięgająca 40 000 koni mechanicznych z pojedynczego reaktora, jak np. w radzieckich jednostkach projektu 705 (NATO: Alfa), czy 45 000 KM w jednostce K-278 „Komsomolec” (projekt 685, NATO: Mike), zapewnia okrętom podwodnym możliwość przenoszenia dużej liczby jednostek broni i innego wyposażenia, przede wszystkim jednak bardzo dużą prędkość oraz manewrowość poziomą i pionową, co daje okrętom z napędem jądrowym przewagę nad jednostkami z napędem klasycznym. Napęd jądrowy, ze swoją mocą, pozwala także, by część energii zużyć do wytwarzania niezbędnego załodze tlenu, co całkowicie uniezależnia okręt od powietrza atmosferycznego. Stąd też zasięg podwodny okrętu z napędem jądrowym w praktyce ograniczony jest jedynie wytrzymałością psychiczną członków załogi oraz zgromadzonymi w okręcie zapasami żywności.
Z technicznego punktu widzenia, napęd jądrowy pozwala na wieloletnie nawet przebywanie pod wodą, jednakże także mieszczące się w rdzeniu reaktora paliwo jądrowe ulega stopniowemu wyczerpaniu. W większości dwudziestowiecznych jednostek z napędem jądrowym wymagało to periodycznej wymiany rdzenia wraz z zawartym w nim paliwem jądrowym, co jest procesem bardzo długim i kosztownym. Z tego też względu, najnowsze typy okrętów podwodnych, np. Seawolf, Virginia, czy też Astute, wyposażone zostały w reaktory o bardzo długim czasie zużycia rdzenia, w których paliwo jądrowe wystarcza na cały 25-30-letni czas służby okrętu. W przeciwieństwie do reaktorów dużych okrętów nawodnych (np. lotniskowców), czy tym bardziej w przeciwieństwie do reaktorów elektrowni jądrowych, reaktory okrętów podwodnych umieszczone są zwykle w niewielkich pomieszczeniach, co wymaga, aby również one same były niewielkich rozmiarów. Z tego względu, reaktory jednostek podwodnych używają zwykle bardzo wysoko wzbogaconego paliwa jądrowego – dla uzyskania odpowiedniej ilości energii niewielkie rozmiary samego reaktora muszą być skompensowane wysoko energetycznym paliwem.

#### Napęd hybrydowy
Jak pokazał konflikt o Falklandy, uzależnienie napędu spalinowego od dostępu powietrza atmosferycznego wciąż jeszcze pozostaje piętą achillesową okrętów z tego rodzaju napędem. Pomimo to, nawet dla nowoczesnych marynarek okręty z napędem konwencjonalnym stanowią trudnego do pokonania przeciwnika. Co więcej, siła odstraszania nawet niewielkiej floty okrętów diesel-elektrycznych stanowi znaczną komplikację w planowaniu operacji ofensywnej przez wrogą flotę. W płytkich, przybrzeżnych wodach, które są najprawdopodobniejszym teatrem przyszłych konfliktów morskich, jednostki z napędem spalinowo-elektrycznym mogą stanowić duże wyzwanie dla ich nuklearnych krewniaków. Wielką wartością jednostek diesel-elektrycznych są ich niewielkie rozmiary oraz bezgłośność. Eksportowe niemieckie jednostki typu 209, o wyporności 1200-1500 ton, mają znacznie mniejszy czynny przekrój sonarowy (Sonar Cross Section) niż znacznie większe okręty z napędem jądrowym (jednostki typu Los Angeles – 6800 ton, czy projektu 971 (NATO: Akula) o wyporności 8000 ton). Korzystając ze swoich akumulatorów, współczesne okręty diesel-elektryczne mogą być niezwykle cichym celem. Co więcej, zdolne są do położenia się na dnie morskim – gdzie są praktycznie niewykrywalne – pasywnie oczekując na swój cel. Ponieważ okręty z napędem jądrowym muszą stale pobierać wodę morską w celu chłodzenia rdzenia swojego reaktora, zaś ujęcia wody znajdują się zwykle w dnie okrętu, jednostki tego rodzaju nie dysponują możliwością zalegania na dnie morskim.
Najsłabszą stroną okrętów podwodnych z napędem diesel-elektrycznym jest potrzeba okresowego wynurzania się celem ładowania akumulatorów, kiedy są bardzo łatwo wykrywalne na powierzchni morza, toteż od dziesiątków już lat podejmowane są próby uniezależnienia jednostek tej klasy od powietrza atmosferycznego. Najbardziej udanym sposobem było wprowadzenie napędu jądrowego, jednak nie wszystkie państwa, z najróżniejszych przyczyn, mogą sobie pozwolić na posiadanie okrętów tego rodzaju. Alternatywą dla napędu nuklearnego jest napęd hybrydowy. W układzie napędowym tego rodzaju, okręt z klasycznym napędem wyposażony jest w dodatkowy system niezależny od powietrza atmosferycznego (Air Independent Propulsion – AIP). Na przestrzeni kilkudziesięciu ostatnich lat prace nad tym rodzajem napędu prowadzone były w kierunku systemów termicznych oraz elektrochemicznych. Systemami kategorii termicznej wdrożonymi do realizacji są:
- spalinowy silnik tłokowy o spalaniu wewnętrznym (Diesla) pracujący w obiegu zamkniętym – Closed-Cycle Diesel (CCD);
- spalinowy silnik tłokowy o spalaniu zewnętrznym pracujący w obiegu zamkniętym (Stirlinga);
- turbina spalinowa zasilana metanolem w obiegu zamkniętym oraz obieg parowy Rankine’a – Module d’Energie Sous-Marine (MESMA).

W zakresie systemów elektrochemicznych badania skupiły się na jednym źródle energii dla napędu – ogniwach paliwowych.

##### Silnik Diesla w obiegu zamkniętym
Silnik Diesla dostosowany do pracy w obiegu zamkniętym na powierzchni pobiera powietrze i usuwa spaliny do atmosfery.
W zanurzeniu aktywowany jest następujący cykl zamknięty:
- pobranie przez silnik mieszaniny gazów: dwutlenku węgla, tlenu i argonu,
- spalanie paliwa,
- wydech spalin składających się głównie z dwutlenku węgla i argonu (w zmienionych proporcjach) oraz pary wodnej w temperaturze około 450 °C,
- schładzanie spalin do 80 °C w zraszaczu przez wtryśnięcie rozpylonej wody zaburtowej,
- rozpuszczenie (absorpcja) nadmiaru dwutlenku węgla ze spalin w warunkach wysokiego ciśnienia w doprowadzanej z zewnątrz wodzie morskiej w absorberze; wypompowanie wody z rozpuszczonym gazem na zewnątrz.
- Osuszenie spalin w separatorze wody; usunięcie skroplonej wody za burtę.
- Dodanie do spalin tlenu ze zbiorników okrętu i uzupełnienie strat argonu.
- Podanie powstałej mieszaniny o składzie identycznym z wyjściowym do silnika.

Specjalny system (Water Management System – WMS) dostarcza wodę do pozostającgo pod wysokm ciśnieniem cyklu zamkniętego i usuwa ją po wkorzystaniu, aby uniezależnić jego działanie od ciśnienia wody na zewnątrz kadłuba, które zależy od aktualnej głębokości zanurzenia okrętu.
Mimo zalety, jaką jest uniezależnienie napędu od powietrza atmosferycznego, napęd w obiegu zamkniętym ma szereg wad, które powodują, że nie jest on stosowany. Głównymi wadami tego systemu są niska sprawność silników sięgająca 30–35%, spowodowana zakłóceniami w spalaniu paliwa w nietypowej mieszaninie gazów, a także związany z charakterem silnika spalinowego duży poziom generowanego hałasu.

##### Silnik Stirlinga
Rozwiązanie to zostało opatentowane już niemal 200 lat temu, przez szkockiego pastora Roberta Stirlinga, który oparł zasady działania silnika na termodynamice, czyli przekształceniu energii cieplnej w energię mechaniczną. Sprawność takiego silnika była większa od używanych powszechnie silników spalinowych o spalaniu wewnętrznym. Istotnym jest w tym przypadku fakt, iż z uwagi na zewnętrzną komorę spalania, silnik taki mógł być zasilany dowolnym paliwem po uprzednim dostarczeniu mu ciepła. W wyniku spalania oleju napędowego – do czego wykorzystywany jest ciekły tlen – powstaje energia cieplna, która w wyniku procesów termodynamicznych zamieniana jest na energię mechaniczną, a następnie przez generator prądu stałego na prąd elektryczny.

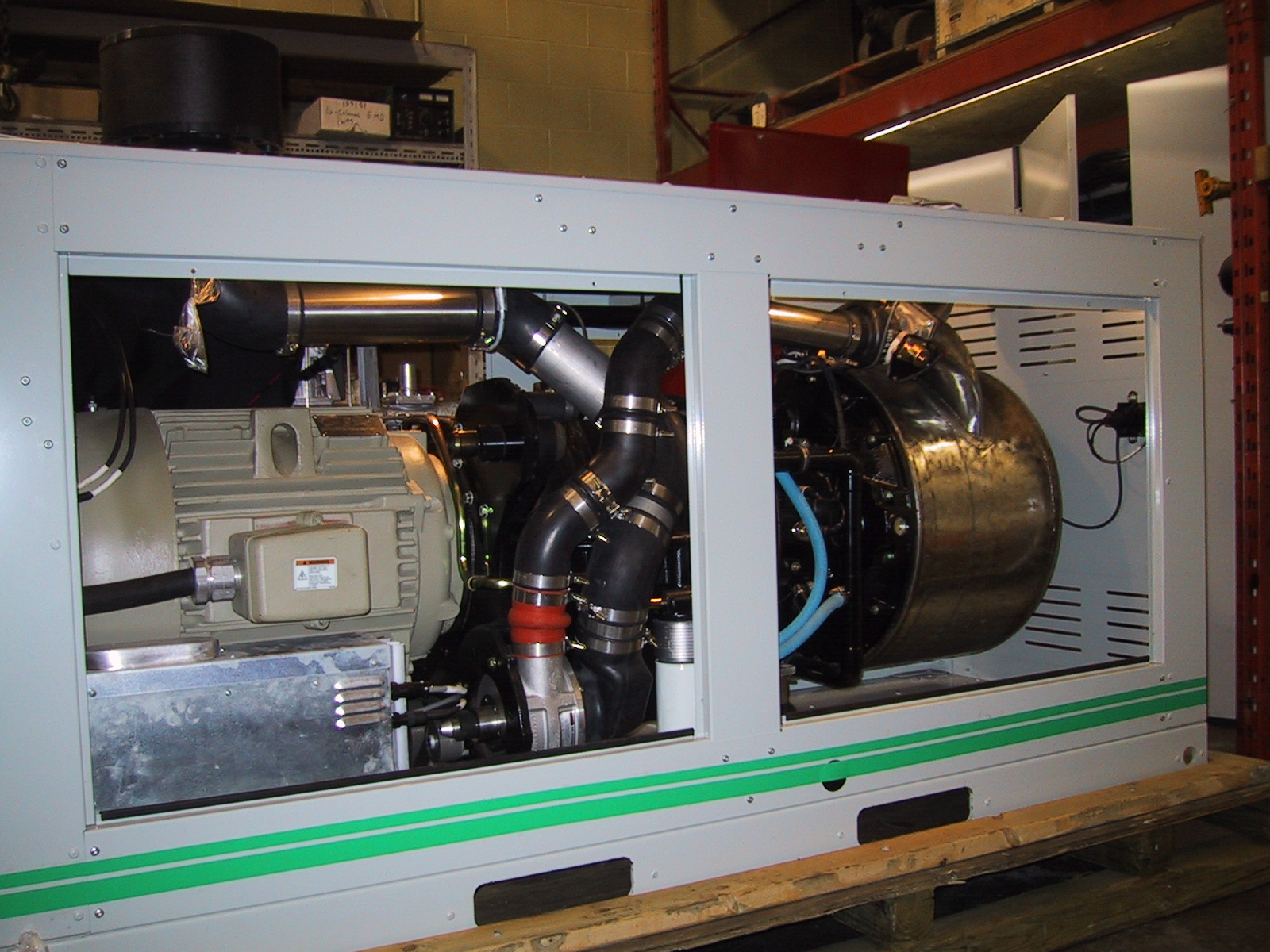
Egzemplarz silnika Stirlinga

Wykorzystywany do spalania paliwa ciekły tlen, przechowywany jest w specjalnych zbiornikach schładzanych do około –180 °C. Sprawność takiego układu wynosi około 40%. Mieszanina złożona w 20% z oleju napędowego oraz w 80% z ciekłego tlenu, spalana jest w komorze spalania, a powstałe w wyniku spalania ciepło dostarczane jest następnie do wymiennika ciepła wewnątrz dużej komory przypominającej kształtem dzwon. Odzyskana po spaleniu mieszanki energia cieplna przywracana jest do obiegu czynników energetycznych. Rolę gazu roboczego spełnia hel, który po ogrzaniu rozpręża się po jednej stronie tłoka, a schłodzony spręża po drugiej, powodując jego ruch pionowy w obu kierunkach, a tym samym obrót wału korbowego. Aparat absorbujący, mieszając gazy spalinowe z wodą chłodzącą, schładza je z temperatury około 800 °C do około 25 °C. Schłodzone w ten sposób spaliny wydalane są za burtę bez wytwarzania demaskujących okręt pęcherzyków. Do minimum zmniejszono również możliwość wykrycia okrętu czujnikami termicznymi. Zaletą silnika Stirlinga jest możliwość pracy przez okres około 2 tygodni (czas przebywania okrętu pod wodą uzależniony jest od pojemności zbiorników z tlenem), na głębokości, która jest ograniczona w zasadzie tylko wytrzymałością kadłuba sztywnego. Utrzymywane w komorze spalania ciśnienie gazu na poziomie od 2 do 3 MPa umożliwia bezpośrednie odprowadzanie spalin za burtę w zakresie głębokości do 300 metrów, a za pomocą specjalnej sprężarki nawet do 600 metrów. Dodatkowo w czasie pracy silniki te emitują niewielki poziom hałasu. Wadą systemu Stirlinga jest możliwość pracy jedynie przy prędkości nie większej niż 6 węzłów, a więc stosunkowo niewielkiej. Zwiększenie prędkości ponad tę wartość powoduje konieczność przejścia na pracę silników elektrycznych, a co z tym idzie pobór prądu z baterii akumulatorów. W 1988 roku marynarka wojenna Szwecji przebudowała okręt podwodny „Näcken”, wstawiając w kadłub dodatkową sekcję z dwoma silnikami Stirlinga. Doświadczenia zebrane przy badaniach przeprowadzonych na tej jednostce, zaowocowały wybudowaniem serii trzech okrętów typu Gotland.

##### MESMA
Układ ten oparty na wytwarzaniu energii cieplnej poprzez proces spalania mieszanki gazowej złożonej z tlenu i etanolu. Ciekły tlen magazynowany jest w specjalnych zbiornikach w bardzo niskiej temperaturze, za pomocą specjalnych pomp kriogenicznych dostarczany do wyparownika, a następnie odparowany w postaci gazu do komory spalania. W wyniku spalania mieszanki powstają spaliny używane do podgrzania obiegu wtórnego, a część pary dostarczana jest do skraplacza, gdzie ulega schłodzeniu i pod postacią wody dostarczana jest powtórnie do wymiennika ciepła. Produkt spalania, czyli dwutlenek węgla wydalany jest za burtę. Para wtórnego obiegu poprzez generator pary napędza turbinę do pracy na śrubę, a także alternator do ładowania baterii akumulatorów.
Zasada działania tego układu jest bardzo podobna do zasady funkcjonowania siłowni nuklearnej, jednakże temperatura w obiegu pierwotnym wytwarzana jest w procesie spalania mieszanki tlenu i etanolu, a nie w reakcji jądrowej. Długotrwałość przebywania pod wodą bez konieczności wynurzenia, może przekraczać dwa tygodnie. Prędkość przy wykorzystaniu tego rodzaju napędu jest ograniczona do około 4 węzłów, zaś sprawność systemu wynosi jedynie nieco ponad 20%. Szybsze poruszanie się wymaga przejścia na napęd z użyciem tradycyjnego silnika elektrycznego. W napęd tego rodzaju wyposażony jest pakistański okręt „Hamzaa” typu Agosta 90B (znanego także jako Khalid), wyprodukowany przez francuskie konsorcjum DCNS, a także – jako opcja, w oferowanych przez tę stocznię jednostkach typu Scorpène.

##### Ogniwa paliwowe
Ogniwo paliwowe jest urządzeniem służącym do bezpośredniej konwersji energii chemicznej zawartej w paliwie w energię elektryczną za pośrednictwem procesu elektrochemicznego. Zasadę działania ogniw wodorowych odkrył w 1838 roku szwajcarski chemik Christian Schönbein, zaś pierwsze działające ogniwo skonstruował rok później Walijczyk sir William Grove. Ogniwo takie nie ma części ruchomych, działa bezszumowo, a jego jedyną substancją odpadową jest woda. Przez ponad wiek ogniwa paliwowe były ciekawostką laboratoryjną, a ponowna konstrukcja tego rodzaju ogniw nastąpiła dopiero w amerykańskim programie kosmicznym Apollo, później zaś w programie wahadłowców kosmicznych, w których były używane do wytwarzania wody i zasilania statków kosmicznych w energię elektryczną. Pierwszą jednostką podwodną napędzaną energią z ogniw paliwowych, był skonstruowany pod wpływem katastrofy USS „Thresher”, zwodowany w 1970 roku podwodny pojazd ratowniczy Deep Submergence Rescue Vehicle (DSRV).

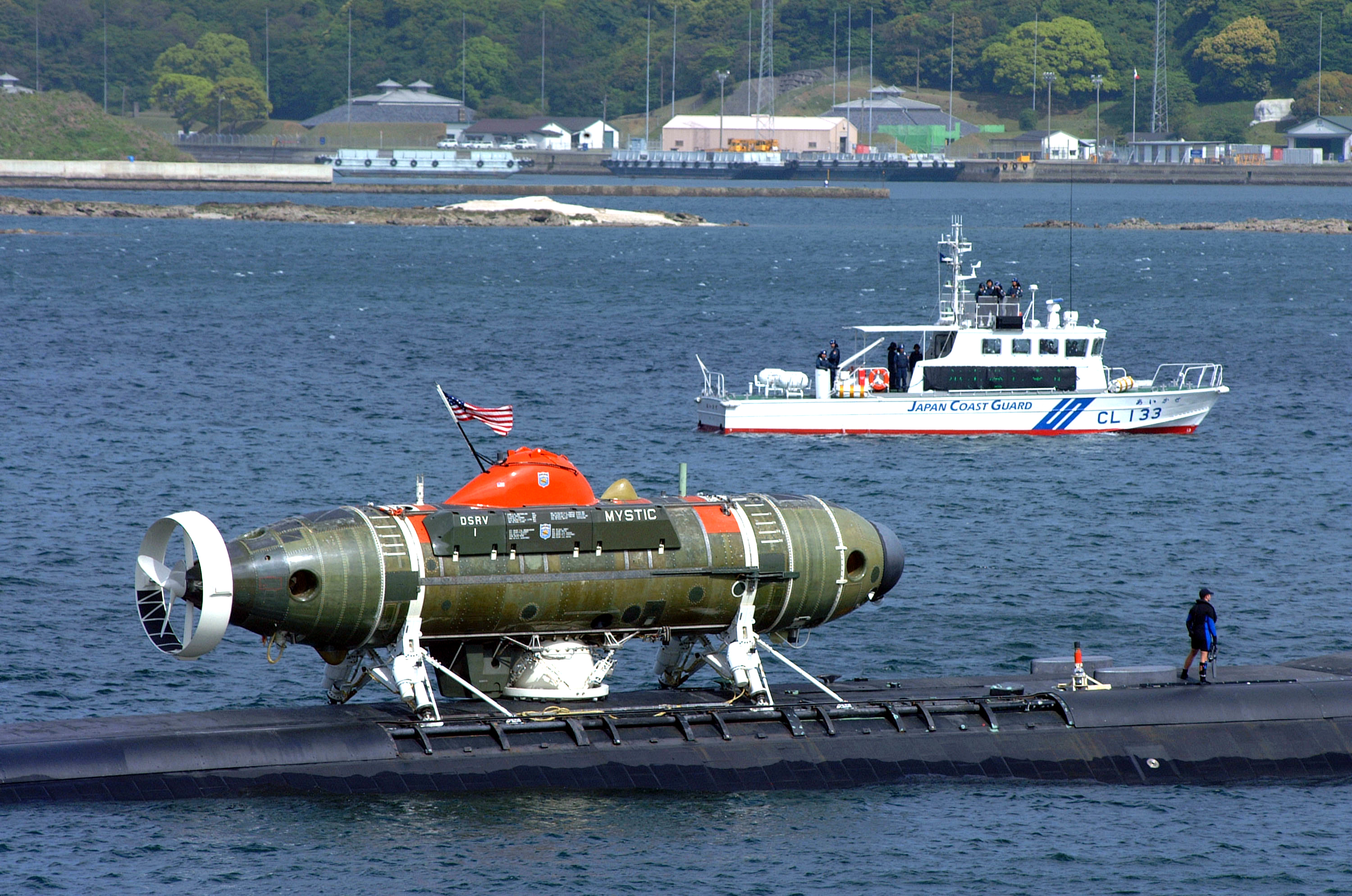
Zasilany energią z ogniw paliwowych Deep Submergence Rescue Vehicle (DSRV)

Ten rodzaj napędu bazuje na połączonych w moduły ogniwach paliwowych, stanowiących polimerowe membrany elektrolityczne (Polymer Electrolyte Membrane – PEM). Są to membrany pracujące w temperaturze poniżej 80 °C, do których dostarczane są wodór jako paliwo oraz tlen jako utleniacz. W wyniku zachodzącej reakcji chemicznej powstaje gaz przetwarzany w energię elektryczną oraz wodę jako produkt uboczny. Woda magazynowana jest w specjalnych zbiornikach i może zostać usunięta za burtę w dowolnie wybranym przez dowódcę okrętu momencie. Wytworzony prąd może służyć do ładowania baterii akumulatorów lub być wykorzystany bezpośrednio do napędu silnika elektrycznego. Do zalet tego typu napędu zaliczyć można bardzo dużą sprawność przy stosunkowo niskim poziomie generowanego przy pracy hałasu, a także brak konieczności usuwania za burtę spalin. Długość pracy systemu bez konieczności wynurzania się wynosi nieco ponad 2 tygodnie. Do wad zaliczyć trzeba konieczność chłodzenia elektrolitu oraz konieczność bezpiecznego magazynowania tlenu i wodoru.
W latach 60. XX wieku możliwością zasilania okrętów podwodnych energią z ogniw paliwowych zainteresowała się Szwecja. Konstruktorzy szwedzcy jednakże, powodowani obawami związanymi z niebezpieczeństwem używania na pokładzie okrętu podwodnego wodoru, nie zdecydowali się na użycie ogniw, skupiając się na pracach nad napędem w obiegu zamkniętym przy użyciu silnika Stirlinga. W roku 1981, po blisko 2 dekadach eksperymentów, program budowy napędu z wykorzystaniem tego źródła energii rozpoczęto w RFN. Kulminacją tego programu był eksperymentalny rejs U-1 typu 205, mający na celu demonstrację technologii. W tym celu okręt wyposażono w 16 alkalicznych 6 kW ogniw paliwowych, generujących ok. 100 kW. Eksperyment okazał się sukcesem, jednakże po zakończeniu testów w marcu 1989 roku i powrocie do stoczni HDW, przywrócono jednostce oryginalną konwencjonalną konfigurację napędu. Wyniki eksperymentów okazały się jednak na tyle zachęcające, że Niemcy zrezygnowały z opracowywania nowego typu jednostek 211 z napędem diesel-elektrycznym, koncentrując się na opracowaniu jednostek typu 212, po raz pierwszy łączących konwencjonalny napęd diesel-elektryczny z alternatywnym napędem elektrycznym czerpiącym energię z ogniw paliwowych. Okręty te weszły do służby w marynarkach Niemiec i Włoch, a jednostki podobnego, lecz mniej wyrafinowanego typu 214, zostały sprzedane Grecji.
Nie tylko jednak konstruktorzy w Niemczech rozwijają technologię ogniw paliwowych. Od początku roku 1990 technologią tą zainteresowana była brytyjska stocznia Vickers Shipbuilding and Engineering (VSEL), która po przestudiowaniu szeregu innych opcji AIP, doszła do wniosku, że technologia ogniw paliwowych zapewnia największy potencjał. W 1994 roku rząd brytyjski zdecydował się jednak na zaprzestanie korzystania z okrętów z napędem niejądrowym, oraz zaprzestanie wsparcia dla rozwoju technologii niejądrowych. W Stanach Zjednoczonych prace badawcze nad bezpiecznymi formami ogniw paliwowych prowadzi m.in. agencja naukowo-badawcza DARPA, pracująca nad rozwojem m.in. węglanowych ogniw paliwowych (MCFC), w których ogniwa paliwowe ze stopionym węglanem pracują w temperaturze 650 °C, i według danych DARPA osiągają 58–65% sprawności. Spośród wszystkich publicznie dziś znanych rodzajów chemicznego napędu niezależnego, bądź o zmniejszonej zależności od powietrza atmosferycznego, ogniwa paliwowe mają największy potencjał. Z tego też powodu, Niemcy planują, że następcy okrętów typu 212 będą jednostkami całkowicie polegającymi na ogniwach paliwowych, bez instalacji w tych jednostkach innych rodzajów napędu.

#### Pędnik
Podobnie jak w każdym innym rodzaju pojazdu morskiego dysponującego własnym napędem, siła napędzająca okręt podwodny musi być uzyskana z reakcji przeciwko wodzie przez wywołanie strumienia wody o kierunku przeciwnym do zamierzonego kierunku poruszania się okrętu. W celu wywołania ruchu jednostki do przodu, pędnik okrętowy powoduje ruch wody względem okrętu w kierunku przeciwnym do jego dziobu. Siła działająca na okręt wynika z szybkości zmiany pędu indukowanego w płynie (wodzie). W praktyce jednak, spotyka się wiele rodzajów urządzeń, które wywołują opisany ruch wody.

##### Śruba okrętowa
Typowym urządzeniem okrętu podwodnego służącym do oddziaływania na wodę (pędnikiem) jest śruba okrętowa. Śruba może być opisana jako spiralna powierzchnia, która jest obracana wokół własnej osi w odpowiednim kierunku, wywołując tym samym ruch otaczającej ją wody do przodu bądź do tyłu względem okrętu. Także ten rodzaj pędnika ma wiele swoich odmian, wśród których wskazać należy m.in.: śruby o kontrolowanym nachyleniu płatów, śruby przeciwbieżne stanowiące w rzeczywistości dwie śruby na jednej osi obracające się w przeciwnych kierunkach, śruby ze swobodnie obracającymi się płatami, śruba kanałowa umieszczona w kanale o zmiennym profilu, co przyczynia się do zwiększenia prędkości opływającej śrubę wody, pędnik wodnoodrzutowy, w którym duża liczba płatów wiruje między płatami stojana oraz pędnik azymutalny, w którym pędnikiem jest śruba zamocowana pod kadłubem na obracającym się (do 360°) wokół pionowej osi ramieniu.
Z historycznego punktu widzenia, podstawowym w tym względzie układem napędowym okrętów podwodnych, był układ dwuśrubowy, złożony z dwóch klasycznych bliźniaczych śrub umieszczonych symetrycznie, przedzielonych pionowym sterem kierunku. Jak wykazały m.in. eksperymenty na amerykańskim „Albacore”, układ taki cechuje jednak niższa efektywność hydrodynamiczna niż w przypadku układu jednośrubowego, w którym pojedyncza śruba umieszczona jest na osi symetrii okrętu za – patrząc od dziobu – jego sterem. Dwie pracujące jednocześnie śruby okrętu, zaburzają bowiem opływ wody wokół siebie nawzajem, powodując wzrost turbulencji.

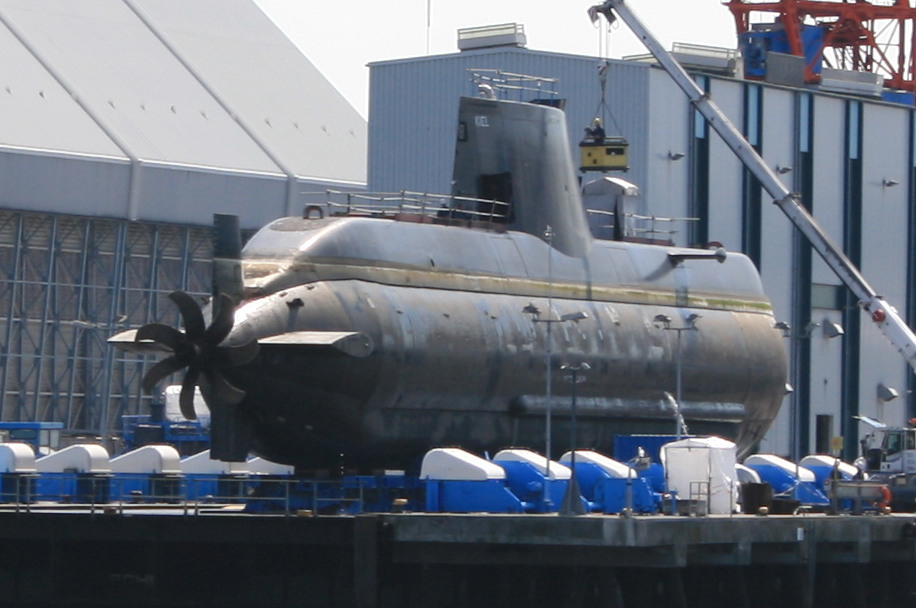
Pojedyncza śruba ze skośnymi (wyciszonymi) płatami greckiej jednostki „Papanikolis” typu 214

Istotnym czynnikiem w konstrukcji okrętów podwodnych jest kształt śruby, który determinuje zarówno jej wydajność, jak i poziom generowanych przez nią hałasów. Obrót śruby, zwłaszcza na niewielkich głębokościach – przy relatywnie niewysokim poziomie ciśnienia wody, wywołuje powstanie bardzo niepożądanego przez załogi okrętów podwodnych zjawiska kawitacji. Tworzące się przy ruchu obrotowym śruby pęcherze, pękają następnie, wywołując duży poziom hałasu. W celu zmniejszenia kawitacji, stosuje się różnorodne technologie produkcji śruby i jej płatów, także zastępując ją śrubami przeciwbieżnymi. Najlepsze jednak efekty w tym zakresie daje zastosowanie odpowiedniego zakrzywienia płatów śruby, które dzięki temu nie rozbijają wody przy swoim ruchu, lecz stopniowo „rozcinają ją”. Innowacja ta, wprowadzona po raz pierwszy przez marynarkę amerykańską, pozwoliła na znaczne wyciszenie amerykańskich okrętów, jednakże była również jednym z powodów zaobserwowanego w latach 80. XX wieku skokowego wyciszenia okrętów radzieckich. W latach osiemdziesiątych bowiem, japoński koncern Toshiba, fałszując dokumentację, dostarczył Związkowi Radzieckiemu m.in. pięcio- i dziewięcioosiowe obrabiarki cyfrowe CNC, które umożliwiły ZSRR precyzyjną obróbkę śrub dla nowych okrętów typu „Ulepszony Victor III” (projekt 671RTM) i późniejszych, dzięki czemu Rosjanie uzyskali możliwość drastycznego obniżenia sygnatury akustycznej swoich okrętów.

##### Pędnik wodnoodrzutowy
W 1970 roku, do służby w brytyjskiej Royal Navy wszedł HMS „Churchill” – pierwszy na świecie operacyjny okręt podwodny, w którym tradycyjna śruba okrętowa, zastąpiona została pędnikiem wodnoodrzutowym. W latach 80. XX wieku ten rodzaj pędnika zastosowano w okrętach typu Trafalgar, a w następnych latach w amerykańskich jednostkach typu Seawolf. Zaletą pędnika wodnodrzutowego jest przede wszystkim zmniejszony poziom generowanego przez pędnik okrętu hałasu (m.in. dzięki redukcji kawitacji). W 1988 roku zastępca dyrektora agencji DARPA przekazał komisji Kongresu Stanów Zjednoczonych informację, iż rozwiązanie to zmniejsza szumy napędu o 10 dB. Informacja ta wydaje się jednak zbyt konserwatywna, gdyż jak wykazały przedstawione na konferencji U’92 szacunki poczynione w Szwecji, rozwiązanie to musiało zmniejszyć szumy napędu o co najmniej 20 dB, 30, a może nawet do 40 dB w zależności od liczby zastosowanych płatów wirnika. Pędnik wodnoodrzutowy jest także bardziej sprawny od śruby, co oznacza, że przy mniejszej średnicy wytwarza taką samą siłę ciągu, łatwiejszy w budowie oraz bardziej odporny na uszkodzenia w walce. Konstruktorzy radzieccy mieli na ten temat początkowo zupełnie odmienne zdanie, uważając iż tego typu napęd jest mniej wydajny od klasycznej, aczkolwiek zaawansowanej śruby. Po latach jednak i oni zmienili zdanie, instalując tego typu napęd na okrętach konstruowanych już po upadku komunizmu w Rosji. Nic więc dziwnego, że pędnik tego rodzaju zyskuje coraz większą popularność, skutkiem czego został zastosowany m.in. w niemieckich jednostkach typu 212A, choć w eksportowych okrętach typu 214 zastosowano klasyczną, aczkolwiek wyciszoną za pomocą zakrzywienia płatów śrubę.

##### Pędnik magnetohydrodynamiczny
We wczesnych latach 60. XX wieku amerykański naukowiec Stewart Way przeprowadził na Uniwersytecie Kalifornijskim w Santa Barbara eksperyment, w którym zademonstrował, w jaki sposób pole magnetyczne może napędzać okręt podwodny. Napęd magnetohydrodynamiczny (MHD) używa pola magnetycznego (magneto-) do oddziaływania na strumień wody (-hydro-) oraz tworzenia kierunkowej siły (-dynamika). System tego rodzaju jest cichy i eliminuje konieczność używania śruby i wału napędowego, przekładni napędu i innych związanych z nimi elementów mechanicznych. Dodatkowo, mechanika w tego rodzaju układzie napędowym nie jest złożona, jeśli układ wykorzystuje nadprzewodnictwo.

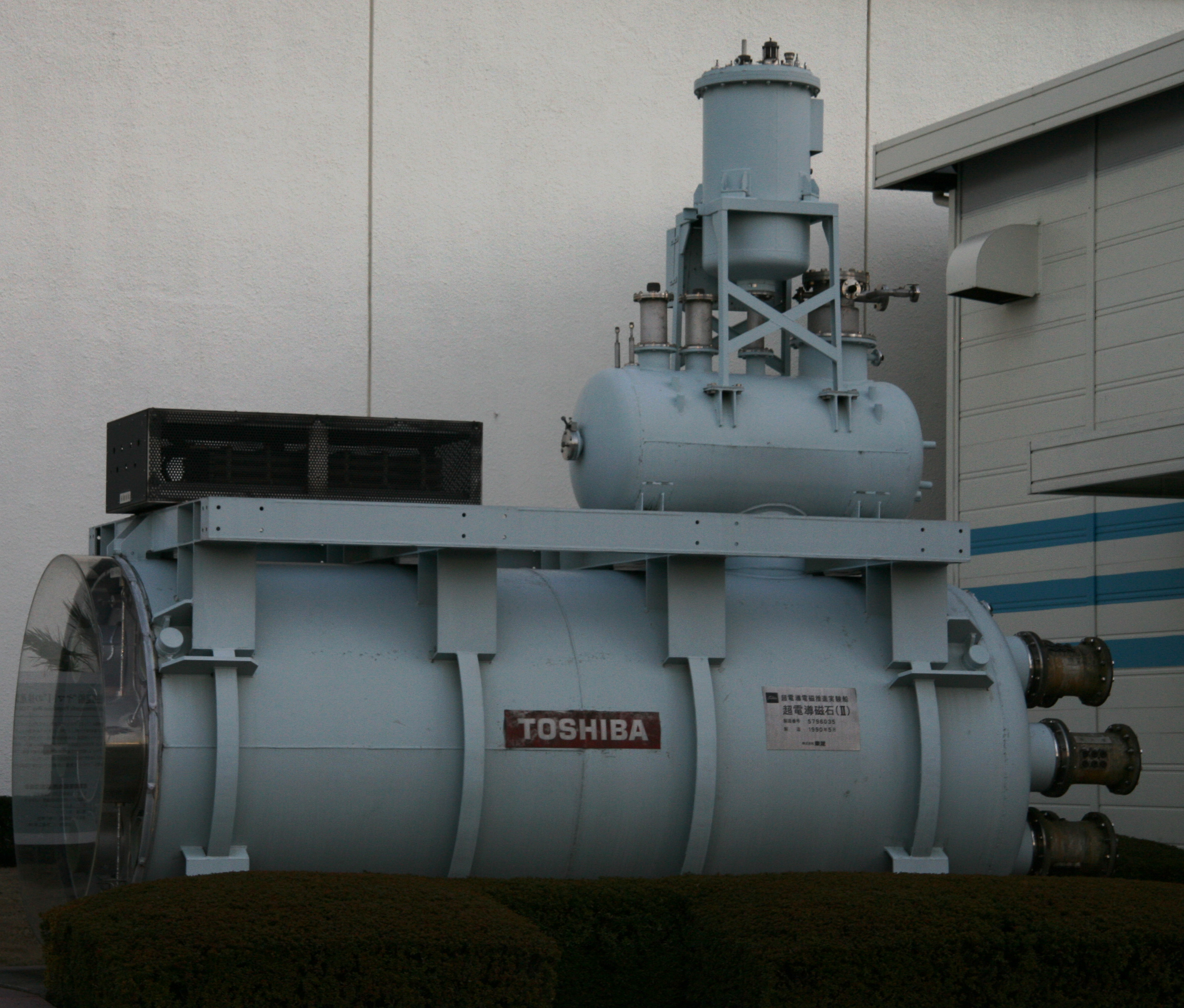
Magnetohydrodynamiczna jednostka napędowa japońskiej eksperymentalnej jednostki pływającej z napędem magnetohydrodynamicznym „Yamato I”

Do pojawienia się nadprzewodników, ilość energii niezbędnej do produkcji pola magnetycznego dla pracującego układu napędowego MHD okrętu podwodnego była olbrzymia. Nadprzewodnikowe magnesy – z uwagi na brak generowanego normalnie przez opór elektryczny ciepła – mogą niemal bez strat generować bardzo silne pole magnetyczne, niezbędne do produkcji ciągu zdolnego w absolutnej ciszy poruszać okręt podwodny. Napęd MHD działa dzięki wykorzystaniu siły Lorentza, kiedy silne pole magnetyczne oddziałuje z ruchomymi ładunkami elektrycznymi zjonizowanej wody morskiej (w omawianym przypadku).
Z technicznego punktu widzenia, woda morska wpływa do urządzenia wytwarzającego ciąg, gdzie pole elektryczne wytwarzane przez elektrody powoduje przepływ prądu elektrycznego prostopadłego do pola magnetycznego wytworzonego przez elektromagnes. Ruch jonów w kierunku prostopadłym do linii wygenerowanego pola magnetycznego wytwarza siłę, której kierunek i zwrot opisuje reguła lewej dłoni. Siła ta przyspiesza wodę przepływającą przez urządzenie tworzące ciąg, a zgodnie z trzecią zasadą dynamiki Newtona odpowiadająca jej siła reakcji (ciąg) oddziałuje na okręt w kierunku przeciwnym.
Jak wspomniano wyżej napęd tego rodzaju jest cichy, gdyż redukuje do minimum urządzenia mechaniczne układu napędowego, z punktu widzenia okrętów podwodnych nie jest jednak pozbawiony wad. Elektrody tworzą bowiem bąble wodoru w strumieniu wyjściowym ciągu, które pękając, tworzą sygnaturę akustyczną okrętu. Według naukowców jednak, problem ten jest rozwiązywalny w dalszym rozwoju tej technologii. Także silne pole magnetyczne niezbędne dla działania układu może być wykryte przez samoloty i helikoptery zwalczania okrętów podwodnych, wyposażone w detektory anomalii magnetycznych (MAD). Zajmujące się tą tematyką źródła, wskazują na możliwość skutecznego ekranowania. Aktualna wydajność istniejących napędów MHD jest jeszcze niska, i według danych przedstawionych w roku 1988 na londyńskiej konferencji „London Underseas Defense” wynosiła 5% lub nawet mniej, jednakże postęp techniczny w tej dziedzinie jest bardzo szybki.

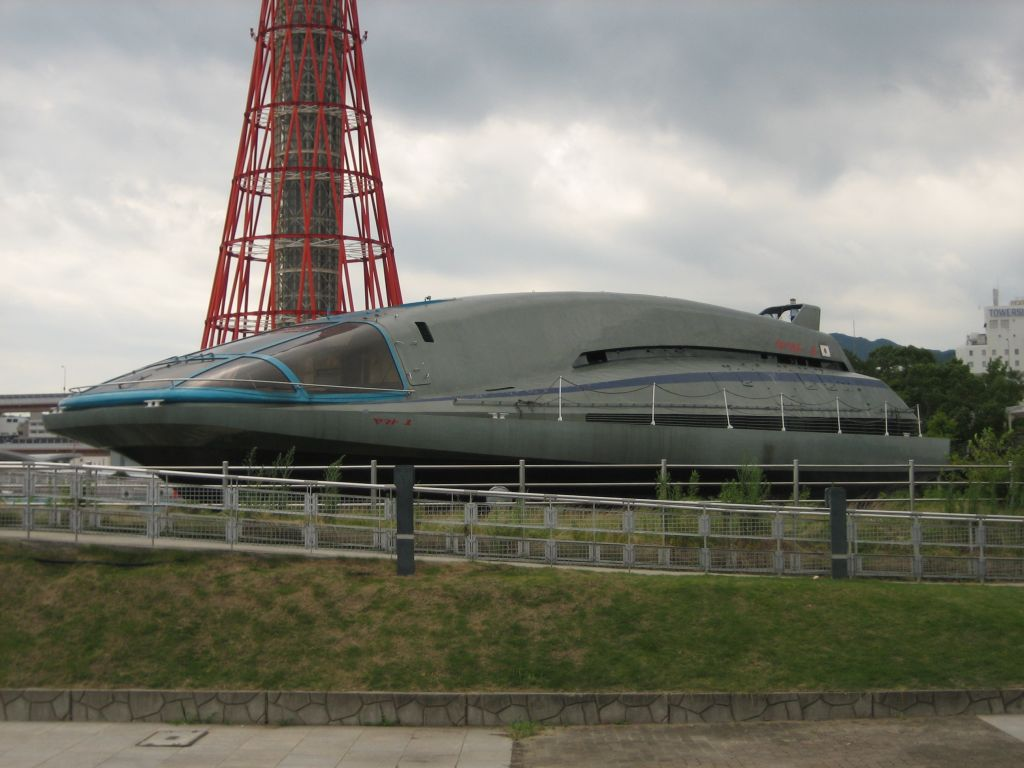
„Yamato I” w ekspozycji Muzeum Morskiego w Kobe w Japonii

Na przełomie lat 70. i 80. XX wieku, zachodnie służby wywiadowcze podejrzewały marynarkę radziecką o umieszczenie nad rufowym sterem pionowym swoich okrętów z napędem jądrowym układu MHD. W 1990 roku jednak, odwiedzający niemiecką stocznie okrętów podwodnych HDW w Kilonii ostatni dowódca marynarki radzieckiej i późniejszy pierwszy dowódca marynarki wojennej Federacji Rosyjskiej adm. Władimir Czernawin ujawnił, że umieszczona na sterze pionowym gondola mieści antenę ultra-niskiej częstotliwości, umożliwiającą skrytą komunikację okrętu z lądem. Jeszcze inne informacje sugerowały, iż gondola ta mieści holowaną antenę sonaru. Po upadku Związku Radzieckiego, podejrzenia o zastosowanie napędu MHD zostały ponad wszelką wątpliwość rozwiane, jednakże potencjał rozwoju, a następnie zastosowania tego rodzaju napędu jest bardzo duży.
W 1991 roku japońska „Fundacja Rozwoju Budownictwa Okrętowego”, w kooperacji z Mitsui Engineering and Shipbuilding, Hitachi Zōsen oraz Mitsubishi Heavy Industries, zwodowała 30-metrową jednostkę eksperymentalną „Yamato I”, wyposażoną w napęd MHD używający nadprzewodnictwa niskotemperaturowego. Według specjalistów z amerykańskiego Naval Hydromechanics Division of David Taylor Model Basin z dostępem do japońskiego programu, „Yamato I” wyposażony jest w dwie bliźniacze podwieszane gondole MHD, każda składająca się z sześciu cewek dipolowych wokół 6 kanałów, ułożonych w pierścień, celem redukcji radiacji elektromagnetycznej oraz eliminacji konieczności ekranowania. Każdy kanał ma 24 cm średnicy. Energię dla bliźniaczych gondol zapewniają dwa generatory elektryczne napędzane przez silniki Diesla, produkujące około 4 megawatów energii elektrycznej. Zapewnia to jednostce prędkość konstrukcyjną 8 węzłów. Konstrukcja ma jeszcze wszystkie opisane wyżej wady napędu magnetohydrodynamicznego, w tym wydajność mniejszą niż 4%, generację bąbli wodorowych i korozję elektrod, które muszą zostać usunięte, jednakże perspektywa pozbycia się z okrętów podwodnych masywnych wałów, hałaśliwych przekładni i śrub, powoduje że koncepcja MHD jest bardzo atrakcyjna dla konstruktorów okrętów podwodnych na początku XXI wieku.

### Systemy podtrzymania życia
Utrzymanie życia wewnątrz zamkniętego środowiska zanurzonego okrętu stwarza trzy podstawowe problemy:
- zapewnienie składu i jakości niezbędnego do życia powietrza;
- zapewnienie słodkiej wody;
- zapewnienie odpowiedniej temperatury.

#### Zapewnienie składu powietrza
Niezbędne człowiekowi do życia powietrze składa się z czterech podstawowych gazów: azotu (78%), tlenu (21%), argonu (0,94%) oraz dwutlenku węgla (0,04%). W trakcie oddychania człowiek zużywa tlen, wydala natomiast z organizmu dwutlenek węgla. Wydychane powietrze zawiera 4,5% tego ostatniego gazu. Ciało człowieka nie wykorzystuje wdychanego azotu i argonu. Zanurzony okręt podwodny jest szczelnie zamkniętym kontenerem mieszczącym ludzi oraz ograniczone zapasy powietrza. Utrzymanie w tych warunkach ludzi przy życiu, wymaga pod względem oddechowym trzech rzeczy:
- uzupełniania zużywanego tlenu – jeśli procent tlenu w powietrzu spadnie do zbyt niskiej wartości, ludzie we wnętrzu okrętu uduszą się;
- wydychany dwutlenek węgla musi być usuwany z powietrza, gdyż w miarę zwiększania stężenia w powietrzu staje się toksyczny;
- wydychana wilgoć musi być usuwana.

Uzupełnianie tlenu wewnątrz okrętu może być przeprowadzane w oparciu o trzy źródła: zbiorniki ze sprężonym tlenem, generatory tlenu wykorzystujące do tego celu elektrolizę wody lub swego rodzaju „kanistry tlenowe” uwalniające tlen dzięki bardzo gorącej reakcji chemicznej. Tlen jest uwalniany do wnętrza okrętu przez skomputeryzowany system oceniający procent jego zawartości w powietrzu, lub też uwalniający z góry ustaloną ilość tlenu określona liczbę razy w ciągu dnia. Dwutlenek węgla usuwany jest z powietrza chemicznie, z użyciem wapna sodowanego (wodorotlenek sodu i wodorotlenek wapnia). Łapany jest on w tym procesie w wapnie sodowanym przez reakcję chemiczną i usuwany w ten sposób z powietrza. Czasem używa się do tego celu systemów opartych na wodorotlenku potasu, bądź też wodorotlenku litu. Wilgoć może być usuwana z powietrza przez odwilżacze lub też chemicznie. Zapobiega to kondensowaniu się pary wodnej na ścianach i wyposażeniu wnętrza okrętu. Z powietrza wewnątrz okrętu poprzez spalanie usuwane są także inne gazy, jak tlenek węgla (czad) i wodór, które powstają w wyniku działania niektórych elementów wyposażenia okrętu lub skutkiem dymu papierosowego. Ostatecznie, specjalne filtry usuwają z powietrza cząstki stałe, pyły i kurz.

#### Zapewnienie słodkiej wody
Większość okrętów podwodnych wyposażona jest w aparaturę do destylacji, która destylując wodę morską dostarcza wodę słodką. Aparatura do destylacji podgrzewa wodę morską aż do zamiany jej w parę wodną, co usuwa z niej sole, a następnie chłodzi parę zbierając powstałą z niej wodę słodką. Układ destylacji niektórych okrętów zdolny jest do produkcji nawet 38 000-150 000 litrów wody w ciągu jednego dnia. Woda ta jest używana przede wszystkim do chłodzenia okrętowego wyposażenia elektronicznego (między innymi komputerów i wyposażenia nawigacyjnego) oraz dla celów załogi: do picia, gotowania, higieny osobistej.

#### Zapewnienie temperatury
Temperatura otaczającego okręt podwodny oceanu wynosi typowo 4 °C. Dodatkowo, metal, z którego zbudowany jest okręt, przewodzi wewnętrzne ciepło okrętu do otaczającej go wody. Zatem w celu zapewnienia załodze komfortowej temperatury, okręty podwodne muszą być elektrycznie podgrzewane, do czego wykorzystuje się energię elektryczną generowaną dzięki pracy reaktora bądź też generatora Diesla, czy też w wypadkach awaryjnych, pochodzącą z baterii.

### Sterowanie i kontrola nad okrętem
Podstawowymi elementami okrętu podwodnego umożliwiającymi mu zanurzanie się, pozostawanie w zanurzeniu oraz wynurzenie, są zbiorniki balastowe i stery głębokości. Z punktu widzenia hydrodynamiki, a co za tym idzie sprawności pływania podwodnego, rozwiązaniem optymalnym są stery głębokości umieszczone na dziobie okrętu, jednakże najczęściej w tym właśnie miejscu znajduje się sonar dziobowy okrętu, a przepływ wody wokół powierzchni sterowych sterów głębokości wywołuje hałas zakłócający pracę sonarów. Rodzi to istotne komplikacje i konieczność podjęcia strategicznej, z technicznego punktu widzenia, decyzji o miejscu umieszczenia sterów głębokości. Spotyka się w tym zakresie różne konfiguracje, najczęściej jednak jako rozwiązanie alternatywne stosuje się stery głębokości zainstalowane na kiosku okrętu. Ich umieszczenie w tym miejscu powoduje, że źródło hałasu spowodowanego opływem wody wokół sterów i ruchem mechanizmów sterujących płaszczyznami sterowymi znajduje się dalej od czułych anten sonarów mniej zakłócając ich pracę, jednakże ma to także negatywne konsekwencje.

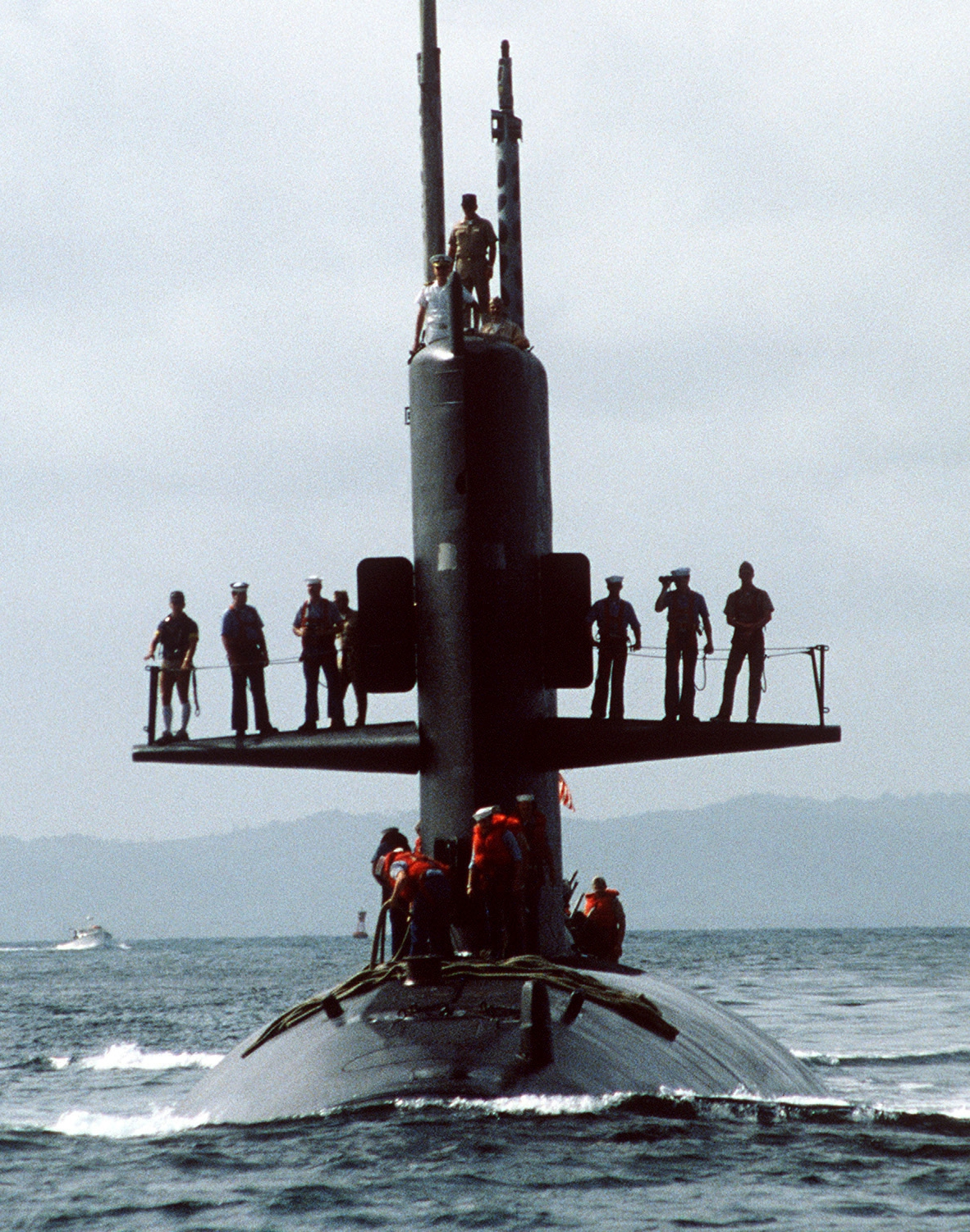
Amerykańska jednostka typu Skipjack, w którym po raz pierwszy zastosowano stery głębokości umieszczone w strukturze kiosku

Minusem bowiem takiego rozwiązania jest zmniejszenie efektywności płaszczyzn sterowych spowodowane przeniesieniem ich bliżej środka wyporności okrętu. Rekompensowane jest to częściowo przez zwiększenie ich rozmiarów, co jednak powoduje zwiększenie oporu powodowanego opływem wody – w konsekwencji m.in. zwiększeniem poziomu hałasu (aczkolwiek dalej od sonaru), redukcję manewrowości okrętu oraz umieszczenie ciężkich mechanizmów poruszających sterami wyżej w strukturze pionowej okrętu. W dalszej kolejności, większe stery i ich mechanizmy powodują konieczność budowy większego kiosku, co generalnie zwiększa opory, poziom hałasu oraz większe turbulencje wody opływającej śrubę napędową okrętu. Umieszczenie sterów głębokości w strukturze kiosku, utrudnia też prowadzenie operacji podwodnych w rejonach arktycznych, choć nowocześniejsze konstrukcje umożliwiają prowadzenie operacji podlodowych i przebijanie kioskiem paku lodowego, dzięki zastosowaniu mechanizmu składania sterów głębokości. Sprawa wyboru lokalizacji sterów głębokości pozostaje kwestią wyboru priorytetów – czy dla danego typu jednostek ważniejsza jest sprawność sonarów, czy też sprawność pływania podwodnego.
Odrębne zagadnienie stanowią stery ogonowe okrętów podwodnych. W standardowym układzie, płaszczyzny sterowe sterów ogonowych ukształtowane są analogicznie do płaszczyzn sterowych jednostek nawodnych. Współczesne jednostki podwodne nie są już jednak „okrętami nawodnymi z możliwością krótkotrwałego nurkowania”, stąd też wchodzą w ich przypadku w grę aspekty, które nie muszą być brane pod uwagę w przypadku jednostek nawodnych. Związane jest to zwłaszcza z bezpieczeństwem okrętu w trakcie procesu zanurzania i zapobieganiem niekontrolowanemu zwiększaniu głębokości zanurzenia. Przeprowadzone w latach 1960–1961 eksperymenty z amerykańską jednostką doświadczalną USS „Albacore” dowiodły, że najbezpieczniejszym rozwiązaniem w tym zakresie jest zastosowanie sterów ogonowych w układzie „X”. Opracowanego wówczas rozwiązania nie udało się zastosować na jednostkach operacyjnych w związku z brakiem zaufania dowództwa amerykańskiej floty podwodnej do ówczesnych urządzeń komputerowych. Usterzenie bowiem w kształcie litery „X” musi być kontrolowane komputerowo i, o ile można było zastosować je w jednostce eksperymentalnej, o tyle dostępne w tamtym czasie systemy komputerowe nie umożliwiały zastosowania tej konfiguracji w okrętach operacyjnych. Dopiero po kilku dziesięcioleciach rozwoju techniki komputerowej, opracowane w programie badawczym „Albacore” usterzenie ogonowe w układzie „X” zostało zastosowane w niemieckich okrętach podwodnych typu 212 i szwedzkich jednostkach typu Gotland.

#### Nawigacja
W czasach, gdy dominującą formą okrętów podwodnych były jednostki nawodne z możliwością krótkotrwałego zanurzenia, nawigowanie jednostką nie różniło się od nawigacji okrętem nawodnym. Wprowadzenie jednak do użytku okrętów przez długi czas pozostających pod powierzchnią wody wymusiło zastosowanie na szeroką skalę opartej na żyroskopach systemów nawigacji bezwładnościowej. Ten sposób nawigacji w pływaniu podwodnym nie jest jednak pozbawiony wad – z upływem czasu spędzonego pod wodą systemy oparte na żyroskopach narażone są na dryfy, co wymaga ich okresowego resetowania w oparciu o dane zewnętrzne, w celu kompensacji spowodowanych dryfem żyroskopu błędów dotyczących aktualnej pozycji okrętu. We wczesnych latach 60. XX wieku, najnowocześniejsze ówcześnie podtrzymywane elektrostatycznie żyroskopy ESG (electrostatically suspended gyroscope) dryfowały 0,0001° na godzinę (przy czym żyroskop dryfujący 0,01° na godzinę uważany był w tym czasie za dobry). O ile w przypadku „standardowych” okrętów podwodnych niewielkie błędy bezwładnościowego systemu nawigacyjnego nie mają większego znaczenia dla ich operacji, o tyle błędy tego systemu mogą mieć bardzo duży wpływ na celność wystrzeliwanych spod wody pocisków balistycznych, mających trafić w oddalony o tysiące kilometrów cel. Jednym z najistotniejszych sposobów resetu danych nawigacji bezwładnościowej i aktualizacji informacji o pozycji okrętu podwodnego, jest korzystanie z satelitarnych systemów nawigacyjnych. Do momentu wprowadzenia do użytku w 1959 roku satelitarnego nawigacyjnego systemu Transit wiedza o lokalizacji Australii na przykład, była błędna – błąd w określeniu miejsca jej położenia wynosił kilka tysięcy metrów. Kiedy ZSRR wysłał w kosmos pierwszego sztucznego satelitę Ziemi nadającego sygnał radiowy, „Sputnik 1” był pilnie obserwowany przez naukowców z amerykańskiego Applied Physics Laboratory Uniwersytetu Hopkinsa (APL). Dzięki monitoringowi nadawanego przez satelitę sygnału radiowego, zaobserwowano m.in. efekt Dopplera. Podobnie do dźwięku gwizdka lokomotywy, którego częstość wzrasta (wyższy dźwięk od generowanego) przy jej zbliżaniu do słuchacza, i obniża się (niższy dźwięk od generowanego), gdy się oddala, sygnał radiowy sputnika podlegał temu samemu zjawisku. Naukowcy stwierdzili dzięki temu, że analizując wariacje zmiany sygnału można dokładnie określać trajektorie satelity tak długo, jak długo znana jest prawidłowa lokalizacja słuchacza. To spostrzeżenie stało się kluczem tezy Franka McClure z APL, że dzięki odwróceniu tej zależności można dokładnie określać pozycję obiektu na Ziemi. Odkrycie to spowodowało uruchomienie programu badawczo-rozwojowego (Research and Development – R&D) systemu Transit, który zapewniać miał precyzyjny reset systemu nawigacji bezwładnościowej strategicznych okrętów podwodnych systemu rakietowego „Polaris-Posejdon”. W marcu 1958 r. APL otrzymał pierwsze środki finansowe na program R&D systemu nawigacji satelitarnej w projekcie Transit. Dzięki wystrzelonemu na orbitę 13 kwietnia 1960 roku satelicie Transit 1B, obok m.in. potwierdzenia spłaszczonego kształtu Ziemi, uwydatniono niedostateczność ówczesnego stanu wiedzy na temat pól grawitacyjnych Ziemi dla celów ustalania orbit satelitów. Wiedza ta była natomiast kluczowa dla spełniania przez system Transit swojej roli nawigacyjnej – do precyzyjnego ustalania bowiem pozycji obiektów na powierzchni Ziemi, niezbędna jest wcześniejsza dokładna znajomość pozycji satelity. Badania dokonane za pomocą już pierwszych satelitów systemu Transit wykazały, że do osiągnięcia wymaganej precyzji ustalenia orbity satelitów, niezbędna jest dokładna wiedza geodezyjna. Stąd też już we wczesnych latach 60. mapowanie geodezyjne powierzchni globu stało się pierwszoplanowym programem badawczym systemu Transit, bez przeprowadzenia którego nie było możliwe spełnienie przez system jego podstawowej roli nawigacyjnej. Program ten okazał się dużym sukcesem. Do 1964 r. APL opracował zaawansowany model pól grawitacyjnych Ziemi – wystarczająco dokładny do zapewnienia wcześniej założonej precyzji ustalenia pozycji w morzu z dokładnością do 0,1 mili (160 metrów). Model ten bazował przede wszystkim na śledzeniu wielu satelitów z wykorzystaniem zjawiska Dopplera.

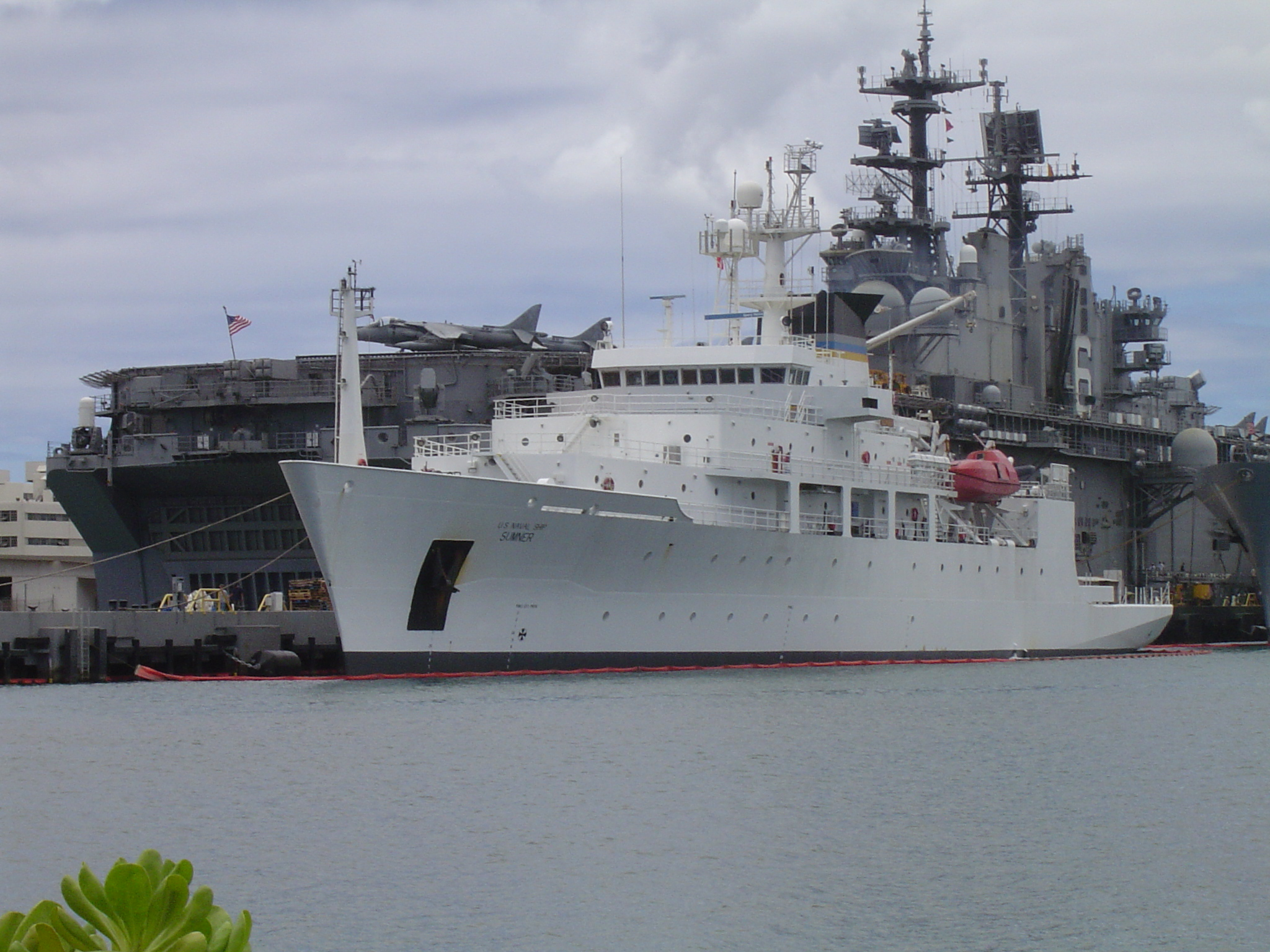
USNS „Sumner” – jednostka badawcza typu Pathfinder, służąca m.in. do pomiaru lokalnych pól grawitacyjnych Ziemi

Wkrótce na orbicie znalazł się pierwszy operacyjny satelita nawigacyjny – Transit 5BN-2, a następne starty w latach 60. ustanowiły konstelację zwykle zawierająca pięć lub sześć satelitów na orbitach okołobiegunowych. Każdy kolejny satelita zawierał pewne ulepszenia względem swojego poprzednika. W 1965 roku wyniesiony na orbitę został pierwszy satelita Transit serii Oscar. W czasie projektowania, pesymistycznie oczekiwano, iż czas bezawaryjnej pracy tych satelitów wynosił będzie około dwóch lat. Tymczasem pierwszy satelita tej serii pracował 13, niektóre następne natomiast ponad 20 lat. W ten sposób Transit zapewniał nawigacyjny reset systemów bezwładnościowych amerykańskich strategicznych okrętów podwodnych pierwszej generacji, do czego był od początku przewidziany. Określał także precyzyjne dane lokalizacyjne celów dla pocisków balistycznych marynarki.
Zmierzając do budowy nowego systemu rakietowego „Trident”, USA postanowiły jeszcze bardziej zwiększyć celność pocisków balistycznych, co wymagało zwiększenia precyzji układów nawigacji i naprowadzania nie tylko samych pocisków SLBM, lecz także okrętów. Określono wobec tego sposób dokładnego mapowania geodezyjnego, zarówno satelitarnego, jak i prowadzonego przez nawodne statki badawcze. Dane grawitacyjne zapewniane przez poprzednie satelity Transit, a następnie bardziej zaawansowane GEOS III oraz Seasat – były niewystarczające dla nowego systemu Trident II, w związku z czym opracowano do wystrzelenia w 1983 roku nowego satelitę Geosat. Marynarka wojenna Stanów Zjednoczonych wierzyła, iż ulepszone modele grawitacyjne Ziemi – których oczekiwano od Geosat – zapewnią do 10% ulepszenia w zakresie celności przy strzałach D-5 z niektórych obszarów, zwłaszcza południowej hemisfery oraz części północnego Pacyfiku, skąd ilość danych badawczych była ograniczona.
Innym aspektem tego samego podejścia do problemu jest program morskich badań hydrograficznych prowadzonych przez jednostki nawodne, podobny do prowadzonego na rzecz nawigacji w systemie rakietowym Polaris. O ile jednak dla systemu Polaris mapowano ukształtowanie dna morskiego, o tyle dla systemu Trident II mapowaniu podlegają także lokalne pola grawitacyjne. Uzyskiwane w ten sposób dane stanowią najdokładniejszą metodę aktualizacji systemu nawigacyjnego okrętu, która eliminuje też konieczność okresowego wynurzania się okrętu podwodnego celem satelitarnej korekcji błędów systemu bezwładnościowego. Tego rodzaju badania są jednak niezwykle drogie oraz czasochłonne, zaś w niektórych rejonach patroli operacyjnych okrętów – z fizycznym zasięgiem D-5, wydają się wręcz niemożliwe do przeprowadzenia. Z tego też względu, mimo iż zasięg Trident II jest znacząco większy od zasięgu Trident I, wymagania dotyczące celności D-5 zostały ustalone na dystansie równym fizycznemu zasięgowi C-4, tj. 4000 mil morskich.

### System informacyjny i układ kontroli ognia
W nowoczesnych okrętach podwodnych zgromadzona na pokładzie broń wycelowana oraz wystrzeliwana jest za pomocą okrętowego układu kontroli ognia (Submarine: Fire Control System – SFCS), przetwarzającego dane z sensorów oraz dyspozycji załogi okrętu celem skutecznego rażenia celu. Zadaniem współczesnego systemu kontroli ognia jest integracja sensorów okrętu podwodnego oraz jego broni możliwie w najbardziej skuteczny i zautomatyzowany sposób, celem zwiększenia operacyjnej efektowności okrętu bojowego. Układ ten jest centralnym punktem integracji sensorów i uzbrojenia okrętu, oceny zagrożeń oraz odpalania i kontroli broni.
Cechy nowoczesnych układów kontroli ognia okrętów podwodnych:
- koordynacja wielu sensorów (czujników) okrętu podwodnego, połączonych bezpośrednim łączem danych (data link) z okrętowym układem SFCS. Dane z czujników okrętu muszą być automatycznie dostarczane do centralnej jednostki obliczeniowej układu, celem wyeliminowania ręcznego wprowadzania danych przez operatora systemu, gdzie zapisywane są zarówno w postaci cyfrowej, jak i na papierowym wydruku. SFCS integruje i zapisuje dane z żyroskopów, logów prędkości, zegarów daty i czasu, peryskopów, układów przeciwdziałania elektronicznego (electronic countermeasures – ECM) oraz elektronicznych środków wsparcia walki (Electronic Support Measures – ESM), radarów, sonarów i innych sensorów;
- ocena wielu jednocześnie występujących zagrożeń – proces oceny zagrożeń rozpoczyna się w momencie uzyskania kontaktu z przeciwnikiem, a SFCS rozpoczyna obliczenia dotyczące jego pozycji, kursu, głębokości zanurzenia i prędkości. Te analizy, określane w nomenklaturze NATO jako TMA (Target Motion Analysis), zależne są od rodzaju sensorów będących w dyspozycji. Rezultaty analiz dla każdego zagrożenia są sumaryzowane zarówno w formie tabelarycznej, jak i graficznej celem oceny przez osoby dyspozycyjne;

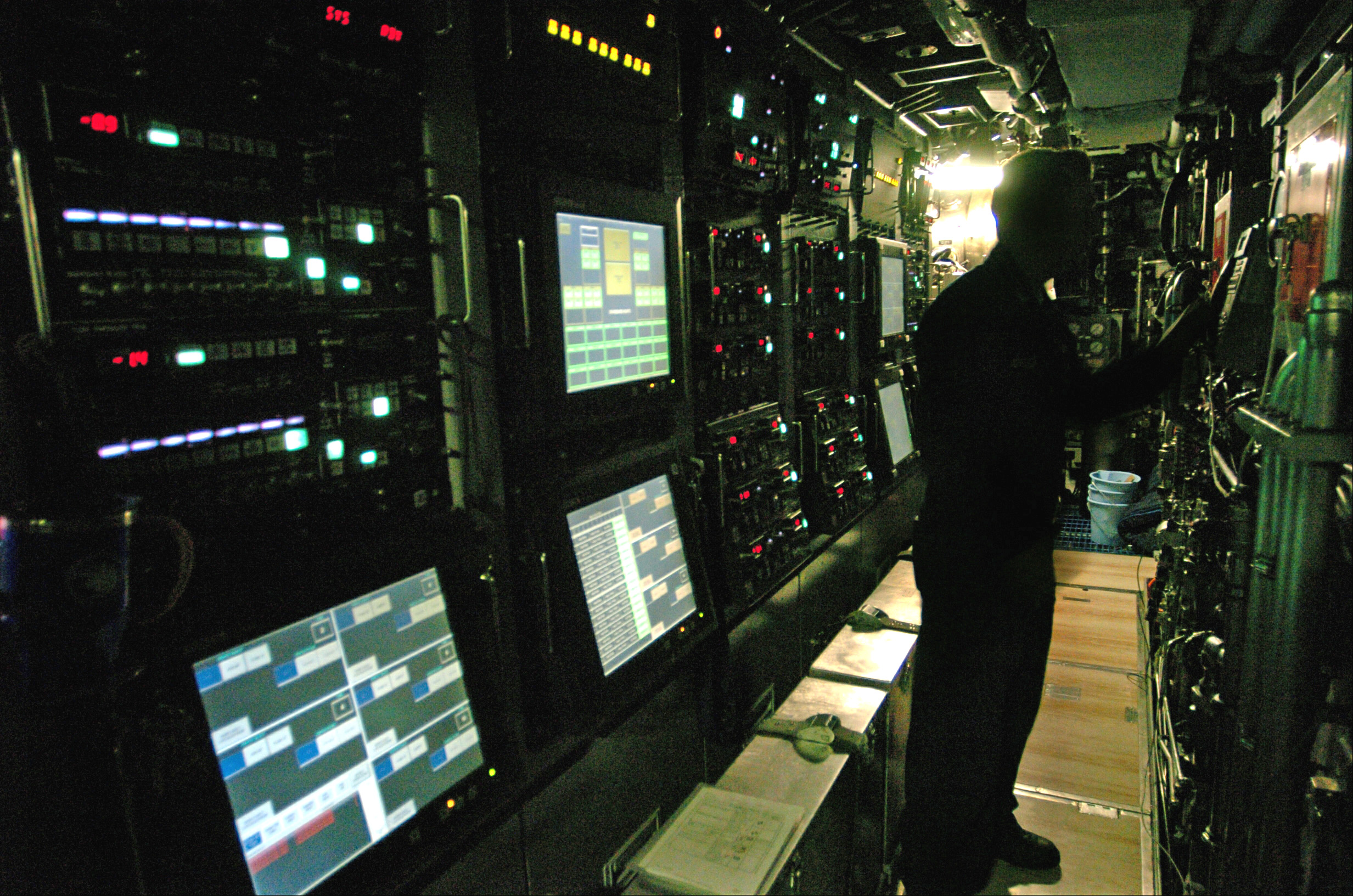
Panele interfejsu układu kontroli ognia USS „Virginia” typu Virginia

- wybór i kontrola broni: po uznaniu zagrożenia za cel, rozpoczyna się procedura wyboru optymalnego dla danego celu rodzaju broni oraz niezbędnej dla jego unieszkodliwienia liczby jednostek broni. Wybór broni oparty jest na rodzaju celu, aktualnej sytuacji taktycznej oraz decyzji dowódcy okrętu. Sposób ataku na cel może być uzależniony od jakości rezultatów TMA. W nowoczesnych jednostkach podwodnych, wszystkie procedury przedstartowe wybranej do ataku broni przeprowadzane mogą być automatycznie bądź ręcznie przez operatora uzbrojenia, zarówno przy strzale salwą, jak i przy użyciu przewodowego sterowania torped. SFCS oblicza optymalne rozwiązania w zakresie rodzaju kontroli nad bronią i podaje operatorowi jasne opcje wyboru w zakresie naprowadzania i kontroli nad bronią po dokonaniu strzału;
- ocena środowiska akustycznego: używając batytermografu bądź danych pochodzących z podobnego sensora, SFCS może obliczać i wizualizować operatorowi SFCS profil prędkości dźwięku i drogę jego fali. Informacje te pozwalają na ocenę środowiska akustycznego okrętu, dokonywaną w celu podjęcia decyzji o głębokości poszukiwań jednostki przeciwnika przez własny okręt, a także o optymalnych ustawieniach naprowadzania akustycznego własnych torped;
- zdolność do jednoczesnego ataku na wiele celów. Nowoczesne systemy kontroli ognia, zdolne są do przeprowadzania wielu procedur TMA jednocześnie, a następnie jednoczesnego przeprowadzenia ataku na różne cele, za pomocą różnego rodzaju broni, np. jeden cel może być atakowany za pomocą jednej torpedy sterowanej przewodowo, w tym samym czasie może zostać przeprowadzony atak na inny cel za pomocą dwóch torped samonaprowadzających się oraz na cel nawodny za pomocą przeciwokrętowego pocisku manewrującego.

Mimo dążenia do integracji okrętów, współczesne strategiczne okręty podwodne przenoszące pociski balistyczne SLBM, wyposażone są w dwa odrębne systemy kontroli ognia – jeden obsługujący broń taktyczną okrętu (np. torpedy) oraz odrębny układ kontroli ognia odpowiedzialny wyłącznie za stałe śledzenie celów lądowych pocisków SLBM (w większości morskich systemów rakietowych, choć nie we wszystkich) i przeprowadzanie ich procedur przedstartowych oraz startowych. W niektórych typach jednostek podwodnych układy kontroli ognia są elementami większych systemów informacyjnych i zarządzania walką, same też mogą składać się z podsystemów, np. z podsystemu kierowania walką defensywną odpowiedzialnego za samoobronę okrętu za pomocą wabików i celów pozornych (mających za zadanie zmylić wrogie systemy kontroli ognia i ich operatorów), a także aktywnych systemów przeciwtorpedowych (samobieżne miny przeciwtorpedowe), czy wchodzących właśnie do użytku rakietowych pocisków przeciwlotniczych klasy głębina wodna-powietrze. Całość stanowi zintegrowany bojowy układ informacyjny, wyświetlający komplet informacji w centrum zarządzania okrętem, w celu prezentacji dowodzącemu jednostką całości bieżącej sytuacji taktycznej pod wodą, na powierzchni morza, a w najnowocześniejszych jednostkach także w powietrzu. Dane te zbierane są z zestawu sensorów w postaci sonarów ustalających dystans wobec innych obiektów, przechwytujących cele, cylindrycznej anteny dziobowej sonaru, bocznych sonarów kadłubowych, anten sonarów niskiej częstotliwości, holowanej anteny sonaru oraz całego zestawu innego rodzaju sensorów, jak urządzenia walki elektronicznej, czy systemów elektro-optycznych. Cały tak zintegrowany system zbiera i przetwarza ogromną ilość danych niezbędnych do podejmowania decyzji. Układ ten zintegrowany jest również z systemem nawigacyjnym okrętu. Ta ogromna ilość danych musi być przetwarzana i prezentowana w czasie rzeczywistym, co wymaga programowalnych komputerów o bardzo dużej mocy obliczeniowej, zdolnych do przetwarzania danych o bieżącym środowisku działania okrętu oraz wielu celach jednocześnie, znajdujących się w różnych lokalizacjach i poruszających się z różnymi prędkościami, na różnych głębokościach w różnych kierunkach. Tak zintegrowane środowisko elektroniczne okrętu, wymaga szyny danych o olbrzymich możliwościach transferu oraz zintegrowanej wewnętrznej sieci LAN, łączącej procesory rozmieszczone w całym systemie. Taka totalna integracja szeroko rozumianych systemów informacyjnych okrętu zmierza do zapewnienia załodze przewagi nad przeciwnikiem zarówno w wymiarze taktycznym, jak i w szerszym wymiarze operacyjnym. Integracja zaś centrum informacyjnego z układem kontroli ognia, nie tylko zapewnia dowódcy przewagę informacyjną dzięki zapewnieniu mu pełnego przeglądu sytuacji, lecz także automatyzuje proces przekładania decyzji o użyciu broni na jej praktyczne zastosowanie.
Wiele systemów polega na komputerach skonstruowanych bezpośrednio przez producentów okrętów i ich poddostawców. Współcześnie jednak szerokie zastosowanie znajdują układy Commercial-Off-The-Shelf (COTS), wykorzystujące hardware i software opracowane na rynku komercyjnym, co zwiększa konkurencję wśród dostawców układów i ich podzespołów, przyspiesza postęp technologiczny, a także wpływa na zmniejszenie kosztów. Obok wzrostu znaczenia COTS, w ostatnich dziesięcioleciach duży nacisk kładziony jest na otwartą architekturę systemu, faktycznie rewolucjonizującą rozwój technologiczny zastosowanych w jednostkach podwodnych systemów elektronicznych. Otwarta architektura umożliwia bowiem łatwą modernizację systemów i oferuje stały wzrost potencjału systemów w trakcie ich używania. Dzięki połączeniu otwartej architektury ze stosującym najnowsze oprogramowanie COTS, systemy bojowe mogą być łatwo modyfikowane w celu integracji najnowszych broni, sensorów i oprogramowania. W tym ostatnim zakresie, obejmuje to multisensory TMA, kontrolę broni, nawigację taktyczną, symulację, a także możliwości z zakresu treningu na pokładzie okrętu w morzu i bazie morskiej.

### Stealth
Zgodnie z zasadą „nie możesz zniszczyć tego, czego nie widzisz, ale to czego nie widzisz, może zniszczyć ciebie”, podstawą zwalczania okrętów podwodnych od zarania dziejów tej klasy jednostek jest ich wykrywanie. Z tego względu, wszyscy konstruktorzy nowoczesnych okrętów podwodnych kładą bardzo duży nacisk na zmniejszenie możliwości ich wykrycia. W dotychczasowej praktyce wojny morskiej, największe znaczenie miało zmniejszanie możliwości wykrycia optycznego i radarowego w erze „okrętów nawodnych z możliwością nurkowania”, szybko jednak podstawowym aspektem stealth okrętów podwodnych stała się kwestia wyciszenia okrętów celem zmniejszenia możliwości wykrycia za pomocą metod akustycznych. Marynarka wojenna Stanów Zjednoczonych dla przykładu szybko utraciła w trakcie zimnej wojny swoją wynikającą z wprowadzenia napędu nuklearnego i programu „albacore” przewagę w zakresie prędkości oraz dopuszczalnej głębokości zanurzenia okrętów podwodnych. Przez cały jednak czas priorytetem US Navy były jak najwyższy stopień wyciszenia jednostek, a prymatu w tej dziedzinie nigdy dotąd nie utraciła. Dowództwo US Navy wychodziło z założenia, iż torpeda zawsze wyprzedzi okręt podwodny, zawsze też będzie w stanie zejść w ataku głębiej niż jej cel. Nie będzie jednak w stanie zniszczyć go, jeśli nie będzie w stanie go zlokalizować. Wyciszenie daje okrętowi podwodnemu podwójną korzyść – jest trudniejszy do wykrycia, podczas gdy jego własne sensory akustyczne działają lepiej przy redukcji hałasów własnych okrętu. Wyciszenie współczesnych okrętów podwodnych jest dziś tak daleko posunięte, że według admirała Bruce’a DeMarsa, amerykańskie jednostki myśliwskie typu Seawolf przy prędkości 20 węzłów są cichsze niż okręty typu Los Angeles stojące przy nabrzeżu. Według stwierdzenia tegoż admirała, dyrektora amerykańskiego programu napędu jądrowego, Seawolf emitują do otoczenia energię akustyczną mniejszą niż kilka wat energii niezbędnej do zaświecenia żarówki. Nie mniejszą rolę w redukcji możliwości wykrycia okrętu podwodnego pełnią również inne, nieakustyczne aspekty stealth.

#### Wyciszenie
Wyciszenie okrętów nie jest sprawą jednej tylko techniki. Podczas gdy podstawową sprawą jest wyciszenie napędu okrętów, ogromną rolę w tej mierze odgrywa również hydrodynamika. Redukcja poziomu generowanych dźwięków własnych jest możliwa przez doskonalenie kadłuba i układów mechanicznych okrętu. Kadłub bardziej zoptymalizowany hydrodynamicznie generuje mniejsze turbulencje oraz hałas powodowany opływem wody. Wyciszenie urządzeń mechanicznych natomiast osiąga się przez najwyższą jakość wykonania elementów mechanicznych oraz ścisłą kontrolę tej jakości, środki pasywne jak sprężynowanie i izolowanie oraz aktywne w postaci „anulowania” szumu, przez skomputeryzowany system reakcji generujący odpowiadający mu dźwięk, który jest jednak przesunięty fazowo.

##### Pasywne i aktywne wyciszanie układu napędowego
Układ napędowy okrętu składający się ze źródeł energii oraz systemów przeniesienia napędu i pędnika jest największym źródłem hałasu generowanego przez okręt podwodny (hałasu własnego). Pierwszy człowiek, który postanowił wypuścić się w morze, uczynił to prawdopodobnie na tratwie. Podobna idea znajduje zastosowanie w wyciszaniu najnowszego ludzkiego urządzenia pływającego, okrętu podwodnego, i podobnie jak w przypadku tratwy wodnej, jest to element ciężki, kłopotliwy i trudny do kontroli. „Tratwa” na pokładzie okrętu podwodnego stanowi łoża jego maszynerii. W celu redukcji wibracji, łoża te są połączone z maszynerią elastycznie na podobieństwo gumowych poduszek podtrzymujących silniki w samochodach, a następnie – również elastycznie – połączone z kadłubem okrętu. Ten sposób połączenia maszynerii z kadłubem nosi nazwę podwójnego połączenia elastycznego, ideą zaś jego zastosowania jest redukcja transmisji wibracji z urządzeń okrętowych do kadłuba, a w konsekwencji emisji do morza wywoływanej wibracjami fali dźwiękowej i jej propagacji od kadłuba do sonaru pasywnego przeciwnika.

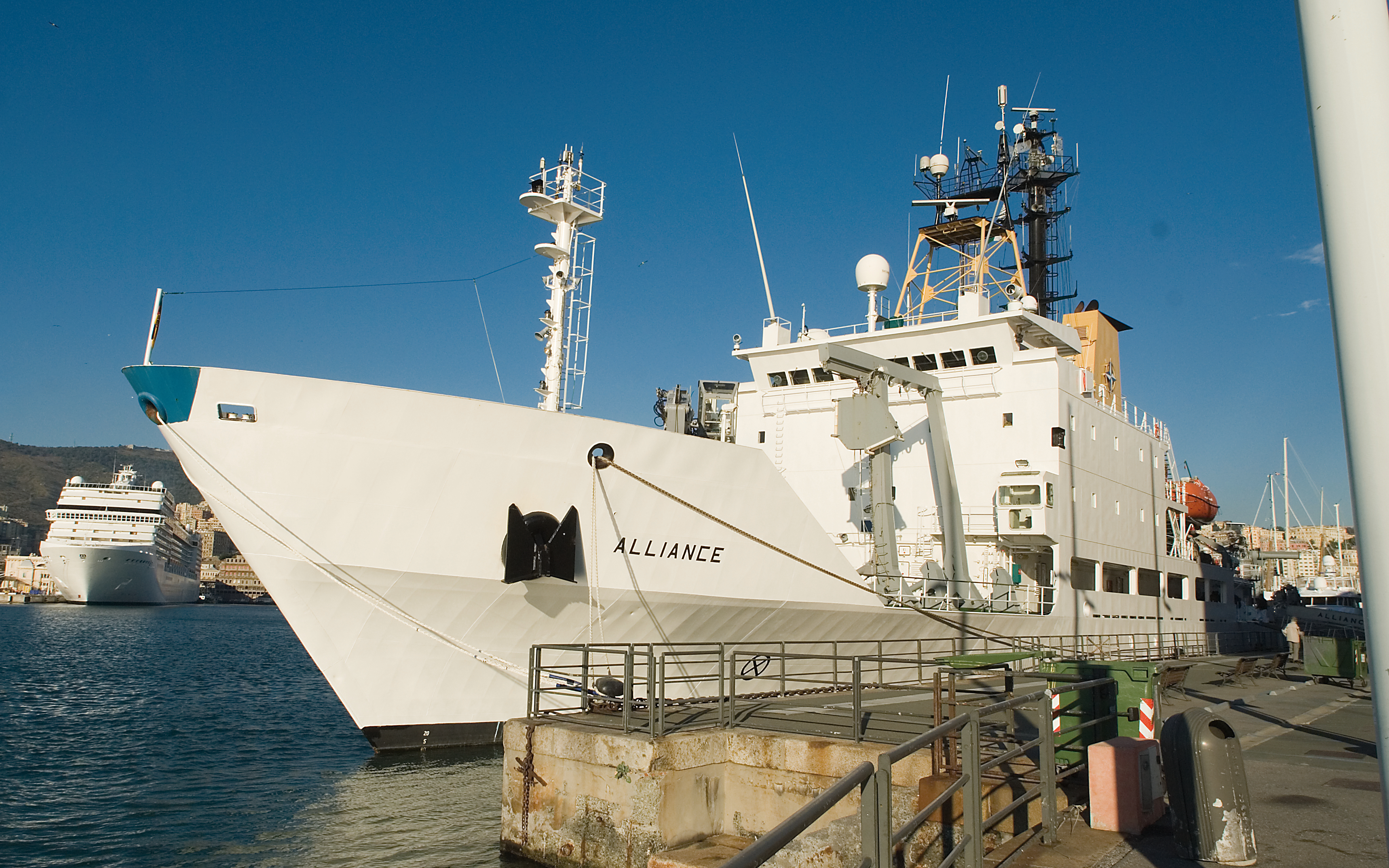
NRV „Alliance”

Podobnie jak inne techniki wyciszania, technologie podwójnych połączeń elastycznych objęte są najwyższymi klauzulami tajności. Przedziały okrętów mieszczące tratwy maszynerii wyłączone są od dostępu osób bez specjalnej autoryzacji, w tym wizytujących niekiedy okręty oficjalnych gości, podobnie jak zajmujące się tymi technologiami laboratoria naukowe czy też lądowe prototypy, zaś opracowania techniczne opisujące sposoby elastycznego łączenia, z uwagi na cenzurę kontrwywiadowczą są niezwykle trudne do publikacji. Publicznie znane dane pozwalają jednak na stwierdzenie, iż tratwy są urządzeniami bardzo ciężkimi, stanowiącymi jeden z powodów wzrostu wyporności okrętów z napędem jądrowym z 3500 do 8000 ton i więcej. Technologia podwójnego połączenia elastycznego stanowi pierwszy etap ewolucji systemów wyciszania maszynowni okrętów, nie wycisza jej jednak w wystarczającym stopniu. Wibracje, mimo zmniejszenia ich intensywności, pokonują jednak tworzone przez tratwy zapory i dochodzą do kadłuba. Niewystarczająca skuteczność podwójnego połączenia elastycznego wywołała rozpoczęcie drugiego etapu ewolucji technik wyciszania maszynerii, w postaci technik „tłumienia masą” (mass damping). W tej technice masa tratwy dorównuje niemal masie maszynerii, której wibracje tłumi. Pierwsze informacje o tej technice ujrzały światło dzienne w roku 1990 podczas prezentacji opracowania pod tytułem The quietest ship in the world (Najcichszy okręt świata), opisującej jednostkę doświadczalną NATO o nazwie NRV „Alliance” (NATO Research Vessel „Alliance”). Ta jednostka badawcza służąca do prowadzenia badań nad technologiami podwodnymi wyposażona jest w siłownię składającą się z turbiny gazowej i generatora Diesla. Przeciwnie jednak do większości jednostek, jego siłownia skonstruowana została w ten sposób, że turbina nie służy do osiągania wysokich prędkości, lecz do cichych operacji, generator elektryczny Diesla, służy natomiast do pływania z prędkością podróżną. „Alliance” służy do badań technologii podwodnych prowadzonych pod egidą Sojuszu Północnoatlantyckiego, jest też jednak dostępny do czarteru dla indywidualnych badań prowadzonych przez państwa członkowskie NATO. W roku 1992 przedstawiciel niemieckiej stoczni Thyssen Nordseewerke, opisując prace nad redukcją hałasu silnika Diesla w obiegu zamkniętym, ujawnił, że niemieckie prace nad tłumieniem masą wykorzystywały masę równą około 80% masy generatora Diesla. Ten rodzaj tłumienia drgań okazał się skuteczny dla większości częstotliwości. Pomimo więc ogromnego wzrostu masy okrętów wykorzystujących tę technikę, została ona zaadaptowana przez niektórych producentów okrętów z napędem jądrowym, z uwagi na swą prostotę konstrukcji i wysoki stopień efektywności. Metoda ta wciąż jednak nie jest doskonała, stąd też stwierdzono, że wyciszanie maszynowni okrętów podwodnych nie może poprzestać na technologiach pasywnych, i niezbędny jest kolejny krok w postaci aktywnych technik wyciszania.
System aktywnego wyciszania polega na takiej modyfikacji tratw układu napędowego, w której możliwa jest kompensacja wywoływanych drganiami hałasów przez skomputeryzowany system reakcji generujący odpowiadający drganiu dźwięk, który jest jednak przesunięty fazowo. W celu uzyskania możliwości kompensacji wibracji, niezbędne jest zastosowanie odpowiedniej struktury tratwy (tratw) oraz umieszczenie ich na systemie (np. hydraulicznym) anulowania hałasów oraz amortyzacji wstrząsów, przez ściśle kontrolowaną reakcję na wibrację. W takim systemie, energia niepożądanego drgania spotyka się ze ścisłe odpowiadającym mu, lecz przesuniętym fazowo kontrolowanym drganiem, dzięki czemu energia dwóch przeciwstawnych wibracji zamieniana jest na energię cieplną, nie zaś akustyczną. System taki wymaga zastosowania odpowiednich czujników drgań oraz bardzo szybkiego układu komputerowego dysponującego dużą pamięcią, o bardzo dużej mocy obliczeniowej.
System taki zapewnia jednak podwójną korzyść – nie tylko bowiem kompensuje generujące dźwięk drgania maszynerii, lecz także zapewnia niezbędną w warunkach bojowych odporność na wstrząsy (generowane np. przez eksplozje w pobliżu okrętu). Konstrukcja układu jednoczesnej kompensacji drgań oraz amortyzacji wstrząsów, rodzi zasadnicze problemy techniczne związane ze sprzecznością wymagań wobec systemu niwelowania drgań, który z definicji powinien być miękki, a wymaganiami wobec systemu amortyzacji wstrząsów, który wymaga twardego materiału amortyzującego. Problem ten rozwiązuje aktywny system amortyzacji, który w sposób czynny i matematycznie obliczalny może kompensować zarówno drgania maszynerii, jak i wstrząsy zewnętrzne. Aktywne systemy anulowania dźwięku maszynowni, jak i amortyzacji wstrząsów, doczekały się już realizacji na pewno na amerykańskich jednostkach typu Seawolf oraz w nowocześniejszej postaci na okrętach typu Virginia, a prawdopodobnie także w jednostkach starszego typu Improved Los Angeles. W jednostkach radzieckich po raz pierwszy zastosowano jakieś formy aktywnego tłumienia dźwięków prawdopodobnie w okrętach strategicznych projektu 667BDRM (NATO: Delta IV), choć informacje o tym nie są potwierdzone.

##### Wyciszenie kadłuba

###### Polimery
Każde ciało stałe poruszające się w płynie – na przykład okręt podwodny w wodzie – spycha go ze swej drogi, co wywołuje turbulencje. Jedną z form tych zaburzeń są wiry wodne, inne zaś wynikają z różnic prędkości między płynem najbliższym obiektowi a nieruchomą resztą płynu stanowiącą medium, w którym porusza się obiekt. Granica między tymi dwoma płynami zwana jest warstwą graniczną i stanowi jedno ze źródeł oporów hydrodynamicznych. Na gruncie inżynierii okrętów podwodnych zaburzenia te wywołują dwojakiego rodzaju komplikacje – związane z oporem hydrodynamicznym turbulencje powodują zwiększenie poziomu dźwięku, jaki generuje kadłub przesuwającego się w wodzie okrętu, a także zwiększa wielkość mocy niezbędnej do poruszania okrętu. Jednym z technicznych sposobów zaradzenia im, jest swoiste „wygładzanie” warstwy granicznej (zmniejszenia tarcia) i powstrzymywanie tworzenia wirów za pomocą polimerów. Nawet najbardziej gładka powierzchnia ciała stałego przesuwana w wodzie wywołuje powstawanie wywoływanych oporem hydrodynamicznym turbulencji, polimery zaś mogą ów opór redukować, zmniejszając też wytwarzany hałas.
Pierwsze znane praktyczne próby zastosowania polimerów do zmniejszenia oporów hydrodynamicznych zostały przeprowadzone w październiku 1971 roku na kadłubie amerykańskiego USS „Albacore”. Zastosowany tam układ SURPASS składał się ze zbiorników, pomp oraz rurociągów zainstalowanych w przedziale dziobowym, których celem było mieszanie i dostarczanie polimeru. W kadłubie znajdowały się otwory dozujące polimer dookoła dziobu i kiosku okrętu, a 3 wewnętrzne elastyczne zbiorniki mieściły 40 000 galonów (151 000 litrów) polimeru wymieszanego ze słodką wodą. Podczas przeprowadzonych testów systemu SURPASS, dzięki zastosowaniu polimerów, „Albacore” osiągnął 9-procentowy wzrost prędkości maksymalnej, a także stałą prędkość 21 węzłów przy użyciu 77 procent mocy nominalnej. Konstrukcja SURPASS cechowała się bardzo wysokim zużyciem mieszanki polimerowo-wodnej, sięgającej 40 000 galonów w ciągu 26 minut, jednakże udowodniła wykonalność zmniejszania oporu hydrodynamicznego, a więc zwiększenia za pomocą polimerów sprawności podwodnej całego okrętu. Użycie polimerów, w połączeniu z użyciem dwóch śrub przeciwbieżnych i innych nowych rozwiązań technicznych spowodowało, że jednostka nie tylko osiągnęła dzięki ich wprowadzeniu oczekiwaną prędkość podwodną 36 węzłów, lecz nawet ją przekroczyła – rozwijając szybkość 37 węzłów. Stanowiło to w tym czasie najlepszy rezultat na świecie, co godne jest uwagi tym bardziej, iż zostało osiągnięte bez użycia wielkiej mocy zapewnianej przez napęd jądrowy (USS „Albacore” wyposażony był jedynie w napęd spalinowo-elektryczny).
Prace nad użyciem polimerów szybko podjęto także w Związku Radzieckim, ten właśnie kraj podejrzewany jest o pierwsze użycie polimerów na kadłubach okrętów operacyjnych. Pierwsze zachodnie spekulacje z tym związane dotyczyły jednostek projektu 705 (NATO: Alfa). W latach 80. w radzieckiej specjalistycznej prasie pojawiła się seria publikacji na temat zastosowania polimerów do zmniejszenia oporów wody, co paradoksalnie wzbudziło na zachodzie pewne wątpliwości. Jak bowiem stwierdził Norman Friedman – analityk, autor szeregu publikacji książkowych i prasowych na temat okrętów podwodnych, pracujący czasem także jako konsultant na rzecz United States Navy: „Jeśli w tym jest cokolwiek, co da się militarnie wykorzystać, naprawdę myślicie, że oni wydrukowaliby informacje o tym, aby mógł to przeczytać cały świat?”. Pewne wątpliwości co do zastosowania polimerów wzbudzili także sami przedstawiciele US Navy – Dick Vogelsong z amerykańskiego Office of Naval Research: „Możesz dzięki temu uzyskać pewne zwiększenie sprawności, my jednak nie prowadzimy prac nad tym”. Wartość redukcji oporów nie budzi jednak jakichkolwiek wątpliwości z matematycznego punktu widzenia. Jak stwierdził emerytowany kapitan amerykańskiej floty podwodnej Bill Rube na łamach cieszącego się dużą renomą w środowisku fachowego kwartalnika „The Submarine Review”: „Rozwijający 30 węzłów – dla przykładu – okręt podwodny, może osiągnąć 38 węzłów przez podwojenie mocy układu napędowego, bądź przez zmniejszenie o połowę oporu hydrodynamicznego”. Zasadniczo też nie budzi mimo wszystko wątpliwości wykonalność tego typu zabiegów, których koncepcja wywodzi się zresztą z rozwiązań naturalnych, spotykanych u najszybszych ryb i ssaków morskich, jak żaglice, niektóre rodzaje kałamarnic, czy u delfinów, wydzielających substancje redukujące opory opływającej je wody. Jak wynika z niektórych opracowań, zastosowanie rozwiniętych do poziomu przemysłowego technologii rozprowadzania polimerów po kadłubie okrętu podwodnego, może zmniejszyć tarcia turbulencyjne o 25–30%. Radzieckie prace w tym zakresie szły nawet dalej – jak bowiem wynika z opisu patentu przyznanego w ZSRR w 1982 roku, możliwe jest nawet kontrolowanie warstwy granicznej, za pomocą pola magnetycznego kontrolowanego przez zestaw polimerów i ferromagnetyków. Jest wobec tego wątpliwe, aby liczące się technologicznie współczesne marynarki wojenne nie prowadziły dziś prac badawczych nad wykorzystaniem polimerów do redukcji oporów hydrodynamicznych.

###### Powłoki anechoiczne
Klasyczną metodą wykrywania okrętów podwodnych jest użycie sonaru aktywnego. Już przed II wojną światową sonary aktywne emitowały do wody silną wiązkę energii akustycznej („ping”) i oczekiwały na wykrycie jej echa. Im większy i im bliższy odbijający ją obiekt, tym silniejszy sygnał powrotny, który w zachodniej nomenklaturze morskiej zwany jest „siłą celu”. W odpowiedzi na to, Niemcy opracowali w czasie wojny powłokę anechoiczną, absorbującą wiązkę akustyczną, zmniejszając w ten sposób siłę celu. Powłoka ta znana była pod nazwą Alberich. Alberich był warstwą cienkiej, około czteromilimetrowej gumy, która o 15% rozmazywała echo odbicia w zakresie 10–18 kHz, nie na każdej jednak głębokości zanurzenia. Po wojnie technologia ta była traktowana na Zachodzie jako pewna ciekawostka, a gdy w latach siedemdziesiątych XX wieku podobną technologię zaczęli stosować radzieccy konstruktorzy okrętów podwodnych, to odpadające od kadłubów płytki powłoki stały się nawet przedmiotem żartów wśród zachodnich analityków. Inżynierowie radzieccy poprawili jednak technologię, płytki przestały odpadać, a powłoka przestała być przedmiotem żartów, gdy okazało się, że jest jednym z powodów, dla których radzieckie okręty stały się trudniejsze do wykrycia. Jak stwierdzono w czasopiśmie Submarine Review w 1983 roku, powłoka anechoiczna utrudnia także samonaprowadzanie się na cel torped, które w fazie terminalnej używają wbudowanego sonaru aktywnego. Stwierdzono, że może to zmusić okręty NATO do podpływania na bliższą odległość do okrętów radzieckich celem ich dokładniejszego namierzenia lub używania w tym celu okrętowych sonarów aktywnych. Wobec takiego obrotu sytuacji, zachodnie marynarki postanowiły pójść drogą radziecką i przełamać prymat ZSRR w zakresie tej technologii. Uruchomiono program intensywnych prac, a ich wyniki były tak tajne, że gdy w 1988 roku zorganizowano w Londynie konferencję Underseas Defence Technology, na której zamierzano zaprezentować uzyskane według własnych technologii płytki poszycia anechoicznego, zarekwirowali je agenci służb bezpieczeństwa. O znaczeniu powłoki wykonanej z takich płytek świadczy fakt, iż radzieckie czy rosyjskie płytki o wymiarach ok. 85,34 × 91,4 cm i grubości 10,16 cm zastosowane na okrętach typu Akuła (projekt 971) i Sierra (projekt 945) zmniejszają sygnaturę akustyczną tych jednostek o 10 do 20 dB.

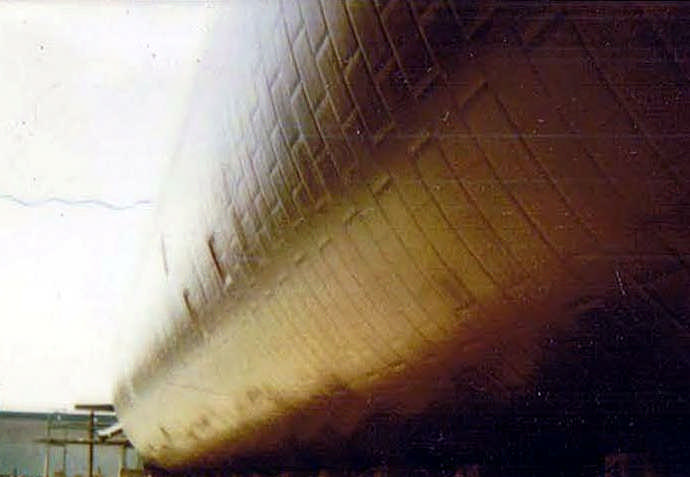
Płytki powłoki anechoicznej
widoczne na kadłubie USS „Asheville”

W zakresie zaś częstotliwości pracy amerykańskiego sonaru AN/BQQ-5 zapewniają zmniejszenie możliwości detekcji o 25 do 50%. Intensywne zachodnie prace nad powłokami anechoicznymi zaowocowały zastosowaniem ich po raz pierwszy w 1988 roku na jednostce prototypowej typu Improved Los Angeles „San Juan”, gdzie otrzymała nazwę „special hull treatment”. Powłoka ta absorbuje w pewnym stopniu energię wiązki akustycznej. Radzieckim i amerykańskim tropem poszły również marynarki brytyjska, szwedzka i norweska, a ostatnio także australijska. Według danych brytyjskich, powłoka anechoiczna redukuje siłę celu o 1/4. Co więcej, powłoka ta redukuje również hałas wydostający się do środowiska wodnego z wnętrza okrętu.
Prowadzone wciąż intensywnie badania nad zmniejszającymi sygnaturę akustyczną okrętów powłokami, przynoszą czasem spektakularne rezultaty. 1 maja 2011 roku, profesor Nick Fang z Uniwersytetu Illinois at Urbana w Chicago, poinformował o udanym przetestowaniu nowego rodzaju materiału czyniącego pokryte nim obiekty podwodne całkowicie niewykrywalnymi dla sonarów. Tworzywo składa się z koncentrycznych pierścieni, z których każdy posiada prostokątne wypukłości różnej wielkości, poprzerywane małymi jamkami. Każdy z pierścieni posiada inny indeks akustyczny, a wszystkie służą do wygaszania fal akustycznych. Powłokę tę skonstruowano z metamateriału, którego właściwości zależą od struktury w skali większej niż cząsteczkowa, a nie zaś od struktury cząsteczkowej. Materiał zawiera sieć zagłębień tworzących kanały, w których propaguje dźwięk. Zagłębienia zbudowane są w sposób zwalniający prędkość fali, która jednak schodząc głębiej do wnętrza pierścieni coraz bardziej przyspiesza. Z uwagi na to, że przyspieszanie samo w sobie wymaga energii, fala dźwiękowa zamiast propagować dookoła pierścieni, jest prowadzona w obwodzie przez kanały, a specjalna struktura obwodu zakrzywia falę dźwiękową w celu zawinięcia jej dookoła zewnętrznej warstwy powłoki. W ten sposób fale ultradźwiękowe wygaszają się, podobnie jak w czystym środowisku wodnym, bez żadnych obiektów pod powierzchnią.

##### Prędkość taktyczna

Porównanie poziomu szumów przy prędkości taktycznej
niektórych typów jednostek z napędem jądrowym

Prędkość taktyczna okrętu podwodnego jest prędkością, przy której okręt może pozostać niewykryty podczas skutecznego śledzenia innego okrętu, z własnym hałasem zredukowanym do poziomu, przy którym inny okręt może zostać wykryty przy użyciu pokładowego sonaru pasywnego. Inaczej mówiąc, prędkość taktyczna jednostki jest maksymalną szybkością, z jaką może płynąć okręt podwodny, przy której jego pasywny system sonarowy, jest w stanie wykrywać dźwięki obcych okrętów (sonary nie są zagłuszone hałasem własnym okrętu), samemu pozostając niewykrytym. W przeszłości prędkość taktyczna była znacznie niższa od maksymalnej prędkości, jaką może rozwinąć okręt niezależnie od tego, jak duży hałas wywoła przy tym ostatnim jego system napędowy. Sytuacja ta uległa zmianie wraz z wejściem do służby amerykańskiego USS „Seawolf”, którego wynosząca 25 węzłów prędkość taktyczna stanowi znaczną część prędkości maksymalnej (35 węzłów w zanurzeniu). Oznacza to, że wyposażony w układ napędowy ze pędnikiem wodnoodrzutowym zamiast śruby „Seawolf”, jest jednostką dziesięciokrotnie cichszą niż najmłodsze jednostki typu Improved Los Angeles i aż 75-krotnie cichszą niż pierwsze okręty typu Los Angeles. Stanowi to bardzo dobre osiągnięcie zważywszy na fakt, że najcichsze amerykańskie okręty wcześniejszych typów (Improved Los Angeles) dysponują prędkością taktyczną wynoszącą 10 do 12 węzłów, zaś prędkości taktyczne radzieckich okrętów projektów 971 (NATO: Akuła) i 671RTM (NATO: Victor III), nie przekraczały 6 do 8 węzłów. Osiągnięcie takiego rezultatu było jednak możliwe jedynie dzięki zastosowaniu najnowszych technologii w zakresie wyciszania, w każdym aspekcie konstrukcji okrętów.

### Detekcja
Działania wojenne okrętów podwodnych oraz operacje przeciwpodwodne są jednymi z rodzajów wojny informacyjnej, ponieważ jednostki podwodne są całkowicie uzależnione od dostępu informacji z zewnątrz, najczęściej z wykorzystaniem swoich własnych sensorów, bez których są ślepe i bezużyteczne. Informacje z sensorów mają kluczowe znaczenie dla dowódców okrętów podwodnych, w celu zorientowania w bieżącym środowisku i zrozumienia aktualnej sytuacji taktycznej, zlokalizowania ich przeciwników oraz wypełnienia powierzonego im zadania. Współczesne okręty podwodne uzależnione są od sensorów pokładowych jak sonar, czy – w coraz mniejszym stopniu – peryskop. W coraz większym też stopniu korzystają z zewnętrznych źródeł informacji, na przykład przez pobranie danych z satelitów lub też przez podwodny modem z zanurzonych robotów UUV bądź ROV.

#### Peryskop
Peryskop jest najstarszym i fundamentalnym elementem obserwacyjnym wyposażenia okrętu podwodnego, który zapewnia informacje wizualne podczas prowadzenia operacji podwodnych oraz pomaga w określaniu pozycji okrętu. Urządzenie to zostało skonstruowane w celu zapewnienia okrętowi podwodnemu możliwości obserwacji powierzchni morza bez zagrożenia detekcją ze strony jednostek nawodnych. Jakkolwiek budowa peryskopu oparta jest na prostych zasadach optyki, współczesne peryskopy są bardzo złożonymi urządzeniami.

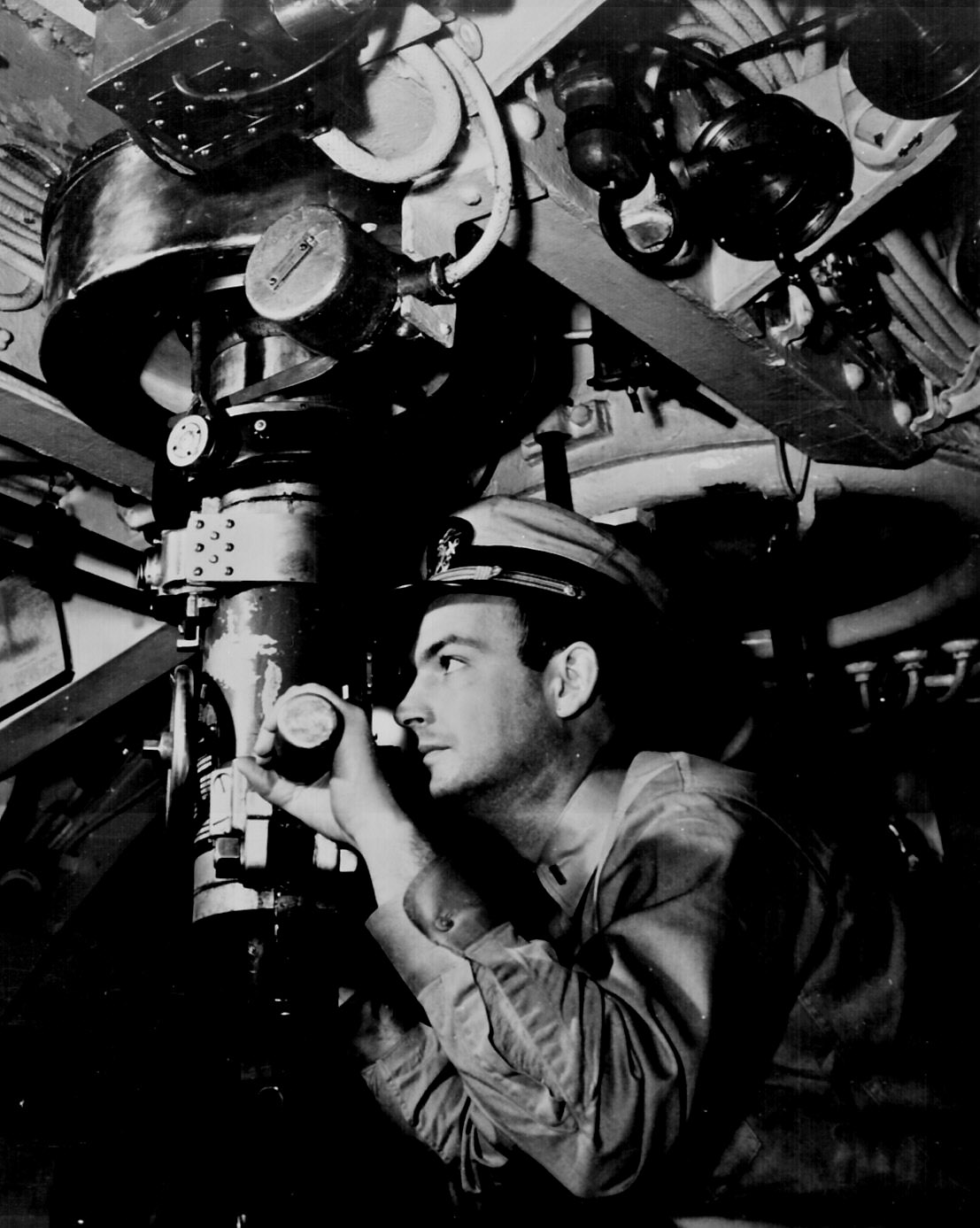
Oficer przed okularem peryskopu w centrum dowodzenia okrętu podwodnego z czasów II wojny światowej

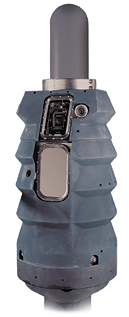
Głowica masztu fotonicznego

Podstawową funkcją peryskopu jest zapewnienie oficerowi dowodzącemu okrętem oglądu otaczającego okręt horyzontu, gdy okręt pozostaje w niewielkim zanurzeniu. W tym celu, urządzenie musi być odpowiednio długie, w celu umożliwienia wystawienia jego końcówki ponad powierzchnię wody. Ponadto, wystająca ponad wodę cześć peryskopu musi nie rzucać się w oczy, by było ją trudno zauważyć oraz być opływowa. Z tych względów, peryskop ma zwykle formę długiej i cienkiej rury. Współczesne peryskopy mogą mieć długość nawet 18 metrów. Gdy okręt podwodny znajduje się na głębokości odpowiadającej długości tuby peryskopu, mówi się, że jednostka znajduje się na „głębokości peryskopowej”. Z uwagi na tę długość urządzenia, umieszczenie dwóch luster na obu końcach peryskopu nie jest wystarczające do dostarczenia obrazu z obiektywu peryskopu do jego okularu. Zamiast luster w peryskopach stosuje się więc pryzmaty na szczycie i dnie peryskopu, umieszczone równolegle do siebie. Górny pryzmat zbiera światło obrazu i odbija je przez szereg soczewek oraz dwa teleskopy znajdujące się wzdłuż długości tuby, gdzie odbite światło pada na dolny pryzmat. Dolny pryzmat odbija światło w drugą tubę, zawierającą dwie soczewki, gdzie przechodzi przez okular do oczu obserwatora. Peryskop umieszczony jest zwykle w „studni peryskopu” przechodzącej przez cała długość kiosku okrętu, w której ma możliwość obrotu o 360° celem umożliwienia obserwacji całej linii horyzontu. Większość okrętów wyposażona jest w dwa peryskopy.
Wprowadzenie na szeroką skalę do działań przeciwpodwodnych radarów spowodowało, że wystające ponad wodę peryskopy stały się łatwo wykrywalne dla sił ZOP. Pociągnęło to za sobą konieczność pokrywania go specjalnymi warstwami materiałów lub farb rozpraszających lub pochłaniających fale promieniowania elektromagnetycznego. Dalszy postęp technologiczny, doprowadził do stopniowego zastępowania tradycyjnych peryskopów urządzeniami video. Pierwsze tego typu urządzenia „maszty fotoniczne”, zainstalowano na amerykańskich okrętach podwodnych typu Virginia. Jednostki te wprowadziły do użytku urządzenia zastępujące peryskopy, w postaci dwóch masztów fotonicznych, które w odróżnieniu od peryskopów nie penetrują kadłuba, a przez to nie zmniejszają wytrzymałości jego struktury. Maszt fotoniczny to w rzeczywistości system kamer wideo wysokiej rozdzielczości, pracujących w trybach kolorowym i monochromatycznym, który wysyła obraz powierzchni morza na płaski ekran monitora w centrum kontroli okrętu.

#### Radar

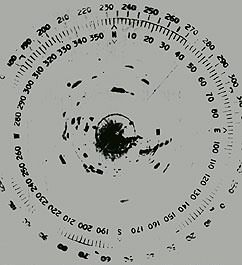
Ekran radaru PPI w postaci opracowanej przez NRL

Najskuteczniejszym wynalazkiem zastosowanym przez zachodnich aliantów przeciwko okrętom podwodnym państw Osi w trakcie drugiej wojny światowej był radar. Przyczynił się on do powstania wielkich strat niemieckiej Ubootwaffe, opierającej prowadzone przez siebie działania na okrętach podwodnych pływających przez większość czasu na powierzchni wody. Podczas tej samej wojny, zainstalowane w amerykańskich okrętach podwodnych umożliwiły United States Submarine Force zniszczenie ponad połowy japońskiej floty transportowej.
W 1940 roku amerykański instytut Naval Research Laboratory (NRL) skonstruował radar przeznaczony dla okrętów podwodnych. Umożliwiał on jednostkom tej klasy wynurzenie na głębokość peryskopową i poszukiwanie wrogich samolotów przed wynurzeniem. Samolot mógł zostać wykryty przez radar z odległości 20 mil morskich, która to odległość była w tym czasie uważana za wystarczającą dla umożliwienia okrętowi zanurzenia zanim znajdzie się w zasięgu broni lotniczej. Radar ten został zainstalowany na jednostkach floty tak szybko, jak tylko umożliwiała to jego produkcja. Nieco później NRL dopracował kierunkową antenę radaru, co umożliwiło jego efektywną integrację z okrętowymi układami kontroli ognia, a w konsekwencji zautomatyzowane torpedowanie nieprzyjacielskich jednostek morskich bez konieczności wynurzania się. W trakcie wojny jeszcze opracowano małą antenę radaru umieszczaną w peryskopie przeszukiwania okrętu, służącym do precyzyjnego ustalania odległości od celu. Czynność ta mogłaby być wykonana także za pomocą sonaru, jednakże wiązka akustyczna mogła zostać wykryta przez cel, ostrzegając go o obecności okrętu podwodnego, tymczasem jednostki japońskie w większości nie dysponowały możliwością wykrywania emisji elektromagnetycznej. Amerykańskie radary okrętów podwodnych umożliwiły im nie tylko w miarę bezpieczne długotrwałe przebywanie na powierzchni morza i ładowanie baterii akumulatorowych, lecz również łatwiejsze zwalczanie japońskiej żeglugi.

#### Detekcja akustyczna
W przeszłości podstawowym sensorem okrętu podwodnego było oko jego dowódcy przyłożone do okularu peryskopu, jednakże jego zasięg ograniczony był w najlepszym wypadku do kilku tysięcy metrów. Już jednak przed drugą wojną światową Amerykanie zaczęli używać dźwięku do śledzenia celów, aczkolwiek była to niedojrzała jeszcze technologia. Podczas wojny flota Stanów Zjednoczonych zaczęła jednak używać radaru, co znacząco zwiększyło zasięg obserwacji. Lepsze zrozumienie fizyki akustyki w wodzie morskiej doprowadziło do stałego ulepszania metod detekcji i śledzenia celów za pomocą dźwięku. Postępy nauk w zakresie fizyki i matematyki uczyniły mikrofony (hydrofony, w zanurzeniu) bardziej czułymi, lepsza matematyczna analiza sygnału, ulepszone modelowanie środowiskowe oraz wysublimowane interfejsy użytkowników, uczyniły pierwszoplanowym sensorem okrętu podwodnego sonar pasywny.
Sonar pasywny zależy od 6 zmiennych: wielkości energii dźwiękowej emitowanej przez cel, charakterystyki propagacji fali dźwiękowej między źródłem dźwięku a odbiornikiem, poziomu szumów otoczenia, czułości sensorów, zdolności do obróbki danych oraz identyfikacji sygnatury sonarowej odebranego dźwięku. Okręt nasłuchujący nie ma wpływu na pierwsze trzy czynniki, czułość sensora oraz zdolność przetwarzania danych są problemami technicznymi, zaś rozpoznanie sygnatury dźwiękowej jest funkcją treningu i doświadczenia operatora sonaru. W coraz większym jednak stopniu, w funkcji tej wyręczają człowieka komputery. Z wyjątkiem kwestii operatora i obróbki danych, relacje między elementami wpływającymi na skuteczność użycia sonaru pasywnego można zapisać w postaci wzoru:
{\displaystyle NS=PZ-SP-HO-DW+PD,}
gdzie:
{\displaystyle NS} – oznacza nadmiar sygnału do odczytania przez sonar, czyli dźwięk generowany przez cel,
{\displaystyle PZ} – poziom źródła, czyli poziom dźwięku generowanego przez cel,
{\displaystyle SP} – straty propagacji, czyli straty dźwięku na dystansie między celem a sensorem,
{\displaystyle HO} – hałas otoczenia, czyli dźwięk morza między sensorem a celem,
{\displaystyle DW} – dźwięki własne, czyli hałas własny naszego okrętu nasłuchującego, zakłócający odbiór informacji z otoczenia,
{\displaystyle PD} – próg detekcji, czyli zdolność systemu sonarowego do dyskryminacji (rozróżnienia) dźwięków generowanych przez cel, od wszystkich odbieranych dźwięków.
Ulepszenie efektywności sonaru pasywnego możliwe jest jedynie w dwóch elementach równania: poprzez zmniejszenie poziomu generowanych dźwięków własnych okrętu nasłuchującego oraz przez zwiększenie możliwości systemu sonarowego w zakresie dyskryminacji dźwięków. Ten ostatni czynnik uzależniony jest od elektroniki – osiąga się to przede wszystkim przez zwiększenie czułości odbiornika, za pomocą ulepszenia hydrofonu.
Sonar (sound navigation and ranging) ma wiele podobieństw do radaru i systemów elektro-optycznych. Dźwięk może być generowany, kontrolowany, ukierunkowywany, transmitowany przez wodę i odbierany, podobnie jak komunikacja, nawigacja, detekcja oraz śledzenie może być przeprowadzane za pomocą energii elektromagnetycznej przesyłanej w powietrzu. Detekcja akustyczna bazuje na propagacji fali akustycznej między celem a detektorem. W sonarze aktywnym fala akustyczna propaguje z transmitera do celu, po czym odbita od niego powraca do odbiornika (analogicznie jak w przypadku wyemitowanej przez radar fali elektromagnetycznej). W pasywnym systemie sonarowym, dla którego źródłem dźwięku jest sam cel, fale akustyczne propagują od celu do odbiornika (analogicznie do pasywnego systemu detekcji podczerwieni). Fundamentalną jednak różnicą między sonarem a radarem, jest środowisko w jakim propaguje fala dźwiękowa – woda. Woda morska, jako środowisko rozchodzenia się fal dźwiękowych, ma zupełnie inne charakterystyki od powietrza atmosferycznego, co więcej – ma różne charakterystyki, w zależności od stopnia zasolenia, ciśnienia oraz temperatury. Od tych czynników zależy przede wszystkim prędkość rozchodzenia się dźwięku w wodzie, która wynosi około 1500 m/s, nie jest jednak stała. Prędkość propagacji jest bowiem funkcją temperatury, ciśnienia i zasolenia, a z powodu stopnia komplikacji tego układu, określona została w drodze badań empirycznych. Zmianami tej prędkości rządzą jednak 3 reguły:
1. 1 °C wzrostu temperatury zwiększa prędkość rozchodzenia się dźwięku o 3 m/s;
2. każde 100 metrów wzrostu głębokości zwiększa prędkość o 1,7 m/s;
3. 1‰ wzrostu zasolenia zwiększa prędkość o 1,3 m/s.

Największe znaczenie mają zmiany temperatury wody, gdyż w zasięgu operowania okrętu podwodnego, temperatura wody może się zmienić nawet o 30 °C, co zmieni prędkość propagacji dźwięku o 90 m/s. Przykładowo, gdyby temperatura wody była stała, aby wywołać podobną zmianę prędkości, głębokość musiałaby zmienić się aż o 1524 metry. Co gorsza, temperatura wody zmienia się nie tylko wraz ze zmianą obszaru akwenu morskiego, lecz także wraz z głębokością. Z tych względów, a także z powodu bardzo skomplikowanej natury rozchodzenia się dźwięku w wodzie morskiej, wykrywanie i lokalizacja okrętów za pomocą metod akustycznych jest bardzo trudnym i skomplikowaniem zadaniem, mimo to jednak sonar wciąż pozostaje podstawowym narzędziem temu służącym.
Pasywne systemy sonarowe, są najstarszym i wciąż pierwszoplanowym rodzajem sonaru okrętów podwodnych. Jego działanie polega na wykrywaniu dźwięku generowanego przez opływ wody wokół kadłuba płynącego okrętu, ruch śrub okrętu wywołujący powodowany kawitacją hałas o szerokim spektrum częstotliwości, oraz przez maszynerię wrogiego okrętu (o zazwyczaj regularnej, niskiej częstotliwości), a także przez sonar aktywny przeciwnika. W aktywnym systemie sonarowym, źródłem fali dźwiękowej jest nadajnikowa część sonaru. Energia elektryczna konwertowana jest w systemie do postaci energii akustycznej. Podstawowym elementem tego rodzaju urządzenia jest zmieniający formę energii przetwornik. Przetwornik mogący jedynie odbierać falę dźwiękową zwany jest hydrofonem, zaś przetwornik zdolny wyłącznie do generowania (i transmisji) energii akustycznej zwany jest projektorem. W wielu sytuacjach jednak, przetwornik może pracować w obu tych rolach – zarówno jako urządzenie odbiorcze, jak i transmisyjne. Działanie sonaru aktywnego opiera się na tych samych zasadach fizycznych, w oparciu o które działa sonar pasywny – z tą różnicą, że wiązka fali akustycznej pokonać musi podwójny dystans (w dwóch kierunkach), zanim może zostać dokonana analiza sygnału odebranego przez antenę odbiorczą. Podwojony dystans, jaki musi pokonać wiązka, powoduje większe straty propagacji fali dźwiękowej, a więc efektywny zasięg wykrywania sonaru aktywnego jest znacznie mniejszy niż w przypadku sonaru pasywnego. Skuteczność tego rodzaju sonaru zmniejszają też technologie pochłaniania fali dźwiękowej, stosowane na i w kadłubach okrętów podwodnych. Problem zasięgu sonaru aktywnego może być przezwyciężony dzięki transmisji wiązki akustycznej o niskiej częstotliwości (typowo 1 kHz o długości fali około 1,6 metra), której właściwości fizyczne powodują niewielkie straty propagacji. Rodzi to jednak trudności w wywoływaniu odpowiedniego, punktowego skupienia wiązki. Rozprzestrzenianie wiązki o niskiej częstotliwości redukuje także dokładność, z jaką może zostać określona odległość od punktu jej odbicia. Zaletą wiązki o niskiej częstotliwości jest jednak możliwość penetracji przez nią powłok anechoicznych, a także trudność w wykryciu takiej wiązki przez okręt przeciwnika z dużej odległości (typowo wykrywalnej nawet z setek kilometrów).
Przenoszone przez okręty podwodne sonary przeznaczone są do wypełniania następujących zadań: pasywna detekcja dalekiego i średniego zasięgu; klasyfikacja – średniego zasięgu, aktywna/pasywna, z użyciem jednostek komputerowych o dużej mocy i szybkości obliczeniowej; korelacja dopplerowska i analiza cyfrowa; lokalizacja – pasywno-aktywna krótkiego zasięgu celem śledzenia oraz finalne obliczenia celem kontroli i kierowania bronią. Niezależnie od dużego wachlarza dostępnych systemów sonarowych i wprowadzania nowych technologii detekcji dźwięku i obróbki danych, wykrywanie wrogich okrętów podwodnych – co jawi się dziś podstawowym zadaniem tej klasy okrętów – jest ekstremalnie trudnym i powolnym procesem. Wymaga też powiązania ze sobą dużej liczby i wielu form środków zwalczania jednostek podwodnych. Okręty podwodne wykorzystują do tego celu zainstalowane w dziobie, po bokach kadłuba i holowane anteny sonarów pasywnych oraz aktywnych, w XXI wieku natomiast czołowe marynarki wojenne prowadzą intensywne prace nad wprowadzeniem do służby wyposażonych w czułe sonary autonomiczne (UUV/AUV) i zdalnie sterowane (ROV) pojazdów podwodnych, które przenoszone przez macierzyste okręty podwodne, mogą być uwalniane w szczególnie zagrożonych akwenach.

#### Detekcja nieakustyczna
Ponad 40 krajów świata dysponuje współcześnie okrętami podwodnymi, w tym Rosja, Chiny, Korea Północna, Indie, Libia, Algieria, Iran i Indonezja. Światowymi liderami eksportowymi są Niemcy i Rosja, które sprzedały dużą liczbę dużych i nowoczesnych konwencjonalnych okrętów podwodnych. Dostawcy niemieccy wyeksportowali około 80 okrętów (głównie typu 209) w ciągu ostatnich czterech dekad. Rosja w ciągu ostatnich 10–15 lat wyeksportowała około 20 jednostek typu Kilo do sześciu krajów, w tym tzw. „ulepszone Kilo” projektu 636 do Chin. Zdaniem amerykańskiego Office of Naval Intelligence, zmodernizowane Kilo tego projektu należą do najcichszych na świecie jednostek z napędem diesel-elektrycznym. Według amerykańskiego szefa operacji morskich, od 1960 roku, wyciszenie okrętów o 35 decybeli spowodowało redukcję odległości wykrycia okrętu podwodnego z setek mil do kilku kilometrów. Wydajność pasywnych sonarowych systemów obserwacji została tym poważnie ograniczona, zwłaszcza przeciw nowoczesnym okrętom podwodnym o wyśrubowanych właściwościach stealth, szczególnie zaś w wodach litoralnych – jak Zatoka Perska, czy Bałtyk, charakteryzujących się dużą hałaśliwością przy jednoczesnej słabej propagacji fali. W tej sytuacji, coraz większego znaczenia nabierają nieakustyczne metody detekcji okrętów podwodnych.
Ze wszystkich aspektów walki podwodnej, nieakustyczne metody wykrywania okrętów podwodnych, należą do objętych najściślejszą tajemnicą. Istnieją dwie powiązane ze sobą przyczyny tego stanu rzeczy: ponieważ okręty podwodne stanowią najpotężniejszą broń morską, państwa używające tej broni niechętnie dyskutują i udzielają jakichkolwiek informacji, które mogą zniweczyć ich nakłady. Istnieją duże obawy o to, że jakieś odkrycia naukowe, nieznane jeszcze dziś techniki pozbawią okręty podwodne ich właściwości stealth. Odwrotnie, każdy z graczy na światowej mapie flot podwodnych żywi nadzieję na to, że jemu samemu lub któremuś z sojuszników uda się odkryć takie techniki i sprawić, że okręty potencjalnego przeciwnika będą łatwo wykrywalne. Jeśli natomiast takiego odkrycia dokonano, jest oczywiste, że informacje o nim znajdują się pod ścisłą kontrolą. Jak wyraził się jeden admirałów amerykańskiej floty podwodnej: „Szukamy i to jest wszystko, co mogę na ten temat powiedzieć”. W konsekwencji, bardzo niewiele wiadomo dziś publicznie na temat nieakustycznych sposobów detekcji okrętów podwodnych, a to, co jest wiadomo, nie daje nadziei na szybkie opracowanie w sprawnie działającej formie. Nie ulega jednak wątpliwości, że na całym świecie trwają bardzo intensywne badania nad nieakustycznymi metodami wykrywania zanurzonych jednostek. Przedmiot tych badań jest generalnie znany w nomenklaturze NATO jako „non-acoustic ASW”. Program amerykański w tym zakresie rozpoczął się w roku 1971, a w latach 1987–1993 nad zagadnieniami nieakustycznego ASW pracowało w Stanach Zjednoczonych co najmniej 5 rządowych agencji: US Navy, CIA, DARPA, biuro sekretarza obrony oraz US Air Force (USAF). Obecność sił powietrznych w programie badawczym nad sposobami wykrywania okrętów podwodnych tłumaczy się próbą użycia w tym celu środków rozpoznania satelitarnego.
Ponieważ zanurzone okręty podwodne są niewidoczne, wszystkie techniki ZOP zależą od wykrywania wszelkiego rodzaju anomalii i zakłóceń w morzu. Zakłóceniami oczywistymi są ślady dźwiękowe (na przykład powodowane ruchem śrub), jednakże okręty podwodne zostawiają także inne ślady. Reaktory nuklearne są wyjątkowo niewydajne, zmieniając większość swojej energii w ciepło, które wydostaje się do morza. Woda jest doskonałym przewodnikiem ciepła, które zostaje wobec tego bardzo szybko odprowadzone. Temperatura wody morskiej nie jest stała, lecz występują w niej duże naturalne różnice. Mimo wszystko, nie wyklucza to całkowicie detekcji w podczerwieni, ponieważ okręty z napędem jądrowym wydzielają do otoczenia znaczną ilość ciepła. Szczególnie istotne jest to, gdy okręt pozostaje w bezruchu, lub porusza się bardzo wolno (wówczas ciepła woda będzie się gromadzić w jego pobliżu) lub gdy operuje blisko powierzchni (skąd „plama ciepła” jest łatwiej wykrywalna).
Innym aspektem, jest wykrywanie zaburzeń wody wywoływanych przez okręt podwodny poruszający się między dwiema warstwami wody o różnych temperaturach. Zaburzenia te mogą być wykrywane zarówno za pomocą sensorów pokładowych, jak też sensorów satelitarnych. Odrębnym zagadnieniem pozostaje bioluminescencja wywoływana ruchem okrętu podwodnego w środowisku żywych mikroorganizmów morskich.
Nowe technologie podwodne, zwłaszcza oparte na nadprzewodnikach, umożliwiają budowę czułych magnetometrów zwanych SQUID (Superconducting Quantum Interference Device), wykrywających zmiany pola magnetycznego nawet niewielkich obiektów w wodzie, jak miny. Zapewniają one możliwości znacznie lepszego wykrywania zanurzonych obiektów niż znane i używane od dziesięcioleci czujniki MAD.

### Uzbrojenie
Zwiększenie prędkości oraz zdolności do pływania podwodnego zwiększyło siłę bojową okrętów podwodnych, jednak to rozwój broni morskich radykalnie zwiększył zabójczość jednostek podwodnych od czasów II wojny światowej. Podczas gdy pewność działania broni wciąż pozostaje przedmiotem troski, nowe rodzaje broni, które weszły do użytku w tym czasie, pozwoliły okrętom podwodnym na pełnienie ról, jakie nie były do realnego wyobrażenia w przeszłości. Podczas I i II wojny światowej, strategiczna rola okrętów podwodnych była jedynie pośrednia. Powolne torpedy nadwerężyły gospodarki Wielkiej Brytanii i Japonii, a siły podwodne – zwłaszcza w przypadku Wielkiej Brytanii – zmuszone były do podzielenia swoich zasobów celem zwalczania wrogich okrętów podwodnych angażując ludzi i materiały potrzebne na innych teatrach konfliktu. Okręty podwodne osiągnęły więc wówczas pewien strategiczny rezultat, który miał taktyczny wymiar przejawiający się w tysiącach indywidualnych akcji bojowych.
Do dziś, wachlarz celów dla jednego okrętu podwodnego rozszerzył się od pojedynczego okrętu bądź statku przeciwnika do całych cywilizacji. Zasięg broni odpalanej z okrętu podwodnego wzrósł z tysięcy metrów do tysięcy mil morskich, ładunek bojowy zaś tych broni wzrósł z kilkuset kilogramów do kilku megaton na jednostkę broni. Nigdy dotąd w historii wojen, siła ognia jakiegoś rodzaju broni nie została zwielokrotniona w tak wielkim stosunku w tak krótkim czasie. Nawet dwudziestowieczny rozwój innych rodzajów maszyn bojowych, jak samoloty, pozostaje daleko w tyle za rozwojem siły bojowej okrętów podwodnych. Między dziedzinami sztuki wojennej: taktyką i strategią, znajduje się sztuka operacyjna. Również w tej ostatniej, okręty podwodne zaczęły odciskać swe piętno. Użycie konwencjonalnie uzbrojonych pocisków manewrujących Tomahawk TLAM przeciwko Irakowi w styczniu 1991 roku, stanowiło debiut okrętów podwodnych w nowej roli – wykonywaniu skrytych, nienuklearnych i precyzyjnych ataków na ważne cele lądowe.
W trakcie I i II wojny światowej okręty podwodne spędzały większość czasu na powierzchni, zanurzały się dopiero nie dalej niż kilka tysięcy metrów od celu swojego ataku przed odpaleniem torped. W takiej sytuacji działania przeciwpodwodne ził ZOP były stosunkowo proste. Jednostki podwodne nie mogły zanurzać się głęboko i szybko poruszać się pod wodą. Wykrycie takiego okrętu podwodnego często następowało z momentem eksplozji pierwszej torpedy, która ujawniała obecność w pobliżu wrogiego okrętu. Możliwości taktyczne pozostające w dyspozycji dowódców jednostek podwodnych były wówczas ograniczone przez niewielki zasięg torped i małą prędkość ich okrętów, co wymuszało strategię „strzel i cierp”. Przykładowo, prędkość podwodna niemieckich U-Bootów typu VIIC nie przekraczała 7,6 węzła i mogła być utrzymana jedynie przez około godzinę. To dawało eskorcie konieczność poszukiwania U-Boota w okręgu o promieniu 15 mil morskich i powierzchni 188 mil kwadratowych, w ciągu godziny od ataku. Prędkość podwodna wzrosła w następnych latach diametralnie. Współczesne okręty typu 209 mogą wykonać „sprint” z prędkością 22 węzłów utrzymywaną przez godzinę, co zwiększyło promień okręgu poszukiwań do 44 mil morskich. Ponieważ obszar uchylenia się od ataku wzrasta o kwadrat promienia, 209 zdolny jest do ucieczki w obszarze dziesięciokrotnie większym od swojego przodka. Co więcej, w dzisiejszej rzeczywistości obszar ten jest znacznie większy. Okręty podwodne nie muszą już jak podczas ostatniej wojny światowej zbliżać się do swojego celu na odległość kilku tysięcy metrów. Zasięg bowiem współczesnych torped mierzony jest dziś w dziesiątkach kilometrów, a przeciwokrętowe pociski manewrujące zwiększają odległość ataku na cele nawodne nawet do setek kilometrów.
Prawdziwy wzrost wartości bojowej współczesnych okrętów podwodnych bierze się ze wzrostu zasięgu torped i pocisków manewrujących, co ogromnie komplikuje działania sił przeciwpodwodnych. Chociaż tego rodzaju bronie dostępne są dziś jedynie dla najnowocześniejszych marynarek wojennych, ogromny handel bronią szybko udostępnia je również dla sił podwodnych państw nie będących w morskiej czołówce technologicznej. Odpalane z okrętów podwodnych pociski Exocet SM39, dla przykładu, zostały sprzedane Pakistanowi jako część zawartego z Francją kontraktu na dostawę trzech okrętów podwodnych. Taka proliferacja ogromnie komplikuje taktykę i zwielokrotnia koszty przyszłych konfliktów zbrojnych.

#### Torpedy i wyrzutnie torpedowe
W ciągu ostatnich 100 lat, torpedy zatopiły więcej jednostek morskich niż jakikolwiek inny rodzaj broni z wyjątkiem min – co więcej, zatopiły większą liczbę jednostek pełnomorskich niż działa i bomby lotnicze razem wzięte. Od czasu gdy w 1886 roku Robert Whitehead opracował pierwszą prawdziwą torpedę w swoim zakładzie w Rijece we Włoszech, torpedy stały się nie tylko podstawową bronią przeciwpodwodną okrętów nawodnych, samolotów i okrętów podwodnych, ale też podstawową bronią jednostek podwodnych w ogóle, przeznaczoną do zwalczania okrętów nawodnych i innych okrętów podwodnych. Niezależnie też od rozwoju pocisków rakietowych i manewrujących, nie istnieje obecnie, ani też nie wiadomo o rozwijaniu jakiejkolwiek broni, która mogłaby zastąpić torpedy w walce morskiej.
Pierwsze proste torpedy były jedynie poruszającymi się w linii prostej podwodnymi bombami. Pierwszą torpedą poruszająca się dzięki własnemu układowi napędowemu była torpeda Whiteheada, zbudowana w 1866 roku przez Roberta Whiteheada. Podczas II wojny światowej, zarówno Niemcy, jak i Stany Zjednoczone zaczęły jednak wprowadzać do użytku bojowego torpedy samonaprowadzające się akustycznie na źródło dźwięku. Zaczęto je także wyposażać wówczas w zapalniki magnetyczne, które umożliwiały eksplozję głowic bez bezpośredniego kontaktu z kadłubem jednostki przeciwnika. Współczesne torpedy należą do grupy broni precyzyjnego rażenia, dzięki własnemu opartemu najczęściej na sonarach aktywnych lub pasywnych systemowi naprowadzania. Torpedy mogą być również zdalnie naprowadzane na cel dzięki dwu- lub jednokierunkowej wymianie danych telemetrycznych, za pomocą kabla łączącego je z okrętem, z którego zostały wystrzelone, bądź też w sposób bezprzewodowy.
Torpedy są dzisiaj niezwykle skomplikowanymi, kierowanymi i samonaprowadzającymi się pociskami, charakteryzującymi się trudną wykrywalnością (stealth), prędkością umożliwiającą dościgniecie nawet najszybszych celów podwodnych i nawodnych, zasięgiem umożliwiającym prowadzenie poszukiwań, ataków (a w razie potrzeby – ich ponawiania), wbudowanymi systemami samonaprowadzania i zdolnością zanurzenia na bardzo duże głębokości. Przed współczesnymi torpedami stawia się także wymaganie zdolności do odróżniania celów rzeczywistych od celów pozornych (fałszywych) związanych z podejmowaniem przez cel działań zmierzających do zmylenia układu naprowadzania torpedy.
Najpopularniejszym sposobem wystrzeliwania torped – zwłaszcza w krajach Trzeciego Świata – jest uruchomienie ich napędu już wewnątrz wyrzutni torpedowej. Ten sposób jest między innymi standardem w niemieckich okrętach typu 209. Ma on jednak istotne wady – z powodu niewielkiej ilości wody w wyrzutni, pracująca śruba bądź pędnik wywołują silną kawitację, przez co start torpedy jest bardzo głośny. Także niewielka początkowo prędkość startującej torpedy zmusza okręt do jej wystrzeliwania przy małej prędkości, celem zapobieżenia wpłynięciu ponad nią. Torpedy mają bowiem negatywną pływalność, w związku z czym zaraz po starcie mogą tonąć nawet na głębokość 20 metrów poniżej wyrzutni. Na początku lat 90. XX wieku, Niemcy pracowały nad systemem wystrzeliwania torped opartym na pęcherzu sprężonego powietrza wypychającego torpedę z wyrzutni. Po wypchnięciu broni, pęcherz ów wypływa jednak na powierzchnię wody, zdradzając pozycje okrętu, co jest poważną wadą. Dla jednostek typu 212 opracowano więc system hydromechaniczny, w którym torpeda wyrzucana jest z wyrzutni przez wodę pod ciśnieniem, podobny do systemu będącego standardem w okrętach amerykańskich i brytyjskich. System ten zapewnia wystrzelenie torpedy przy hałasie mniejszym o około 20 do 25 dB, zaś czas generowania najgłośniejszego dźwięku wynosi 30% czasu standardowego systemu. System ten pozwala także na wystrzeliwanie torped przy prędkości okrętu wynoszącej 12 węzłów, zaś czas wystrzelenia torped z 4 wyrzutni nie przekracza 15 sekund.
Standardowym sposobem wystrzeliwania torped przez okręty amerykańskie, od wielu już lat jest system hydromechaniczny. Stany Zjednoczone pracują już jednak – bądź też prace te zostały już ukończone – nad systemem elektromagnetycznym (electromagnetic torpedo launch system – ETLS). W przeciwieństwie bowiem do działa elektromagnetycznego, elektromagnetyczna katapulta torpedowa jest jak najbardziej w zasięgu współczesnych technologii. Testy tego rodzaju wyrzutni skutecznie przeprowadzono w jednostce typu Los Angeles USS „Memphis”, której dwie wyrzutnie torpedowe wyłączono z użytku operacyjnego i zainstalowano w nich system elektromagnetyczny. W pierwszej połowie lat 90. w Stanach Zjednoczonych opatentowano także system wyrzutni torpedowej, której działanie oparto na opisanej wyżej zasadzie magnetohydrodynamicznej (MHD) z wykorzystaniem siły Lorentza.

#### Obrona przeciwtorpedowa
Okręty podwodne nie są na uboczu wyścigu „tarczy i miecza” obserwowanego we wszystkich dziedzinach uzbrojenia. Wszystkie nowoczesne okręty wyposażone są w wyrzutnie środków przeciwtorpedowych, zwykle 5-calowych (127 mm), które mogą wystrzeliwać do wody szeroki zakres instrumentów, w tym także boje komunikacyjne. Najważniejszą jednakże grupę tych instrumentów stanowią środki służące obronie okrętu przed atakującymi okręt torpedami. Podobnie jak torpedy, są to niezwykle skomplikowane i techniczne zaawansowane urządzenia, wśród których rozróżnia się środki „soft-kill”, których zadaniem jest zwiedzenie układu naprowadzania zbliżającej się torpedy i doprowadzenie przez to do chybienia celu, oraz urządzenia, które po wystrzeleniu symulują charakterystykę dźwiękową samego okrętu w celu skierowania ataku torpedy przeciw sobie. Drugą grupą środków przeciwtorpedowych są urządzenia „hard-kill” – których zadaniem jest obrona macierzystego okrętu przez bezpośrednie zniszczenie atakującej torpedy. Pierwszym zadaniem każdego systemu przeciwtorpedowego jest detekcja zbliżającej się torpedy, co w związku z rosnącymi własnościami stealth torped jest zadaniem o stale rosnącej trudności. Współczesne układy napędowe torped coraz częściej używają pędników wodnoodrzutowych, zamiast stosowanych we wcześniejszych generacjach śrub przeciwbieżnych, przez co są znacznie cichsze. Nowoczesne systemu obrony przeciwtorpedowej składają się zwykle z trzech elementów:
- sonaru przechwytującego;
- zautomatyzowanego procesora ostrzegającego;
- środków przeciwtorpedowych.

Sonary przechwytujące wbudowane w system sonarowy okrętu podwodnego mają za zadanie wykryć dźwięki generowane przez szybko obracającą się śrubę torpedy (bądź pędnik w nowszych torpedach) lub sygnał sonaru aktywnego torpedy, obsługujący zaś je system komputerowy oznacza detekcję, klasyfikuje wykryty obiekt oraz lokalizuje go, ustalając też jego prędkość, głębokość oraz wektor ruchu, zapewnia także ocenę zagrożenia ze strony torpedy. Udziela także propozycji taktycznych dla dowódcy okrętu w zakresie najbardziej efektywnych środków przeciwdziałania, w tym manewrów przeciwtorpedowych okrętu, w połączeniu z przewidywanymi bądź rzeczywistymi efektami działania środków zakłócających. Urządzenia zakłócające stosowane są w przypadku, gdy atakująca torpeda wykryła okręt podwodny, a jej system naprowadzania uchwycił już cel i rozpoczął pracę w trybie naprowadzania terminalnego.

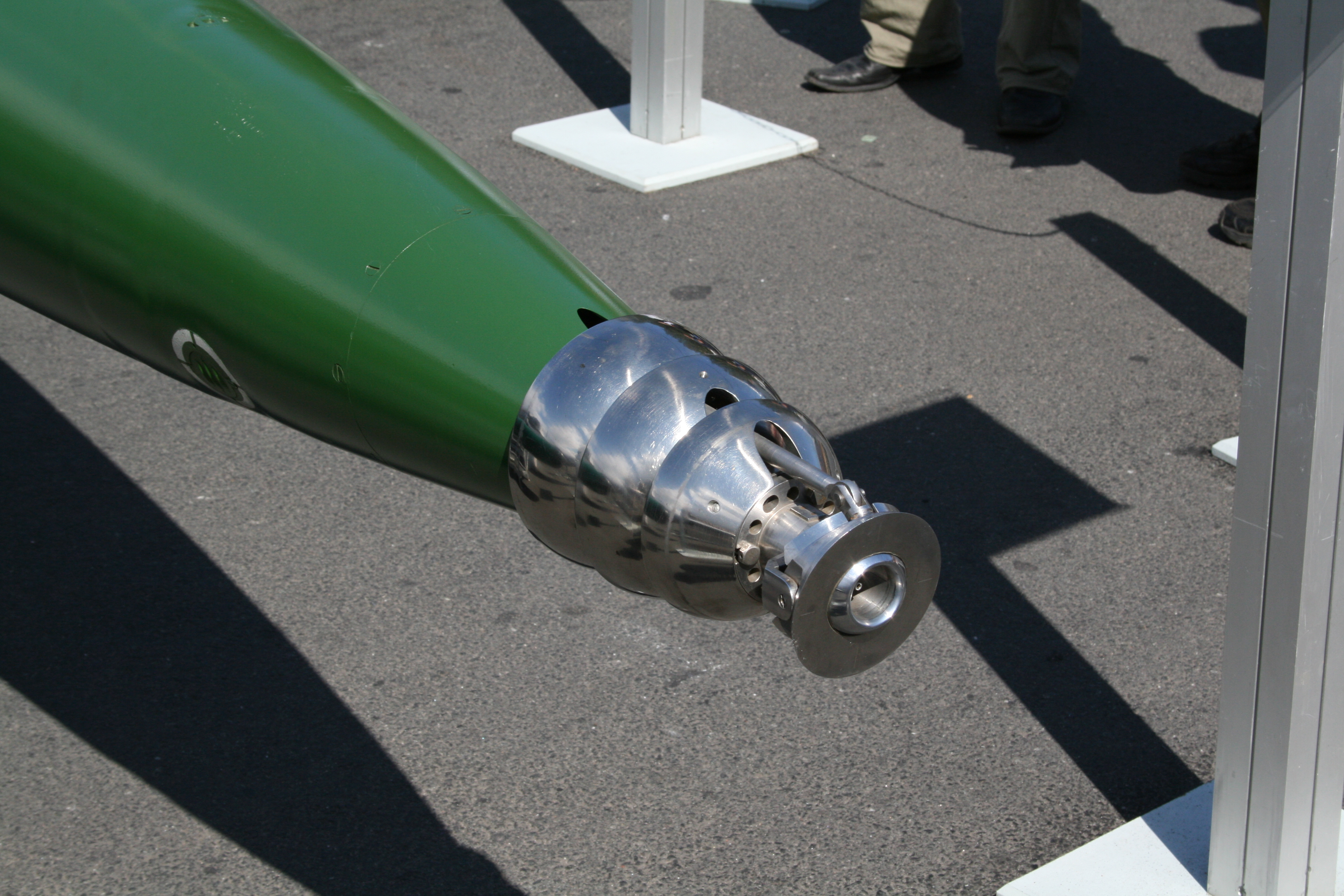
Głowica czołowa eksportowej wersji torpedy superkawitacyjnej Szkwał

Gdy atakowany okręt wykryje nadpływającą torpedę – na przykład wskutek użycia przez nią wbudowanego sonaru aktywnego – mogą zostać wystrzelone środki soft-kill. Po krótkim czasie niezbędnym dla oddzielenia się od okrętu-celu, urządzenia przeciwtorpedowe rozpoczynają zagłuszanie sonaru aktywnego atakującej torpedy, przeważnie w zakresie częstotliwości 10 do 60 kHz, w celu utraty przez nią namiarów na cel. Często wywołuje to także utratę przewodowej kontroli nad torpedą przez okręt, który ją wystrzelił i zmuszenie go do rozpoczęcia manewrów zmierzających do uchylenia się przed kontratakiem ze strony okrętu atakowanego. Zagłuszana torpeda może zmienić częstotliwość pracy swojego sonaru, dążąc do odzyskania namiaru, zaś urządzenie przeciwtorpedowe „przypuszczając” utratę namiaru przez torpedę, może zmienić tryb swojego działania i rozpocząć pracę jako wabik, emitując fale sonarowe symulujące fale odbite od kadłuba okrętu podwodnego. Ten jednak rodzaj aktywności wymaga dużego zaawansowania i wyrafinowania urządzenia, bowiem odbita sonarowa fala akustyczna ma specyficzne właściwości. W przeciwieństwie do odbitej wiązki radarowej, która rzadko jest w stanie odróżnić jeden cel od drugiego, wiązka sonaru aktywnego jest w stanie odróżnić między celem małym i dużym. Z tego względu, wabik musi pozorować cel poprzez ruch i emitowanie fali akustycznej pozorującej odbitą wiązkę sonaru aktywnego – odpowiednią dla dużego obiektu jakim jest okręt podwodny w ruchu. Stanowi to wyraz prawdziwej wojny cybernetycznej, „wojny robotów”, między dwoma działającymi całkowicie niezależnie komputerami wbudowanymi w układ naprowadzania torpedy i układ kontroli urządzenia mającego za zadanie obronę macierzystego okrętu, który w tym czasie usiłuje oddalić się z miejsca zagrożenia.
Innym rodzajem środków przeciwtorpedowych są środki hard-kill, których zadaniem jest fizyczne niszczenie atakującej torpedy. Najbardziej znanym urządzeniem obronnym z tej grupy, jest rosyjska torpeda superkawitacyjna Szkwał. Superkawitacyjne pociski podwodne znajdowały się w polu zainteresowania Związku Radzieckiego (a następnie Rosji i Ukrainy), Niemiec i Stanów Zjednoczonych. O ile jednak naukowcy amerykańscy zrezygnowali początkowo z rozwoju tego rodzaju broni, Rosja wprowadziła torpedy superkawitacyjne do uzbrojenia. Rosyjska torpeda z napędem rakietowym na paliwo ciekłe, zdolna jest do rozwinięcia prędkości 200 węzłów (100 m/s) na krótkim dystansie, co umożliwia skuteczną obronę przeciwtorpedową. Prędkość rosyjskiej torpedy nie stanowi kresu możliwości broni tego rodzaju. W ukraińskim laboratorium w Kijowie, w warunkach laboratoryjnych osiągnięto prędkość 1000 m/s, niemiecka torpeda superkawitacyjna Superkavitierender Unterwasserlaufkörper (dawniej „Barakuda”) w 1991 roku osiągnęła prędkość 500 m/s, zaś w późnych latach 80. w prowadzonym przez amerykańską DARPA laboratorium White Oak zanotowano maksymalną prędkość urządzenia 350 m/s. Pocisk tego rodzaju działa dzięki odparowaniu wody w czole pocisku, co tworzy bąbel gazu, w którym porusza się pocisk. Na tak otoczony pocisk działają siły tarcia i oporu mniejsze niż w powietrzu atmosferycznym przy tej samej prędkości. Gęstość tego gazu jest bowiem mniejsza niż gęstość powietrza.

#### Urządzenia wojny minowej
Miny bardzo szybko stały się bronią okrętów podwodnych. Minął już wprawdzie czas budowy specjalizowanych okrętów podwodnych, których głównym zadaniem było minowanie wód przybrzeżnych przeciwnika, bądź wąskich gardeł, przez które jego okręty musiały przepływać, jednakże rola minowa wciąż pozostaje ważnym aspektem działalności okrętów podwodnych. Podczas drugiej wojny światowej niemieckie okręty podwodne postawiły 327 min wzdłuż wschodniego wybrzeża Stanów Zjednoczonych. Miny te zatopiły bądź uszkodziły jedynie 11 statków, jednakże zablokowały i wywołały zamknięcie 7 amerykańskich portów na okres 40 dni, co z punktu widzenia wojennej logistyki aliantów stanowiło ekwiwalent zatopienia wielkiej liczby statków. Współczesne okręty podwodne przystosowane są do stawiania min korzystając ze swoich wyrzutni torpedowych, Nowoczesne miny okrętów podwodnych, często są minami mobilnymi, dysponującymi własnym napędem. Przykładem jest tu amerykańska mina Mark 67 SLMM, przeznaczona do zapewnienia okrętom podwodnym możliwości stawiania min na wodach płytkich (do ok. 100 metrów). Mina ta dysponuje własnym napędem, który może być użyty do wpłynięcia na wody niedostępne dla macierzystego okrętu z przyczyn fizycznych bądź taktycznych – na odległość do 8,5 mili morskiej od niego. Budowa miny oparta pierwotnie była na konstrukcji torpedy Mk 37 Mod 2 oraz głowicy torpedy Mk XIII. Wykorzystywała w tym zakresie pomocniczy kontroler w miejscu wcześniejszego sensora akustycznego oraz standardowy elektromechaniczny układ naprowadzania Mk 37 z kilkoma modyfikacjami. Usunięto z systemu także układ naprowadzania przewodowego torpedy. Ogon miny stanowi – z kilkoma modyfikacjami – standardowa sekcja ogonowa torpedy Mk 37. Rosyjskim odpowiednikiem tej miny jest SMDM, używająca do napędu układu napędowego torpedy 53-65KE o zasięgu 10 bądź 25 mil morskich. Miny są bardzo skutecznymi narzędziami prowadzenia wojny morskiej, w tym działań przeciwpodwodnych. Z tego też względu, okręty podwodne muszą być wyposażane w urządzenia umożliwiające im unikanie zniszczenia przez miny. Już od II wojny światowej jednostki tej klasy wyposażane są sonary wysokiej częstotliwości o krótkim zasięgu, umożliwiające wykrywanie i unikanie min. Rolę tę spełniać mają także bezzałogowe pojazdy podwodne (UUV), które płynąc przed okrętem podwodnym w zagrożonym rejonie, mogą wywoływać detonacje min, chroniąc w ten sposób macierzystą jednostkę.

#### Obrona przeciwlotnicza
Z historycznego punktu widzenia największymi wrogami okrętów podwodnych są samoloty. Zniszczyły bowiem więcej okrętów podwodnych niż jakikolwiek inny rodzaj broni. Nawet po wprowadzeniu napędu jądrowego, który umożliwił okrętom podwodnym nieprzerwane przebywanie w zanurzeniu, statki powietrzne dysponują możliwością ich zwalczania dzięki wykrywaniu za pomocą detektorów anomalii magnetycznych i zrzucanych boi sonarowych oraz atakowaniu torpedami. Podczas drugiej wojny światowej okręty podwodne próbowały prowadzić aktywną obronę przeciwlotniczą za pomocą montowanych w ich pokładach działek przeciwlotniczych bądź ciężkich karabinów maszynowych, jednakże skuteczność tej obrony pozostawała marginalna.
Ulepszenie obrony przeciwlotniczej przyszło wraz z wprowadzeniem na pokłady okrętów podwodnych radarów przeszukiwania przestrzeni powietrznej, które umożliwiły wykrywanie zbliżających się samolotów, zanim okręt będzie w zasięgu przenoszonej przez nie broni. Nawet jednak ukrycie się pod wodą nie zapewnia okrętowi bezpieczeństwa, gdyż nie dysponuje narzędziem umożliwiającym skuteczną aktywną obronę. Pierwsze próby opracowania skutecznego uzbrojenia przeciwlotniczego podjęła Wielka Brytania, lecz idea została szybko zarzucona. Pierwsze faktyczne próby podjął Związek Radziecki. W 1983 roku norweski P-3 Orion zidentyfikował typową dla systemów rakietowych powierzchnia-powietrze emisję elektromagnetyczną z radzieckiego okrętu projektu 941 (NATO: Tajfun). Pierwsze wizualne stwierdzenie rakietowego systemu obrony powietrznej na pokładzie jednostek 941 nastąpiło z momentem odkrycia na kiosku okrętu zamocowanego na zawiasach deflektora rakietowych gazów odrzutowych. Podobny system zamontowany jest na niektórych jednostkach okrętów typu Kilo. System ten umieszczony jest w cylindrycznej sekcji o średnicy około 120 centymetrów, która mieści co najmniej dwanaście pocisków przeciwlotniczych 9K34 Strzała 3 (NATO: SA-N-8 Gremlin), prawdopodobnie zaś może ich mieścić aż osiemnaście. Według niektórych źródeł, wyrzutnia może być wysuwana ponad wodę na zasadzie analogicznej do peryskopu.

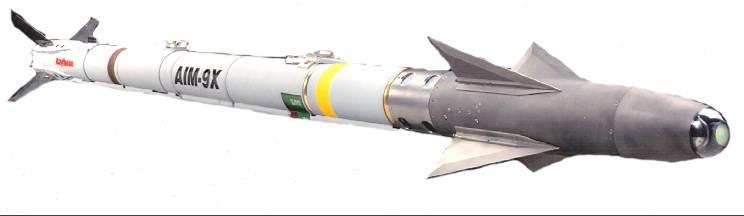
AIM-9X Sidewinder

W latach 80. brytyjska Royal Navy na krótko zainstalowała na okrętach podwodnych pociski Blowpipe, współcześnie zaś Stany Zjednoczone w programie „Payloads and Sensors” pracują nad nowoczesnym systemem przeciwlotniczym Littoral Warfare Weapon (LWW), opartym na pociskach rakietowych powietrze-powietrze krótkiego zasięgu AIM-9X Sidewinder Block 2. System ma być w stanie wykrywać spod wody nisko lecące samoloty i helikoptery dzięki umieszczonym w kadłubie okrętu czujnikom ciśnienia. W takiej sytuacji mieszcząca pocisk ochronna kapsuła wystrzeliwana ma być nad powierzchnię, gdzie następować będzie faktyczny start pocisku. System nie wymaga wprawdzie uodporniania pocisku na ciśnienie wody, gdyż w trakcie wynurzania chroniony jest przez kapsułę, jednak zmian wymaga układ naprowadzania pocisku. W zastosowaniach powietrze-powietrze głowica pocisku „widzi cel” zwykle już przed odpaleniem przez nosiciela, co nie jest możliwe przy strzale z zanurzonego okrętu podwodnego. Z tego względu pocisk zmodyfikowano, aby sam poszukiwał celu już po wystrzeleniu i opuszczeniu kapsuły startowej. Ponadto, w przeciwieństwie do wersji wystrzeliwanej z samolotów, pocisk przeznaczony dla okrętów podwodnych wyposażony jest w elektroniczny system uzbrajania głowicy ESAD (electronic safe and arm device). Pocisk zdolny ma być również do atakowania i niszczenia niewielkich jednostek nawodnych. Odrębne prace prowadzone są w Niemczech przez Diehl BGT Defence we współpracy ze stocznią HDW; celem jest przystosowanie pocisków powietrze-powietrze IRIS-T do odpalania spod wody. W ramach programu opracowywany jest pocisk IDAS. Podobnie jak w przypadku AIM-9X, wymaga to modyfikacji przystosowującej pocisk do samodzielnego poszukiwania celu już po wystrzeleniu. Po zakończeniu programu ma stać się uzbrojeniem jednostek typu 212.
Rakietowy system obrony powietrznej jest w stanie chronić przed atakiem z powietrza okręt podwodny znajdujący się w niewielkim zanurzeniu, na przykład na głębokości peryskopowej, bądź też płynący na powierzchni. Pionowe odpalenie pocisku spod wody, zdradza punktowa pozycję okrętu pod wodą, co samo w sobie jest niebezpieczne dla niego. Z tego też względu, w latach 90. Messerschmitt-Bölkow-Blohm (MBB, obecnie część EADS) podjął prace nad opracowaniem pocisku Polyphene służącego do niszczenia helikopterów ZOP. Pocisk ten odpalany miał być z wyrzutni torpedowej w dysponującej własnym napędem elektrycznym kapsule, która płynąc z prędkością 15 węzłów oddalałaby przed startem pocisk od macierzystego okrętu na odległość do 1000 metrów.

#### Pociski manewrujące
W 1949 roku radzieckie biuro konstrukcyjne CKB-18 zakończyło opracowywanie projektu wstępnego okrętu podwodnego oznaczonego jako Projekt P-2, przeznaczonego do przenoszenia 12 pocisków balistycznych R-1 oraz pocisków manewrujących Łastoczka. Od tego momentu, idea pocisków manewrujących przenoszonych przez okręty podwodne nigdy nie została zarzucona. W roku 1954 do służby na okrętach amerykańskich weszły pociski Regulus I, Związek Radziecki natomiast w roku 1959 wprowadził do służby na okrętach podwodnych pocisk P-5.

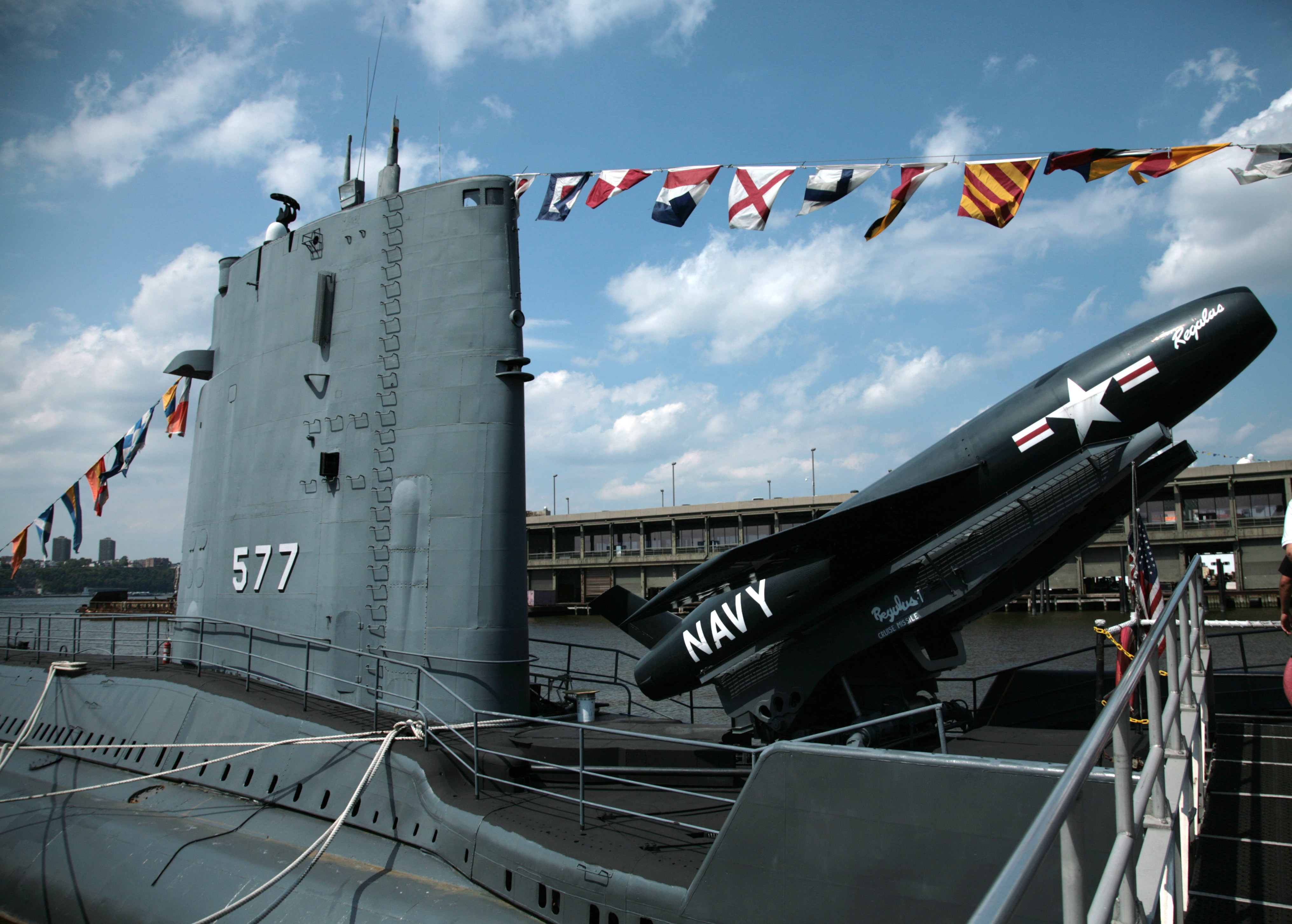
USS „Growler” z pociskiem SSM-N-8 Regulus I

Pierwsze pociski manewrujące okrętów podwodnych były przeznaczone do ataku na cele lądowe. Wraz jednak z rozwojem systemów naprowadzania, coraz większego znaczenia zaczęły nabierać pociski przeznaczone do niszczenia jednostek pływających przeciwnika. Pociski przeciwokrętowe skutecznie zastąpiły w przeszłości działa okrętowe jako główne uzbrojenie okrętów nawodnych; z biegiem zimnej wojny stały się także istotnym składnikiem uzbrojenia jednostek podwodnych, znacząco rozszerzając ich możliwości bojowe. W czasie zimnej wojny pociski przeciwokrętowe wystrzeliwane z okrętów podwodnych pełniły podstawową rolę w radzieckiej doktrynie zwalczania zachodnich lotniskowców, jednak również Stany Zjednoczone, a później także Francja zaczęły wprowadzać na uzbrojenie pociski UGM-84A Harpoon i Exocet SM39. W latach 80. XX wieku amerykańskie okręty podwodne zaczęły przenosić morskie odmiany pocisków Tomahawk, w wersjach SLCM (UGM-109 Tomahawk), w tym przeznaczone do atakowania celów lądowych odmiany TLAM (Tomahawk Land Attack Missile) oraz TASM (Tomahawk Anti-Ship Missile). Także współczesna Rosja rozwija kolejne generacje odpalanych z okrętów podwodnych pocisków manewrujących, jak wprowadzony do służby w roku 1999 P-800 Oniks (NATO: SS-N-26 Strobile). Z końcem lat 90. Izrael wprowadził do służby okręty typu Dolphin, które według nigdy nie potwierdzonych oficjalnie informacji, zostały przystosowane do przenoszenia wyposażonych w głowice jądrowe pocisków Popeye Turbo.

#### Pociski balistyczne
Okręty podwodne jako takie są najlepszymi elementami sił odstraszania, dotyczy to przede wszystkim jednostek działających w ramach marynarek wojennych państw nie dysponujących silnymi flotami, zwłaszcza zaś w małych i płytkich akwenach morskich. Szczególną jednak rolę w zakresie strategicznego odstraszania odgrywają okręty podwodne uzbrojone w rakietowe pociski balistyczne przenoszące głowice nuklearne. Okręty te słusznie nazywane są czasem jednostkami strategicznymi, pojedynczy bowiem okręt rakietowy zdolny jest bowiem zniszczyć dowolne państwo świata, sprowadzając do stanu całkowitego upadku jego struktury, rozrywając też jego struktury społeczne i degradując jego gospodarkę. Jeden amerykański okręt podwodny typu Ohio wyposażony w 24 pociski balistyczne o zasięgu 6000 mil morskich, przenoszący w sumie do 192 głowic, w wersji W88 o mocy 475 kt, dysponuje łączną maksymalną mocą eksplozji równą 91 megatonom. Dla porównania, wszystkie amerykańskie bomby lotnicze zrzucone podczas II wojny światowej na Europę i Japonię miały łączną moc 2 megaton. Ta gigantyczna siła ognia okrętów strategicznych, połączona jest z praktyczną niewrażliwością na przeciwdziałanie przeciwnika, i doskonałym stosunkiem kosztu do efektu. W specjalistycznych opracowaniach często przytaczany jest fakt, iż w skład amerykańskiego morskiego systemu strategicznego wchodzi ponad połowa amerykańskich głowic jądrowych, obciążając budżet Stanów Zjednoczonych 25% z sumy kosztów wszystkich systemów strategicznych USA. Jednocześnie, rozwój technologii nawigacji okrętowej oraz nawigacji i naprowadzania pocisków balistycznych, umożliwił pociskom SLBM UGM-133 Trident II D-5 dorównanie celnością stacjonującym w nieruchomych podziemnych silosach pociskom ICBM LGM-118A Peacekeeper (MX) (pociski MX zostały wycofane z użytku w roku 2005, na mocy układu START II, który skutkiem odmowy ratyfikacji przez rosyjską Dumę nigdy nie wszedł jednak w życie).
Okręty podwodne przenoszące strategiczne pociski rakietowe, przez swoją niewrażliwość na zwalczanie, stanowią najpewniejszy element strategicznego odstraszania nuklearnego, toteż niektóre kraje – jak Francja, czy Wielka Brytania – dysponujące wcześniej także innymi elementami triady nuklearnej, w ostatnich latach całkowicie z nich zrezygnowały, zawierzając swoje strategiczne odstraszanie nuklearne wyłącznie okrętom podwodnym.

#### Pociski antysatelitarne
We współczesnym świecie coraz większego znaczenia nabierają różnego rodzaju cywilne i wojskowe systemy satelitarne, w tym przede wszystkim satelity telekomunikacyjne oraz rozpoznania, które znajdują się w dyspozycji coraz większej liczby państw. Powoduje to, że w przyszłości może zaistnieć potrzeba niszczenia tego rodzaju środków. Jedyną platformą bojową, która potencjalnie może dokonać tego w sposób skryty, jest okręt podwodny. Co więcej, w związku mechaniką orbitalną, najlepszym miejscem odpalenia broni antysatelitarnej (ASAT) jest południowy Ocean Indyjski. Jeśli władze któregoś z państw będą chciały skrycie zniszczyć wrogiego satelitę rozpoznawczego bądź satelitę łączności, jedną z najlepszych opcji będzie stanowiło wystrzelenie pocisku ASAT z okrętu podwodnego zanurzonego w jednym z nieobserwowanych przez systemy wczesnego ostrzegania zakątków oceanu. Ta potencjalna jeszcze dziś zdolność bojowa, może rozciągnąć zakres operacyjnego wykorzystania okrętów podwodnych z morskich głębin aż do niskiej orbity Ziemi.

## Jednostki transportowe i inne konstrukcje nietypowe
Okręty podwodne są w pierwszej kolejności podwodną bronią służąca do zwalczania podwodnych i nawodnych okrętów przeciwnika, a także do rażenia celów lądowych, w czasie ich rozwoju podejmowano jednak liczne próby odmiennych zastosowań tego rodzaju jednostek pływających. Pierwszym wyróżniającym się rozmiarami (aczkolwiek pod innymi względami stosunkowo konwencjonalnym) typem, były budowane od 1916 brytyjskie okręty podwodne typu K, o wyporności podwodnej ok. 2600 t. Nieco mniejsze, ale bardziej nietypowe były „podwodne monitory” typu M, nieudane, ale pierwotnie uzbrojone w najcięższe działa kiedykolwiek zamontowane na jednostce podwodnej – 305 mm. Następne próby budowy wielkich konstrukcji podejmowane były w czasach zimnej wojny, jednakże już w okresie międzywojennym Francja oraz Niemcy podejmowały próby budowy wielkich okrętów o różnych zastosowaniach. Zbudowany w 1934 roku podwodny krążownik „Surcouf” o wyporności 3304 ton na powierzchni i długości 110 m, wyposażony został w działa o kalibrze 203 mm oraz w hangar mogący pomieścić wodnosamolot Besson MB.411, stając się największym okrętem podwodnym swoich czasów.

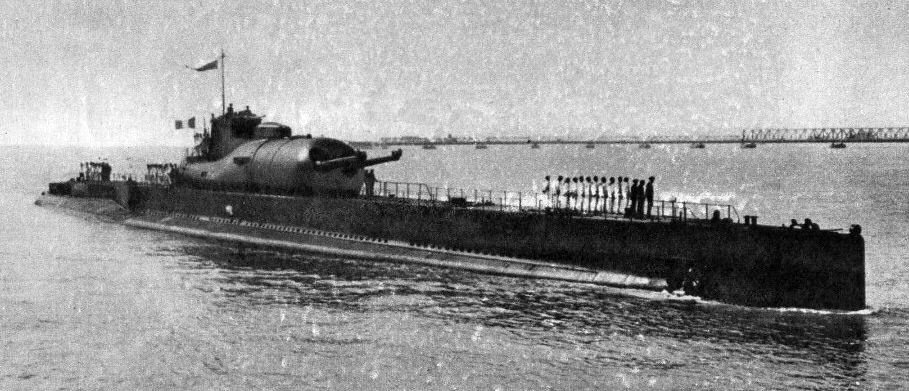
Największy okręt podwodny dwudziestolecia międzywojennego, francuski „Surcouf”

Sukcesy w budowie wielkich jednostek podwodnych rodziły idee budowy okrętów podwodnych przeznaczonych do innych zadań niż stricte wojskowe. W czasie I wojny światowej w Niemczech powstały podwodne statki handlowe typu Deutschland. Jednostki te brały swój początek w roku 1909 z prac w Berlinie Amerykanina Simona Lake’a. Wkrótce po wybuchu wojny, Lake zaproponował budowę wielkich okrętów cargo – podwodnych okrętów transportowych, których zadaniem miało być przełamywanie brytyjskiej blokady Niemiec i zaopatrywanie tego kraju w strategicznie niezbędne surowce. Korzystając z pomysłów Lake’a oraz bazując na konstrukcji podwodnego stawiacza min U-71, Rudolf Erbach – projektant stoczni Germaniawerft koncernu Kruppa – opracował projekt statku handlowego o kodowej nazwie U-200. Pierwsza jednostka tego typu – „Deutschland” – zwodowana została 28 marca 1916 roku w stoczni w Kilonii. Statek ten o wyporności na powierzchni 1440 ton mógł przewozić ok. 780 ton ładunku.

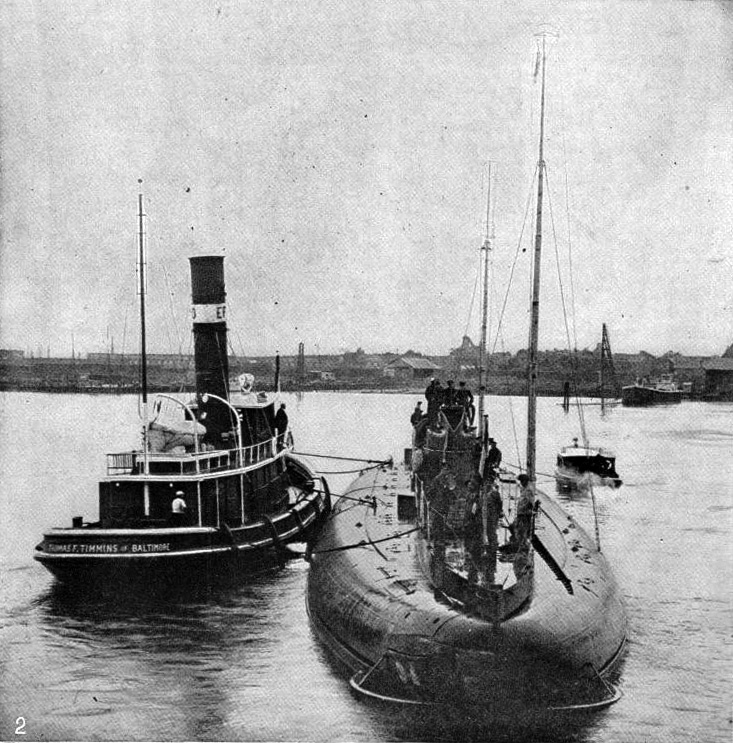
„Deutschland”

W trakcie drugiej wojny światowej kilkanaście flot – oraz jedna armia – rozwinęły konstrukcje podwodnych okrętów transportowych, które z różnym powodzeniem prowadziły działalność w trakcie trwania tego konfliktu. Dzięki idei wielkich okrętów podwodnych podejmowano także próby budowy podwodnych tankowców (np. amerykański okręt podwodny „Guavina”), a nawet tankowców komercyjnych. Po historycznym sukcesie „Nautilusa”, który jako pierwszy przepłynął pod biegunem północnym, Amerykański Zarząd Transportu Morskiego (US Maritime Administration) podjął studia nad podstawowymi wymiarami i napędem podwodnych tankowców o całkowitej wyporności 20 000, 30 000 oraz 40 000 ton rozwijających podwodną prędkość – odpowiednio – 20, 30 i 40 węzłów. Wyniki tych studiów zostały zaprezentowane w roku 1960 w dokumencie Submarine Tankers, jednakże wnioski dokumentu stwierdzały, iż jednostki tego rodzaju będą nieekonomiczne, trudne do sterowania i zarządzania, zaś same próby budowy nie dają pewności powodzenia. Mimo to, zarówno Stany Zjednoczone (stocznia Electric Boat), jak i Związek Radziecki (zwłaszcza zaś Rosja) (biuro konstrukcyjne Malachit) podejmowały próby budowy podwodnych tankowców o napędzie jądrowym – w pierwszym rzędzie z przeznaczeniem dla tras arktycznych. W roku 2000 zaprezentowano koncepcję podwodnych tankowców opartych na przebudowanych okrętach podwodnych projektu 941 (NATO: Tajfun).
Do nietypowych konstrukcji okrętów podwodnych zaliczyć należy także podwodne nosiciele samolotów, których geneza również sięga początków XX wieku. W trakcie I wojny światowej zarówno w Niemczech, jak i w Wielkiej Brytanii dominowała koncepcja standardowego okrętu podwodnego wyposażonego w startujący z powierzchni wodnosamolot, który po wykonaniu misji miał powracać na ląd lub też być zatapiany w morzu po wyłowieniu załogi. W okresie międzywojennym, prace nad okrętami podwodnymi przenoszącymi samoloty trwały zarówno w Niemczech i Wielkiej Brytanii (tam na „podwodny lotniskowiec” przebudowano w 1924–1928 drugi z „monitorów” typu M), jak też we Francji, Japonii i Stanach Zjednoczonych. W roku 1942 Japońska Cesarska Marynarka Wojenna zapoczątkowała budowę specjalnych okrętów typu I-400 (Sen-Toku), które do dziś pozostają największymi kiedykolwiek zbudowanymi okrętami podwodnymi o napędzie konwencjonalnym. Okręty te zostały specjalnie zaprojektowane do startu z ich pokładów samolotów, których zadaniem był atak na Waszyngton i Nowy Jork.
Ciekawym, a przy tym wykonalnym projektem awangardowym, była ujawniona we wczesnych latach 60. XX wieku koncepcja podwodnego samolotu, mogącego pływać jak okręt podwodny, w razie potrzeby zaś wznieść się w powietrze. Zaproponowana przez Convair konstrukcja „zanurzalnego wodnosamolotu” miała być wyposażona w dwa służące do startu silniki turboodrzutowe oraz jeden przelotowy silnik turbowentylatorowy i składane skrzydła pozwalające mu na osiągnięcie prędkości przelotowej 280–420 km/h na pułapie 460-760 metrów. Układ napędu podwodnego umożliwiać miał pływanie podwodne na głębokości 7,6-23 metrów z zasięgiem 75–95 km. Jakkolwiek projekt był niezmiernie innowacyjny i z technicznego punktu widzenia wydawał się być wykonalny, amerykańska marynarka zrezygnowała z tego programu z powodów politycznych. Nowością czasów najnowszych są powstające w różnych punktach świata konstrukcje komercyjne finansowane przez prywatne przedsiębiorstwa oraz organizacje nieformalne, służące dla celów rekreacji i turystyki, badań podwodnych, a także dla celów działalności przemytniczej (narkotyki, grupy terrorystyczne itp.).

## Strategia okrętów podwodnych
Państwa nabywają lub budują okręty podwodne w celu spełnienia narodowych misji. W poprzednich konfliktach jednostki tej klasy używane były agresywnie do niszczenia nieprzyjacielskiego handlu oraz okrętów wojennych. W trakcie zimnej wojny ich pierwszoplanowym zadaniem była pasywna rola strategicznego odstraszania. W każdym czasie okręty tej klasy były również używane do zbierania danych wywiadowczych i udziału w operacjach floty. W celu efektywnego ich wykorzystania, władze narodowe muszą jednak prawidłowo ustalić strategiczny cel sił podwodnych. Okręty podwodne bowiem fundamentalnie różnią się od jednostek nawodnych. Z uwagi na fakt, że działają w środowisku podwodnym, w przeciwieństwie do jednostek nawodnych i samolotów, najlepiej sprawdzają się w izolacji. Wymagają też unikalnej kombinacji uzbrojenia i sensorów oraz taktyki opartej na niewykrywalności i zaskoczeniu. Najlepiej sprawdzają się w nagłym ataku torpedowym lub rakietowym, wojnie na wyniszczenie i jako platformy ataku na ląd pojedynczą salwą. Najmniej natomiast sprawdzają się w operacjach wymagających długotrwałej ekspozycji i twardej obrony. Ze strategicznego punktu widzenia, okręty podwodne łamią klasyczną zasadę wynikającą z doktryny Mahana, nakazującą dla pokonania przeciwnika w wojnie zniszczyć trzon jego floty. Zamiast tego, pozwalają na ominięcie klasycznej bitwy z flotą przeciwka i pokonanie go przez bezpośredni atak na państwo.

### Powody użycia okrętów podwodnych
Podczas gdy liczba operacyjnych okrętów podwodnych na świecie ustawicznie spada – przede wszystkim z powodu zmniejszania liczby jednostek przez floty Stanów Zjednoczonych i Rosji – liczba państw dysponujących jednostkami tej klasy wolno, acz systematycznie wzrasta. Najnowszymi przykładami rosnących sił podwodnych są Korea Południowa oraz Singapur. Dla innych państw, wzrost bądź budowa floty podwodnej są odpowiedzią na rozbudowę flot podwodnych przez sąsiadów: Chile – Peru, Grecja – Turcja, czy Indie – Pakistan są przykładami reakcji na lokalny wyścig zbrojeń skutkujący zakupami bądź współbudową okrętów zagranicznej konstrukcji. Dla niektórych krajów utrzymywanie flot podwodnych jest spadkiem z przeszłości: Niemcy, Holandia, czy Polska, kontynuują operacje podwodne, mimo że żadne z nich nie ma w swoim obszarze odpowiedzialności wód błękitnych. Państwa te utrzymują swoje floty podwodne ze względu na tradycję wojenną i w celu zapobieżenia utracie zdolności podwodnych na przyszłość, a także z powodu niechęci do rezygnacji z możliwości bojowych, jakie oferują okręty podwodne. Dla wielkich i regionalnych mocarstw okręty podwodne z napędem jądrowym są militarną koniecznością. Państwa te poświęcają rozwojowi swoich flot znaczne zasoby naukowo-badawcze, konstrukcyjne i stoczniowe. Francja i Wielka Brytania zrezygnowały z okrętów diesel-elektrycznych na rzecz jednostek z napędem nuklearnym. Dla potęg regionalnych jak Francja, Wielka Brytania czy Chiny, siły podwodne są niezbędne w celu zapewnienia minimalnego poziomu morskiego odstraszania strategicznego – drugim celem jest zapewnienie możliwości szybkiej reakcji na kryzysy regionalne.
Można kwestionować, czy Rosja jest jeszcze wielkim mocarstwem. Jednakże potencjał sukcesora Związku Radzieckiego wciąż pozostaje imponujący: lądowy i morski komponenty odstraszania nuklearnego, duża flota nuklearnych okrętów podwodnych, konstelacja kosmicznego zestawu środków rozpoznania, silne lotnictwo morskie oraz znaczna flota nawodna. Jakkolwiek trendy liczbowe są w tych przypadkach malejące, zdolności bojowe poszczególnych platform wciąż pozostają wysokie. Za jakiś czas dopiero stanie się jasne, czy Rosja spadła do rangi mocarstwa regionalnego jedynie, lecz kraj ten nigdy nie zaprzestał inwestowania znacznych środków w drogie i zaawansowane badania nad technologiami i konstrukcjami podwodnymi, a także w infrastrukturę budowy i utrzymania okrętów. W przeciwieństwie do Federacji Rosyjskiej, od zakończenia zimnej wojny Stany Zjednoczone znacznie ograniczyły swój potencjał w zakresie konstrukcji i budowy okrętów podwodnych, który osiągnął już najniższy z możliwych w tym kraju poziomów – co stało się już przedmiotem debaty publicznej. W kraju, który wciąż pozostaje jedynym oczywistym supermocarstwem, na wysokim poziomie utrzymywane są jednak możliwości naukowo-badawcze, dzięki którym wciąż prowadzone są prace nad rozwojem nowych technologii, umożliwiające opracowywanie w przyszłości nowych generacji okrętów. Jednym z powodów tego jest rozszerzające się zastosowanie nowych technologii podwodnych na świecie, zwłaszcza w zakresie napędu niezależnego od dostępu powietrzna, wyciszania okrętów oraz wzrastającej precyzji odpalanych spod wody środków rażenia. Oryginalną wartością okrętów podwodnych są ich właściwości stealth. Zgodnie z jedną zasad odstraszania nie możesz trafić tego czego nie widzisz, ale to czego nie widzisz, może trafić ciebie, cieszący się dużym autorytetem brytyjski historyk wojskowości John Keegan sformował w swojej książce The Price of Admiralty tezę, iż należy w tej chwili uznać, że rozpoczęła się era dominującej roli okrętów podwodnych w świecie broni morskich. Okrętów zdolnych w tej chwili nie tylko do przeprowadzenia katastrofalnych w skutkach ataków na cele lądowe, lecz także druzgocących ataków na najsilniejsze zespoły okrętów nawodnych. Inaczej mówiąc, niemal niewykrywalne okręty podwodne z szerokim wachlarzem przenoszonej przez siebie broni zdolne będą do unicestwiania przeciwnika zarówno w wymiarze strategicznym, jak i taktycznym, a wielce prawdopodobne jest, że przyszłe wojny nie rozpoczną się od dźwięku maszerujących armii lub huku nadlatujących bombowców, lecz od niewyraźnego dźwięku pocisku manewrującego opuszczającego wyrzutnię torpedową okrętu podwodnego.

### Określanie strategii
Sądząc po doświadczeniach historycznych, strategia jest najwrażliwszym elementem użycia okrętów podwodnych w konfliktach zbrojnych. Cztery największe potęgi podwodne drugiej wojny światowej – Niemcy, Japonia, Stany Zjednoczone i Związek Radziecki – przystąpiły do konfliktu z błędnymi strategiami użycia okrętów podwodnych, co znacznie zredukowało ich efektywność. Nie zważając na przygniatającą przewagę materialną i geograficzną marynarki brytyjskiej, w latach 30. XX wieku Niemcy skoncentrowały się na budowie floty szybkich pancerników i innych okrętów nawodnych. Okręty podwodne zaś nie były priorytetem, w konsekwencji hitlerowska III Rzesza rozpoczęła II wojnę światową z 56 okrętami podwodnymi, z których jedynie 26 zdatne było do prowadzenia operacji na Atlantyku. Nie bacząc na lekcję, jaką była pierwsza „bitwa o Atlantyk” w trakcie I wojny światowej, niemiecka marynarka wojenna była całkowicie nieprzygotowana materialnie do rozpoczęcia drugiej w 1939 roku. Przyczyna tego leżała w strategicznej decyzji o budowie drugiej pancernej „Hochseeflotte”, która w trakcie największego konfliktu zbrojnego w dziejach epizodycznie jedynie przyciągała uwagę aliantów, podczas gdy okręty podwodne ponownie potwierdziły swoją wartość w ciągu całej wojny.
| Państwo | Użyte okręty operacyjne | Okręty stracone | % straconych | Zatopienia (mln ton) | Zatopienia na 1 okręt (tys. ton) |
| ------- | ----------------------- | --------------- | ------------ | -------------------- | -------------------------------- |
| Niemcy  | 830                     | 784             | 94%          | 14,7                 | 17,7                             |
| USA     | 260                     | 52              | 20%          | 5,3                  | 20,4                             |
| ZSRR    | 213                     | 110             | 52%          | 0,4                  | 1,9                              |
| Japonia | 190                     | 129             | 68%          | 0,9                  | 4,7                              |

Niezależnie od dobrych okrętów i ich znacznej liczby, japońskie i radzieckie jednostki podwodne nie odegrały niemal żadnej roli w przebiegu wojny. ZSRR w 1939 roku dysponował największą flotą podwodną świata (213 jednostek operacyjnych), okręty te były jednak podzielone między 4 floty. Ponieważ Związek Radziecki rozpoczął wojnę z Cesarstwem Japońskim dopiero wówczas, gdy ta była już przegrana przez Japonię, radzieckie jednostki na Dalekim Wschodzie przez cała wojnę były bezczynne. Flota Bałtycka aż do września 1944 roku była izolowana między niemieckimi i fińskimi polami minowymi, zaś okręty działające w składzie Floty Północnej osiągnęły pewne sukcesy na wodach norweskich, jednakże Flota Morza Czarnego walcząc z niemieckim transportem morskim odniosła niewielki jedynie sukces zatapiając 72 jednostki przy stracie aż 28 własnych okrętów podwodnych. Japońskie okręty podwodne spędziły wojnę zaopatrując izolowane punkty japońskiego oporu, tropiąc amerykańskie ciężkie okręty nawodne i spełniając rolę skauta przed własnymi nawodnymi zespołami uderzeniowymi, jednakże bez radaru przeszukiwania powierzchni oraz przechwytywania alianckich emisji radiowych, nie mogła wywiązać się tych ostatnich zadań należycie. Największym błędem japońskiej floty podwodnej było ignorowanie ogromnych i stale rosnących „pociągów logistycznych” na olbrzymich przestrzeniach Oceanu Spokojnego, zaczynających się u brzegów Kalifornii i w Kanale Panamskim, które miały krytyczne znaczenie z punktu widzenia możliwości prowadzenia przez Stany Zjednoczone wojny na Pacyfiku. Cesarska Marynarka Wojenna Japonii rozpoczęła wojnę na Pacyfiku z 63 okrętami podwodnymi, w tym dużymi, innowacyjnymi konstrukcjami. Niektóre z tych okrętów umożliwiały start i wydobywanie z wody samolotów bojowych, dając Japonii nigdy nie zrealizowaną możliwość ataku na cele krytyczne, jak instalacje Kanału Panamskiego. Niezależnie więc od wszystkich innowacji technicznych, co wynika także z przedstawionych w tabeli danych w ujęciu statystycznym, japońskie okręty podwodne nigdy nie okazały się poważną siłą na Pacyfiku.
Także amerykańska flota podwodna utknęła początkowo w błędnej strategii. Podobnie jak w przypadku japońskim, przedwojennym planem było spełnianie przez amerykańskie okręty roli rozpoznawczej przed ciężkimi okrętami floty nawodnej. Mimo że Cesarstwo było w 90% uzależnione od zamorskich dostaw ropy naftowej, japońskie tankowce stały się amerykańskim celem priorytetowym dopiero w późniejszym okresie konfliktu. Dopiero w 1943 roku, prawie dwa lata po rozpoczęciu wojny na tym teatrze działań, amerykańskie okręty podwodne bazujące w Australii otrzymały rozkaz zatapiania tankowców transportujących ropę naftową z Borneo i Sumatry. Jak pisze Clay Blair w swoim dziele opisującym działania amerykańskich okrętów podwodnych na Pacyfiku: „Dlaczego ten rozkaz nie został wydany miesiące wcześniej, wciąż pozostaje tajemnicą”.
Zarówno Niemcy, jak i Stany Zjednoczone popełniły strategiczne błędy. III Rzesza, koncentrując swój wysiłek przemysłowy na produkcji bezużytecznych w jej przypadku okrętów nawodnych zamiast na budowie jednostek podwodnych, które pokazały swoją wartość już w poprzedniej wojnie, Ameryka zaś przez błędne zastosowanie tej klasy okrętów w początkowym okresie wojny. Stanowi to istotną lekcję dla dzisiejszych sił podwodnych, sprowadzającą się do tez, że:
- okręty podwodne mają najbardziej zabójcze zastosowanie przeciwko państwom uzależnionym od handlu morskiego;
- poziom wyposażenia sił zbrojnych na początku konfliktu musi być wystarczający do wykonania prawidłowo zdefiniowanej strategii narodowej;
- bez względu na wysokość kosztów wyposażenia i utrzymania sił zbrojnych na wysokim poziomie, przyjęta strategia determinuje rezultaty wojny.

### Rola odstraszająca
W 1982 roku dysponująca dziesiątkami lat doświadczenia w zwalczaniu okrętów podwodnych i najnowocześniejszym ówcześnie wyposażeniem ZOP Royal Navy, zużyła 200 jednostek broni przeciwko argentyńskim okrętom podwodnym, a mimo to nie była w stanie zapobiec atakowi dwóch sprawnych okrętów podwodnych tego państwa. Co więcej, gdyby nie mechaniczno-elektryczne problemy techniczne jedynego operacyjnego argentyńskiego okrętu typu 209, flota brytyjska prawdopodobnie poniosłaby pierwsze od dziesięcioleci straty spowodowane atakiem okrętu tej klasy. Konflikt falklandzki był jaskrawym dowodem na to, że współcześnie nawet niewielka liczba okrętów podwodnych jest w stanie zadać znacznie większym siłom morskim dotkliwe straty. Decydują o tym skrytość działania jednostek tej klasy i ogromne trudności z wykryciem okrętu podwodnego, a nawet w razie wykrycia – z namierzeniem i skutecznym wykonaniem ataku na niego. Cyklicznie potwierdzają to także ćwiczenia w zwalczaniu okrętów podwodnych amerykańskich sił ZOP z wykorzystaniem południowoamerykańskich jednostek podwodnych w ramach manewrów „UNITAS”, „standardowe” już niemal „zatapianie” okrętów amerykańskiej VI Floty przez jednostki izraelskie na Morzu Śródziemnym oraz sukces szwedzkiego HMS „Gotland” przeciwko siłom ZOP Stanów Zjednoczonych, Kanady i Australii. Stwarza to sytuację, w której floty państw nie dysponujących budzącą obawy flotą nawodną mogą się skutecznie przeciwstawić potęgom morskim przy pomocy kilku okrętów podwodnych – zwłaszcza w konfliktach regionalnych. Od lat największe obawy amerykańskich sił morskich budzą okręty podwodne floty Iranu, które w swojej niewielkiej liczbie wprowadzają znaczący element niepewności do planowania i ewentualnego wykonania operacji morskiej przeciwko marynarce wojennej tego kraju, w razie podjęcia przez tę ostatnią próby zablokowania Cieśniny Ormuz bądź ataku na międzynarodowy transport ropy naftowej w tym regionie. Wszystko to prowadzi do wniosku, że rolę odstraszającą spełniają nie tylko strategiczne okręty przenoszące wyposażone w głowice jądrowe pociski SLBM, lecz także ciche myśliwskie okręty podwodne, w tym zwłaszcza niewielkie jednostki o napędzie konwencjonalnym.
Okręty podwodne są bronią ofensywną, uznaną za taką już na mocy traktatów morskich zawieranych po zakończeniu I wojny światowej. W trakcie Konferencji waszyngtońskiej (1921–1922) Wielka Brytania wystąpiła nawet z wnioskiem o całkowity zakaz używania okrętów tej klasy, argumentując, iż jest to broń czysto ofensywna, podczas gdy państwa powinny dysponować jedynie bronią defensywną. Brytyjska propozycja nie została nigdy zaakceptowana, tym niemniej ofensywny charakter okrętów podwodnych został oficjalnie stwierdzony. Nowoczesne okręty podwodne mogą być jednak używane w roli defensywnej. Ich skuteczność w tej roli wymaga uświadomienia sobie przez potencjalnego nieprzyjaciela ich siły ofensywnej. Zagrożenie atakiem z użyciem siły ofensywnej zdolnej do zadania wrogowi nieakceptowalnych strat, ujawnia ich defensywną rolę, w której okręty podwodne występują jako element odstraszania. Fakt ten jest przeważnie doskonale rozumiany na świecie, stąd też nawet ubogie państwa dysponujące dostępem do morza, używają bądź starają się pozyskać okręty podwodne.

### Ekonomia okrętów podwodnych
Mimo względnie dużego kosztu nabycia jednostek tej klasy, a następnie utrzymania samych okrętów i niezbędnej infrastruktury oraz szkolenia załóg, okręty podwodne zapewniają niewspółmierną do liczby i kosztów możliwość zadania strat potencjalnemu nieprzyjacielowi. Co więcej, powojenne doświadczenia z użyciem bojowym i ćwiczebnym okrętów podwodnych wskazują, że w relacji koszt-efekt nie ma współcześnie lepszej platformy uzbrojenia. To małe, trudno wykrywalne jednostki, które jednocześnie przenoszą dużą liczbę jednostek broni, zdolnych do zadania ogromnych strat. Operując w zanurzeniu, nie wymagają wielu drogich systemów samoobrony, jakie są niezbędne okrętom nawodnym, wojskom lądowym czy lotnictwu. Podczas gdy okręty nawodne muszą nieustannie poświęcać wiele uwagi obronie przeciwko atakowi za pomocą pocisków i bomb, okręty podwodne zasadniczo są wolne od tego obciążenia, przynajmniej dopóki – jak argentyński „Santa Fe” w wojnie falklandzkiej – pozostają w zanurzeniu. W odróżnieniu też od jednostek nawodnych, względna odporność na atak pozwala okrętom podwodnym działać bez żadnej asysty. Podczas gdy jednostki nawodne uzależnione są od eskorty lub współdziałania z innymi okrętami, okręty podwodne z reguły odbywają patrole samotnie. Okręty nuklearne nigdy w czasie operacji nie wymagają zaopatrywania w paliwo, a jednostki konwencjonalne (np. diesel-elektryczne) są znacznie mniej uzależnione od zaopatrzenia w paliwo w trakcie patrolu niż okręty nawodne. Argentyński „San Luis” w trakcie konfliktu falklandzkiego pozostawał w morzu przez 60 dni, zanim powrócił do portu w celu zaopatrzenia w paliwo.
O ekonomii okrętów podwodnych świadczą też rozmiary i liczebność załóg. Argentyński krążownik „General Belgrano” został zatopiony przez okręt podwodny o wyporności 4900 ton uzbrojony jedynie w torpedy (oraz nieliczne karabiny i pistolety służące do ochrony okrętu w porcie). „Belgrano”, krążownik o wyporności 13 645 ton, wyposażony był w dwa helikoptery, jego uzbrojenie obejmowało dwie poczwórne wyrzutnie pocisków Sea Cat, piętnaście dział kalibru 152 mm, osiem dział kalibru 127 mm i dwa działa 40 mm, chronił go pancerz o grubości 203 mm. W eskorcie „Belgrano” szły dwa niszczyciele o wyporności 3320 ton uzbrojone w cztery wyrzutnie pocisków Exocet, sześć wyrzutni torped Mark 32 i dwie wyrzutnie „Hedgehog”, sześć dział 127 mm oraz cztery działa 76 mm. Tymczasem „Conqueror” zatopił argentyński krążownik i trafił jeden z niszczycieli jedynie trzema torpedami, których konstrukcja pamiętała czasy II wojny światowej. Argentyńskie okręty miały 1600 członków załóg, podczas gdy „Conqueror” – 103. Zatopienie „Belgrano” spowodowało wycofanie niemal całej argentyńskiej floty do obszaru wyznaczonego linią 12 mil od argentyńskiego brzegu – jeden brytyjski okręt podwodny unieruchomił całą argentyńską flotę. Ten aspekt musi być traktowany jako kwestia ekonomii sił. Podobną wartość z ekonomicznego punktu widzenia wykazał argentyński „San Luis”, który zmusił Royal Navy do przyjęcia postawy defensywnej. Brytyjska flota wyznaczyła do przeciwdziałania argentyńskim okrętom podwodnym 1 lotniskowiec, 11 niszczycieli, 5 myśliwskich okrętów podwodnych z napędem jądrowym i 1 z napędem diesel-elektrycznym oraz ponad 25 helikopterów. Mimo nawet tego, że „San Luis” nie zatopił żadnej brytyjskiej jednostki, sam fakt związania przez ten jeden okręt tak wielkich sił jest bardzo znaczący. Argentyński okręt podwodny nie został przy tym nawet jeden raz trafiony. Innym przykładem ekonomii użycia sił przez zastosowanie okrętów podwodnych, jest działalność amerykańskich sił podwodnych w wojnie na Pacyfiku, które zatopiły aż 55% całkowitego japońskiego tonażu statków transportowych oraz 29% okrętów wojennych, podczas liczba marynarzy pływających na amerykańskich okrętach podwodnych stanowiła 1,6% składu osobowego US Navy.

## Nazewnictwo

### Okręt podwodny a łódź podwodna
W niektórych językach indoeuropejskich spotyka się albo rzeczowniki odprzymiotnikowe (na przykład ang. submarine, chorw. podmornica, hiszp. submarino, wł. sottomarino), albo terminy, które dosłownie na polski przełożyć by można jako „łódź podwodna” (ros. podwodnaja łodka, подводная лодка, niem. Unterseeboot).
Obecnie w języku polskim na określenie tej klasy jednostek stosuje się oficjalnie termin okręt podwodny. Początkowo w nomenklaturze obowiązywało wprawdzie określenie łódź podwodna, jednak 23 września 1937 roku nastąpiła urzędowa zmiana nomenklatury – przemianowano wówczas Dywizjon Łodzi Podwodnych na Dywizjon Okrętów Podwodnych. Stąd określenie łódź podwodna pozostaje dziś niepoprawne

### Rodzaje okrętów podwodnych w nomenklaturze NATO
W nomenklaturze Sojuszu Północnoatlantyckiego, a także w literaturze przedmiotu – zwłaszcza anglojęzycznej, poszczególnym rodzajom okrętów podwodnych ustalonym według rodzajów konstrukcyjnie powierzonych im zadań, odpowiadają odrębne kategorie oznaczone literowo. Podstawową i jednocześnie najbardziej odpowiadającą wczesnym okrętom podwodnym kategorią, jest SS – Ship Submersible (okręt podwodny, dosłownie „zanurzalny”), oznaczającą okręty podwodne z napędem diesel-elektrycznym, o przeznaczeniu ogólnym, służące do zwalczania wszelkiego rodzaju celów morskich, a więc okrętów nawodnych i podwodnych przeciwnika oraz jego statków transportowych. Inne oznaczenia w nomenklaturze NATO, to:
| SSK  | hunter killer                           | okręt podwodny SS, skonstruowany ze szczególnym uwzględnieniem zdolności do zwalczania okrętów podwodnych          |
| SSB  | Ship Submersible Ballistic              | okręt podwodny z napędem diesel-elektrycznym (SS) skonstruowany do przenoszenia rakietowych pocisków balistycznych |
| SSG  | Ship Submersible Guided Missile         | okręt SS, przeznaczony do przenoszenia pocisków manewrujących                                                      |
| SSR  | Submarine Radar Picket                  | okręt podwodny SS, przeznaczony do dozoru, bądź wykrywania radarowego                                              |
| SSI  | Submersible Ship Independent            | okręt podwodny wyposażony w dodatkowy napęd niezależny od powietrza (AIP). Obejmuje okręty SS, jak i SSK           |
| SSN  | Submersible Ship Nuclear                | okręt podwodny ogólnego przeznaczenia, odpowiednik jednostek SS – wyposażony jednakże w napęd jądrowy              |
| SSBN | Ship Submersible Ballistic Nuclear      | Okręt z napędem jądrowym, przenoszący pociski balistyczne                                                          |
| SSGN | Ship Submersible Guided Missile Nuclear | Okręt podwodny z napędem nuklearnym, skonstruowany do przenoszenia pocisków manewrujących                          |
| SSRN | Ship Submersible Radar Nuclear          | Okręt podwodny dozoru i wykrywania radarowego z napędem nuklearnym (Radar Picket Submarine)                        |
| AGSS | Auxiliary Research Submarine            | Okręt podwodny z napędem diesel-elektrycznym, przeznaczony do prowadzenia badań naukowych i testów                 |

Wobec postępującej uniwersalizacji jednostek podwodnych, podział na rodzaje a zwłaszcza ich literowe oznaczenia, coraz częściej tracą na znaczeniu. Obecnie okręty podwodne są bowiem jednostkami w pełni wielozadaniowymi, konstrukcyjnie przeznaczonymi do wykonywania wielu rodzajów zadań. Na przykład amerykańskie jednostki typu Virginia są konstrukcyjnie przystosowane do wykonywania zadań typowo myśliwskich (SSN/SSNK), równocześnie jednak są specjalnie przystosowane konstrukcyjnie do wykonywania uderzeń na cele lądowe i morskie za pomocą pocisków manewrujących (SSGN), prowadzenia działań wywiadowczych, a nawet do przeprowadzania uderzeń na cele lądowe za pomocą oddziałów specjalnych, wykonujących desant z ich pokładów.